# Viện Hải dương học

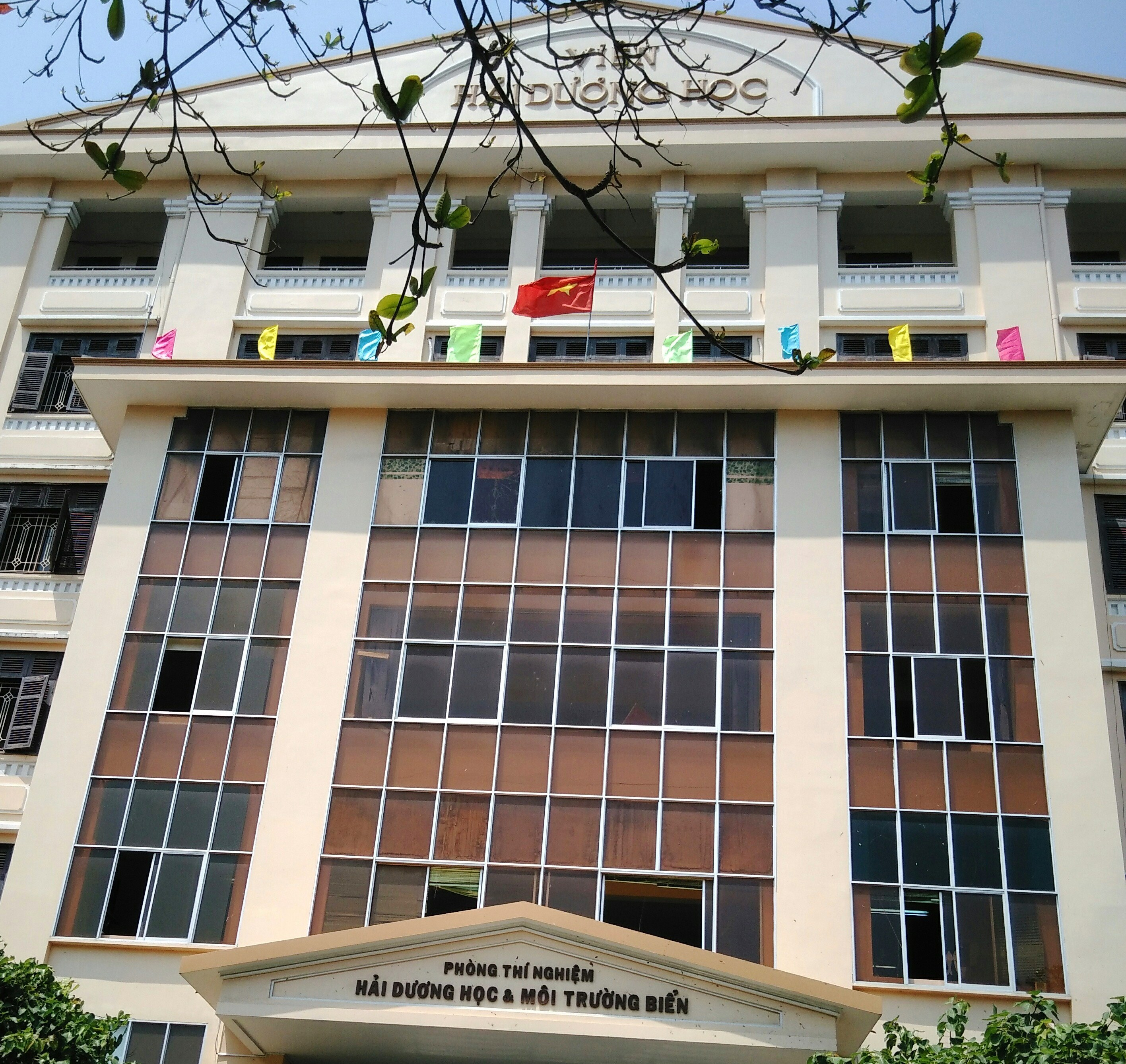
Viện Hải dương học Nha Trang

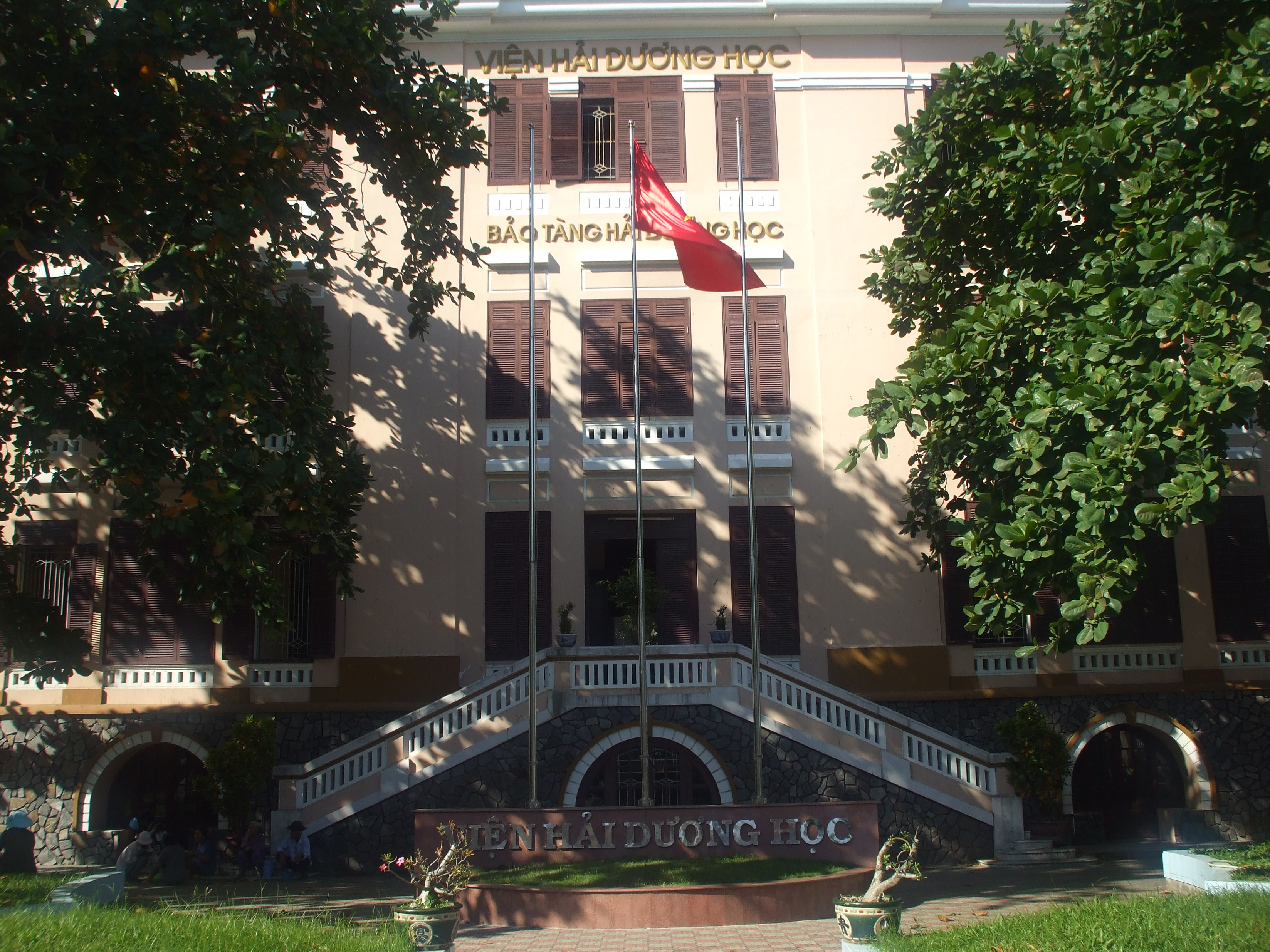
Viện Hải dương học Nha Trang

Viện Hải dương học là một viện nghiên cứu đời sống động - thực vật hải dương tại thành phố Nha Trang, tỉnh Khánh Hòa. Viện Hải dương học là một trong những cơ sở nghiên cứu khoa học được ra đời sớm nhất ở Việt Nam và được coi là cơ sở lưu trữ hiện vật và nghiên cứu về biển lớn nhất Đông Nam Á. Đến thăm Viện, du khách sẽ được tận mắt xem Bảo tàng sinh vật biển với trên 24.000 mẫu vật của hơn 4.000 loài sinh vật biển và nước ngọt đã được sưu tầm, gìn giữ từ nhiều năm, bên cạnh những mẫu vật sống được nuôi thả trong những bể kính. Viện từng được bình chọn là một trong 10 điểm du lịch lịch sử văn hóa hấp dẫn đạt danh hiệu "Điểm du lịch được hài lòng năm 2005". Viện sẽ khai trương khu công nghệ cao thuần hóa sinh vật biển, nhằm phục vụ cho chính sách phát triển kinh tế biển Việt Nam. Viện Hải dương học nằm trên một khu đất cao ráo, rộng rãi tại số 1, Cầu Đá, thành phố Nha Trang, tỉnh Khánh Hòa.

## [1]Lịch sử Viện Hải Dương học
Viện Hải dương học được thành lập ngày 14/9/1922 thời Pháp thuộc với cái tên ban đầu là Sở Hải dương học nghề cá Đông dương (Service océanographique des pêches de l'Indochine), năm 1930 thì đươc đổi thành viện Hải Dương học Đông Dương.
Năm 1952, Viện Hải dương học Đông Dương đổi tên thành Hải học viện Nha Trang(L'Institut Océanographique de Nha Trang), khi có quyết định của Chính phủ Pháp bàn giao cho Chính quyền miền Nam đương thời (1954).
   Thời gian này, đất nước chưa thống nhất, việc nghiên cứu biển mang tính chất khu vực. Viện Hải dương học Nha Trang hoạt động khó khăn trong điều kiện có chiến tranh nên chú trọng đào tạo cán bộ nghiên cứu biển có trình độ trên đại học và đại học cộng đồng, tổ chức những chuyến khảo sát biển ven bờ, các cù lao gần và tập trung vào cộng tác xác định mẫu vật sắp xếp theo bộ môn, báo cáo các khảo sát ứng dụng.
   Tham gia khảo cứu vịnh Thái Lan và miền Nam Việt Nam với Viện Hải dương học Scripps (Scripps Institution of Oceanography), California, Hoa Kỳ trên tàu Stranger trong chương trình NAGA (1959-1960) và tham gia chương trình CSK (Co-operative Study of Kuroshio) (1965-1977) nghiên cứu ảnh hưởng của dòng Kuroshio.
   Trong giai đoạn này, tại miền Bắc, để khảo sát khu vực biển vịnh Bắc Bộ, Chính phủ Việt Nam Dân Chủ Cộng Hoà quyết định thành lập các tổ chức nghiên cứu biển:
- 1959: thành lập Đoàn Khảo sát Biển vịnh Bắc Bộ
- 1961: thành lập Trạm Nghiên cứu Biển Hải Phòng
- 1967: thành lập Viện Nghiên Cứu Biển Hải Phòng đặt trụ sở tại 246, đường Đà Nẵng, tp. Hải Phòng

Như vậy, trong giai đoạn 1952-1975 có 02 cơ sở nghiên cứu hải dương học là Hải học viện Nha Trang (đổi tên từ Viện Hải dương học Đông Dương năm 1952) và Viện Nghiên cứu biển tại Hải Phòng (thành lập năm 1967 tiền thân là Đoàn khảo sát biển vịnh Bắc Bộ).
Sau khi Việt Nam thống nhất, Hải học viện Nha Trang, Viện Nghiên cứu biển Hải Phòng được sát nhập thành một Viện thống nhất lấy tên là Viện Nghiên cứu biển Nha Trang, trực thuộc Viên Khoa học Việt Nam, nay là Viện Khoa học và Công nghệ Việt Nam
Đến năm 1993, Viện Hải dương học (Institute of Oceanography) bao gồm tất cả các cơ quan nghiên cứu biển trên toàn quốc, Viện được tổ chức thành một viện chính ở Nha Trang và hai phân viện ở Hải Phòng và Hà Nội.
Năm 2001, hai phân viện ở Hải Phòng và Hà Nội được nâng cấp thành Viện Địa chất và Địa vật lý biển (Hà Nội) và Viện Tài nguyên và Môi trường biển (Hải Phòng). Cả 3 viện đều trực thuộc Viện Khoa học và Công nghệ Việt Nam.

## Đặc điểm
Nói đến Viện Hải dương học, người ta không thể không nhắc đến một bộ phận hữu cơ của nó là bảo tàng Hải dương học - vốn rất nổi tiếng từ những năm 30 của thế kỷ trước với cái tên dân dã là "Hồ cá Hải học viện Nha Trang". Hiện nay, bảo tàng Hải dương học được tập trung đầu tư nâng cấp, mở rộng và phát triển thành một quần thể liên hoàn bao gồm các bể nuôi sinh vật biển phục vụ nghiên cứu, tham quan cũng như giáo dục cộng đồng, và một hệ thống nhà lưu trữ mẫu sinh vật biển lớn nhất nước. Có rất nhiều mẫu vật đã được gửi đến nhiều phòng thí nghiệm khác nhau ở nước ngoài, nhiều bảo tàng trên thế giới.

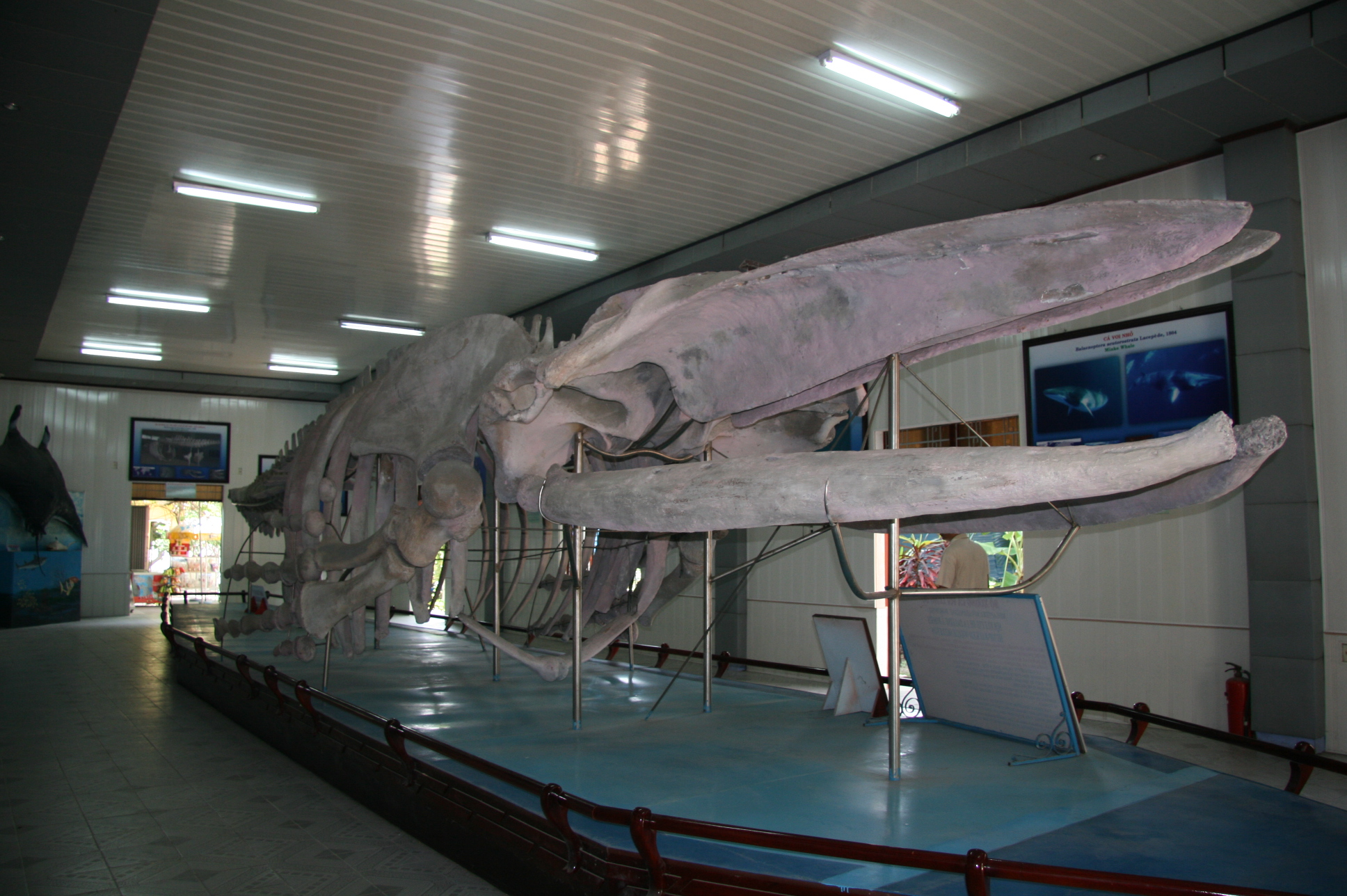
Bộ xương cá voi trưng bày tại Viện

Đến tham quan bảo tàng, ngoài việc chiêm ngưỡng vẻ đẹp của hàng trăm loài sinh vật biển nhiệt đới, khách tham quan còn có thể xem xét tìm hiểu hơn 10.000 loài sinh vật ở Biển Đông đang được lưu trữ. Bộ mẫu sinh vật biển bao gồm các loài hiện hữu ở biển Việt Nam, Campuchia và các vùng nước lân cận, trong đó có các loài thú biển quý hiếm đang có nguy cơ tuyệt chủng như Bò biển (Dugong). Đặc biệt, bảo tàng đang lưu giữ, bảo quản trưng bày bộ xương cá voi khổng lồ dài gần 18m, cao 3m đã bị chôn vùi trong lòng đất ở đồng bằng sông Hồng ít nhất hơn 200 năm. Đây thực sự là một di vật lịch sử tự nhiên vô cùng quý giá.
Bảo tàng còn giới thiệu với du khách các đặc điểm tự nhiên của vùng Biển Đông, giới thiệu những khoáng sản, tài nguyên quý giá, những cảnh quan môi trường vùng biển ven bờ, các hệ sinh thái giàu có như rừng ngập mặn, rạn san hô, thảm cỏ biển - để lưu ý nhắc nhở mọi người hãy nâng cao ý thức bảo vệ cảnh quan môi trường, nguồn lợi vì lợi ích của con cháu mai sau, bảo tàng Hải dương học đang trở thành trung tâm trưng bày giới thiệu và giáo dục truyền thống chinh phục khai thác và bảo vệ Biển Đông của người Việt. Đây thực sự là một trung tâm di sản văn hóa biển rất đáng quý, cần phải bảo quản và phát triển.

## Hình ảnh

### Cá biển

Cá
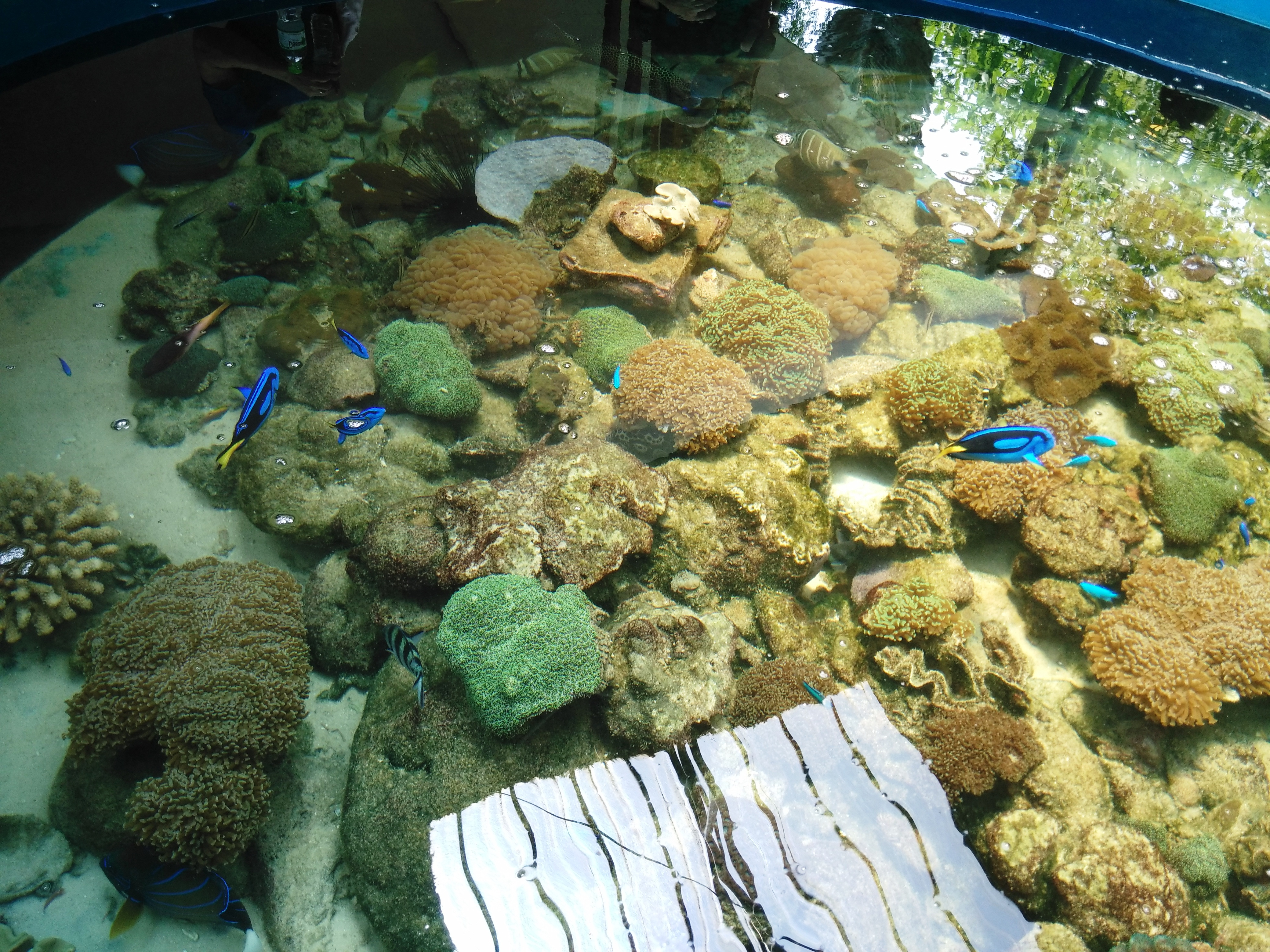
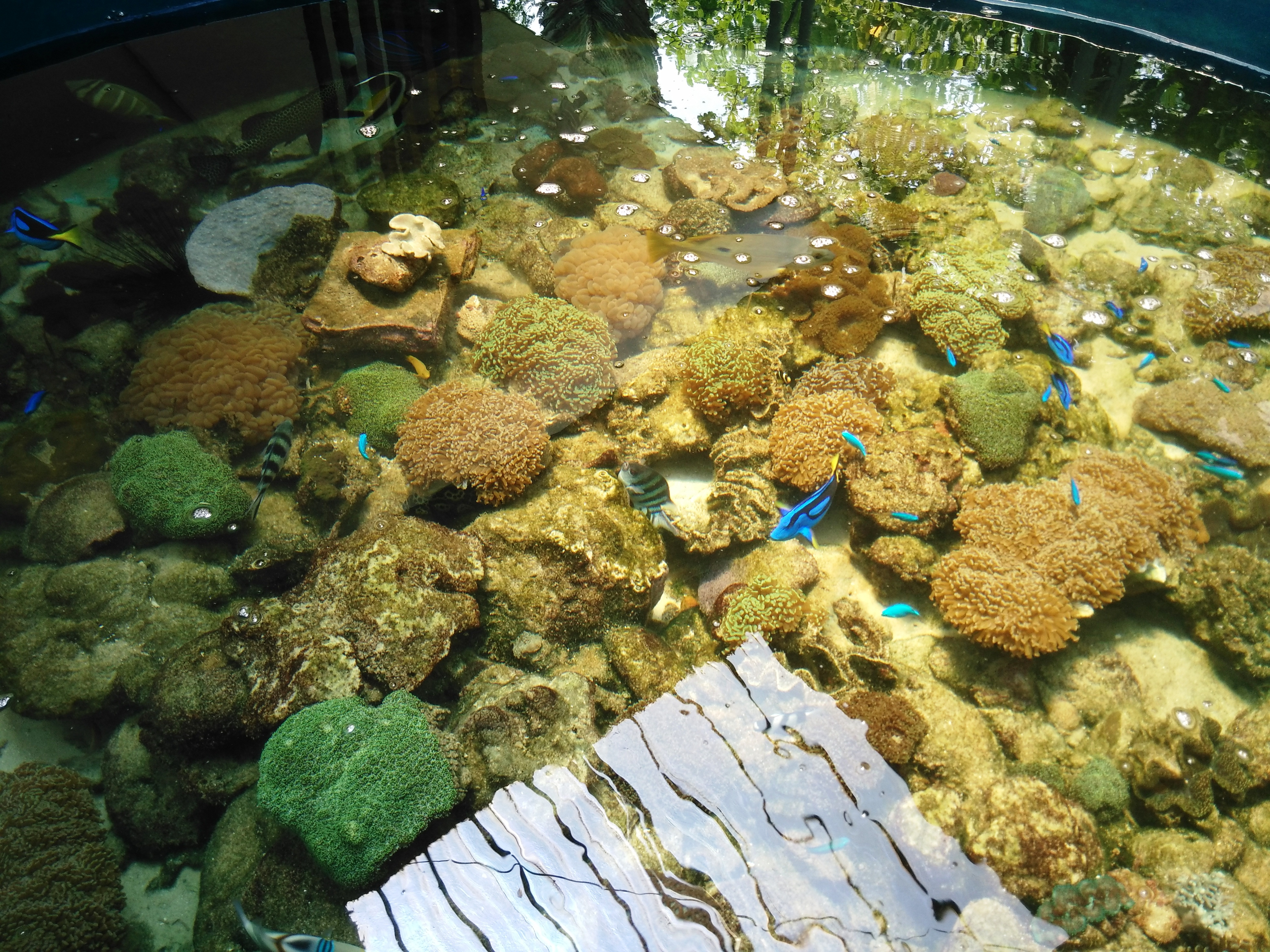
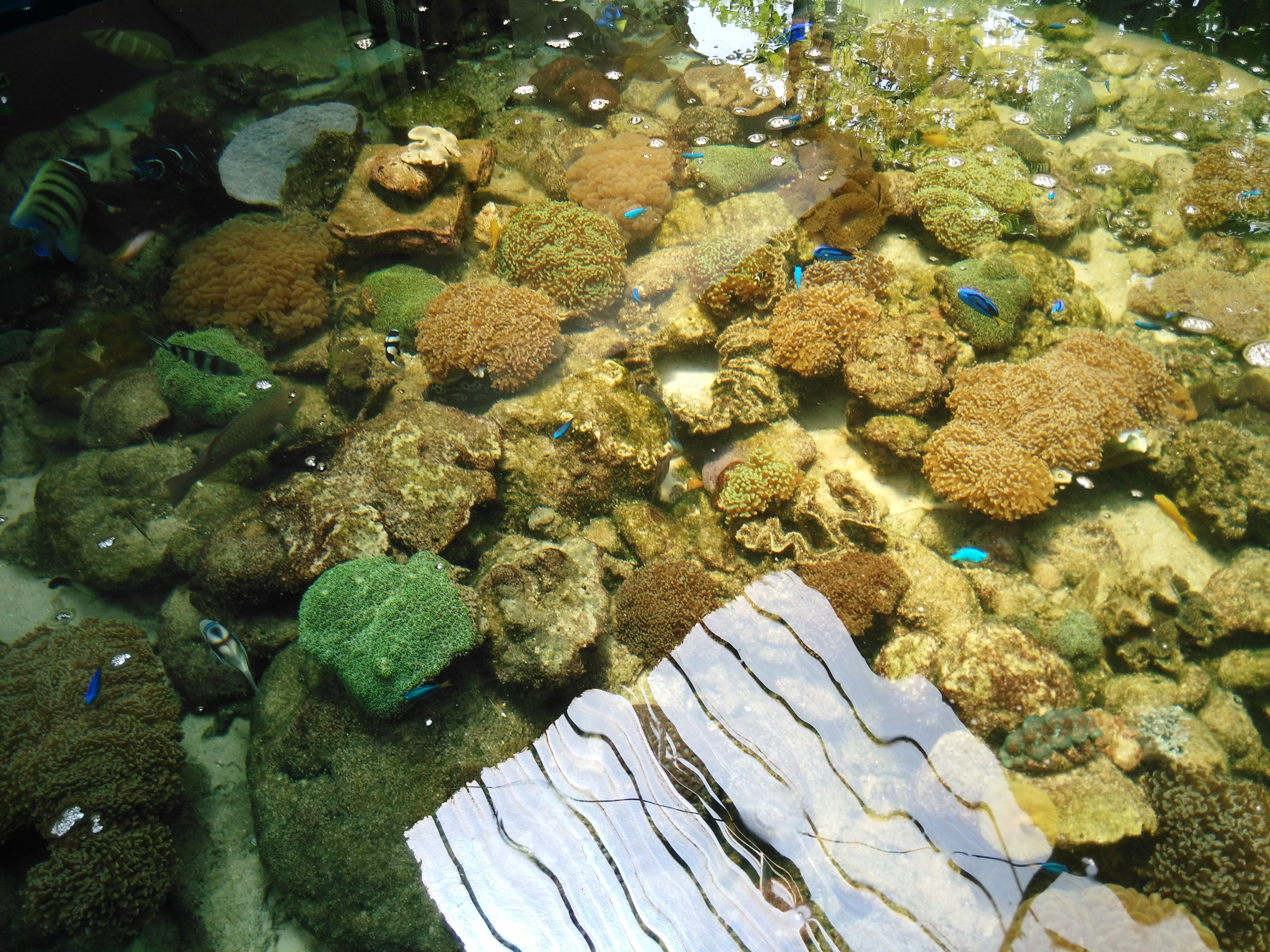
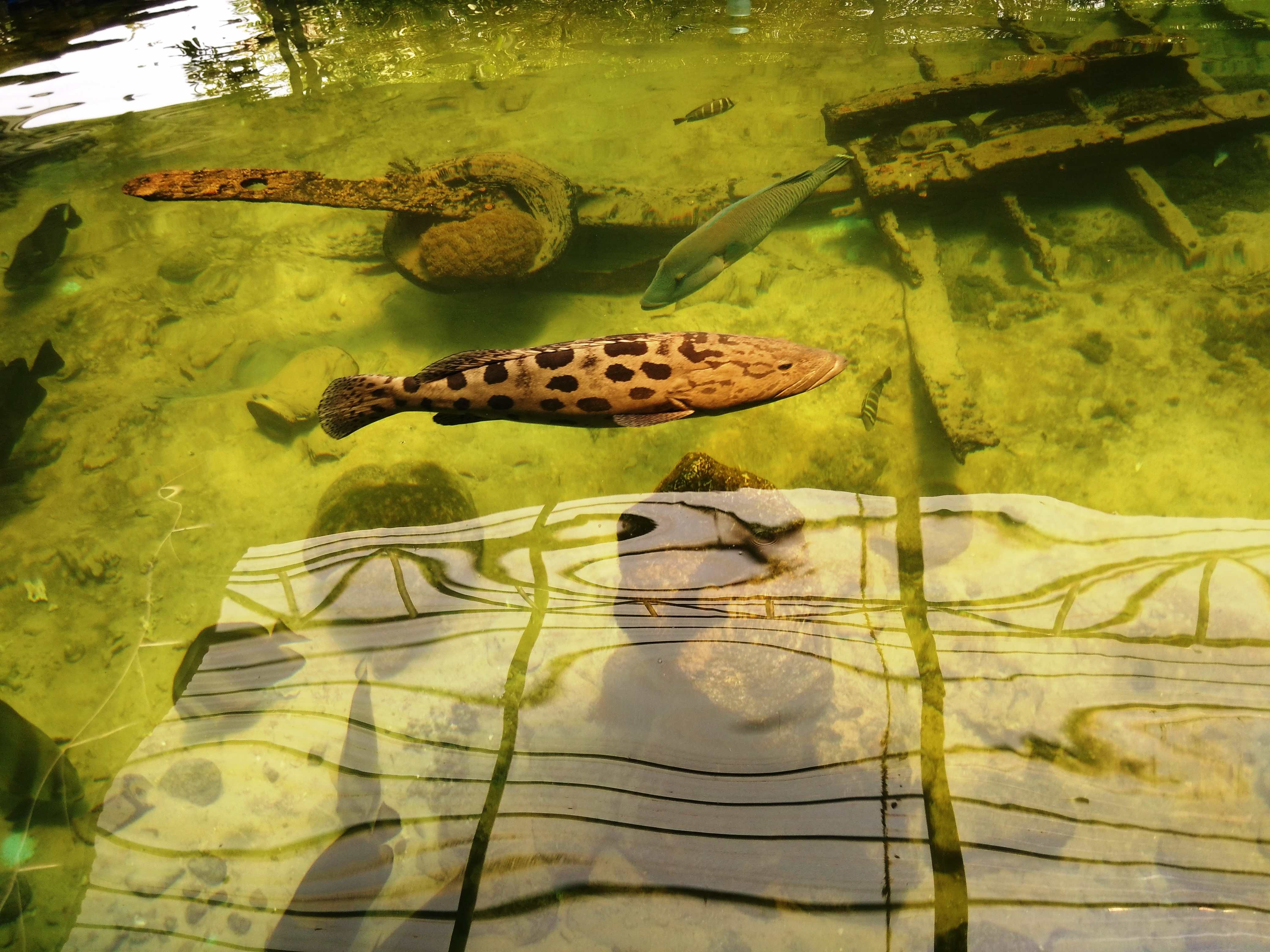
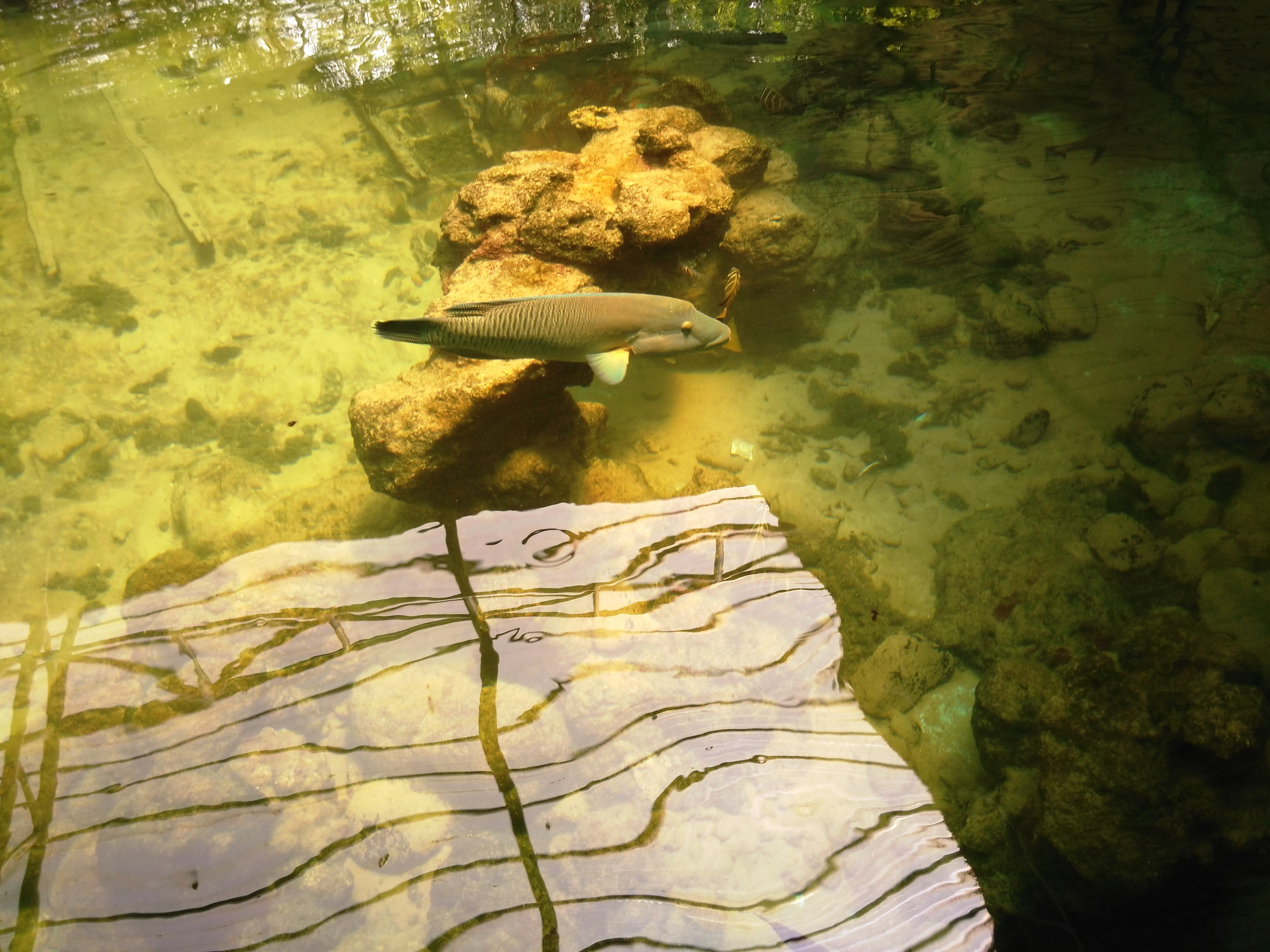
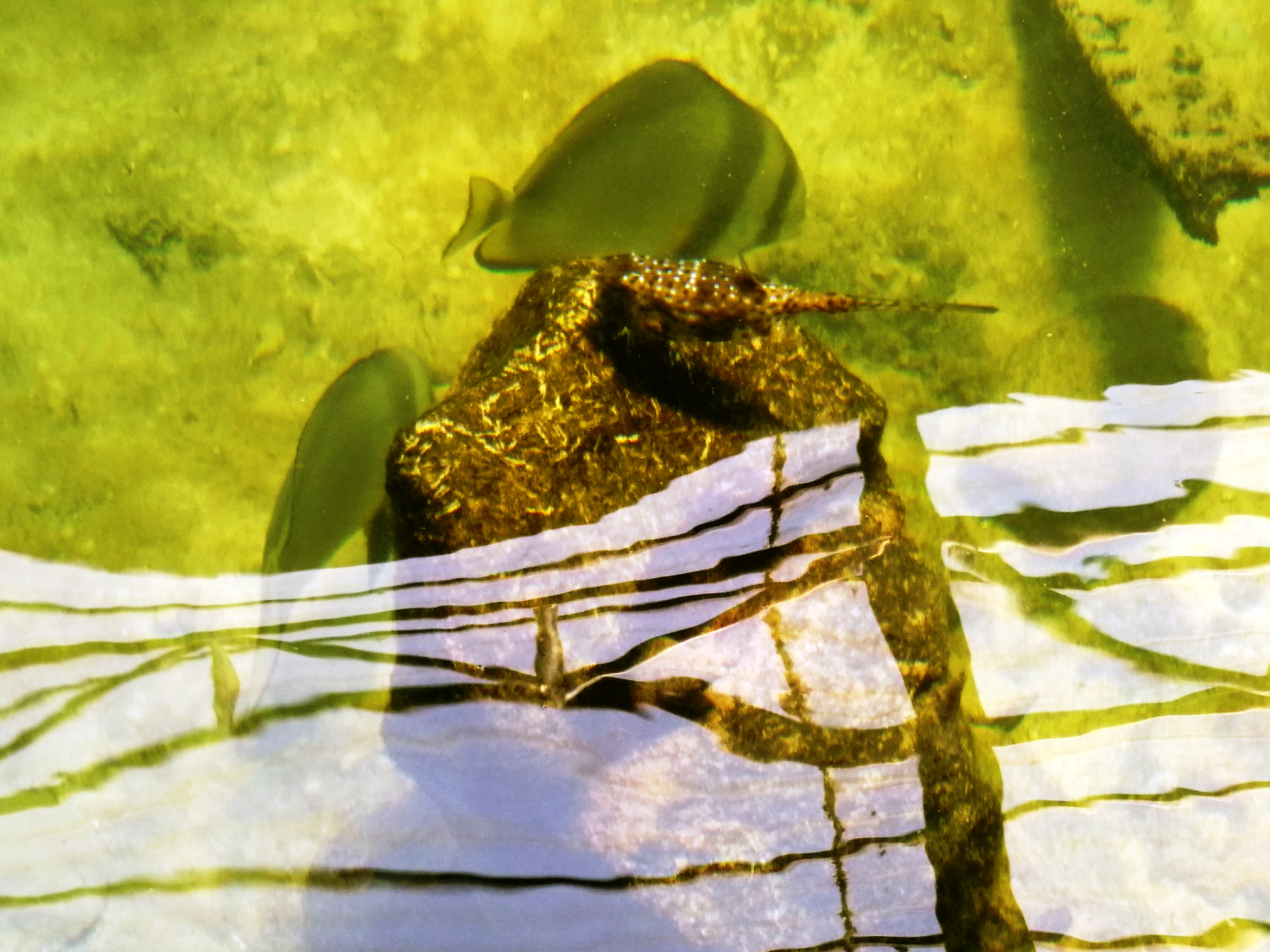
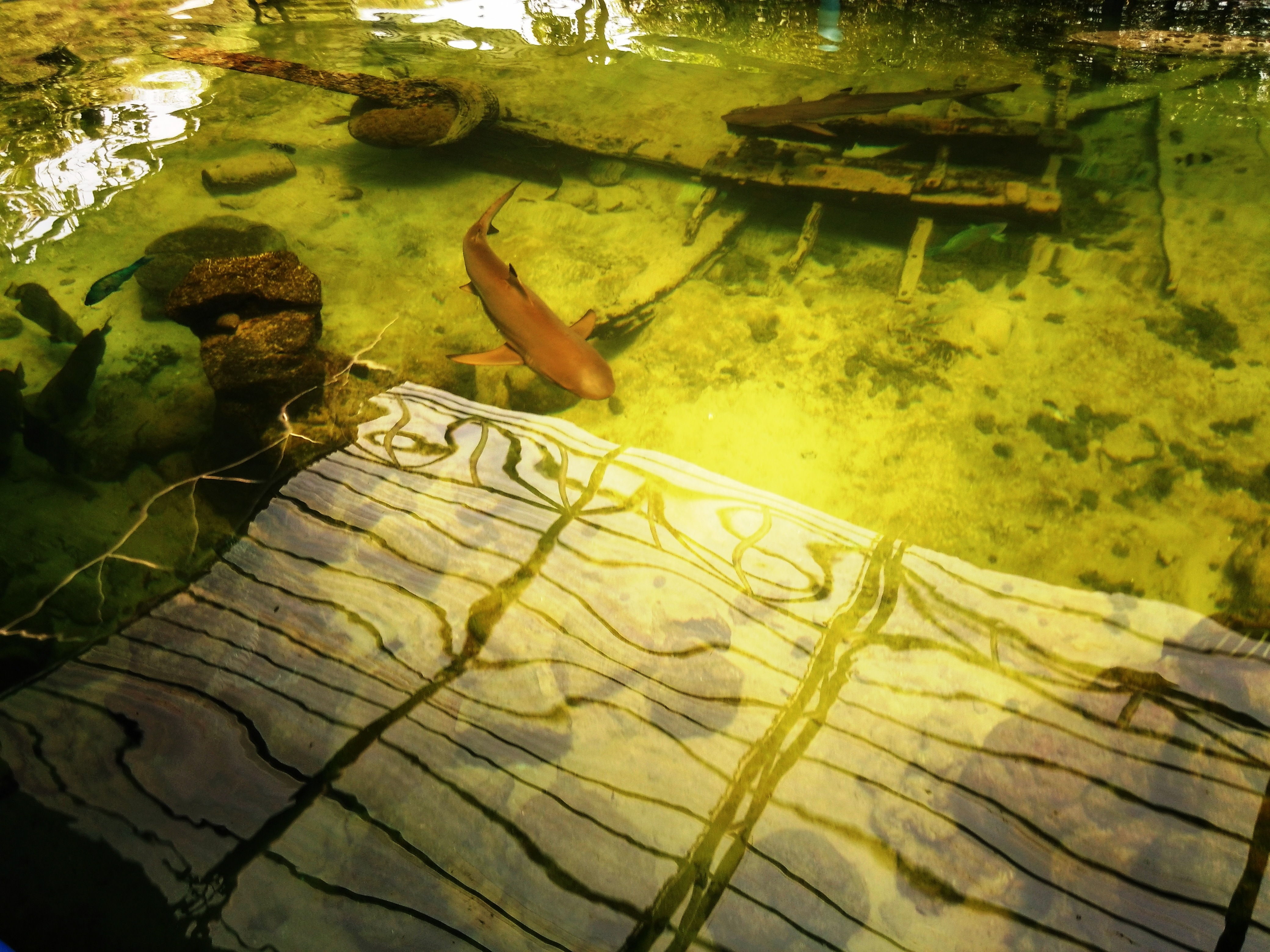
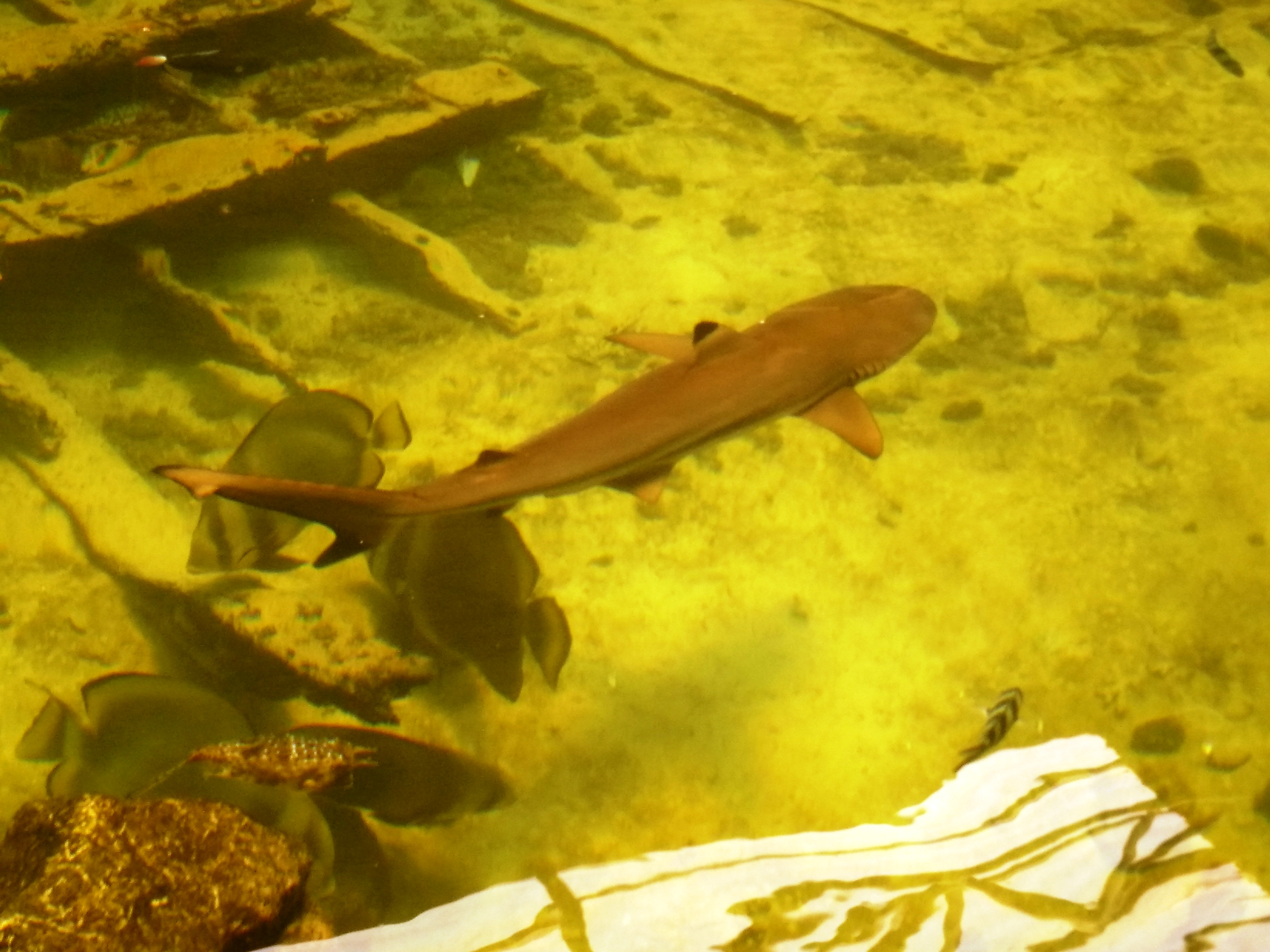
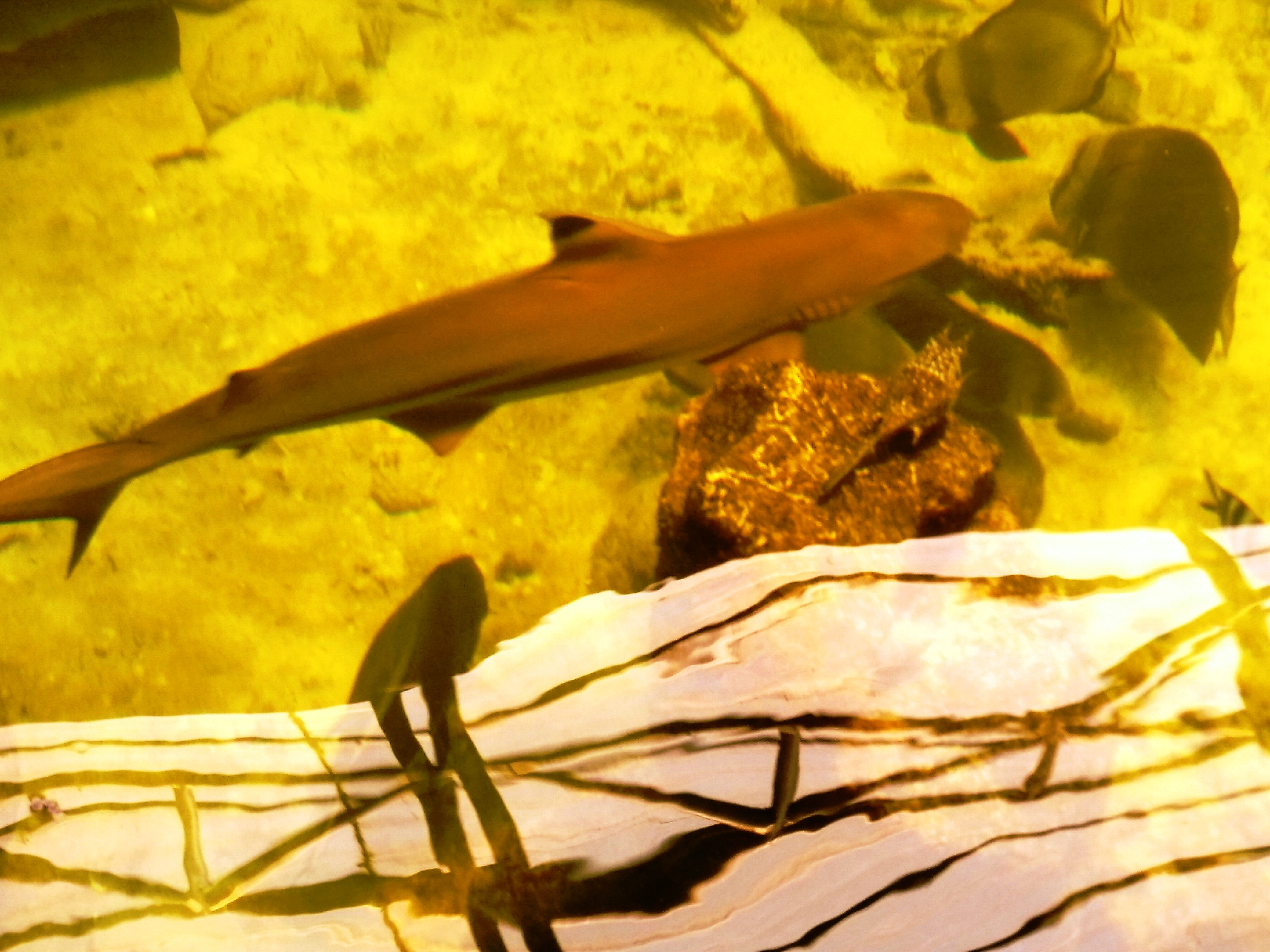
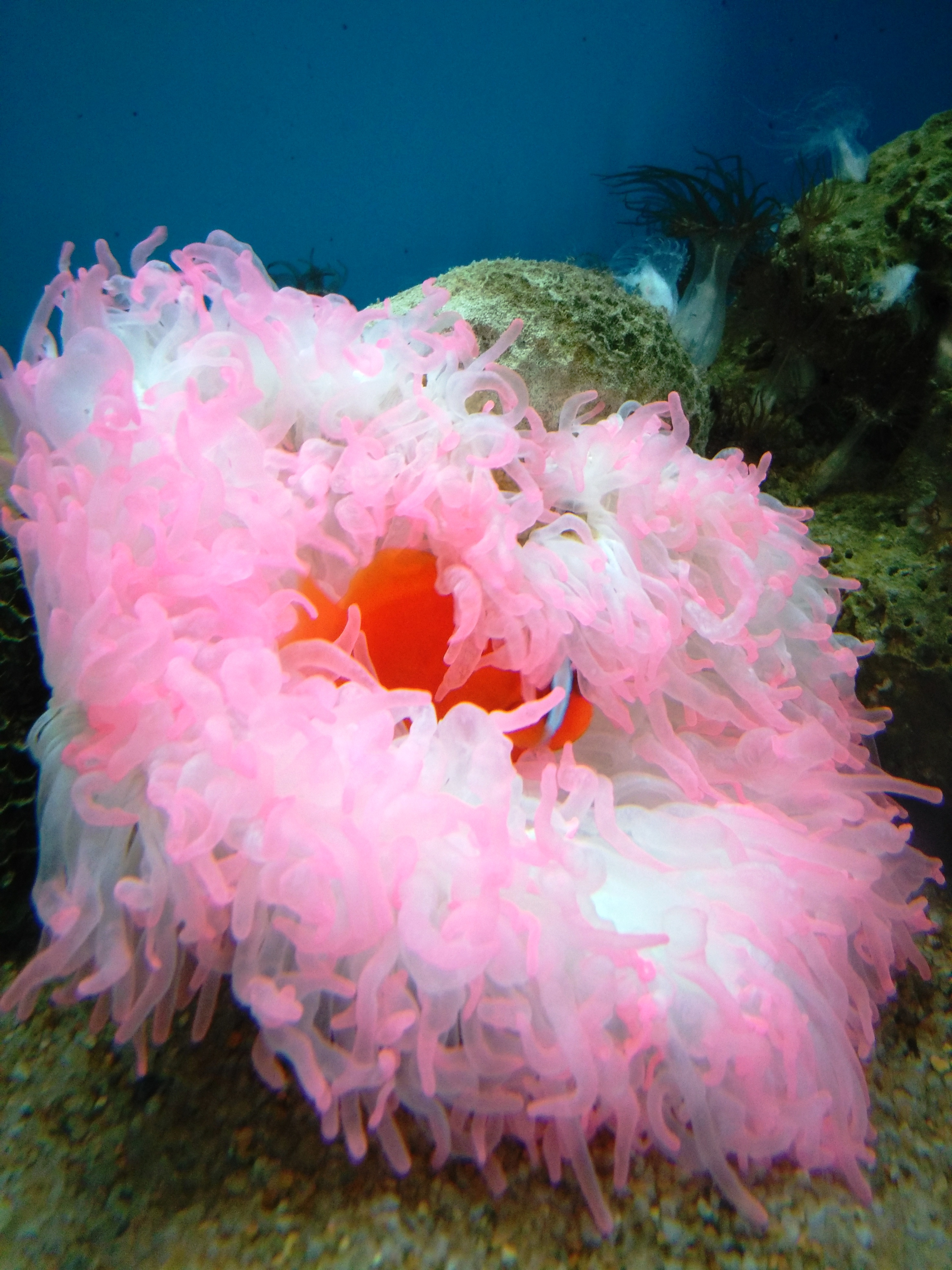
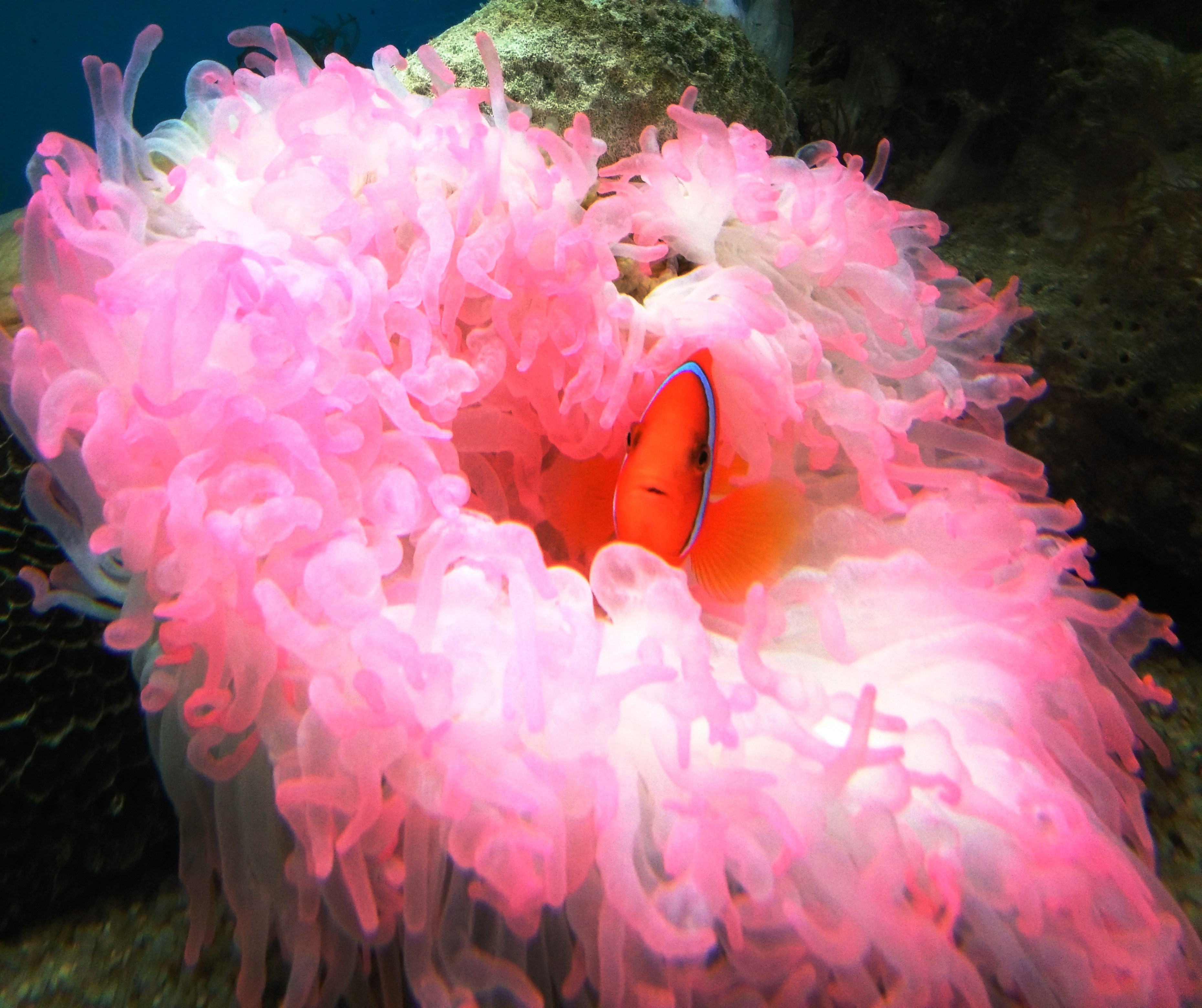
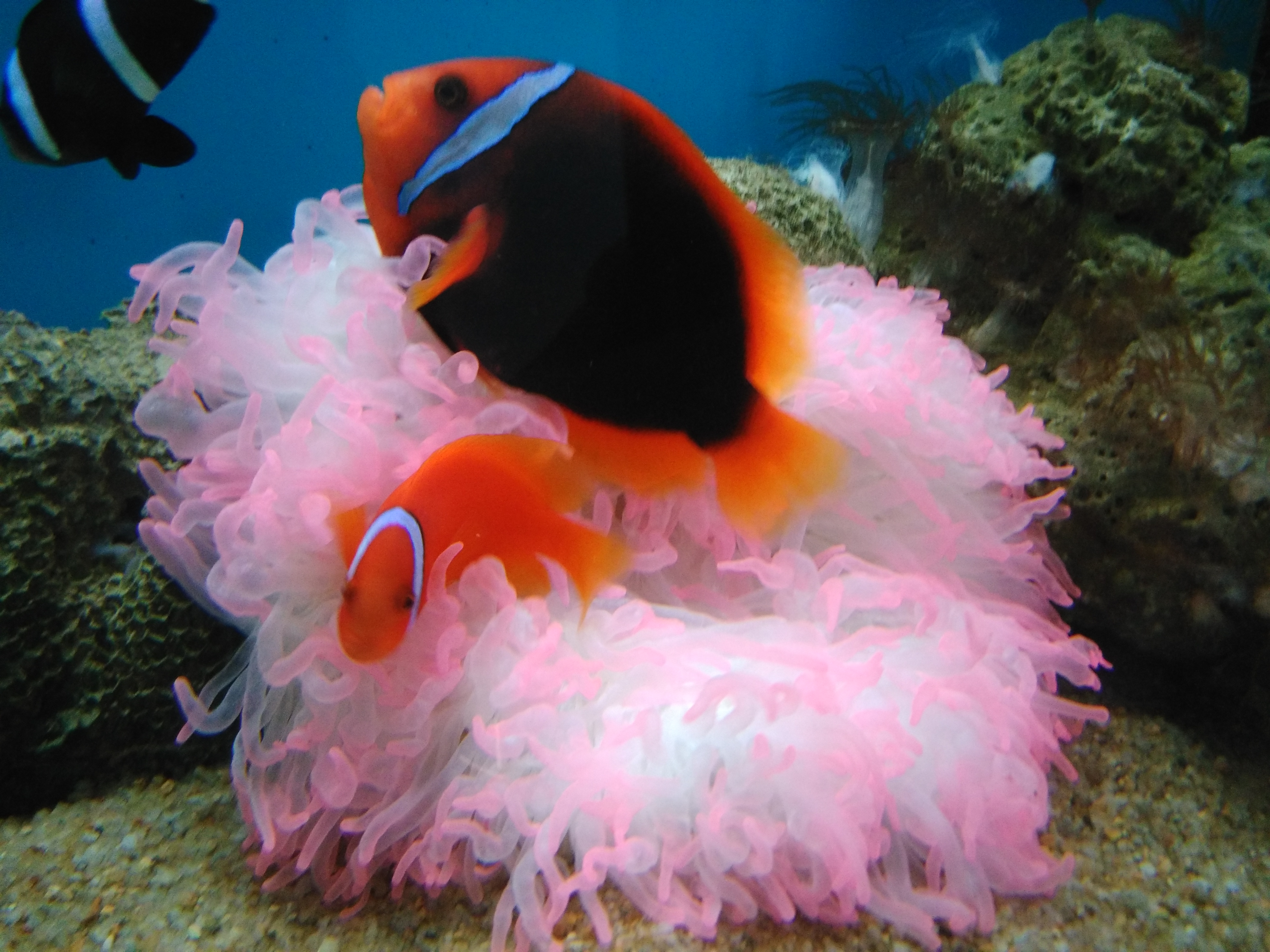
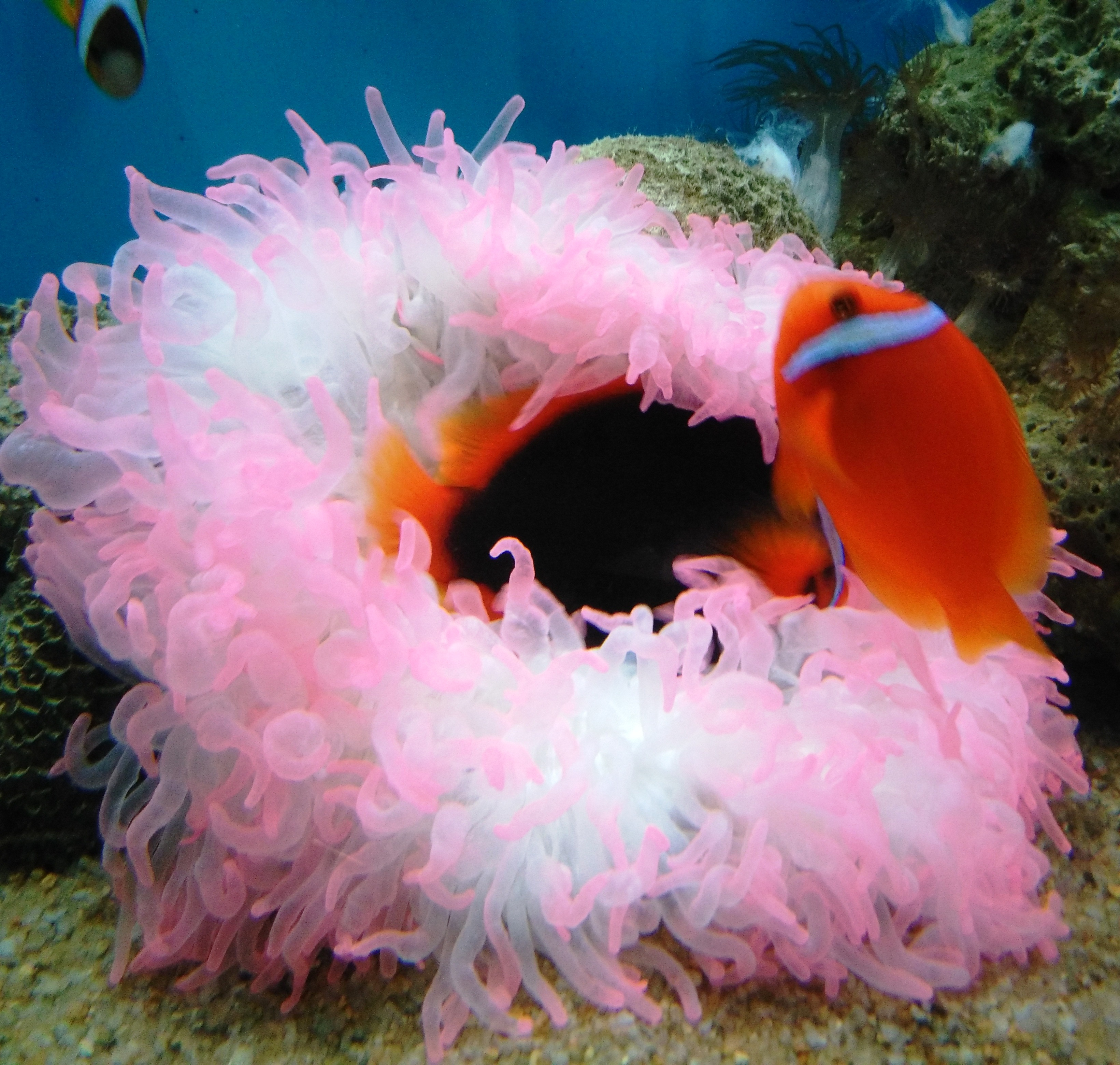
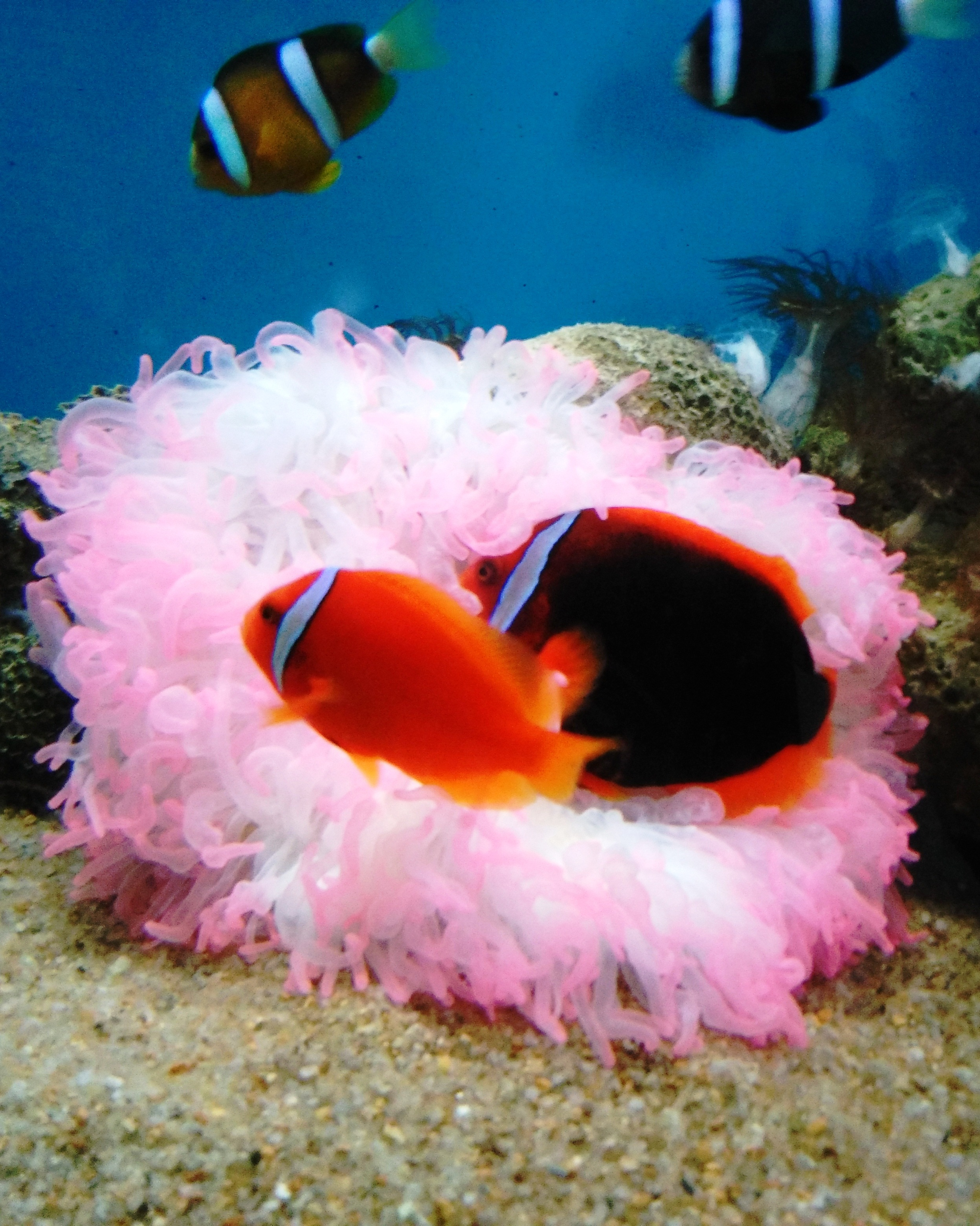
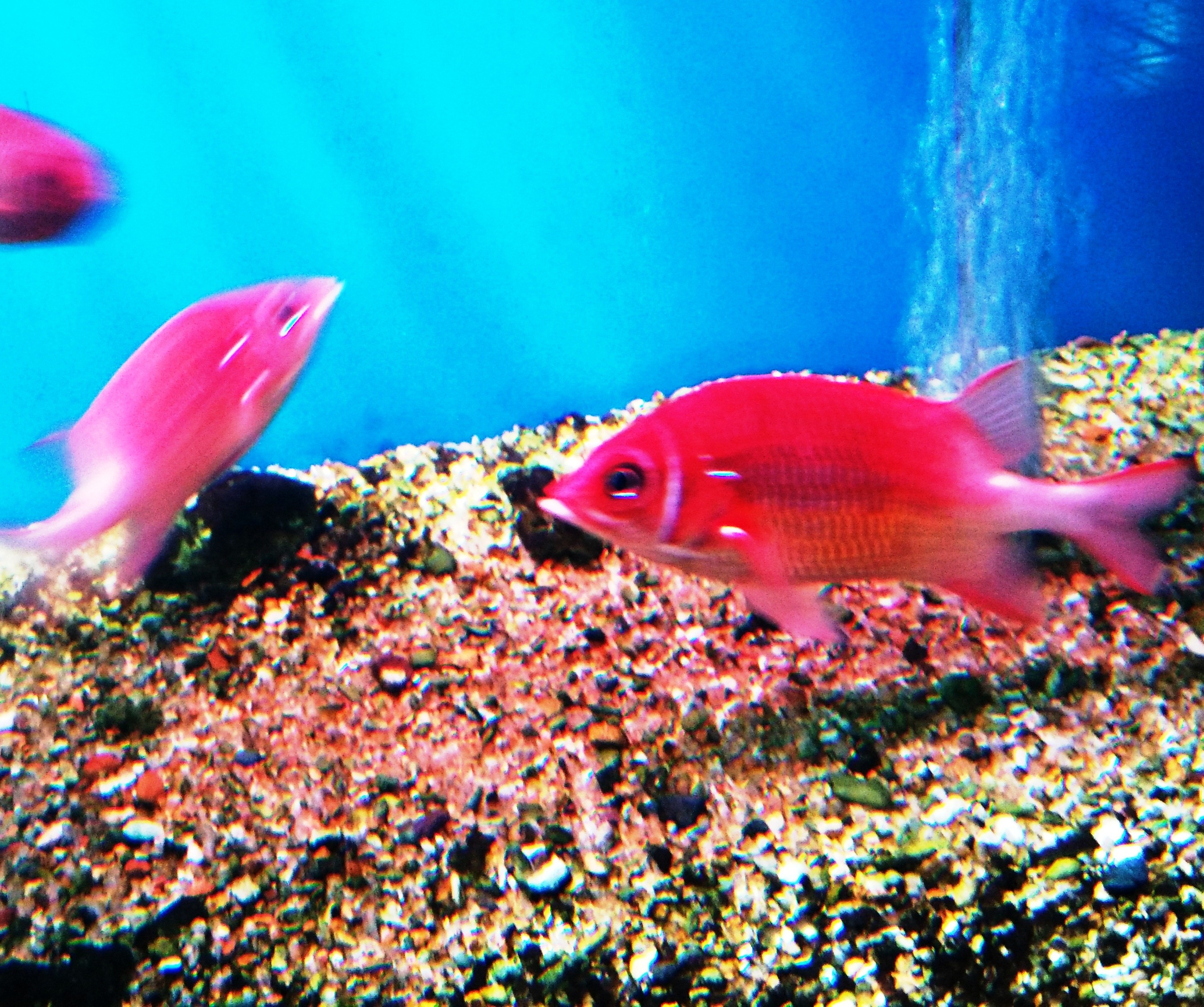
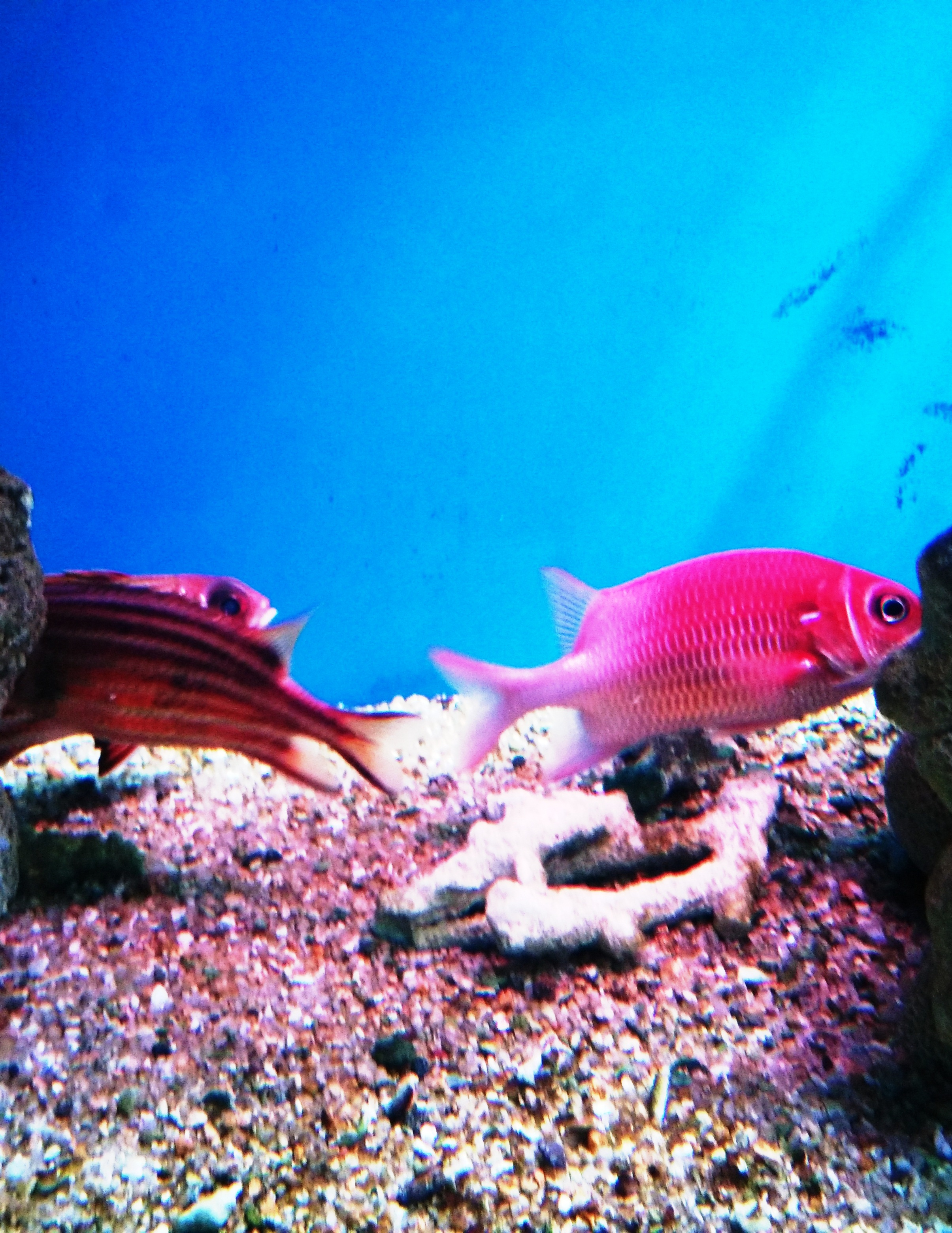
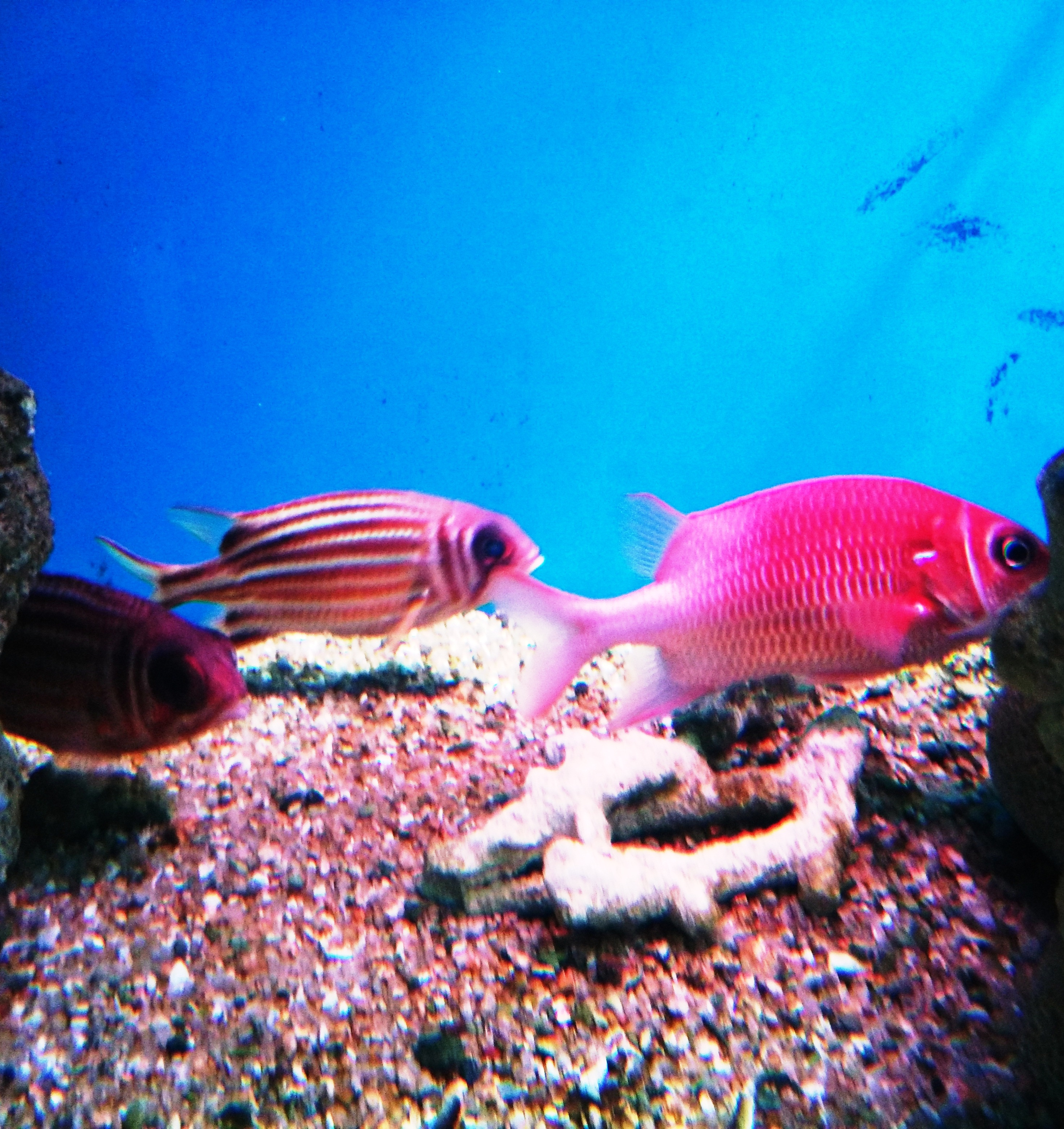
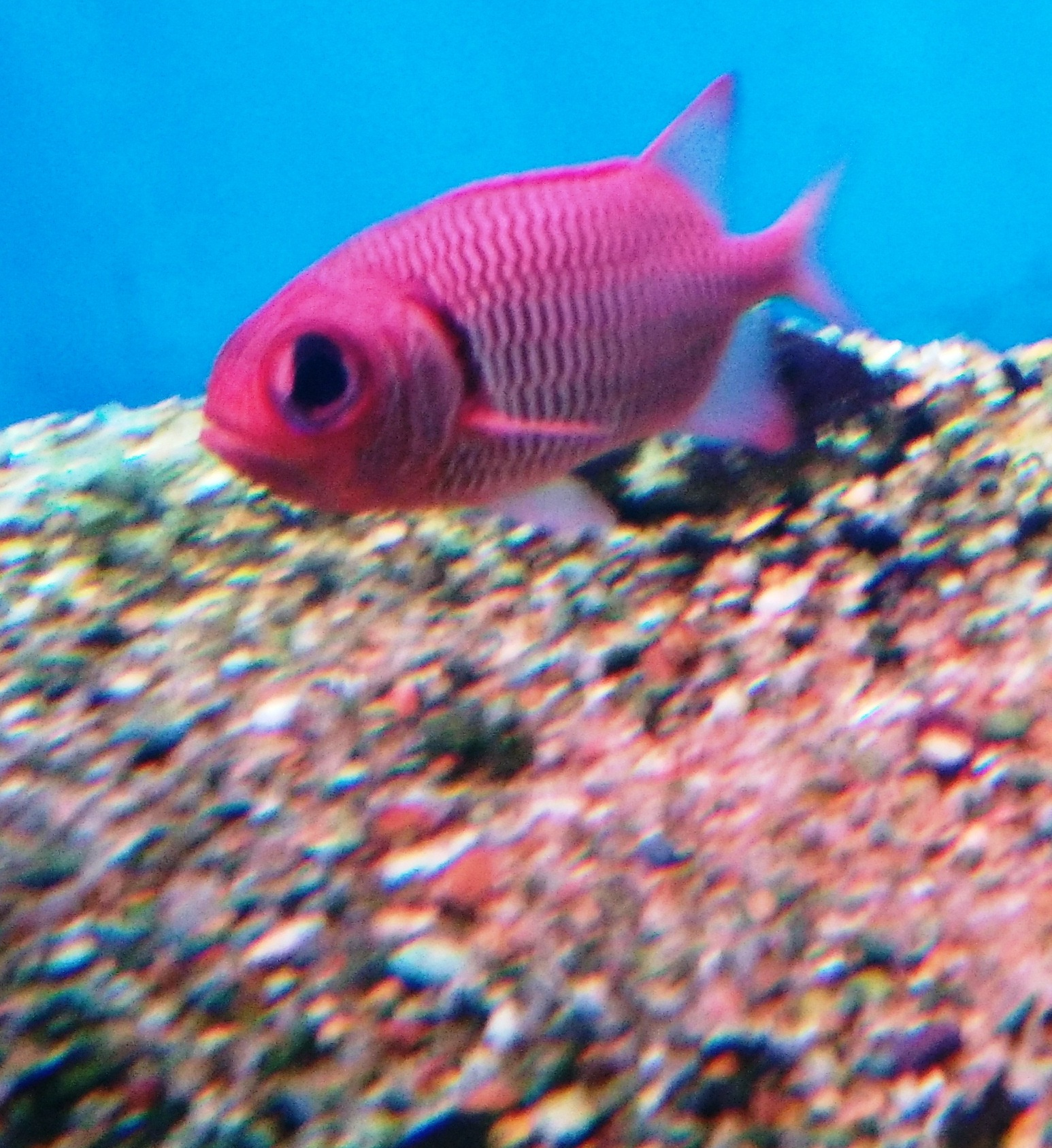
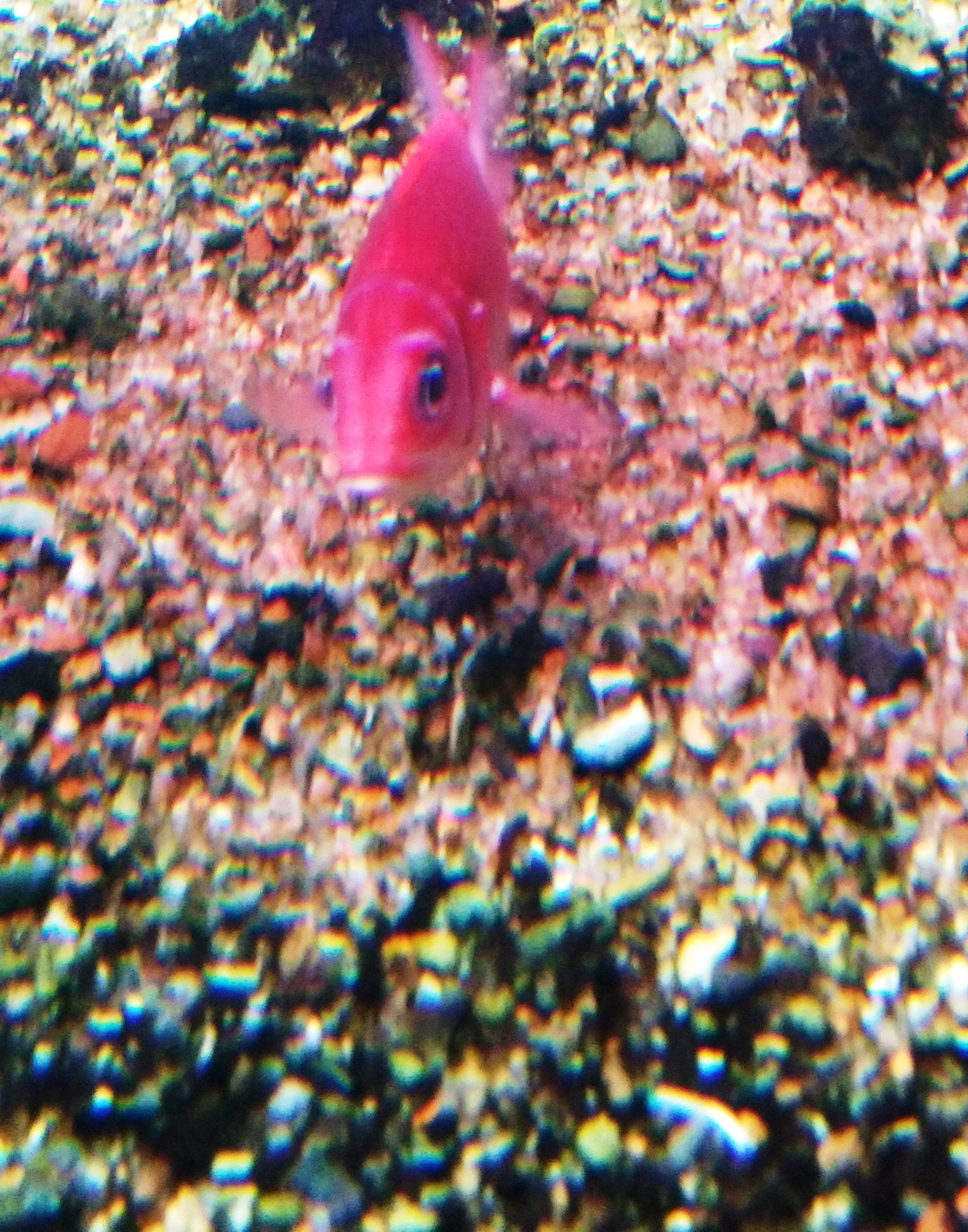
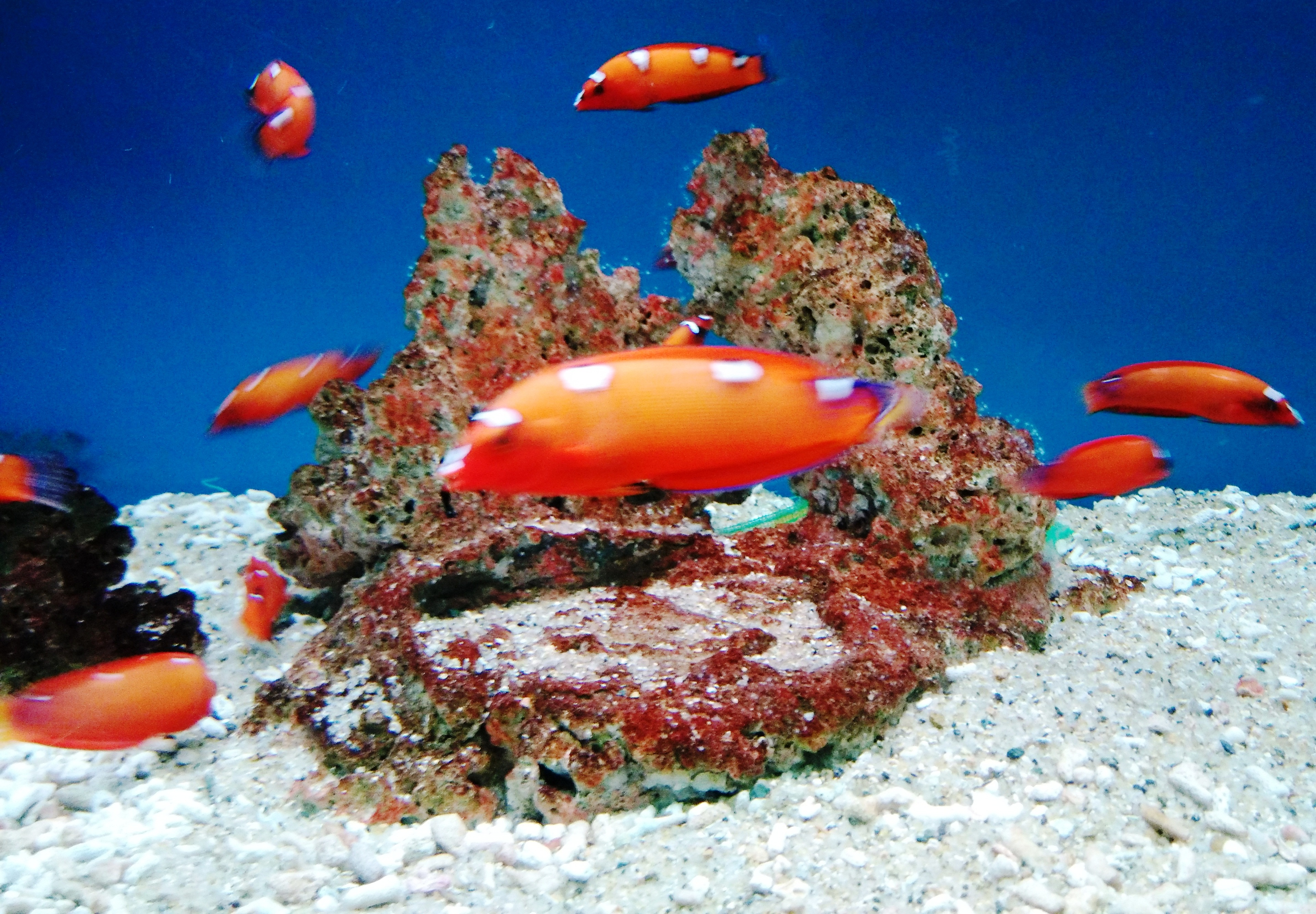
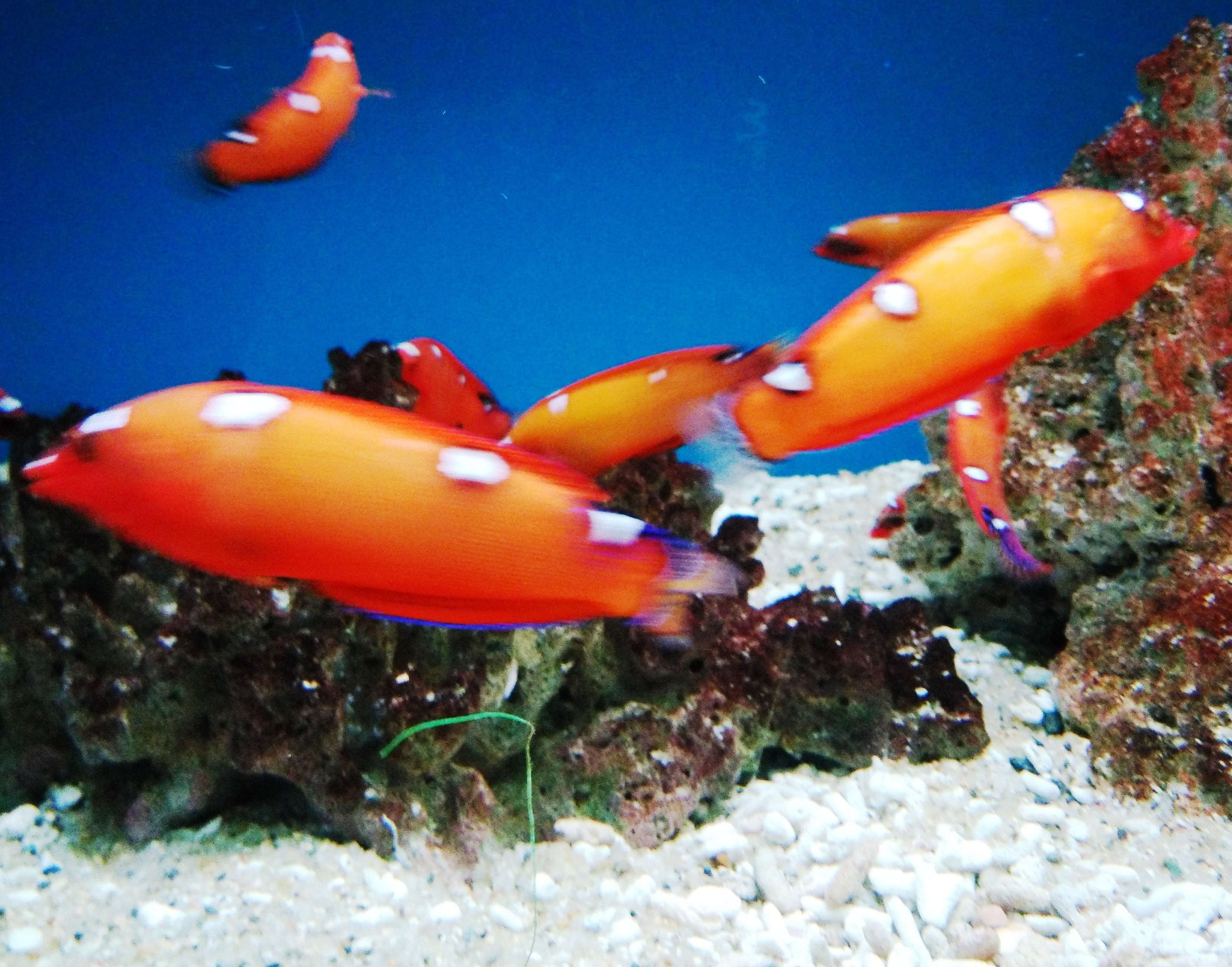
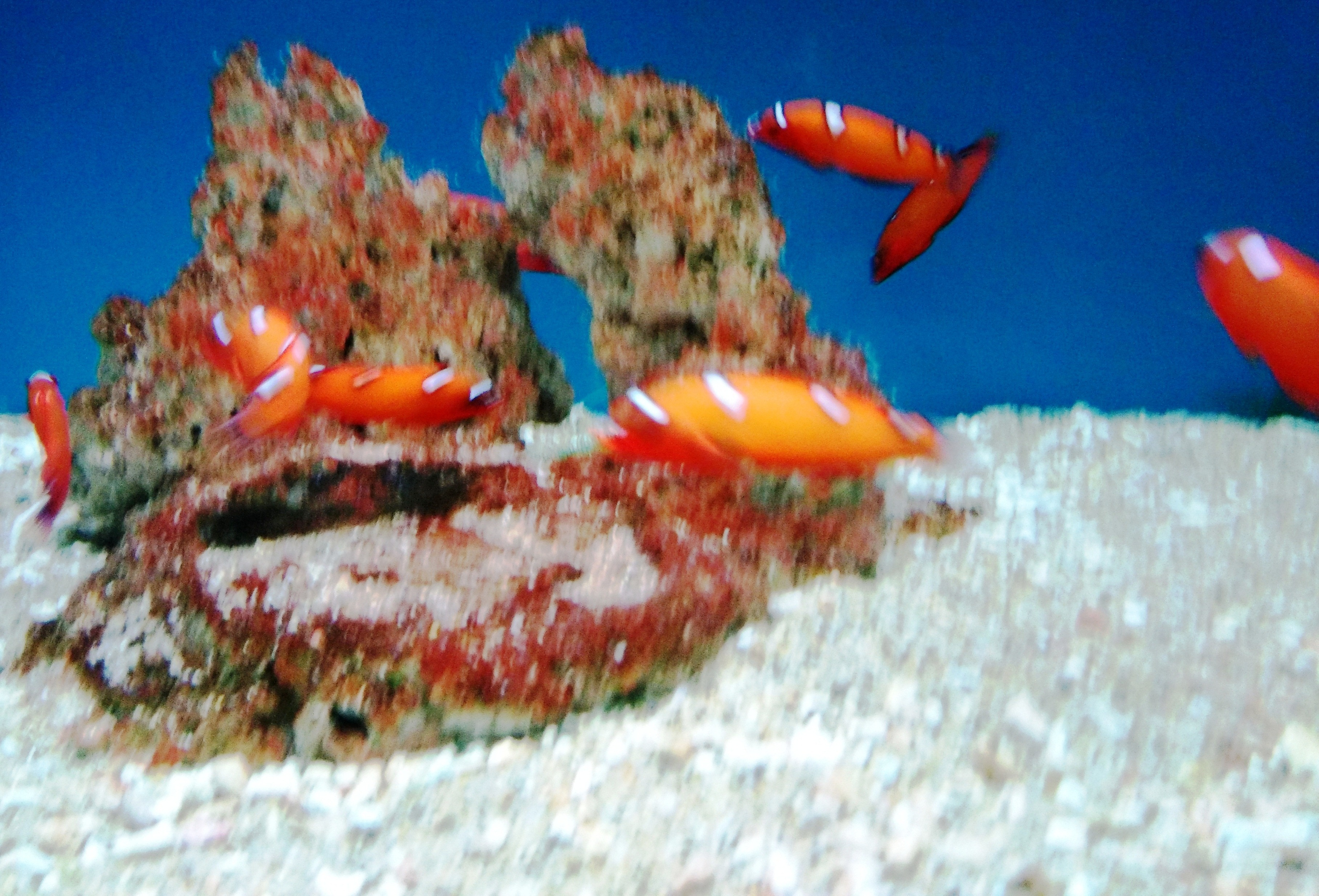
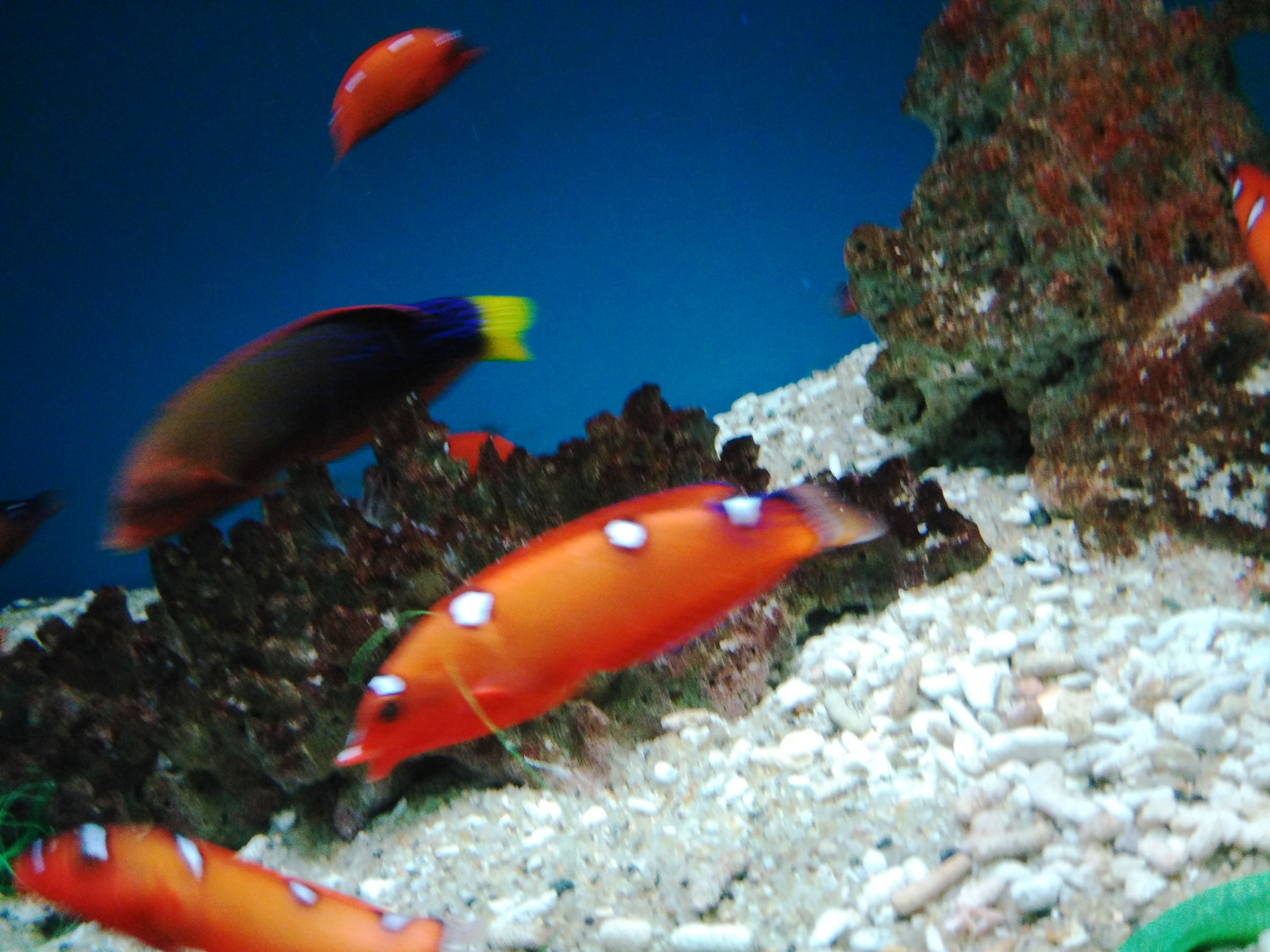
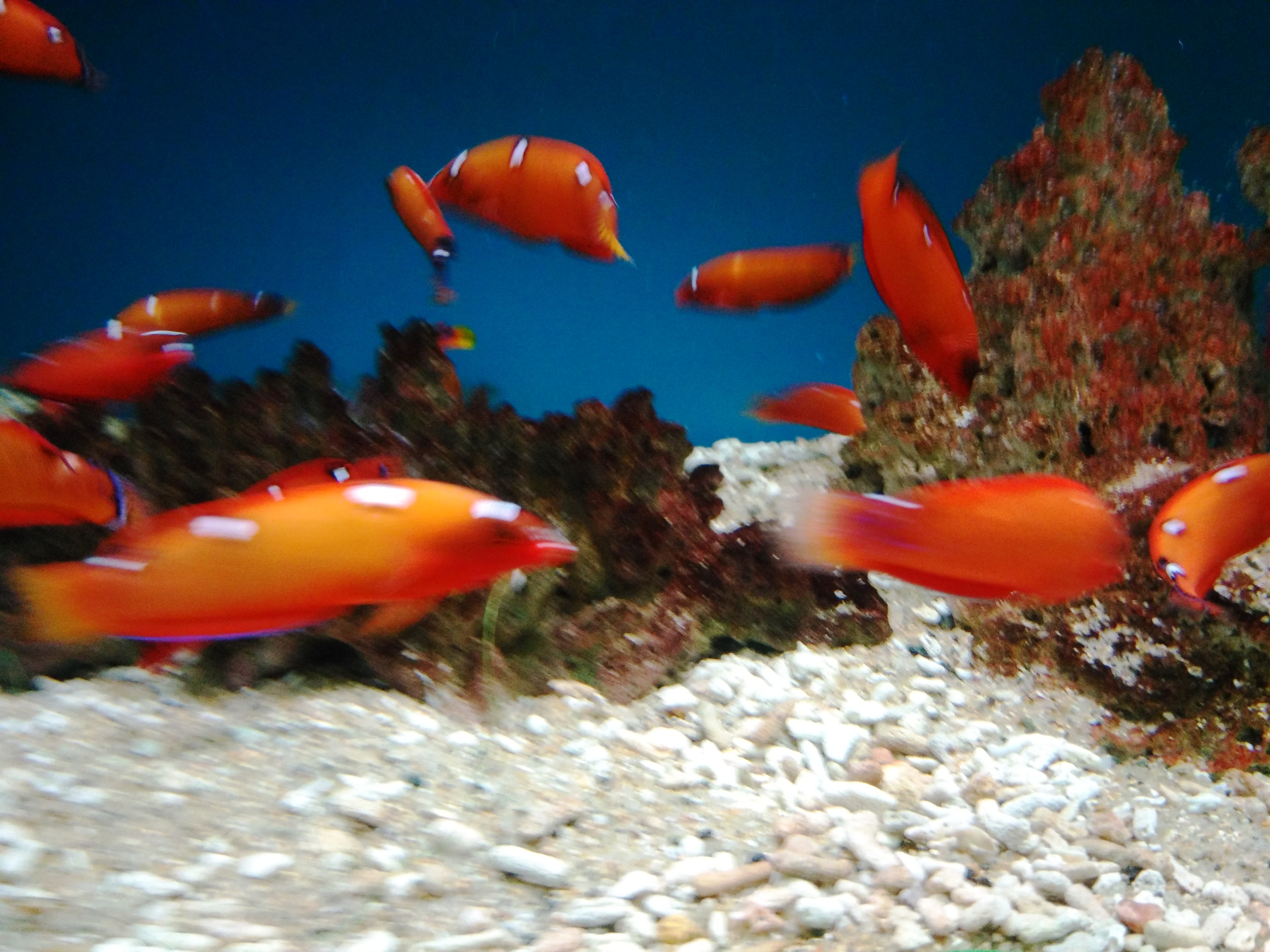
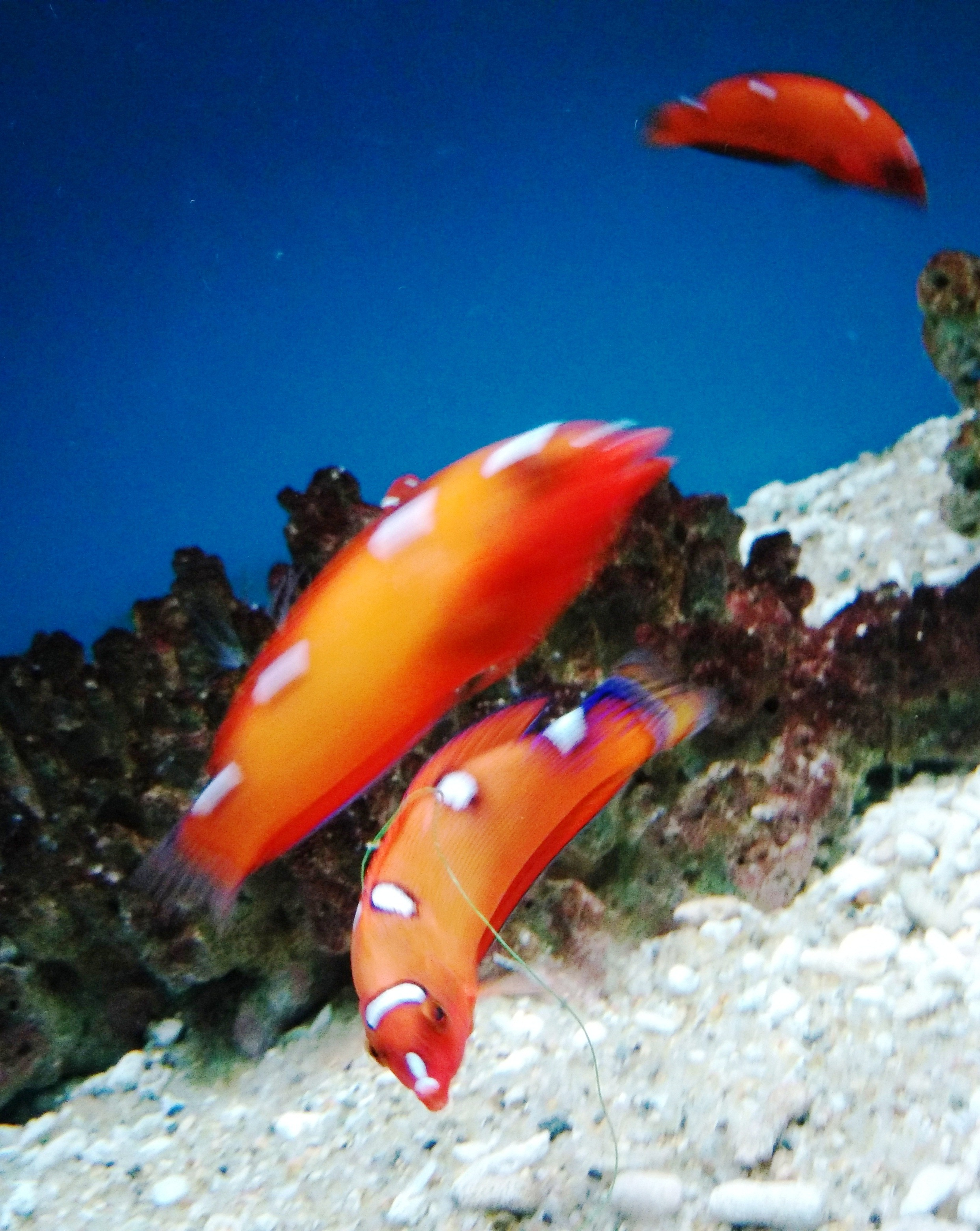
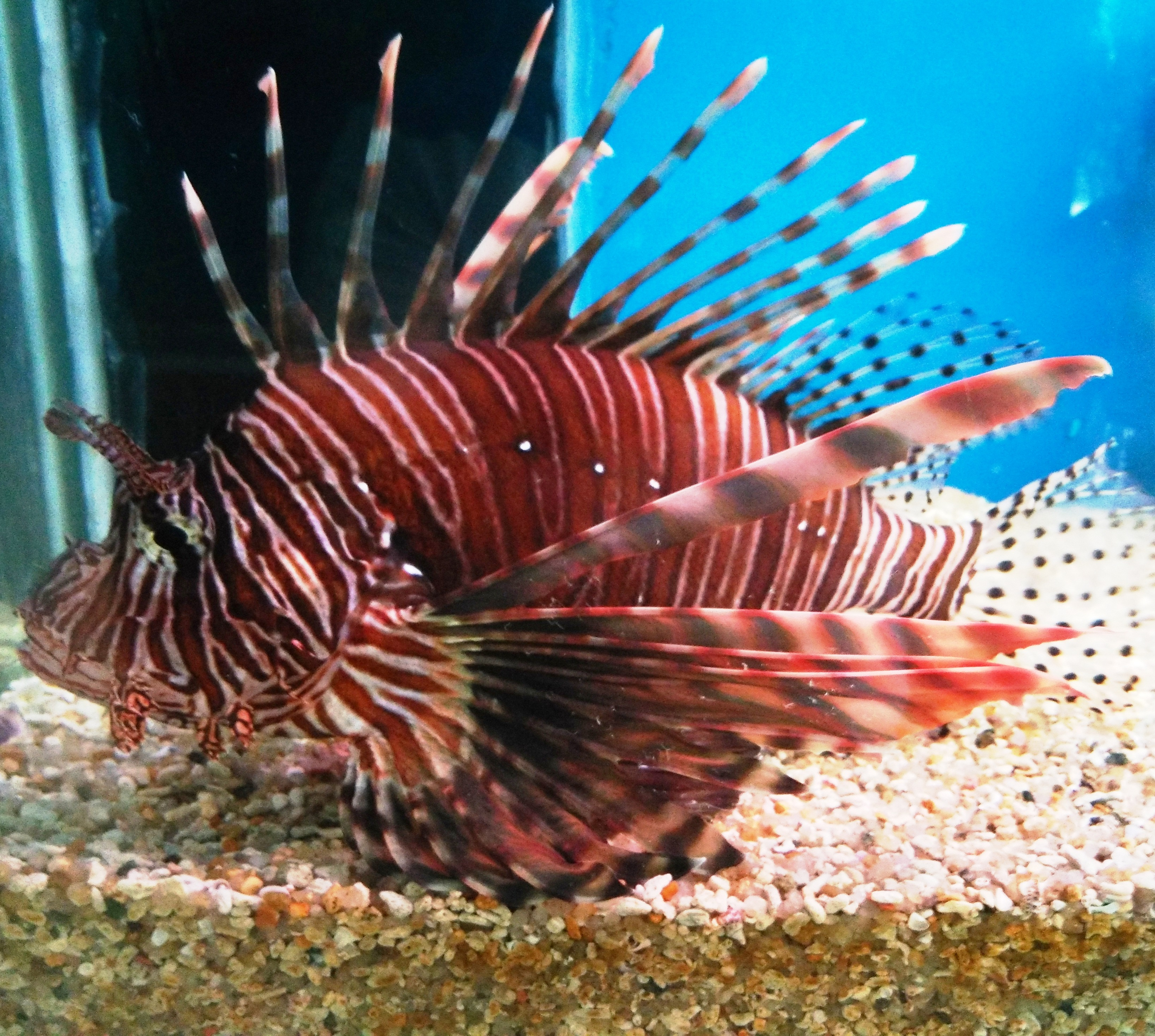
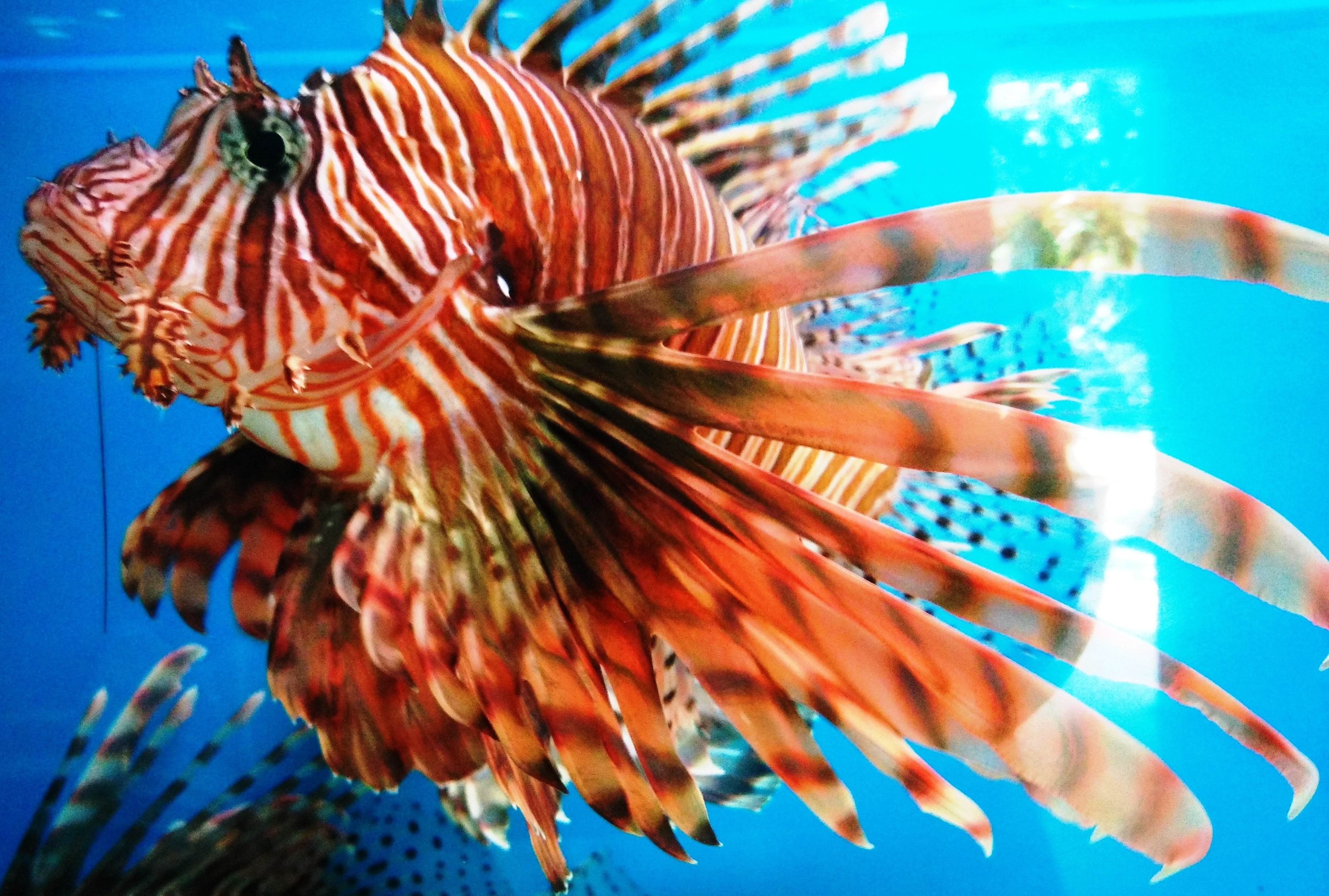
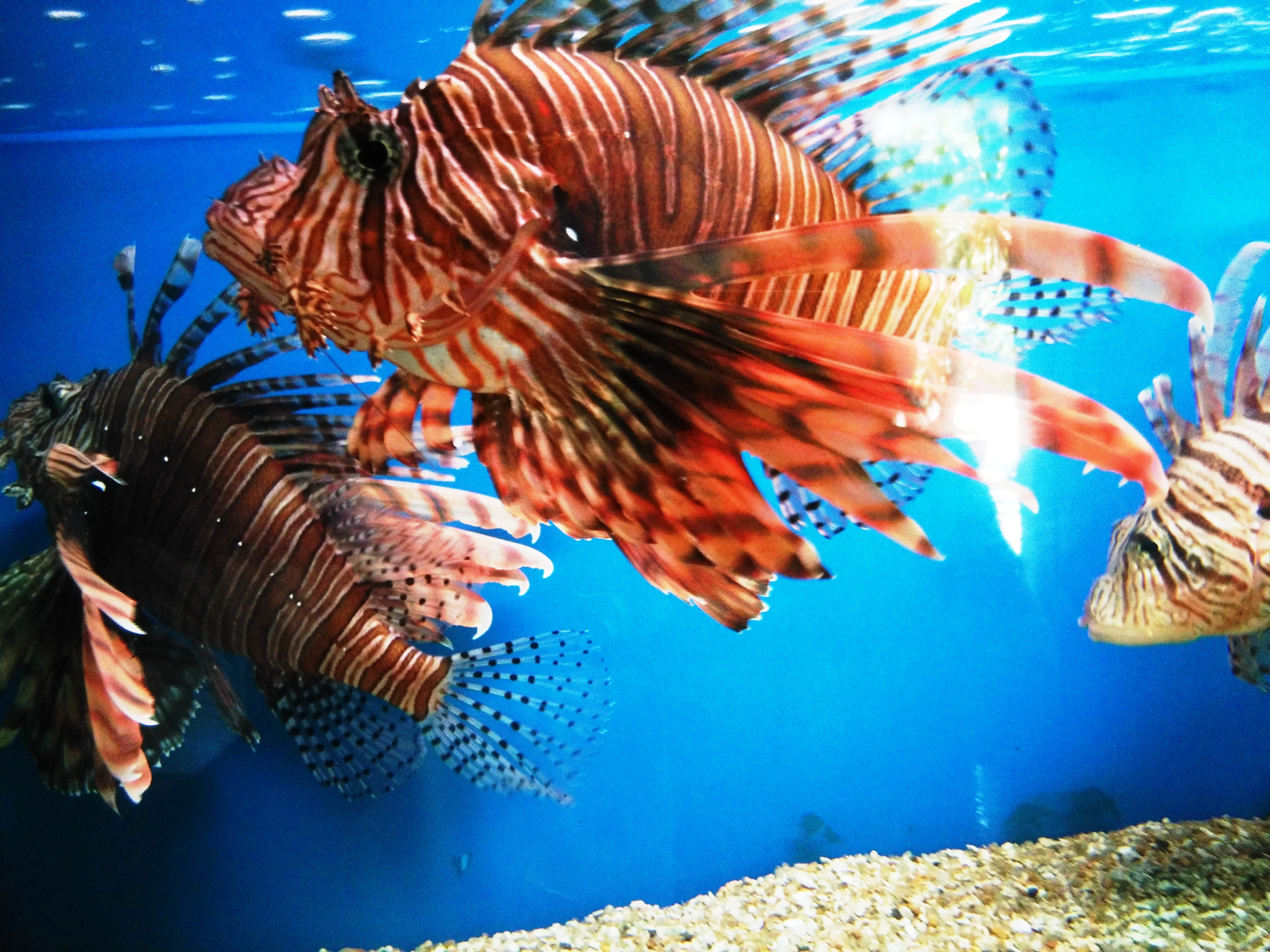
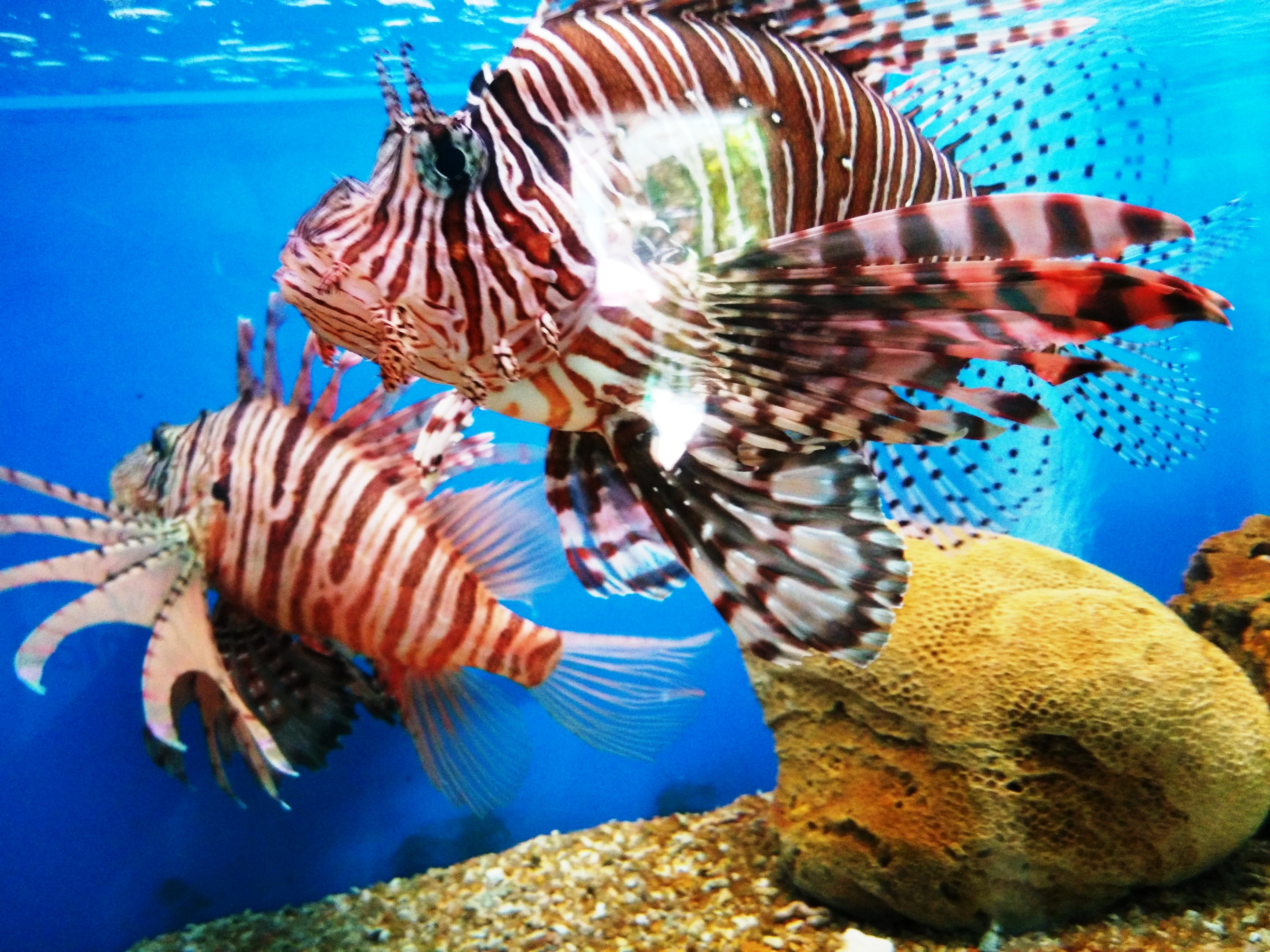
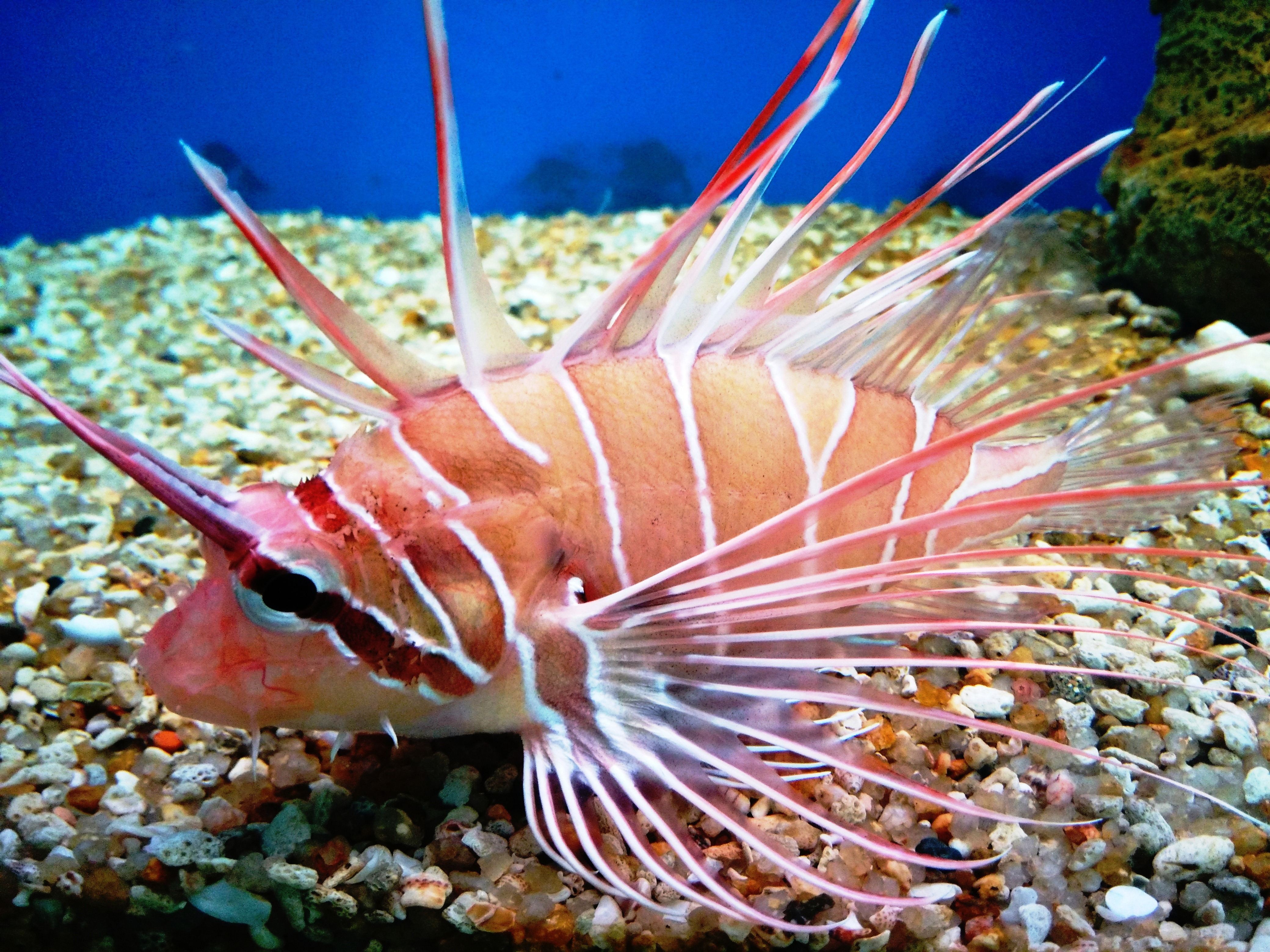
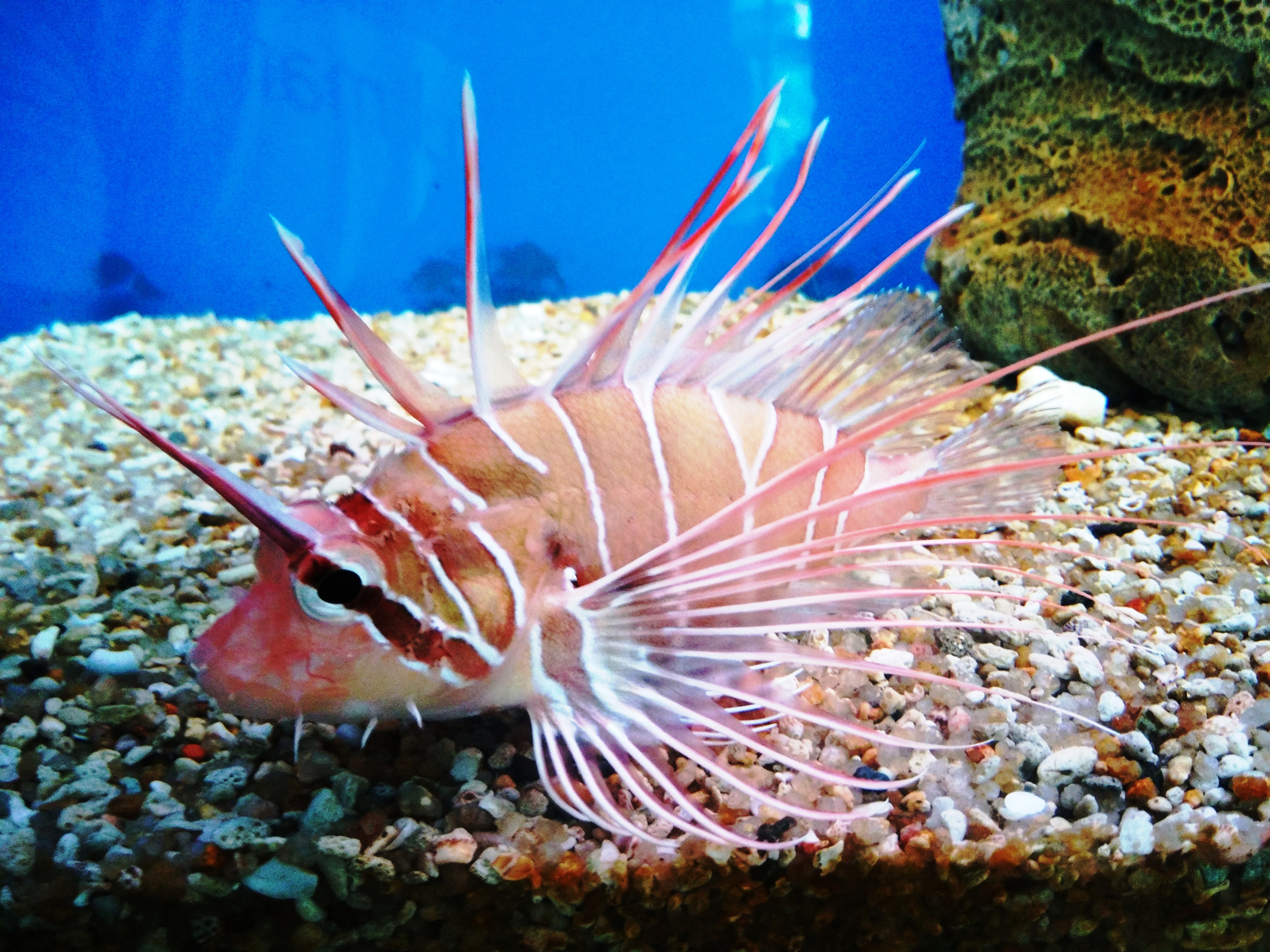
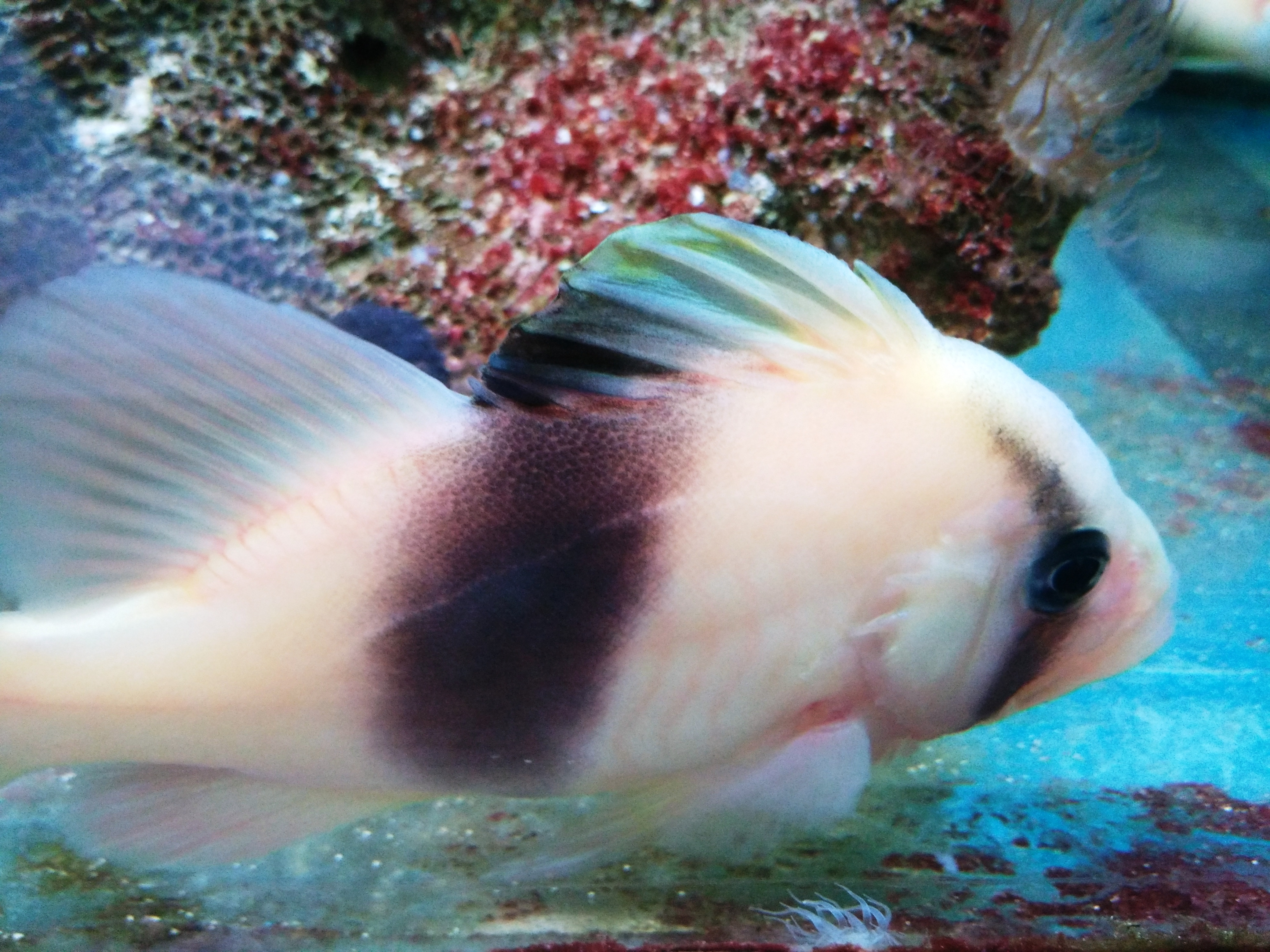
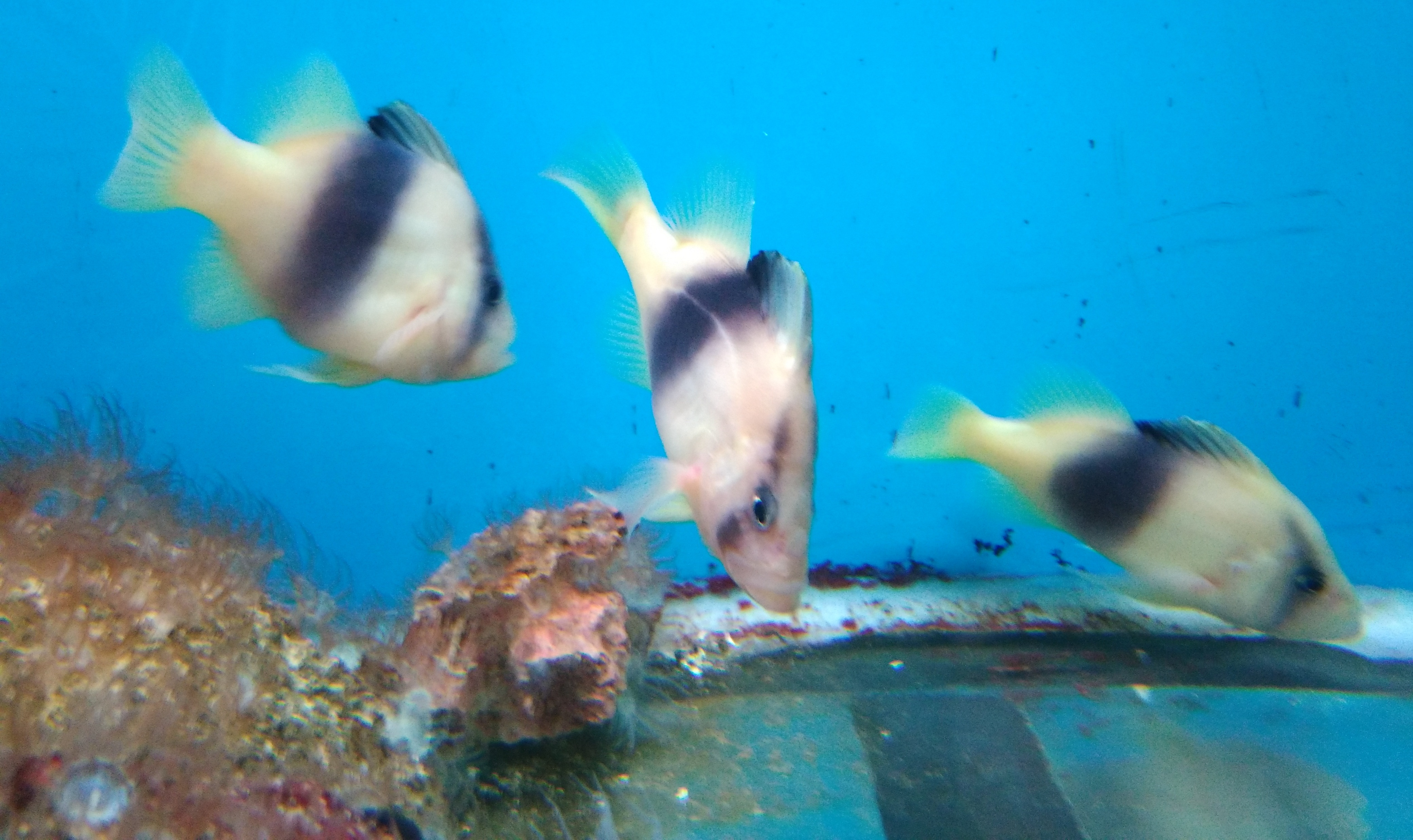
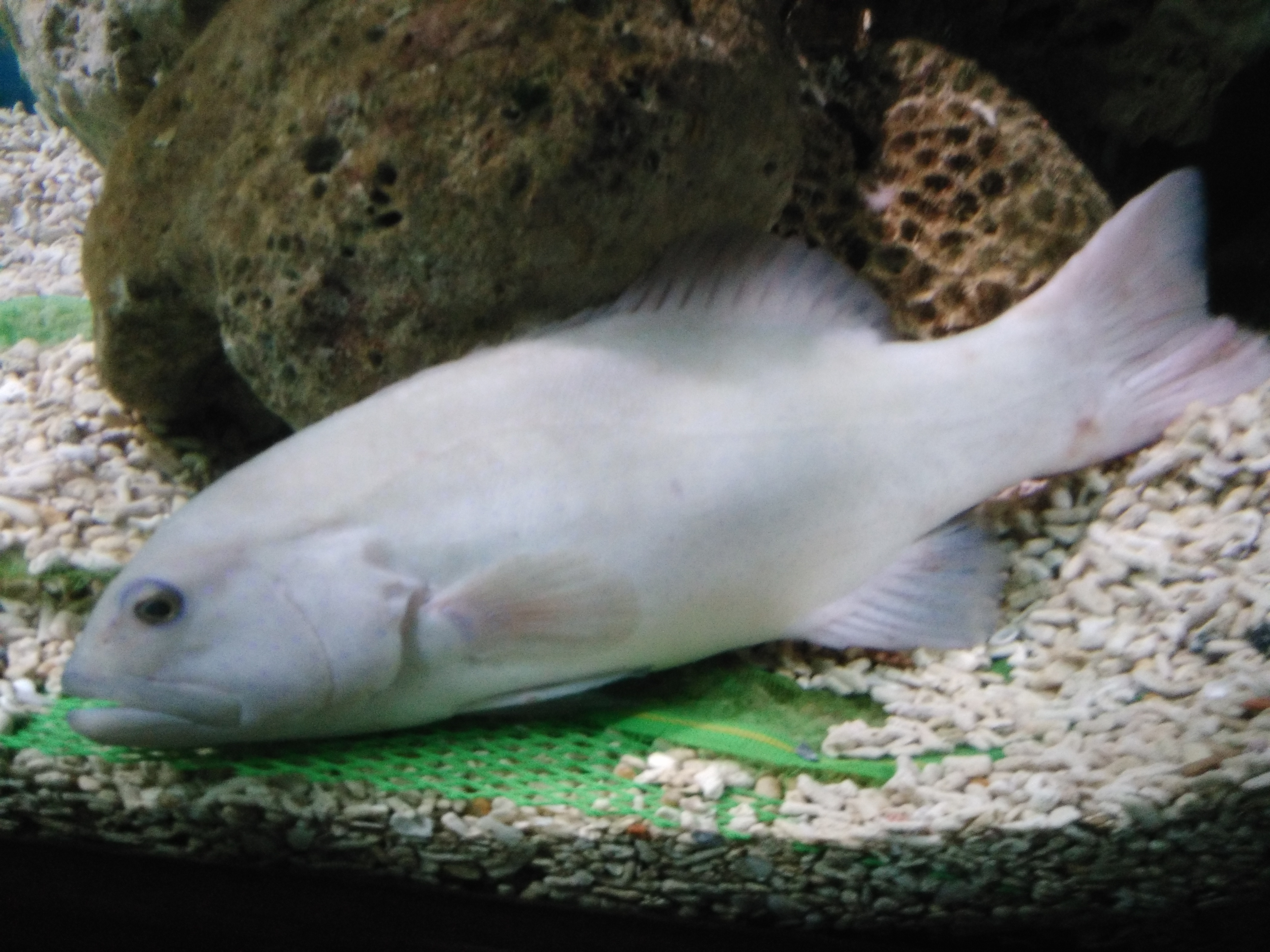
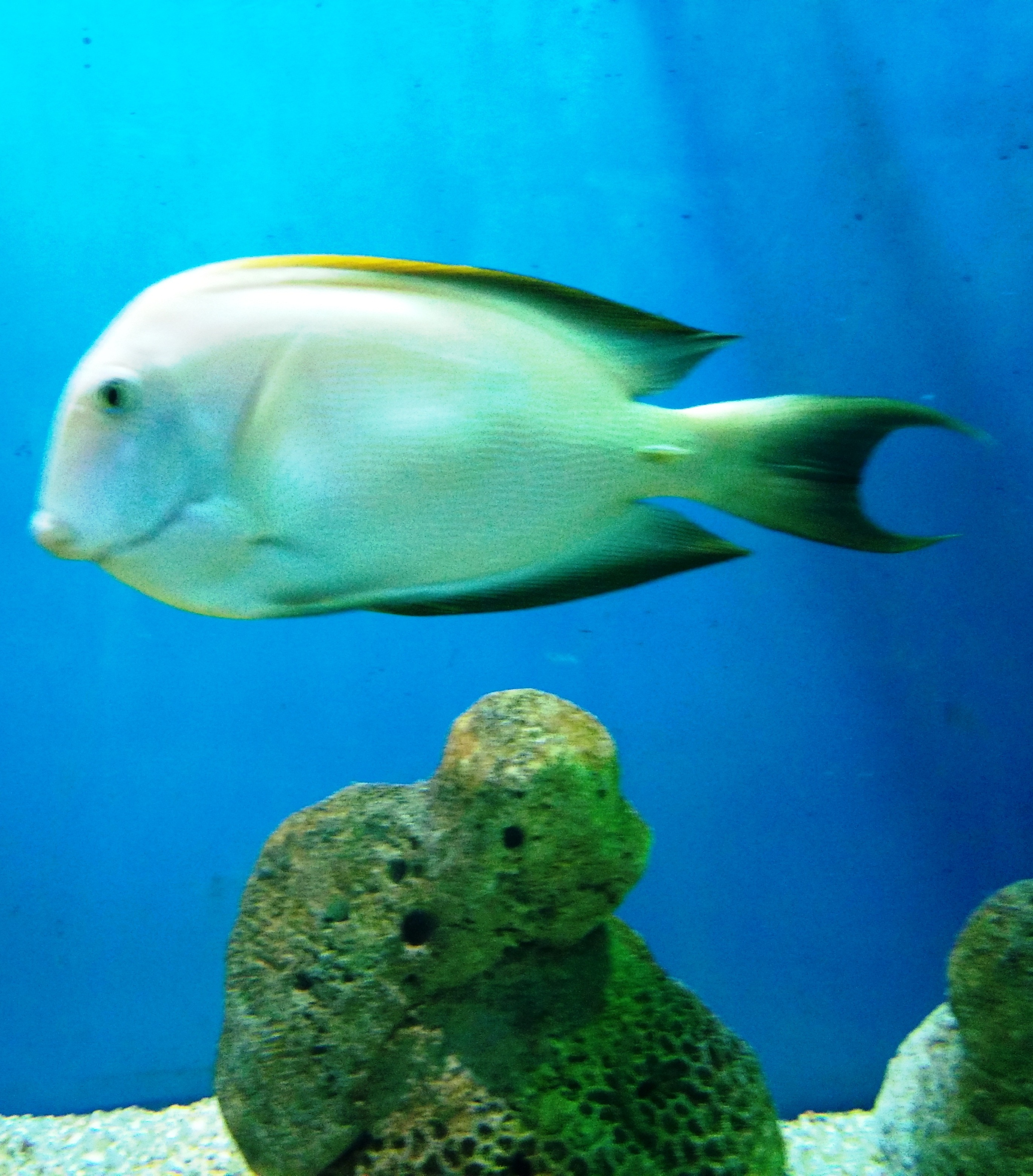
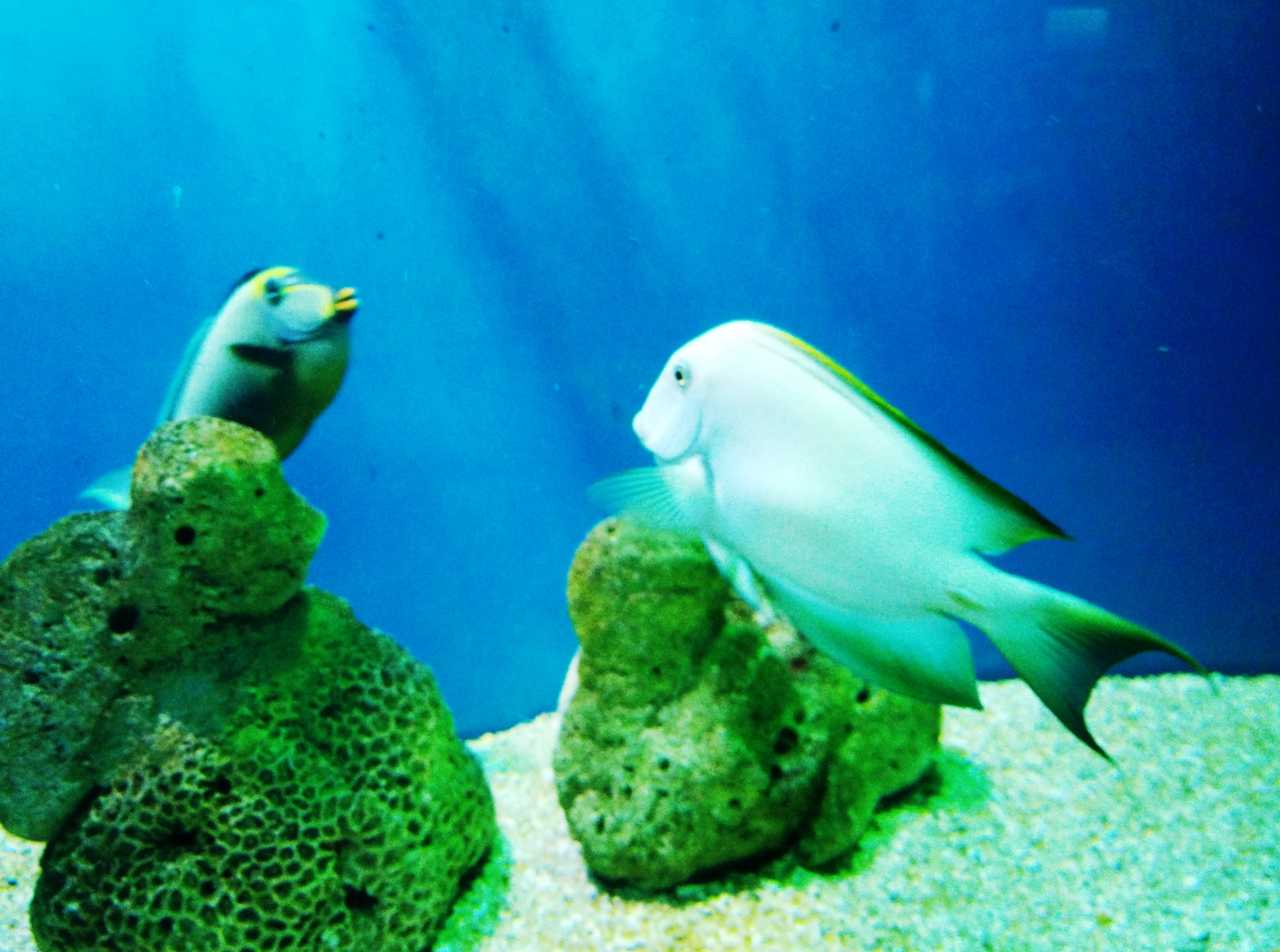
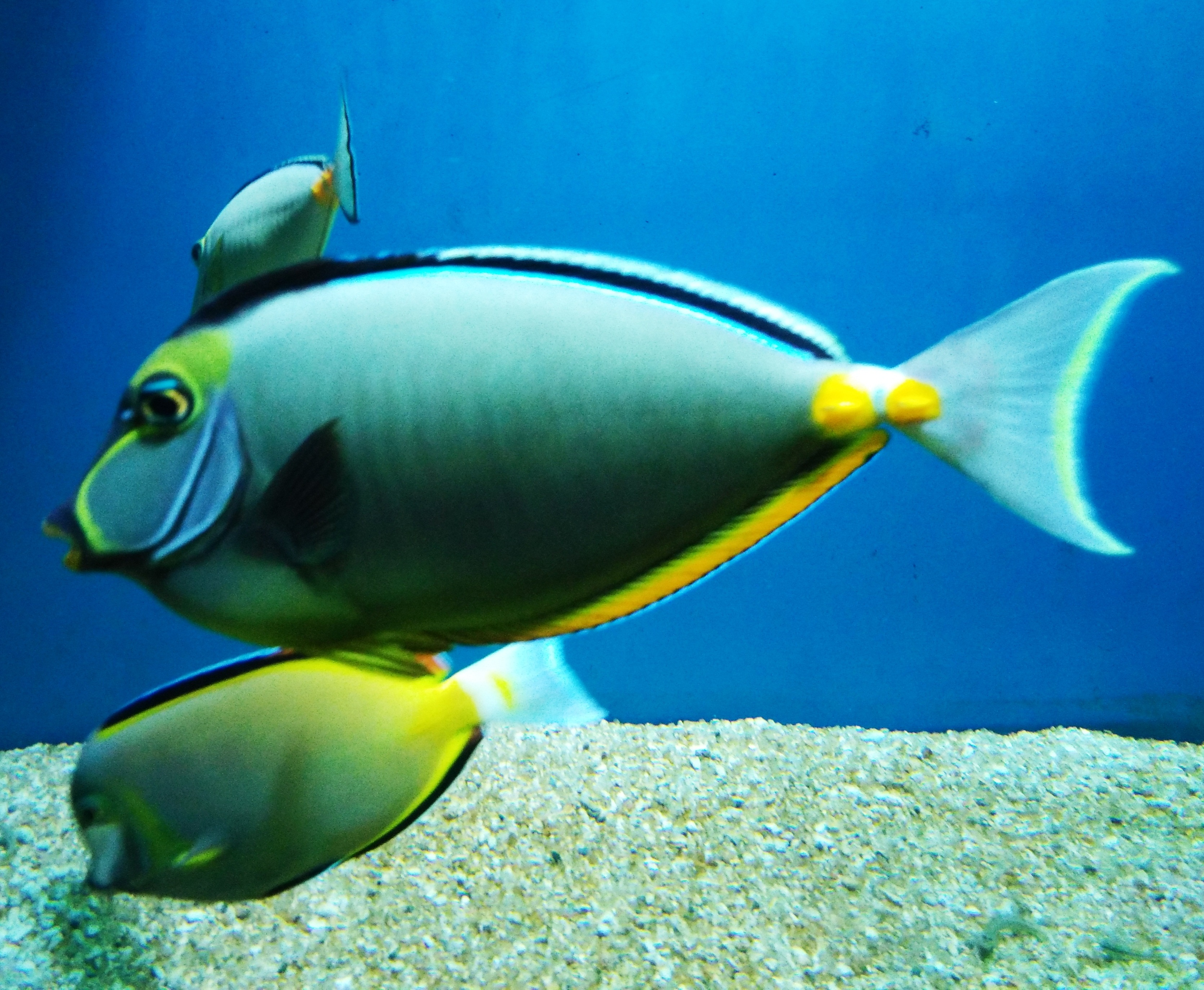
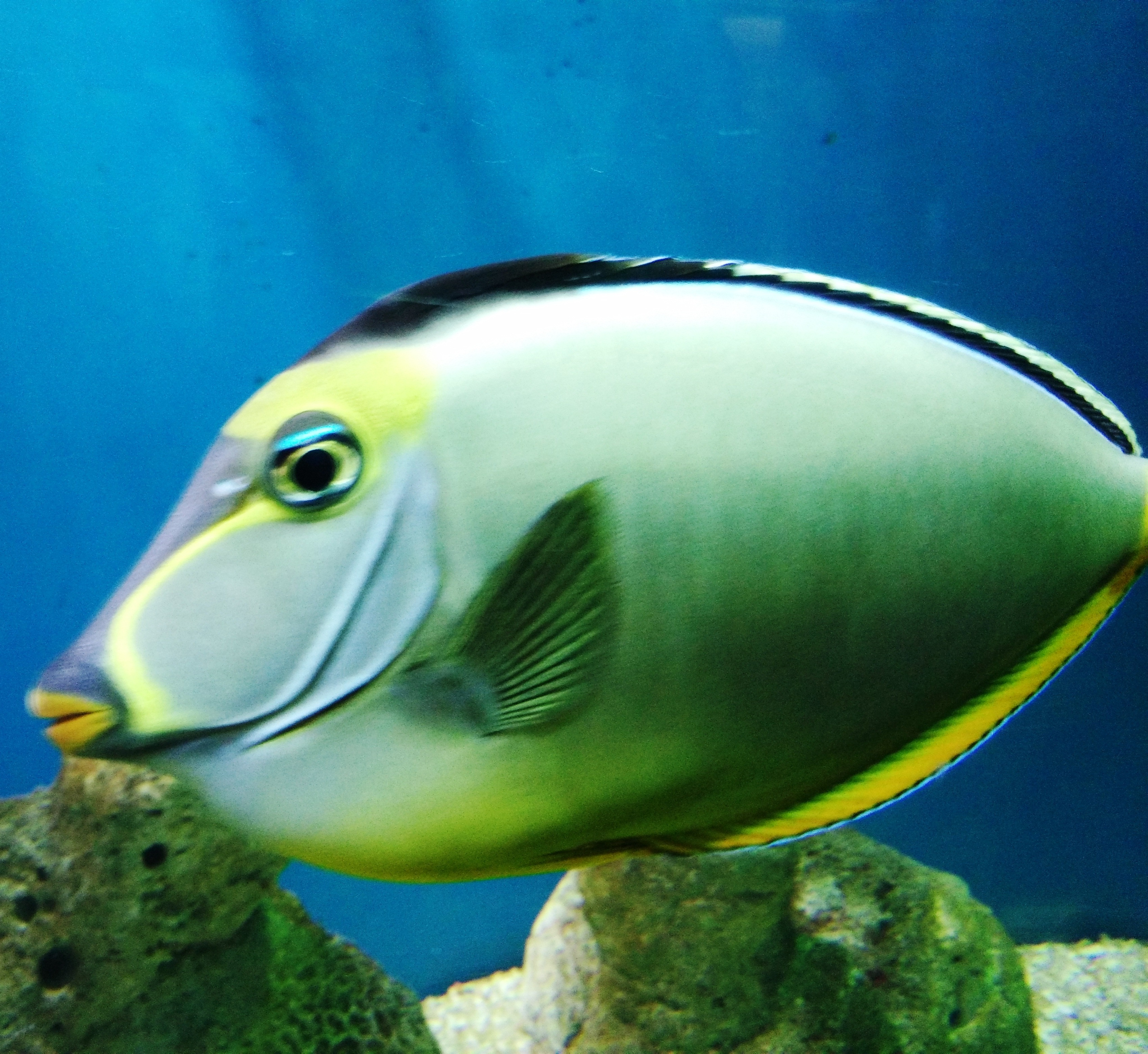
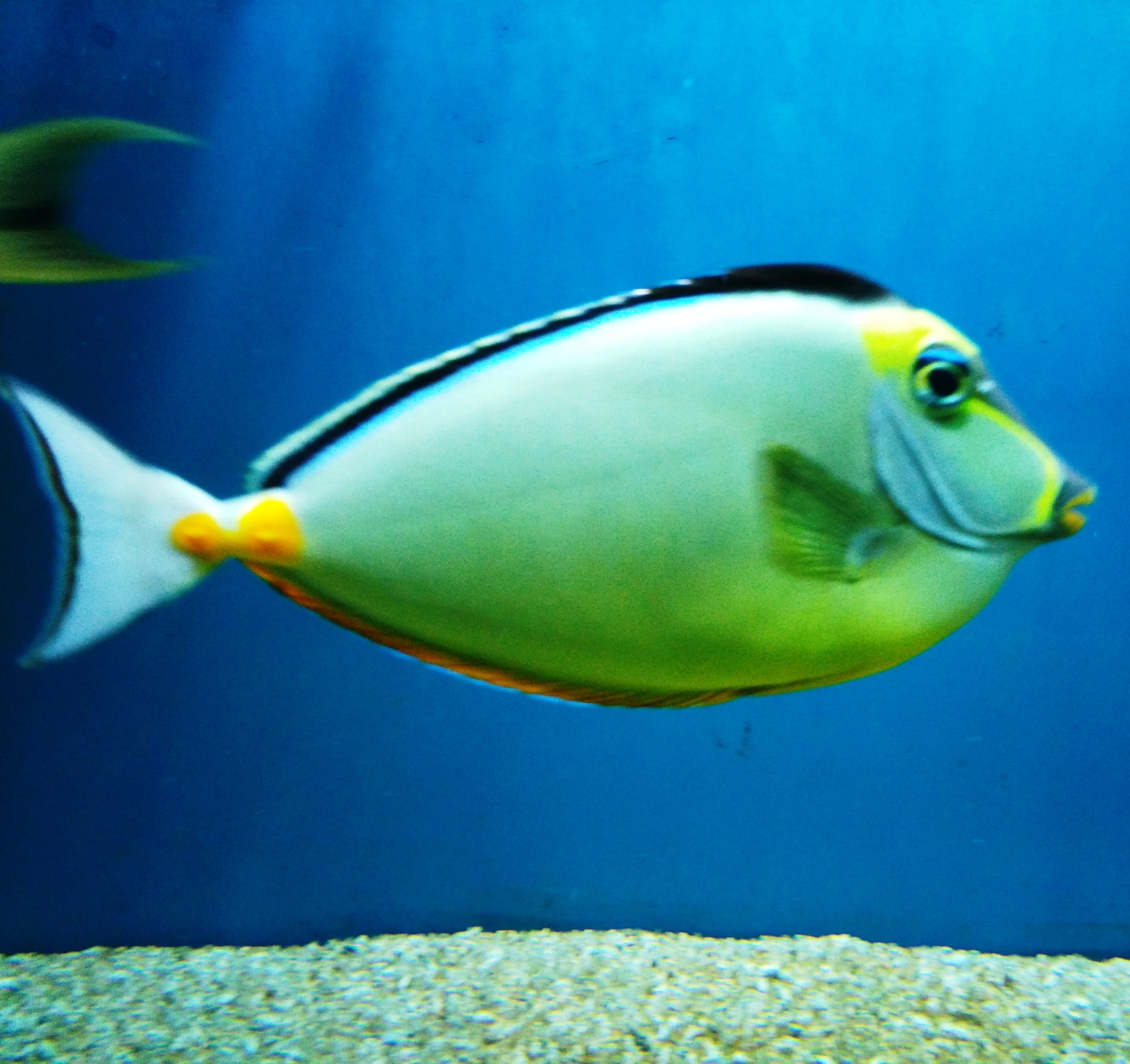
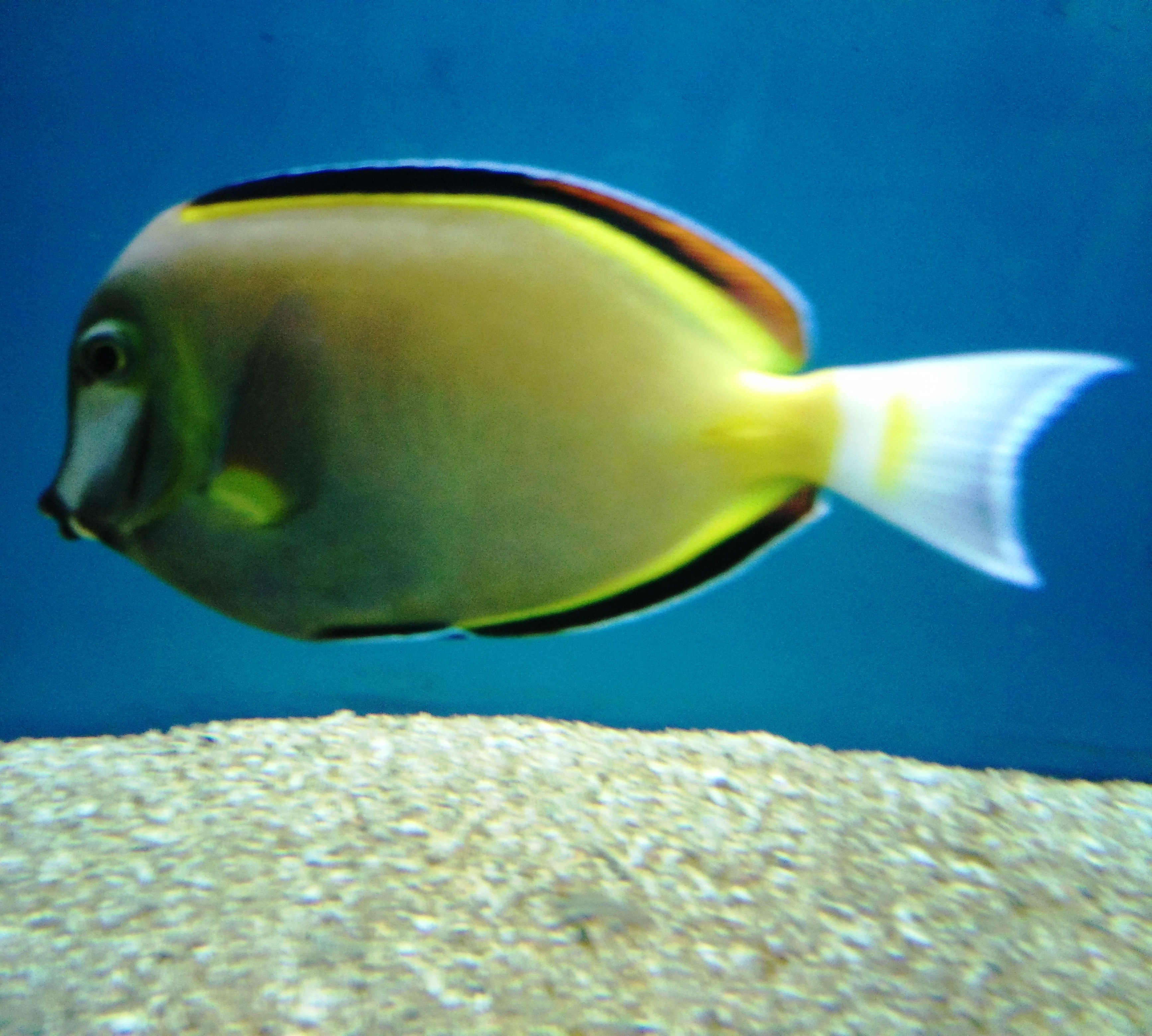
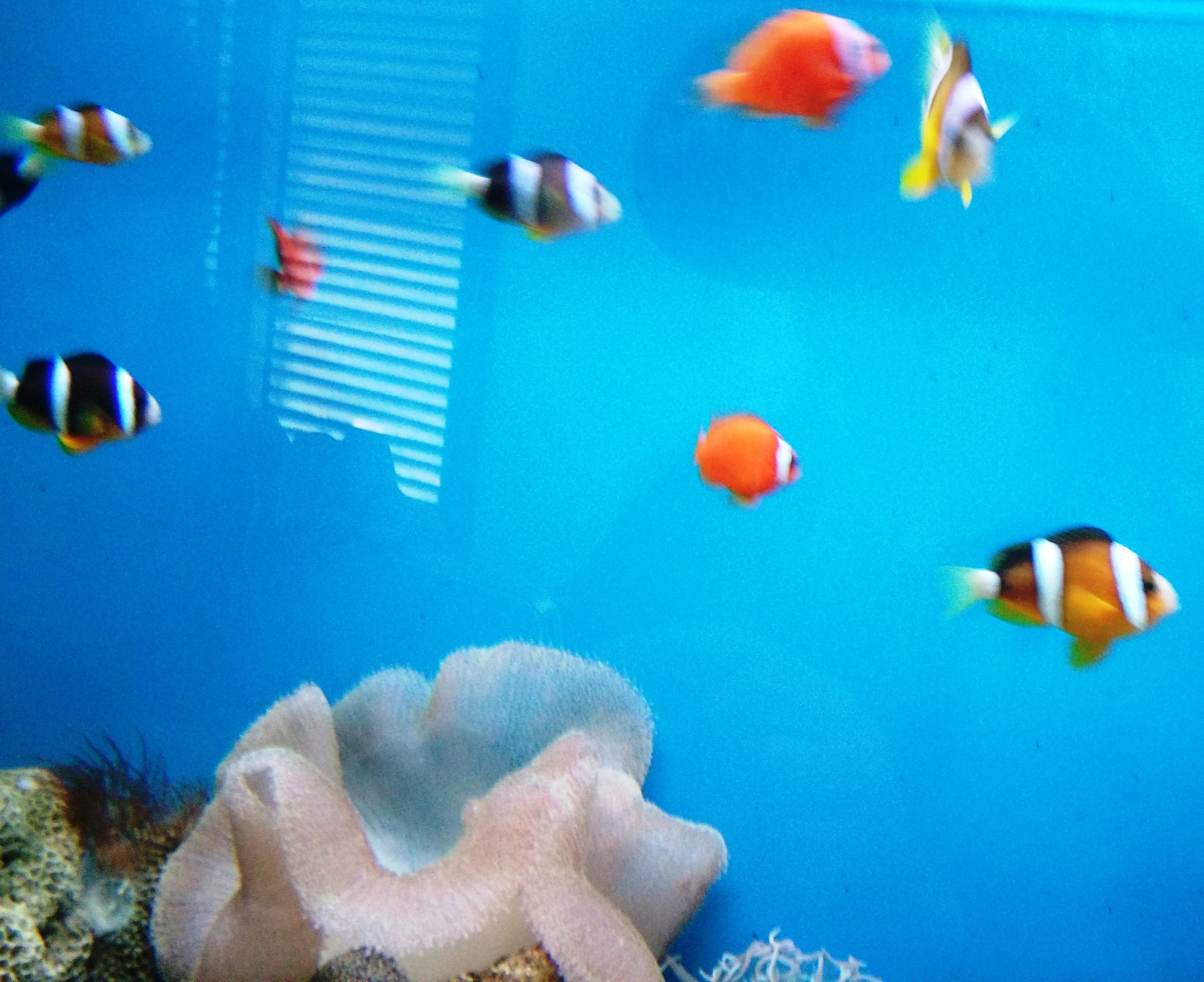
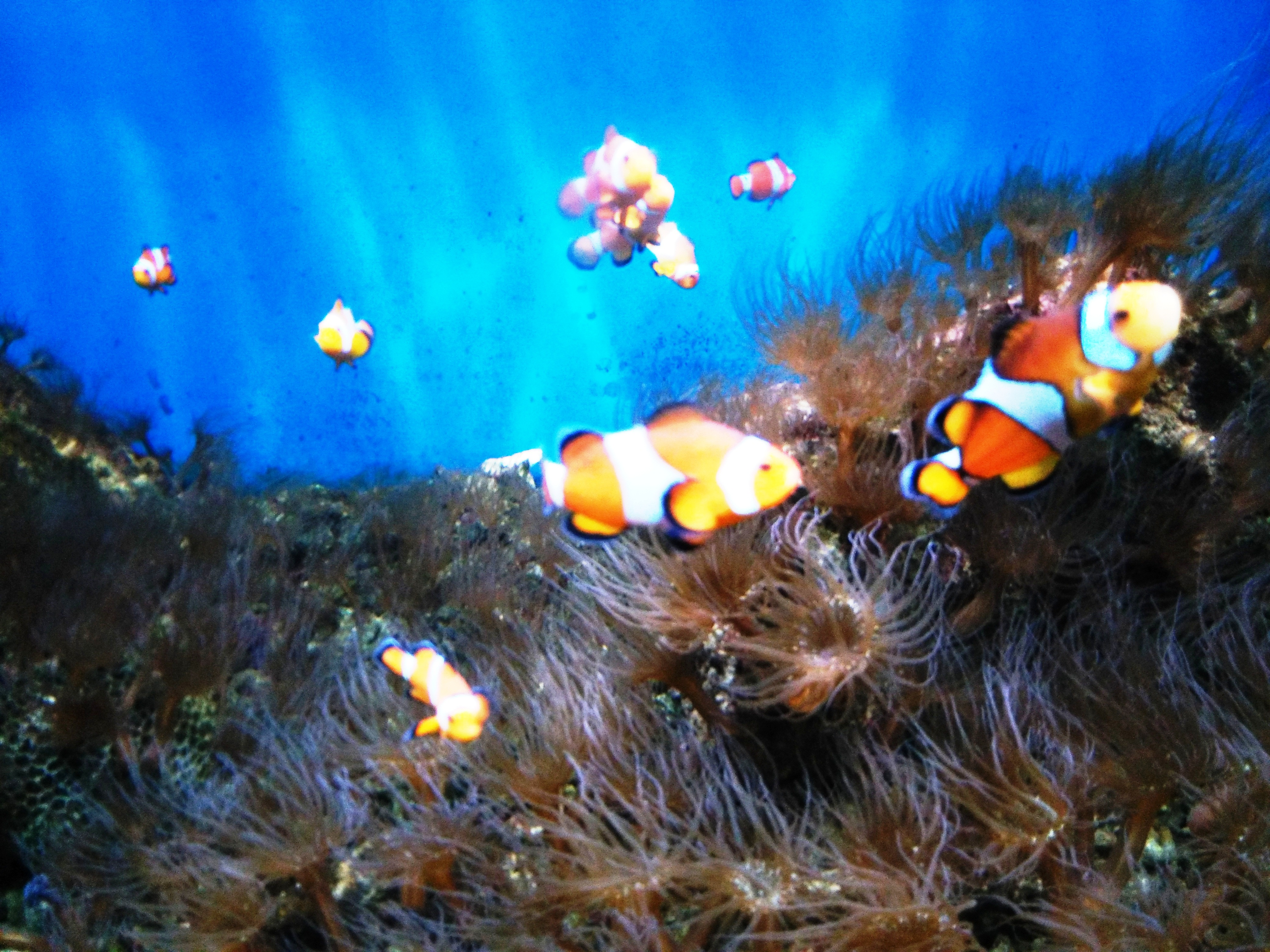
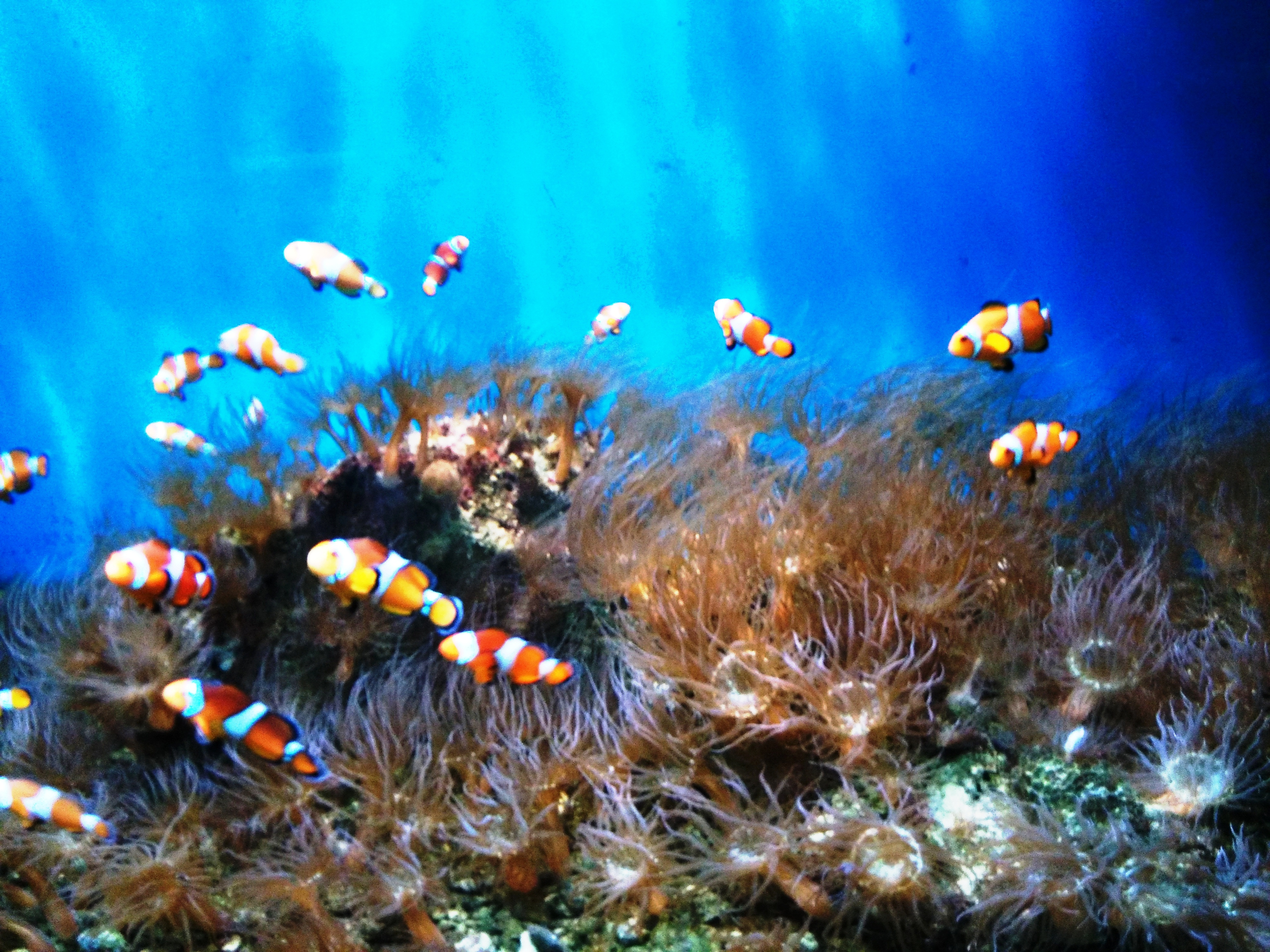
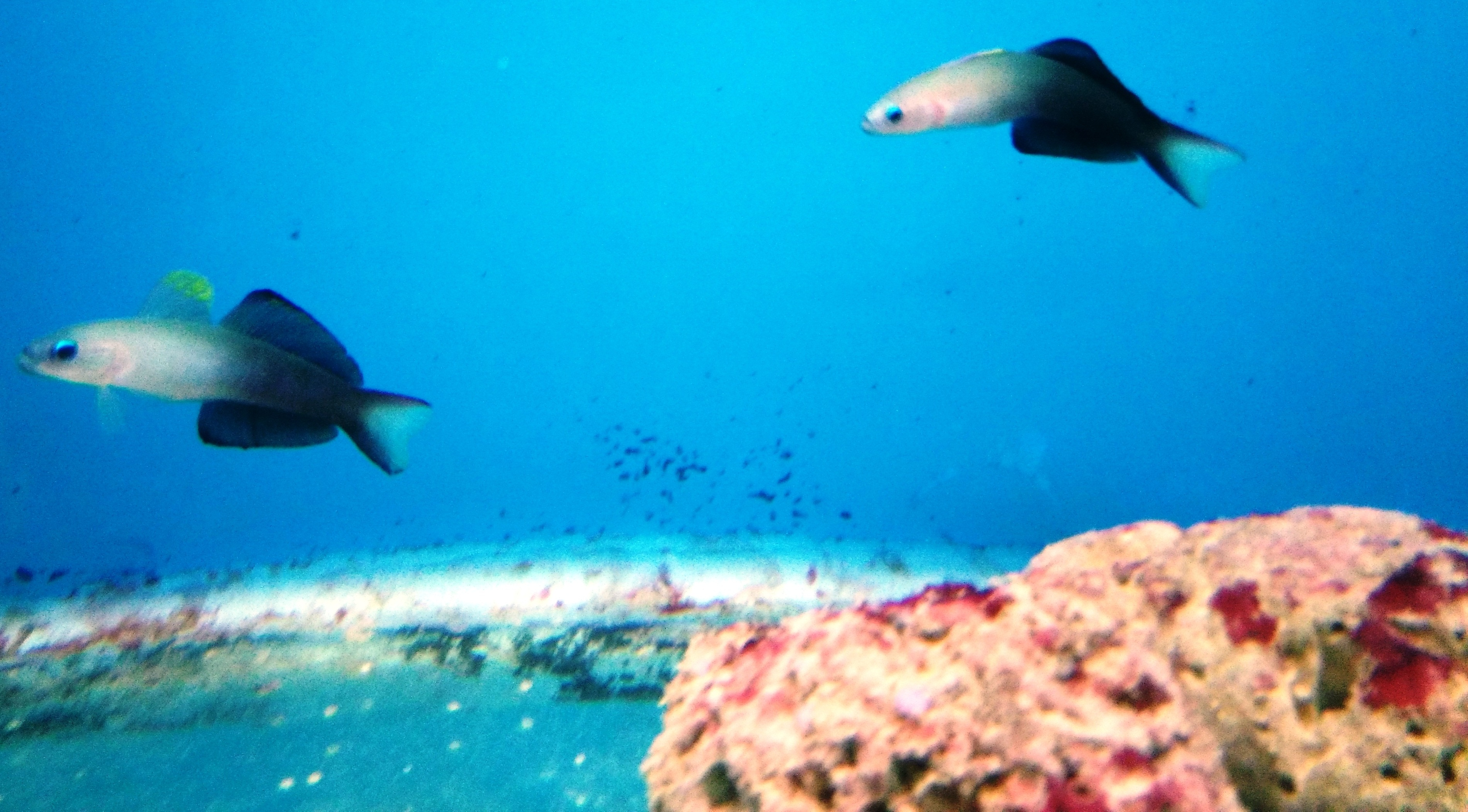
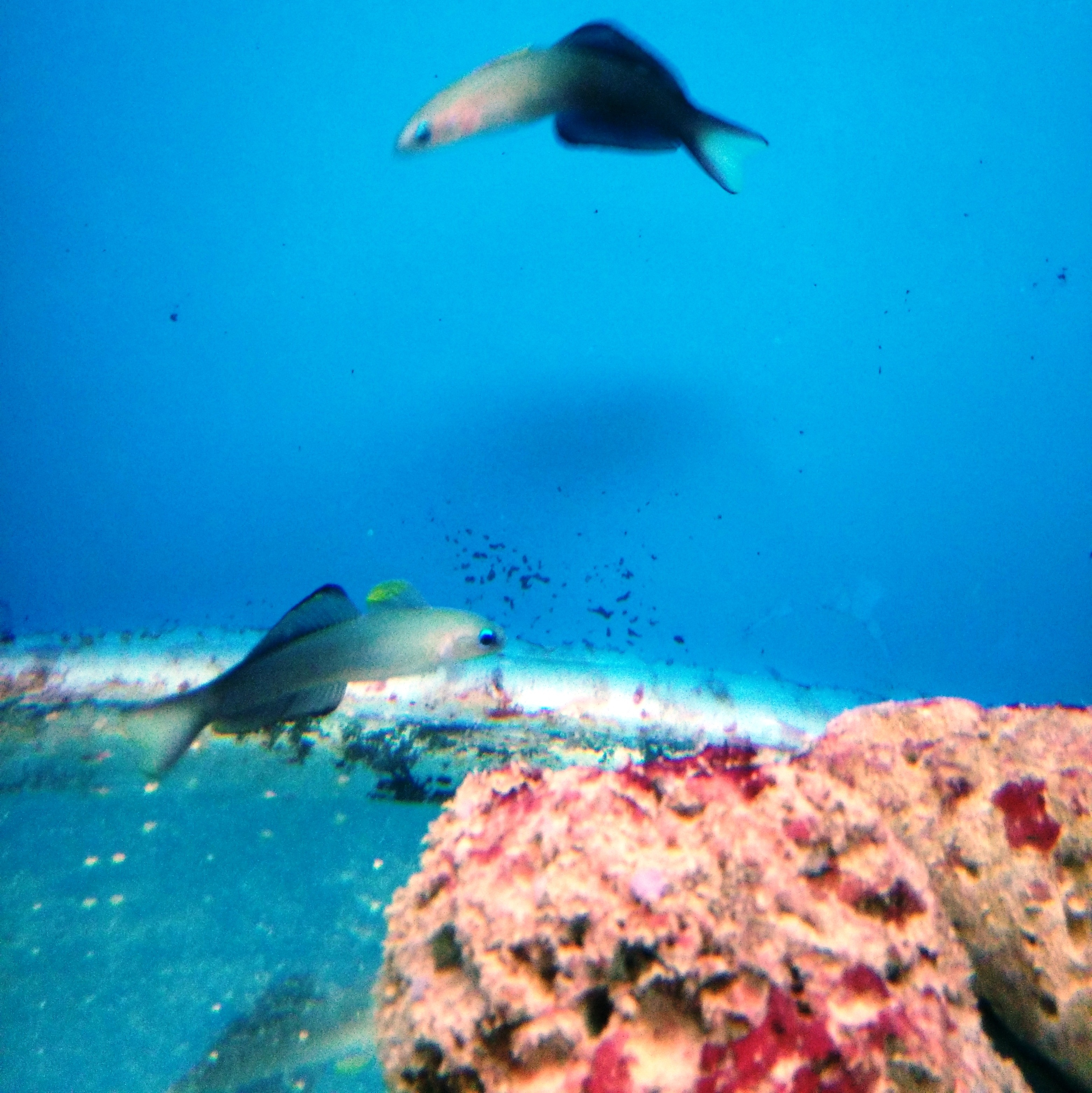
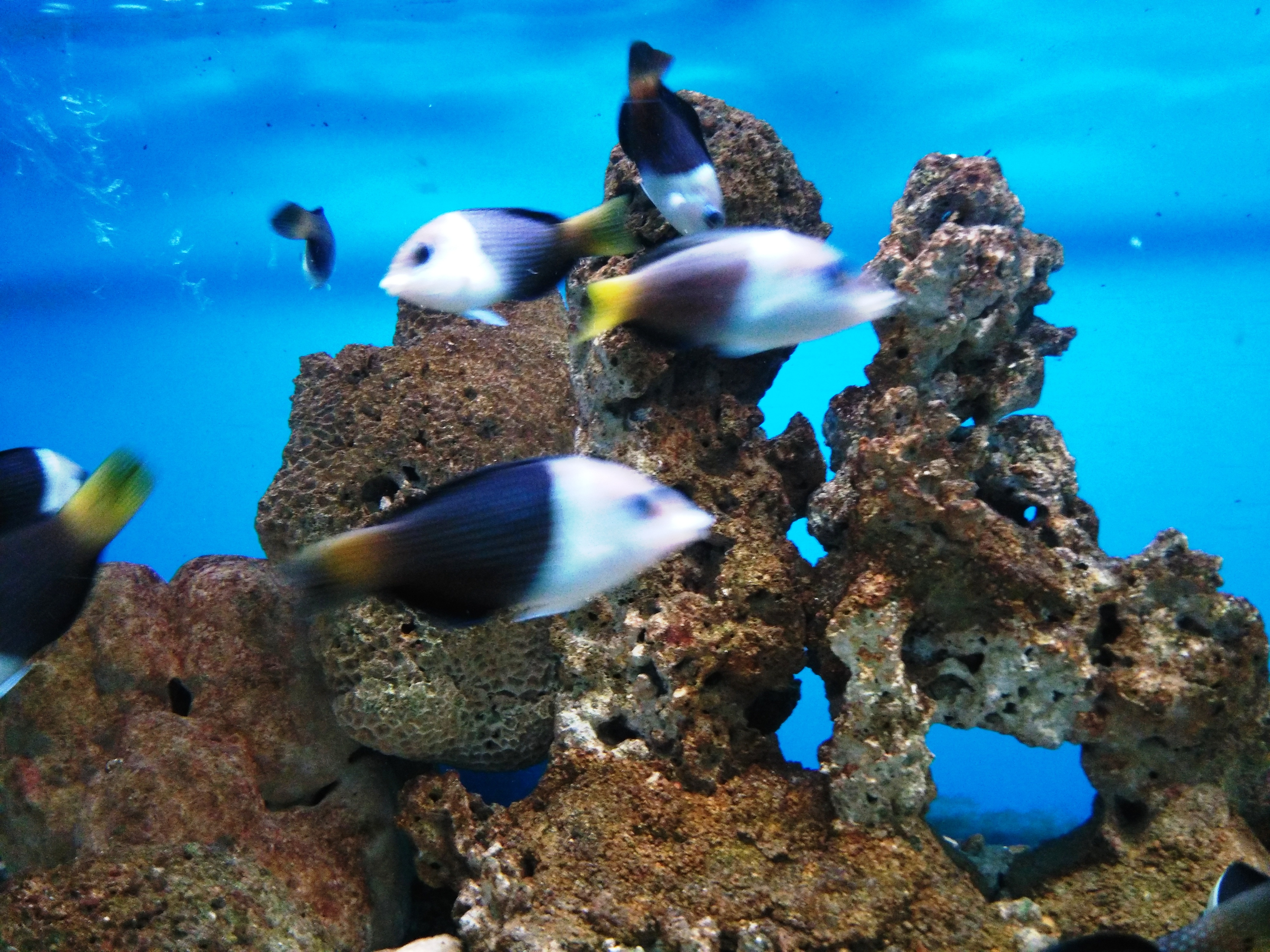
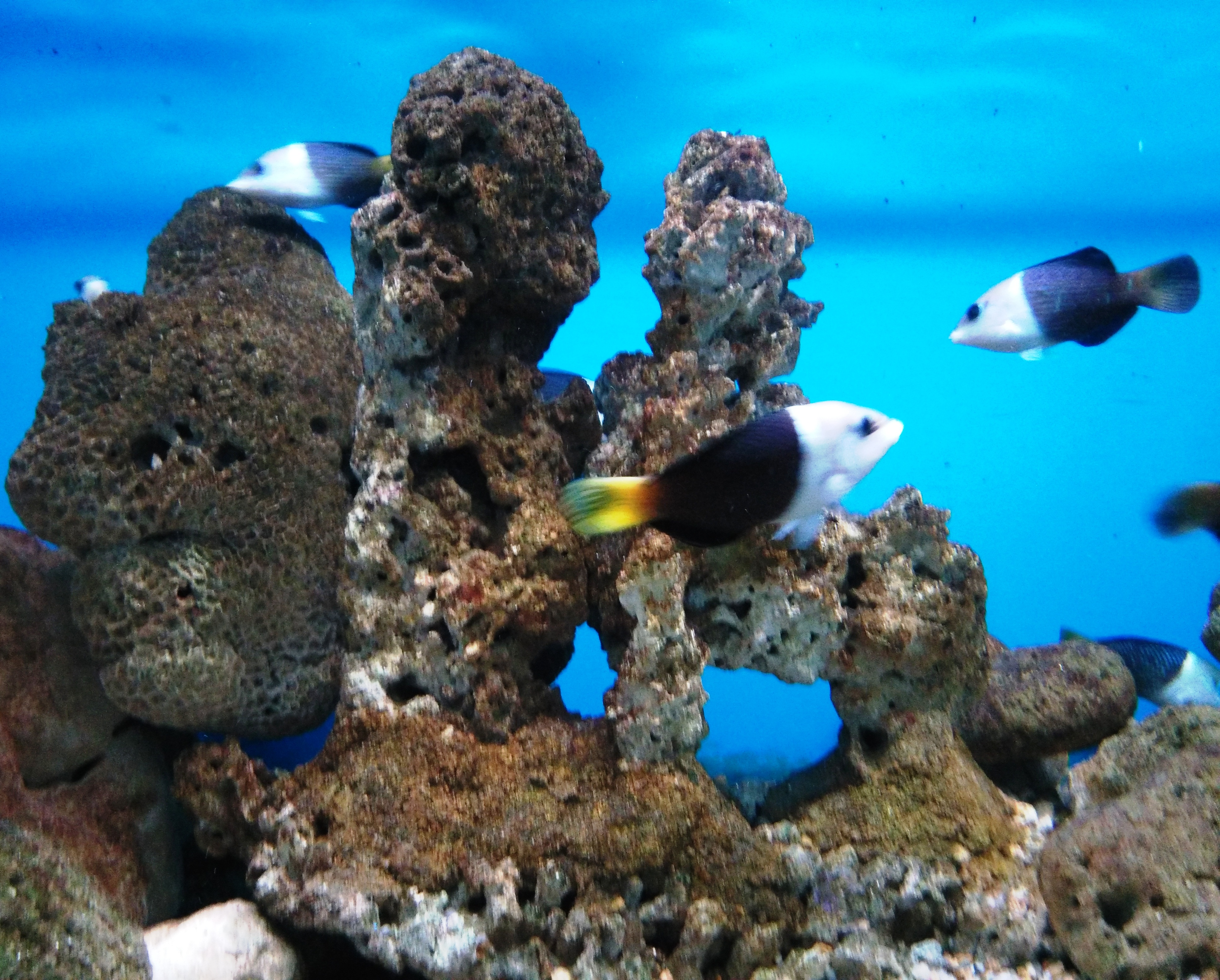
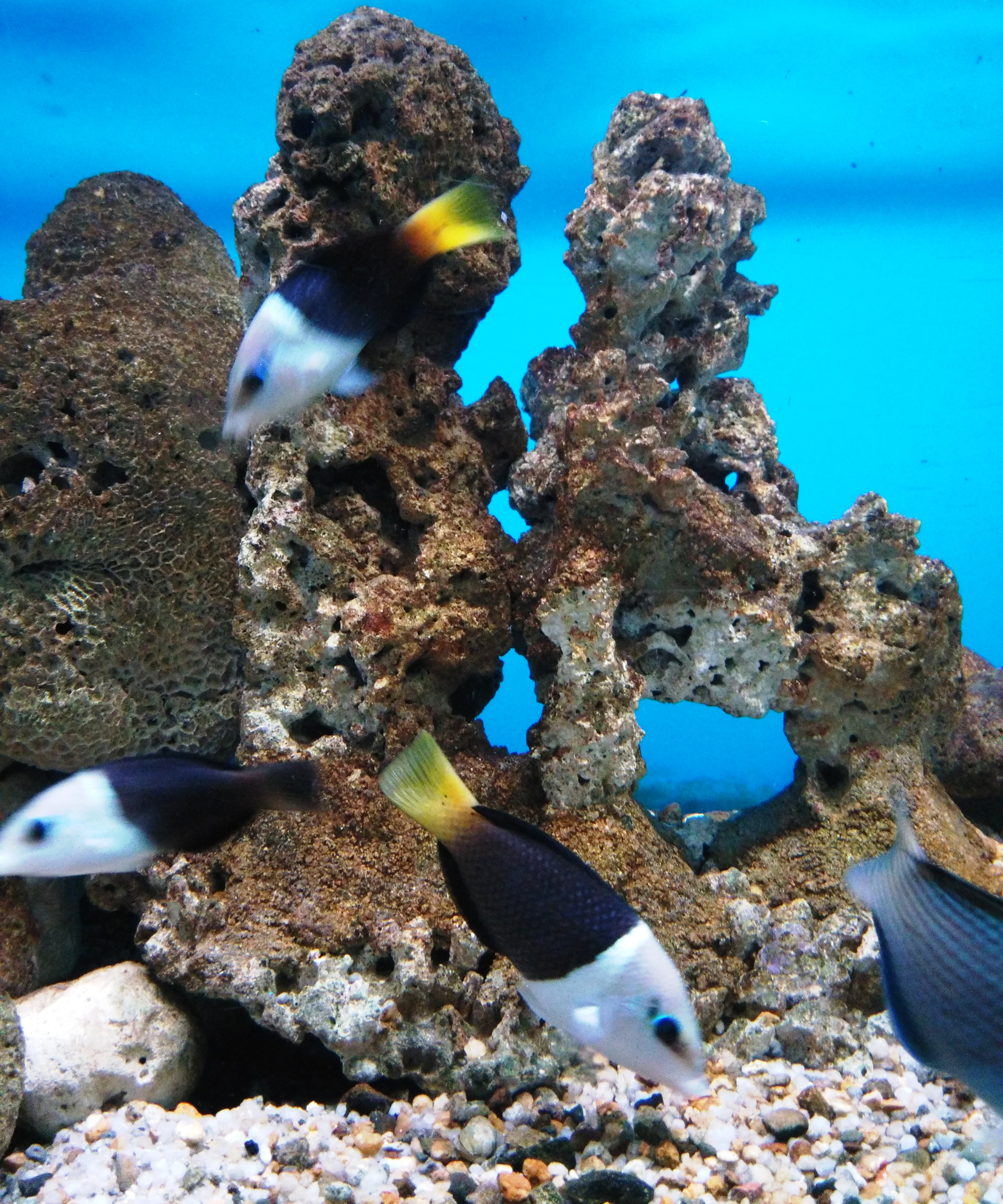
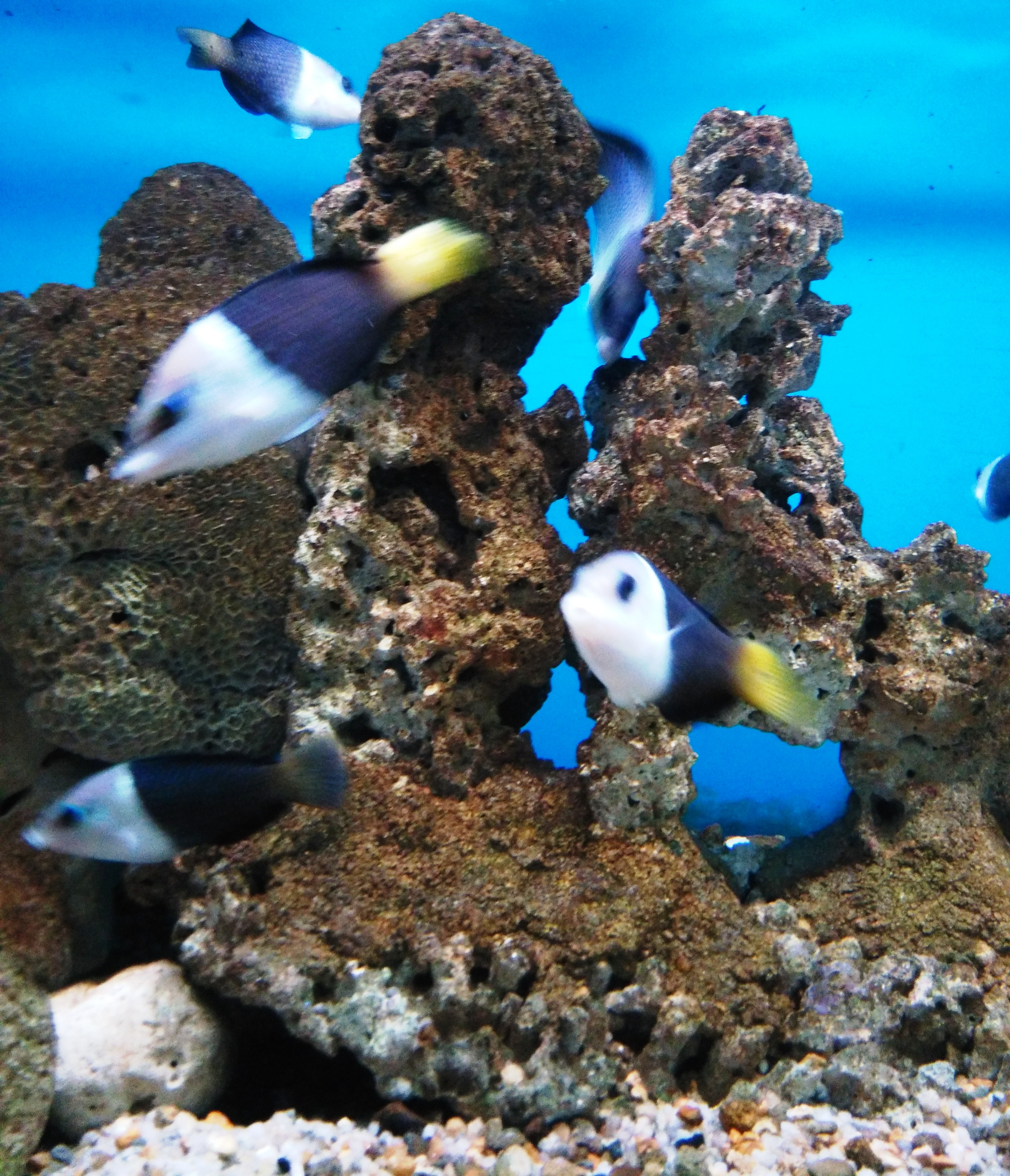
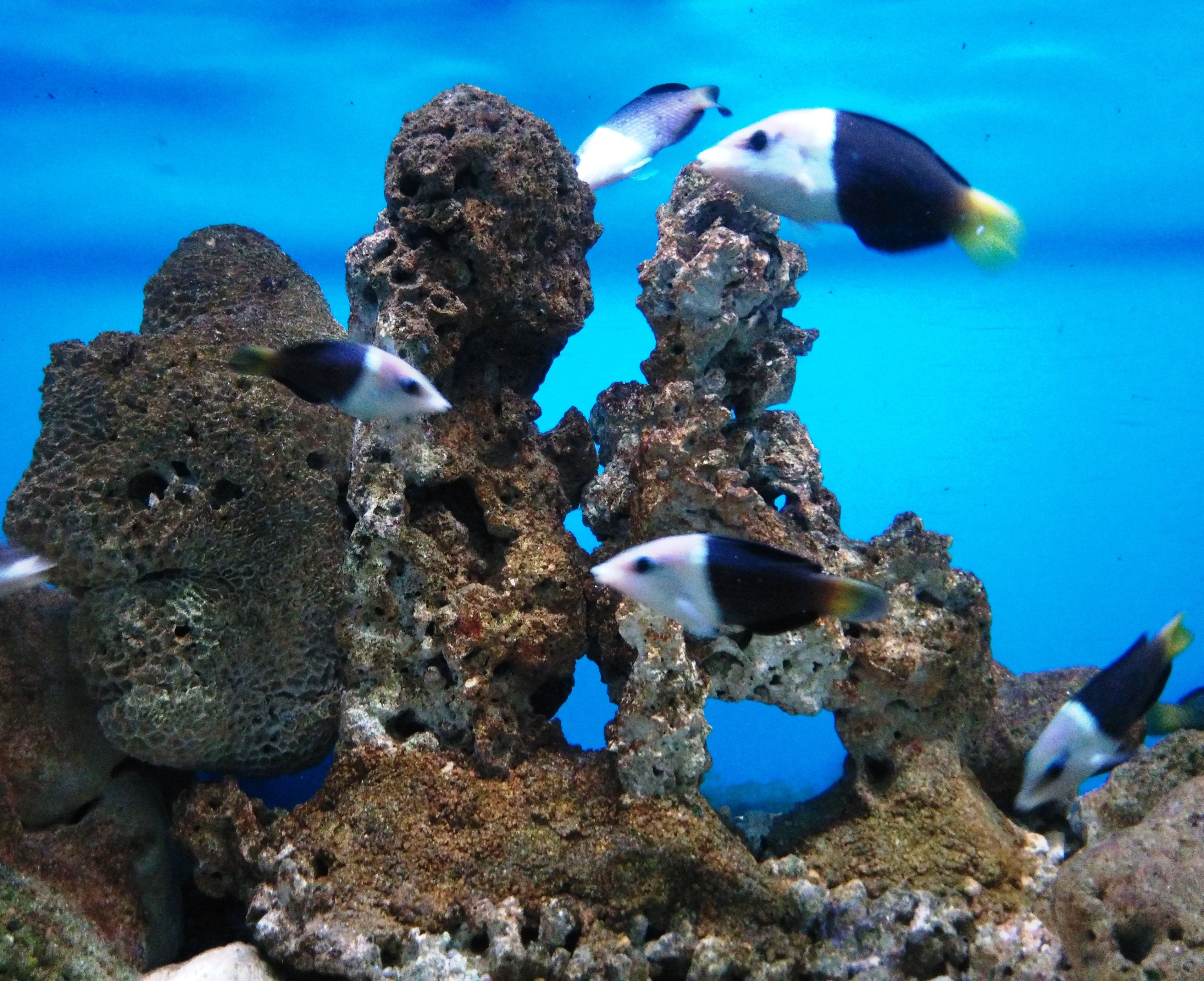
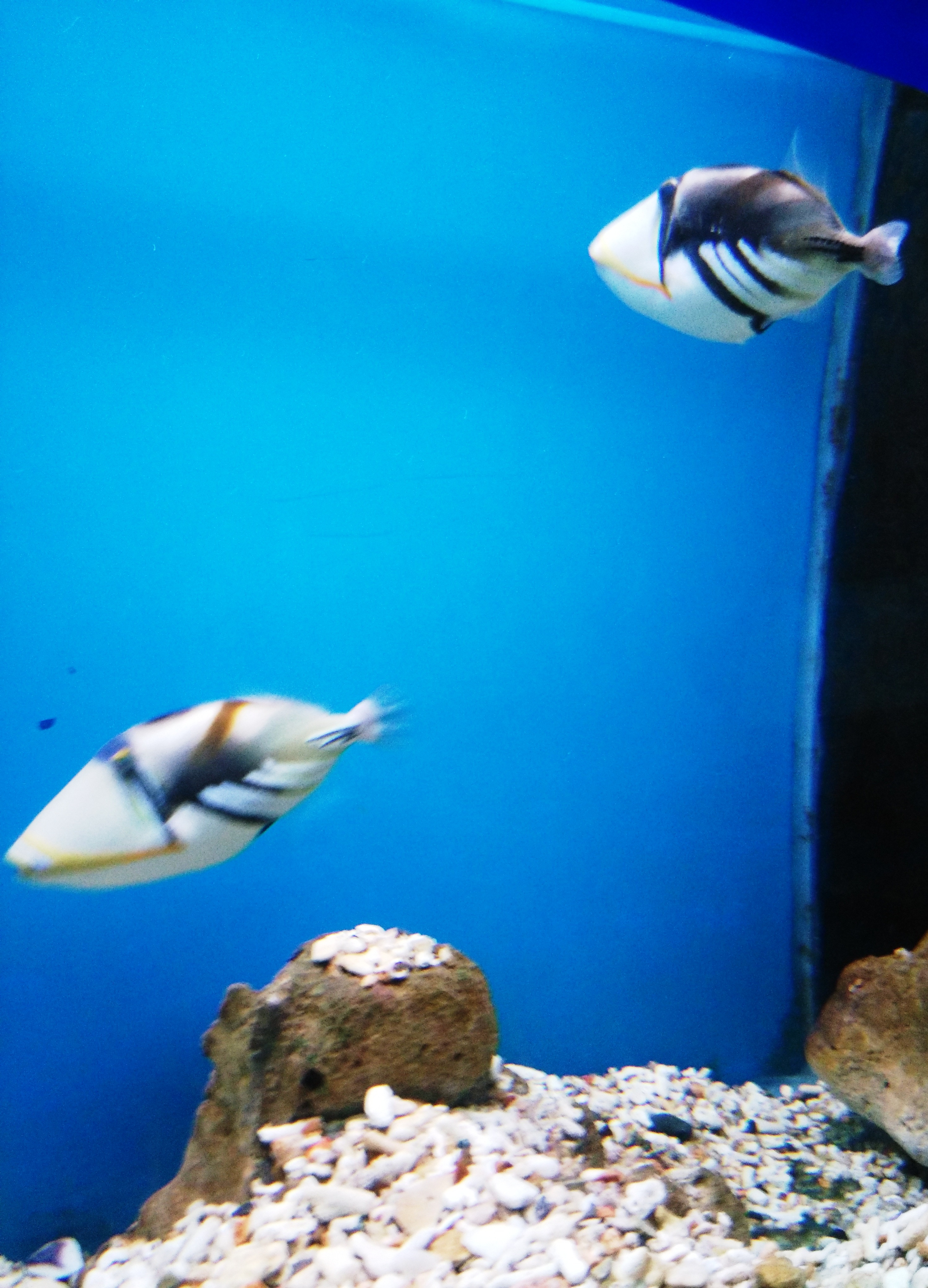
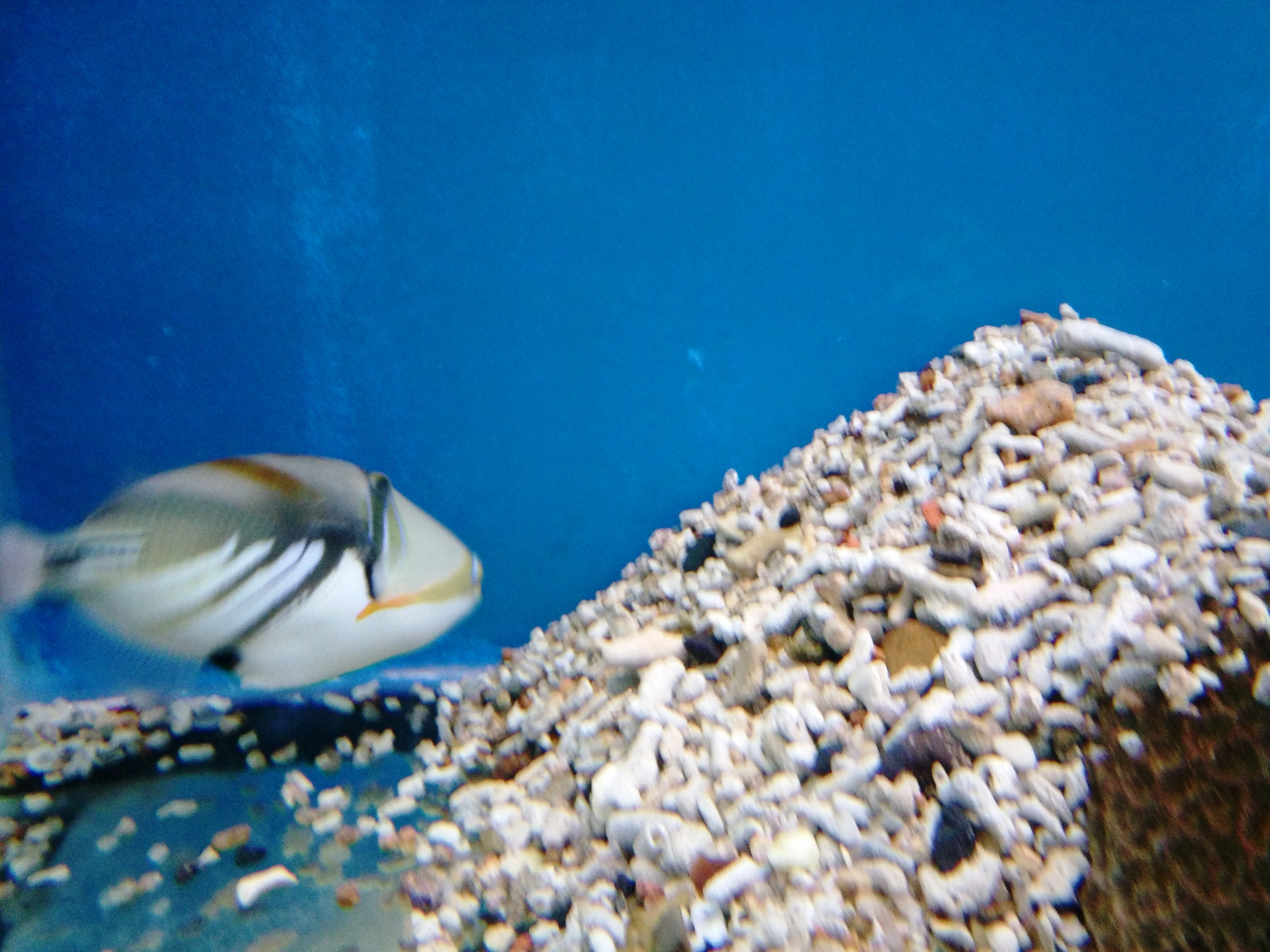
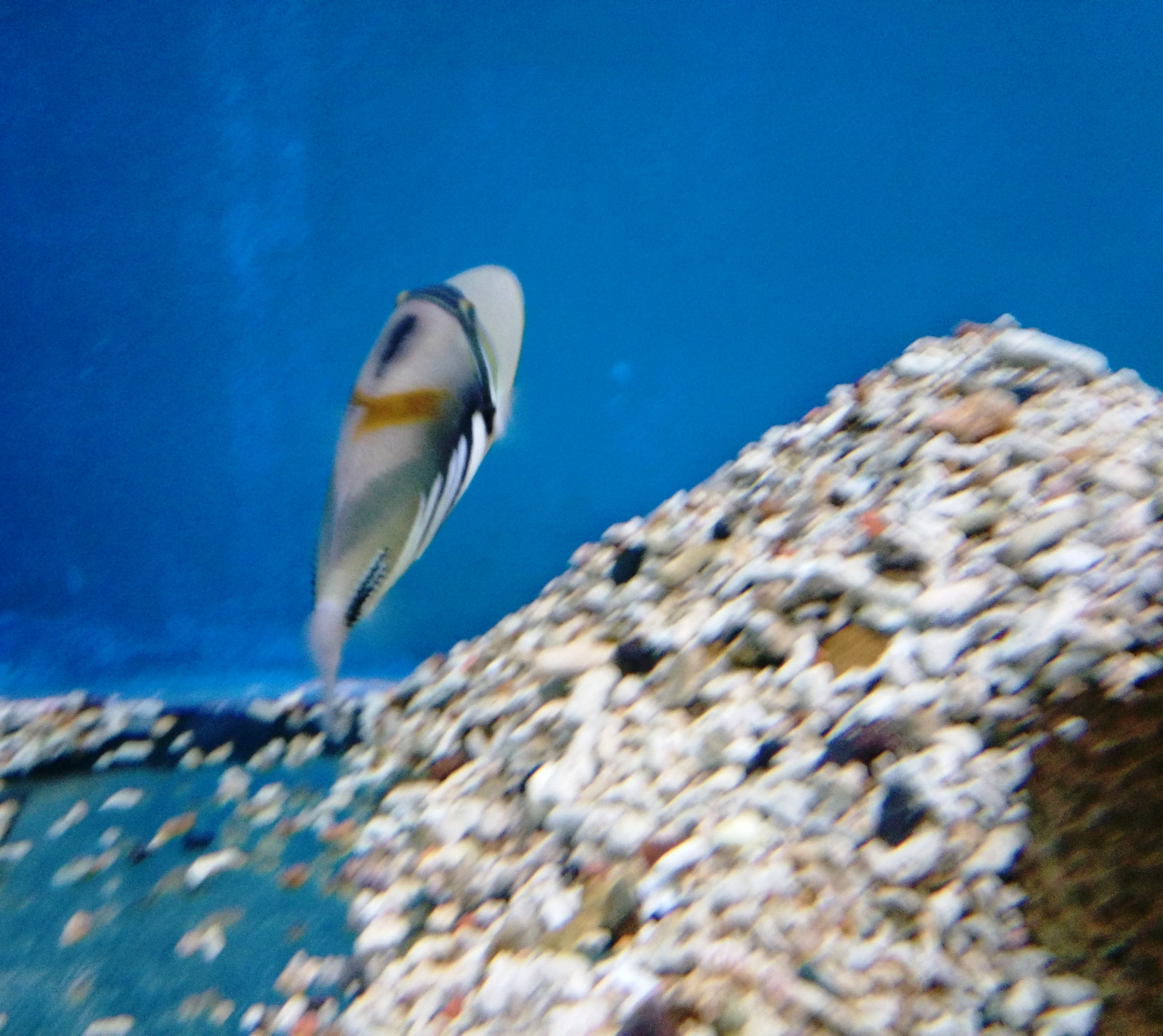
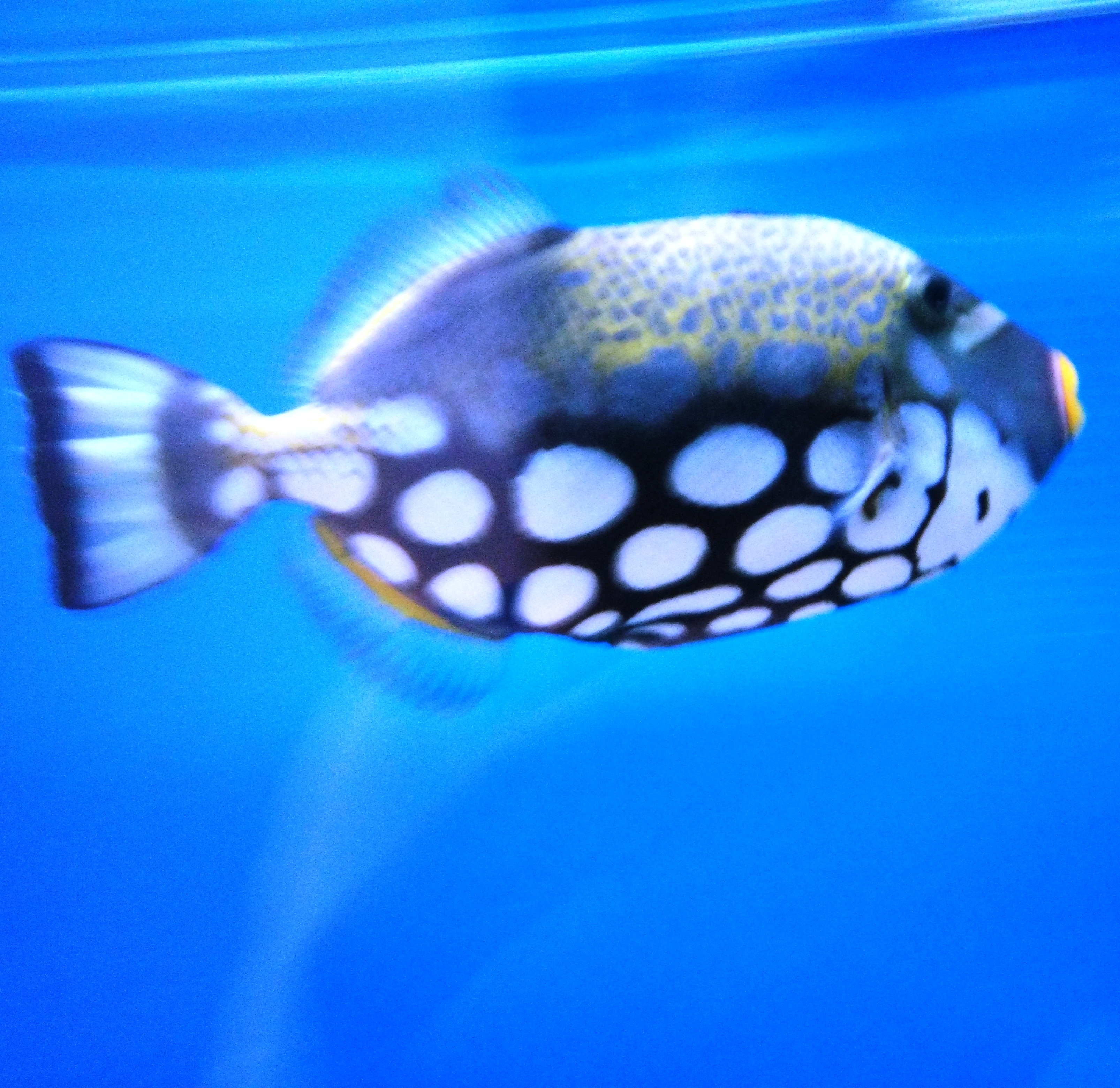
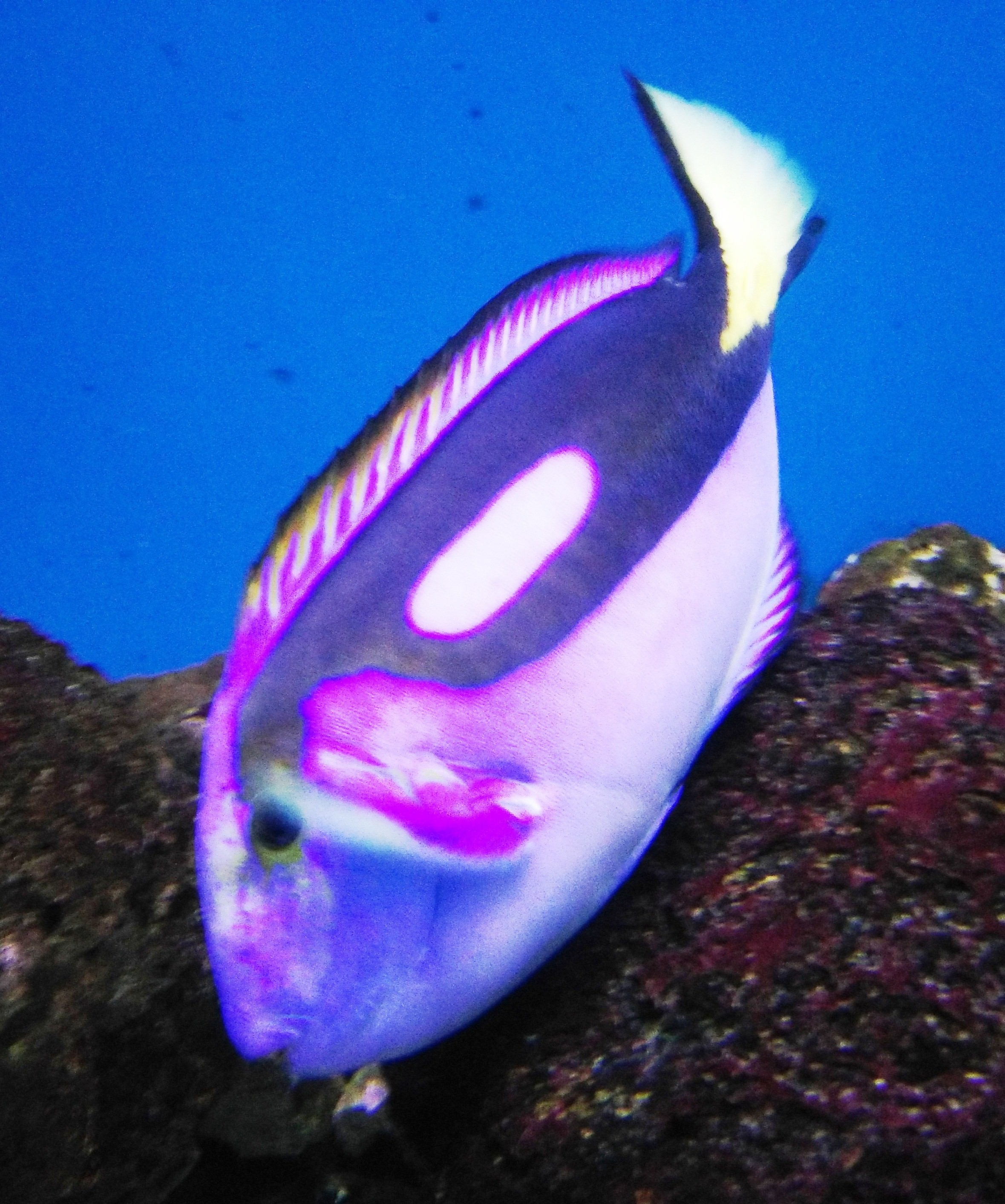
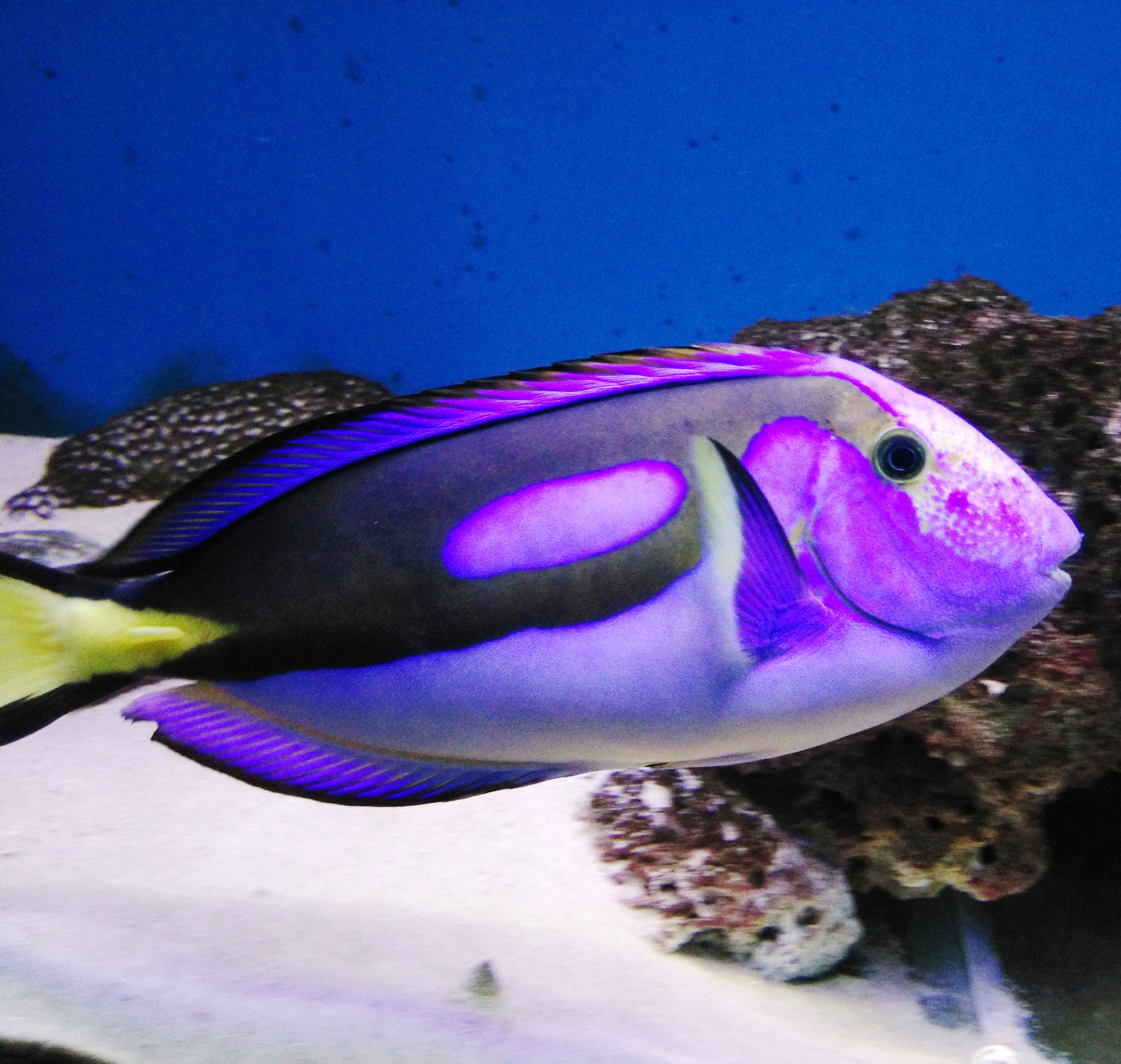
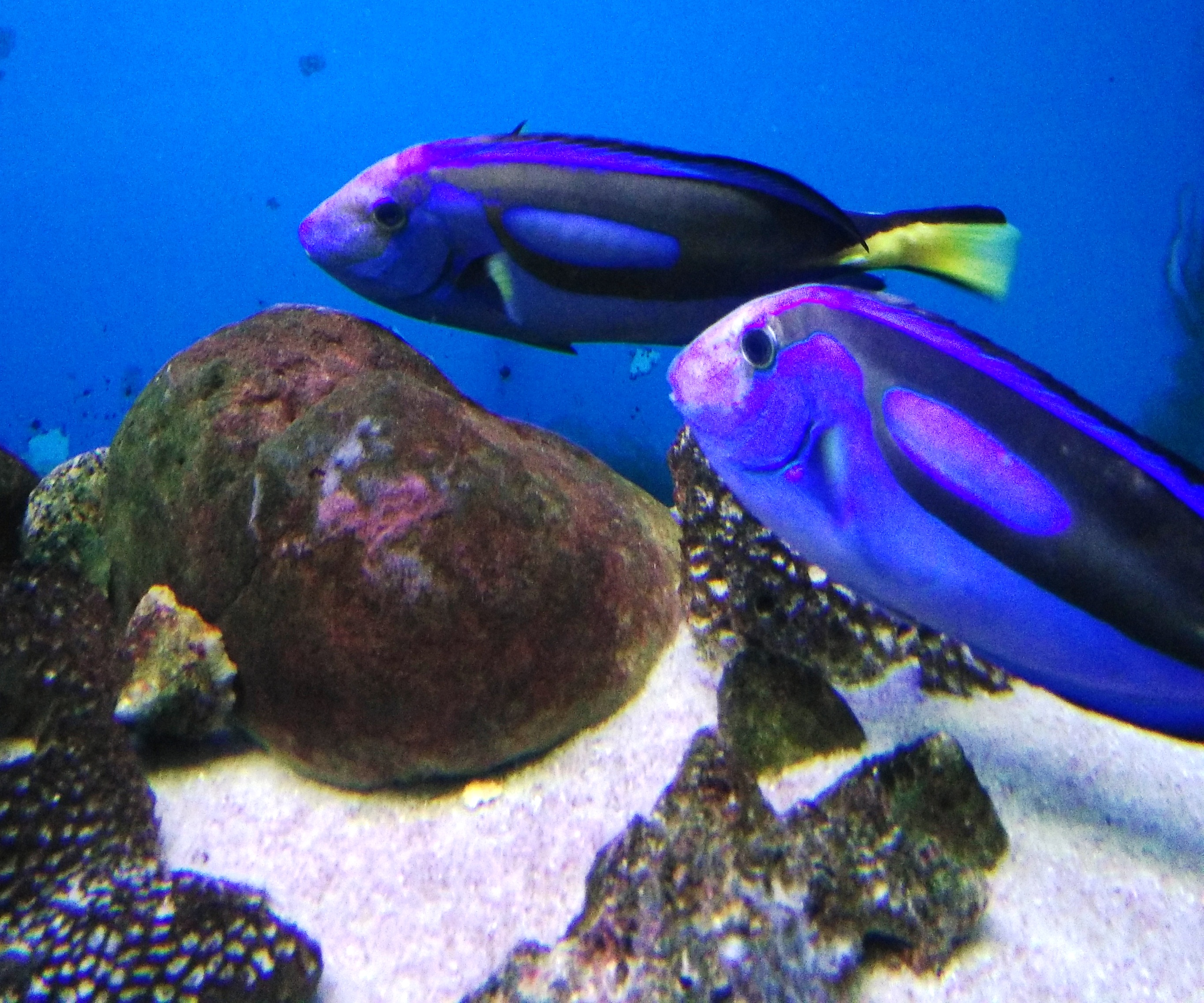
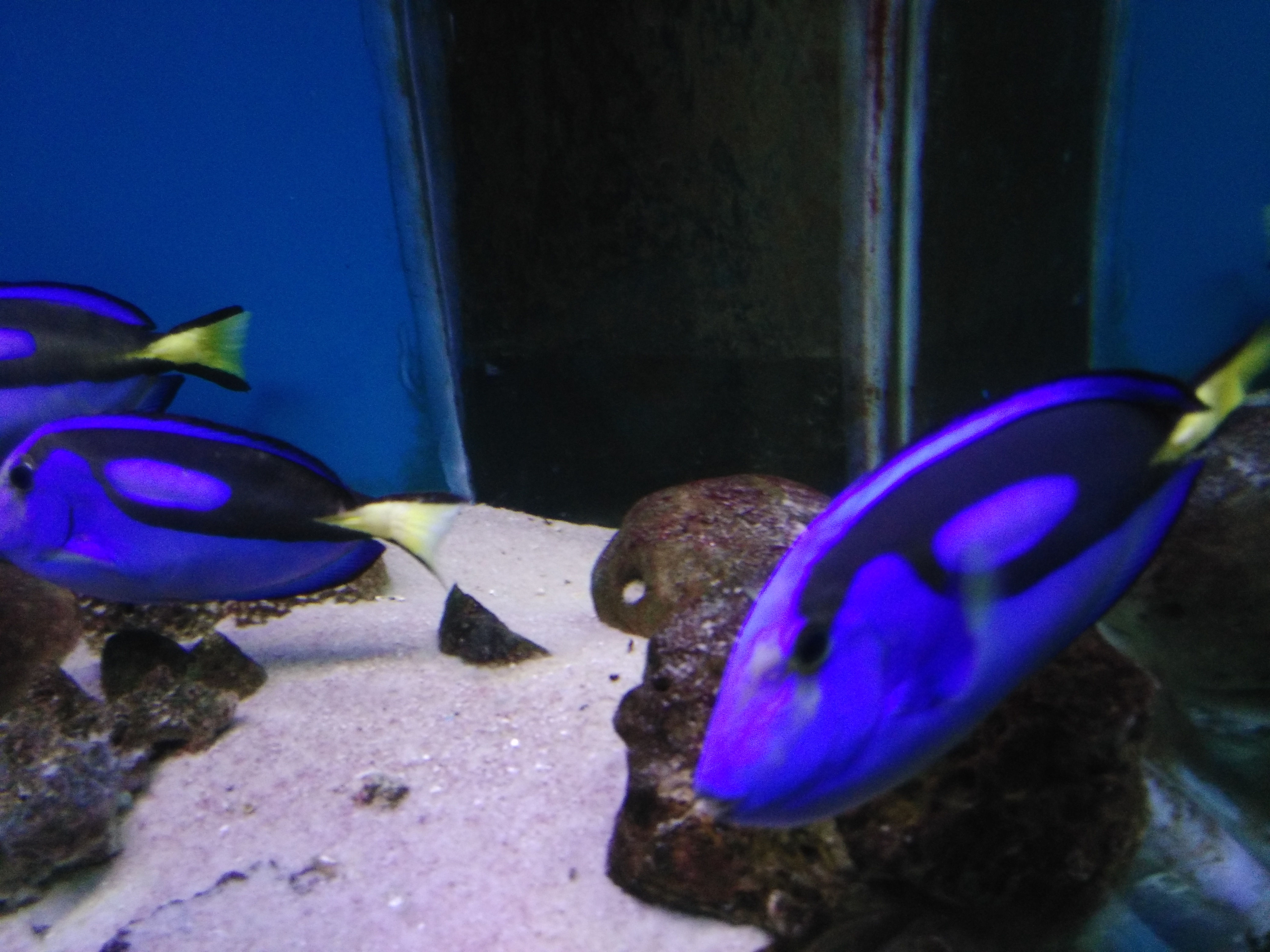
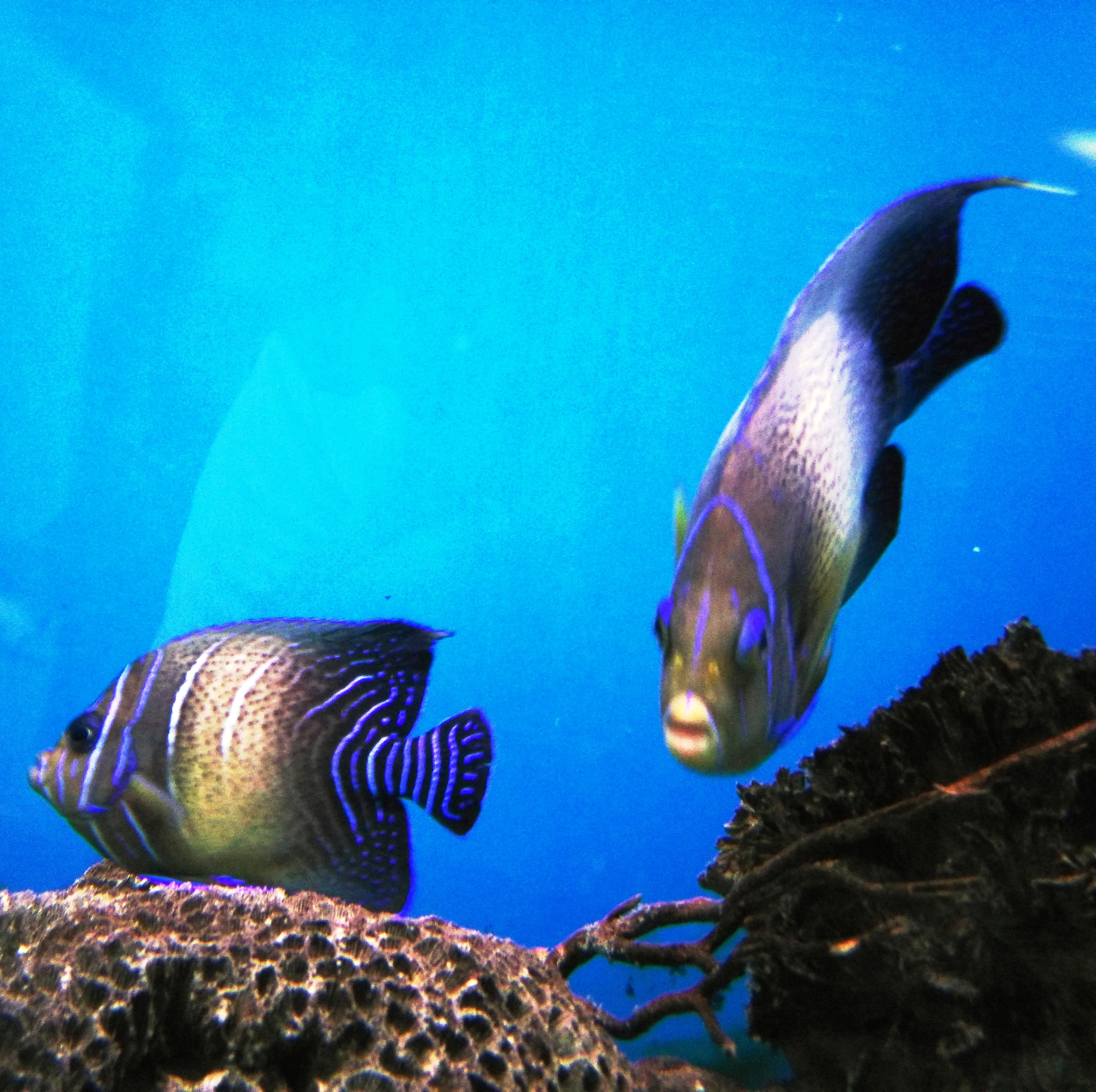
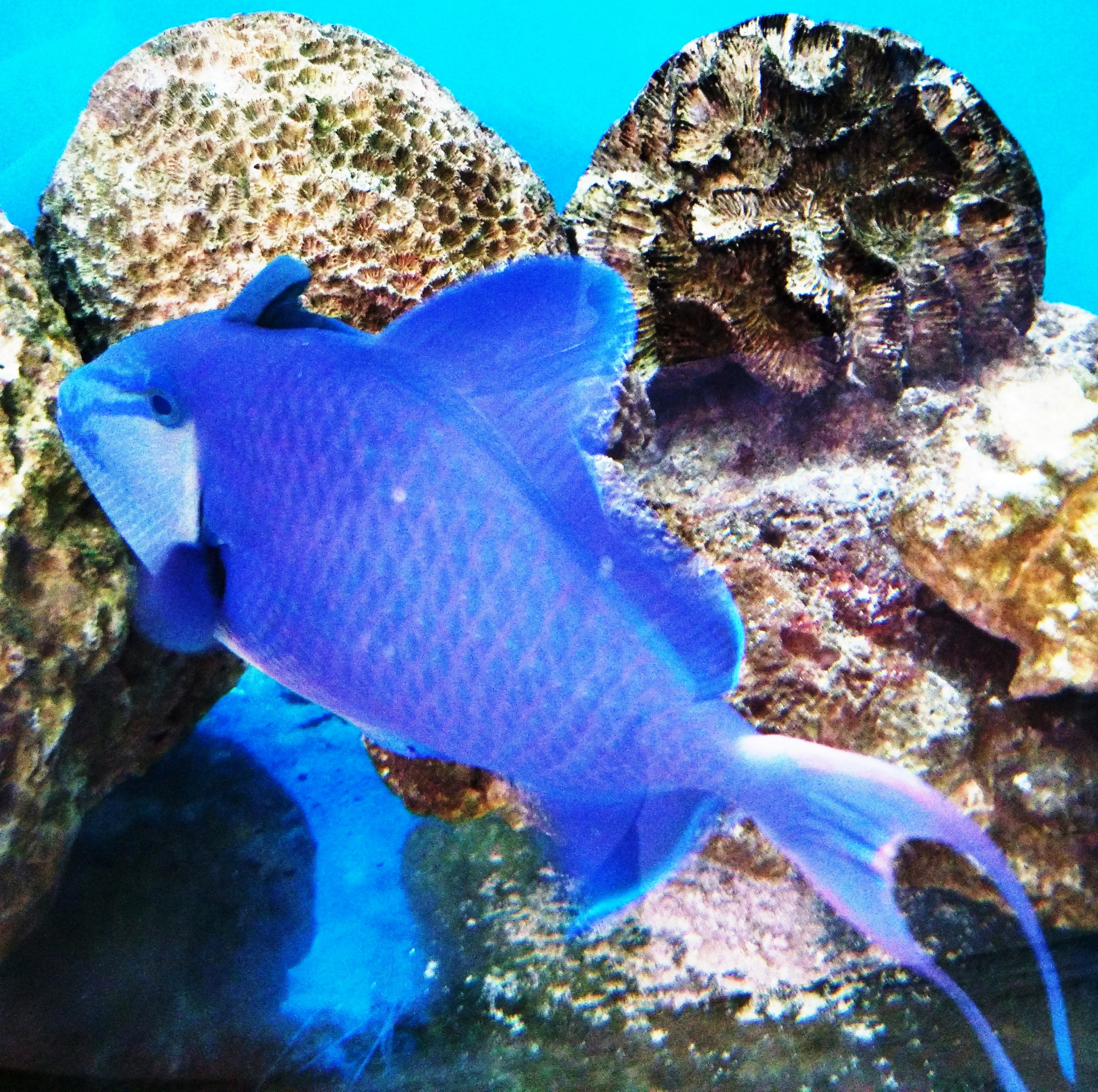
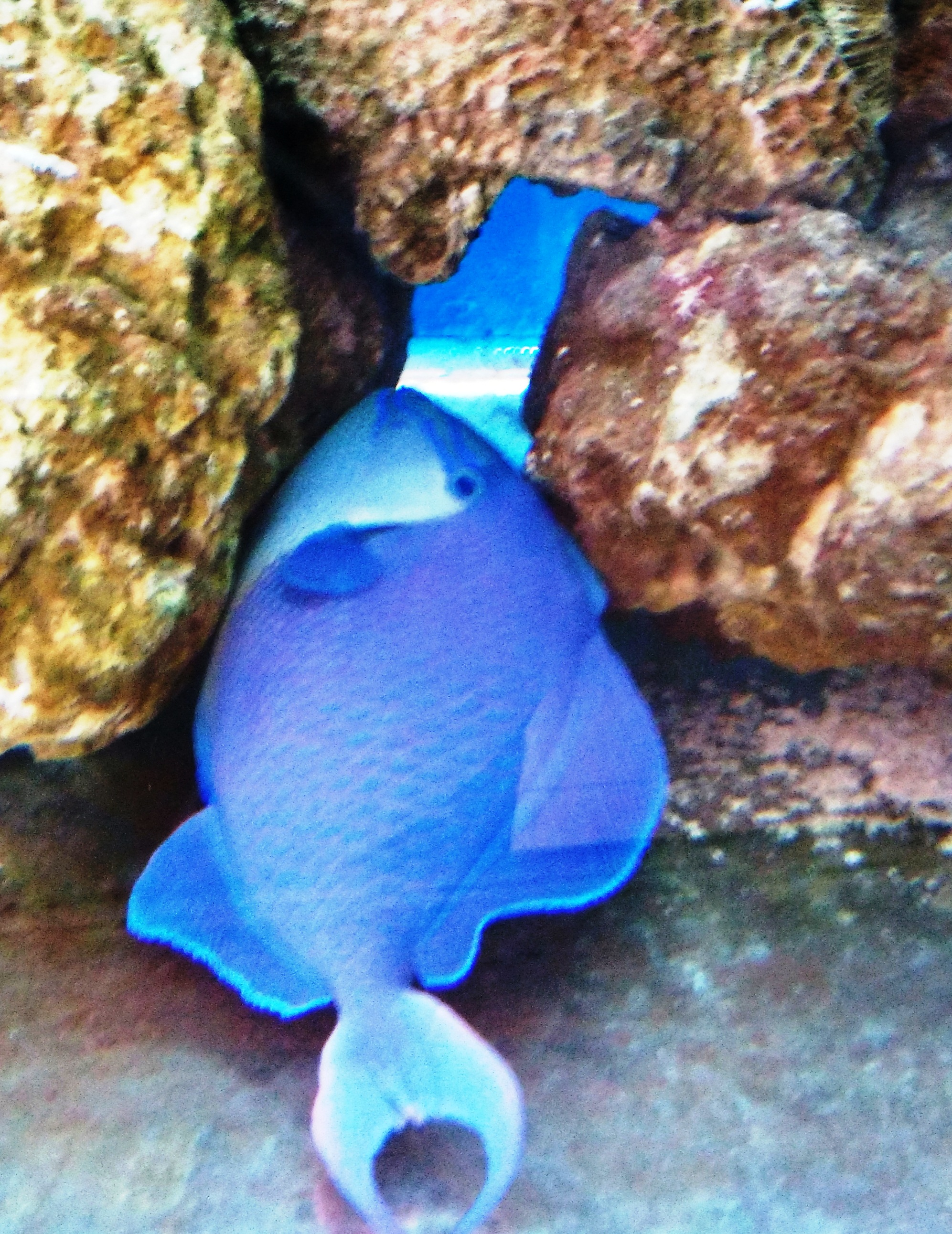
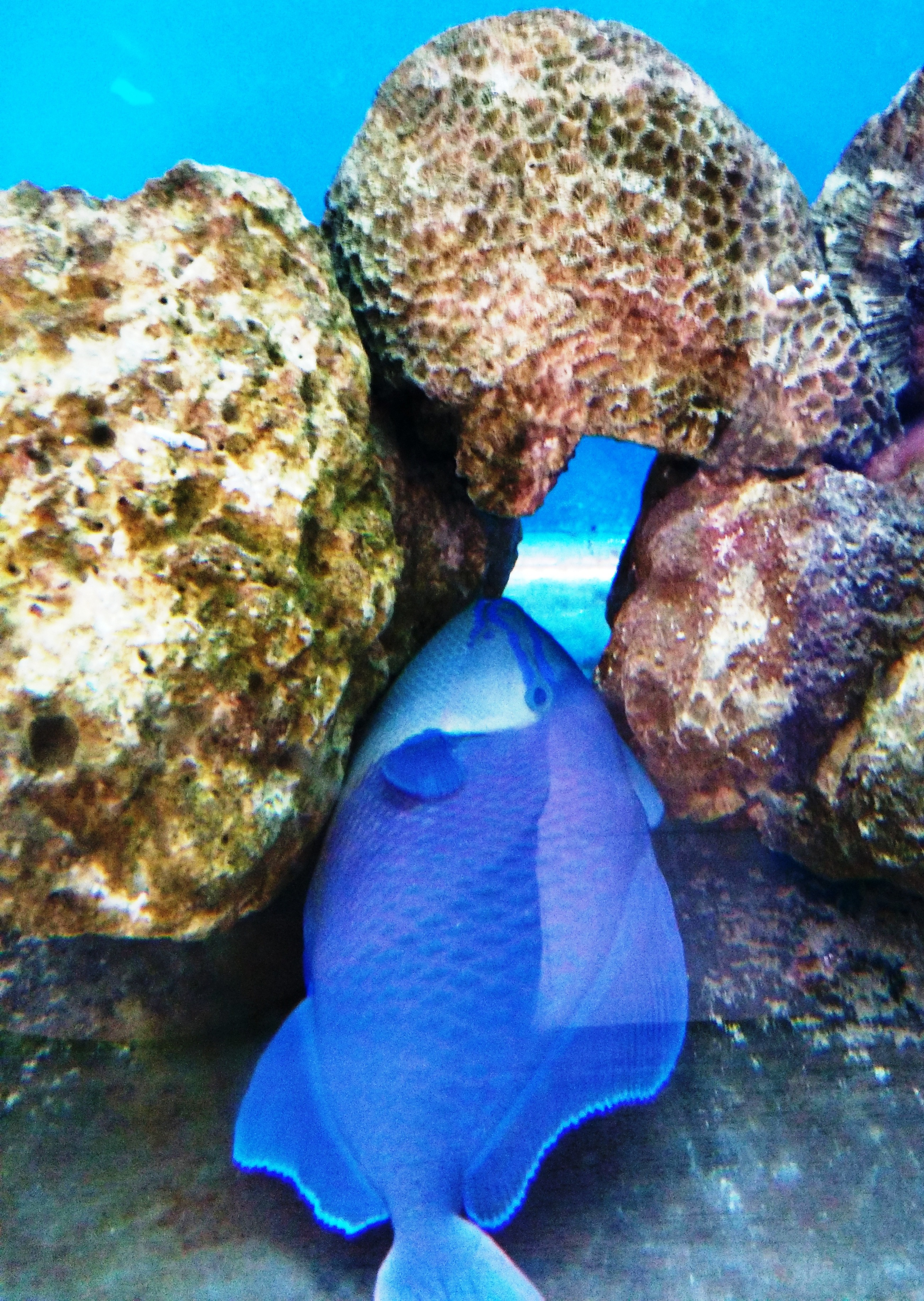
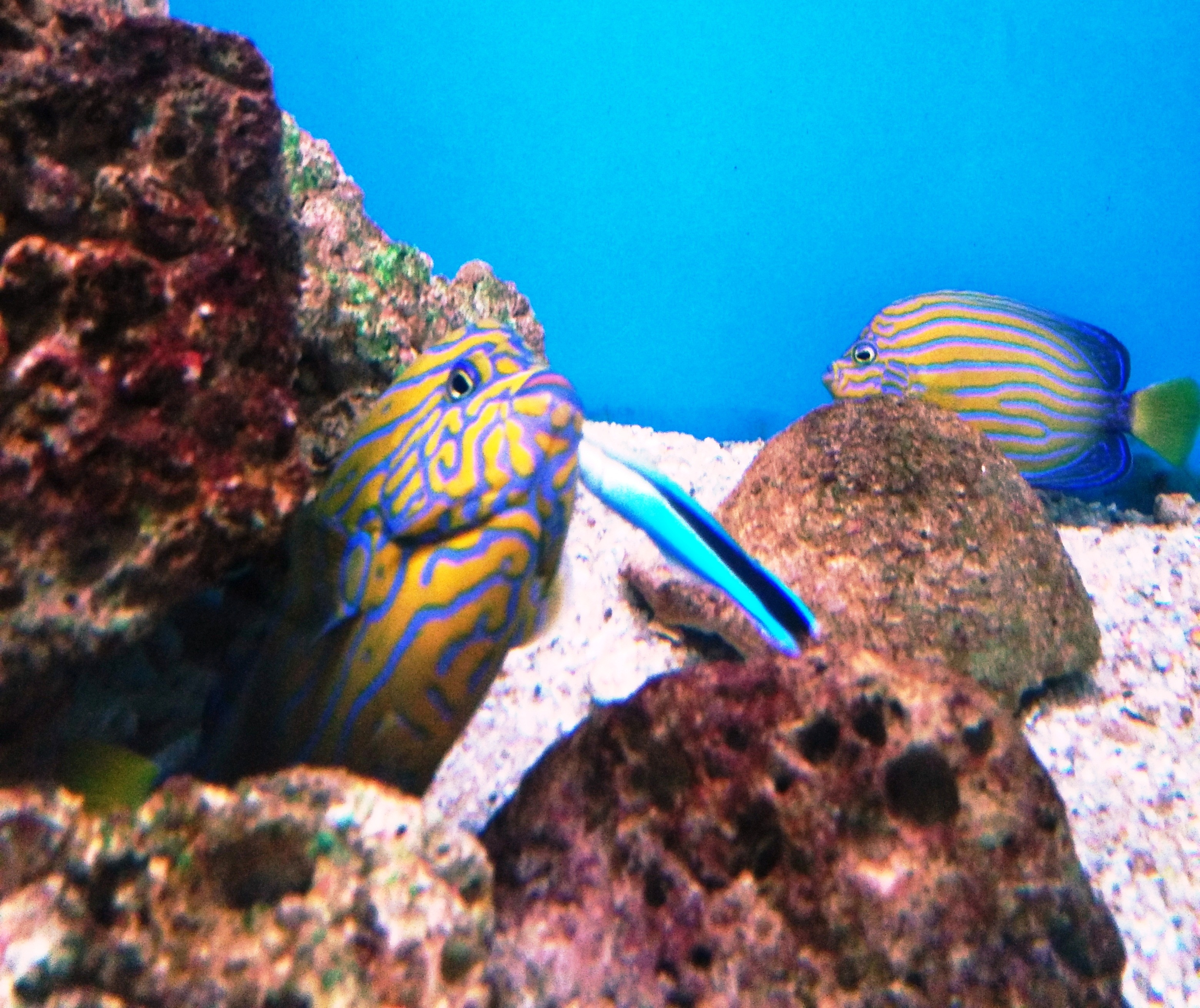
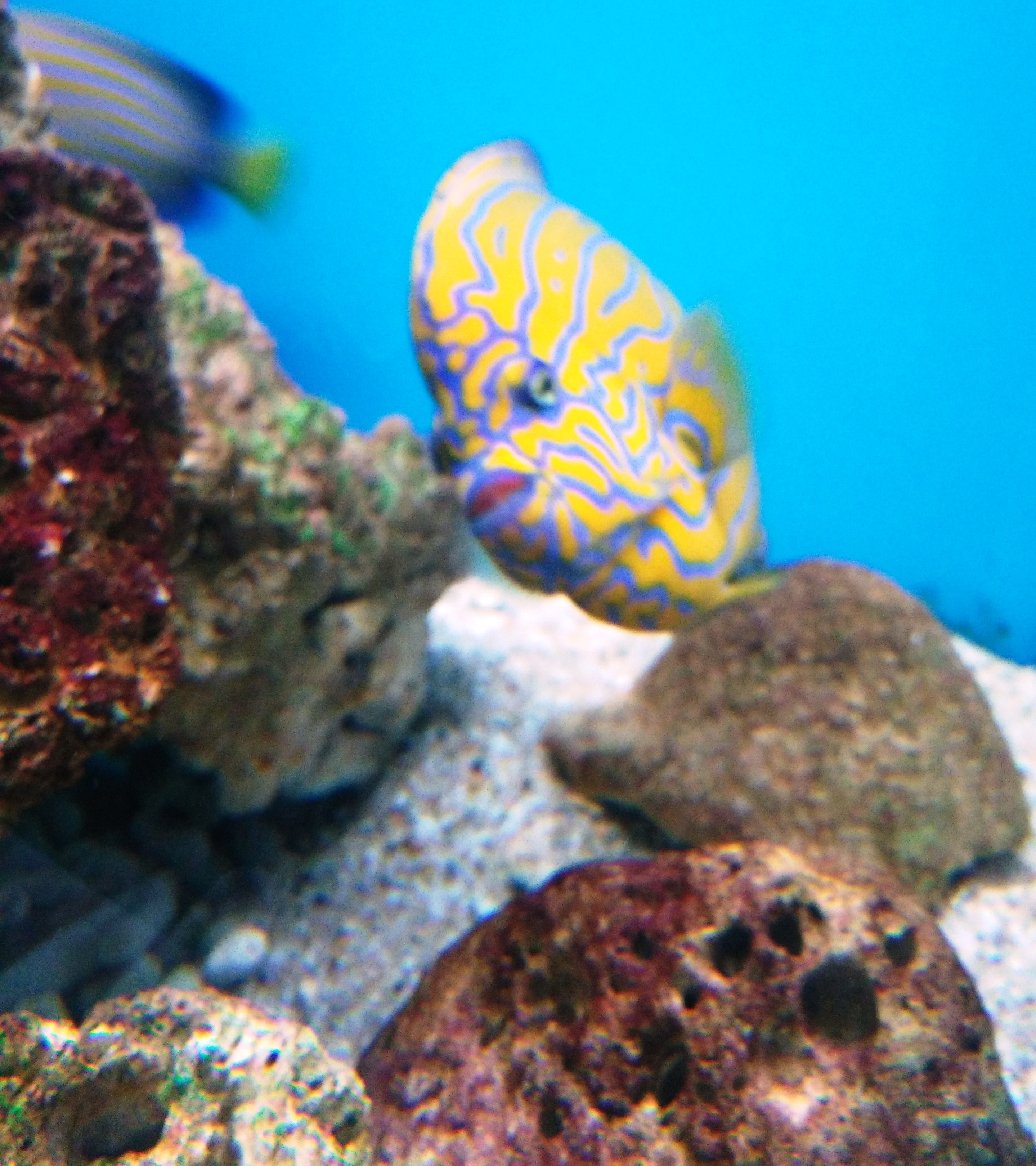
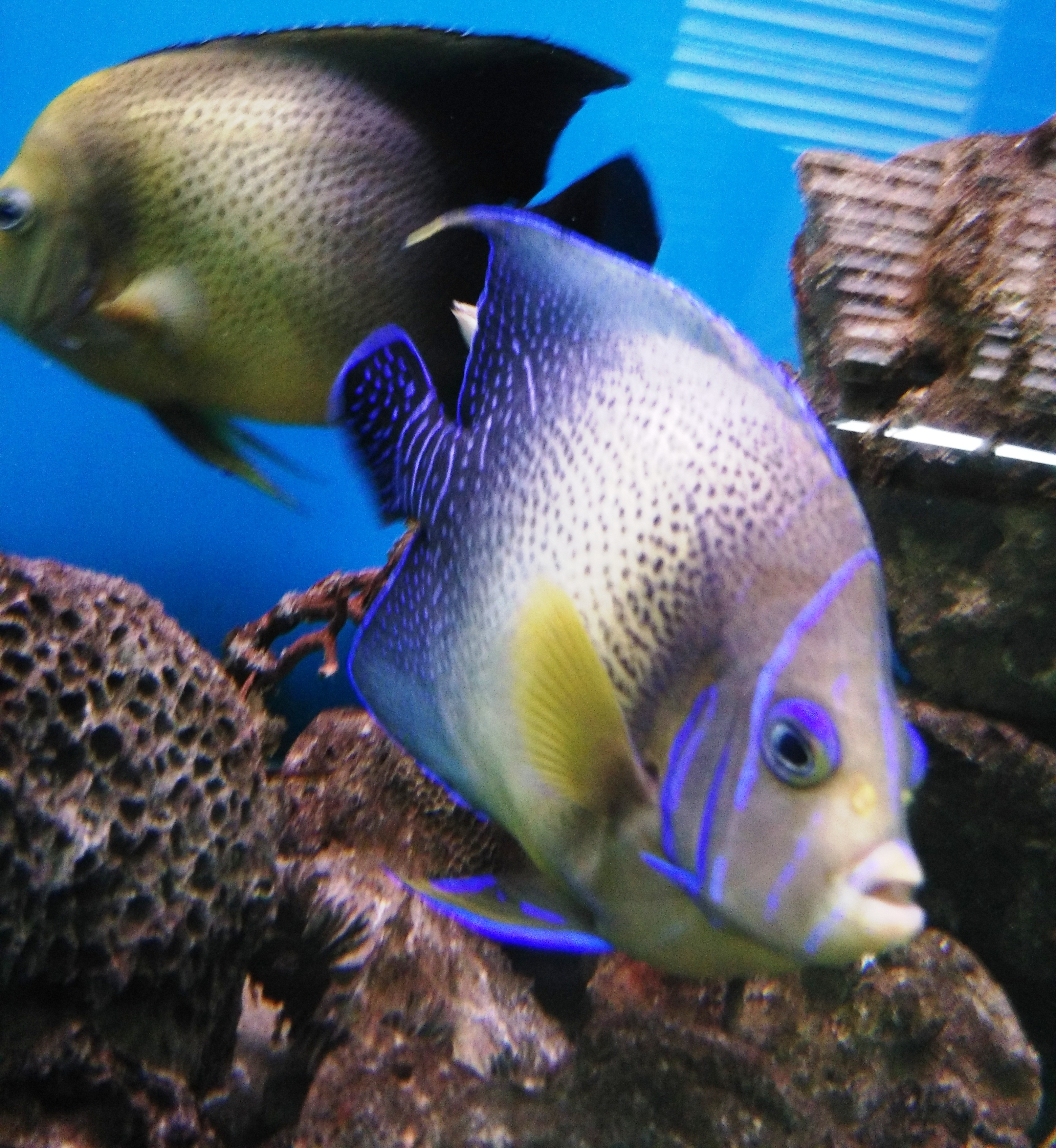
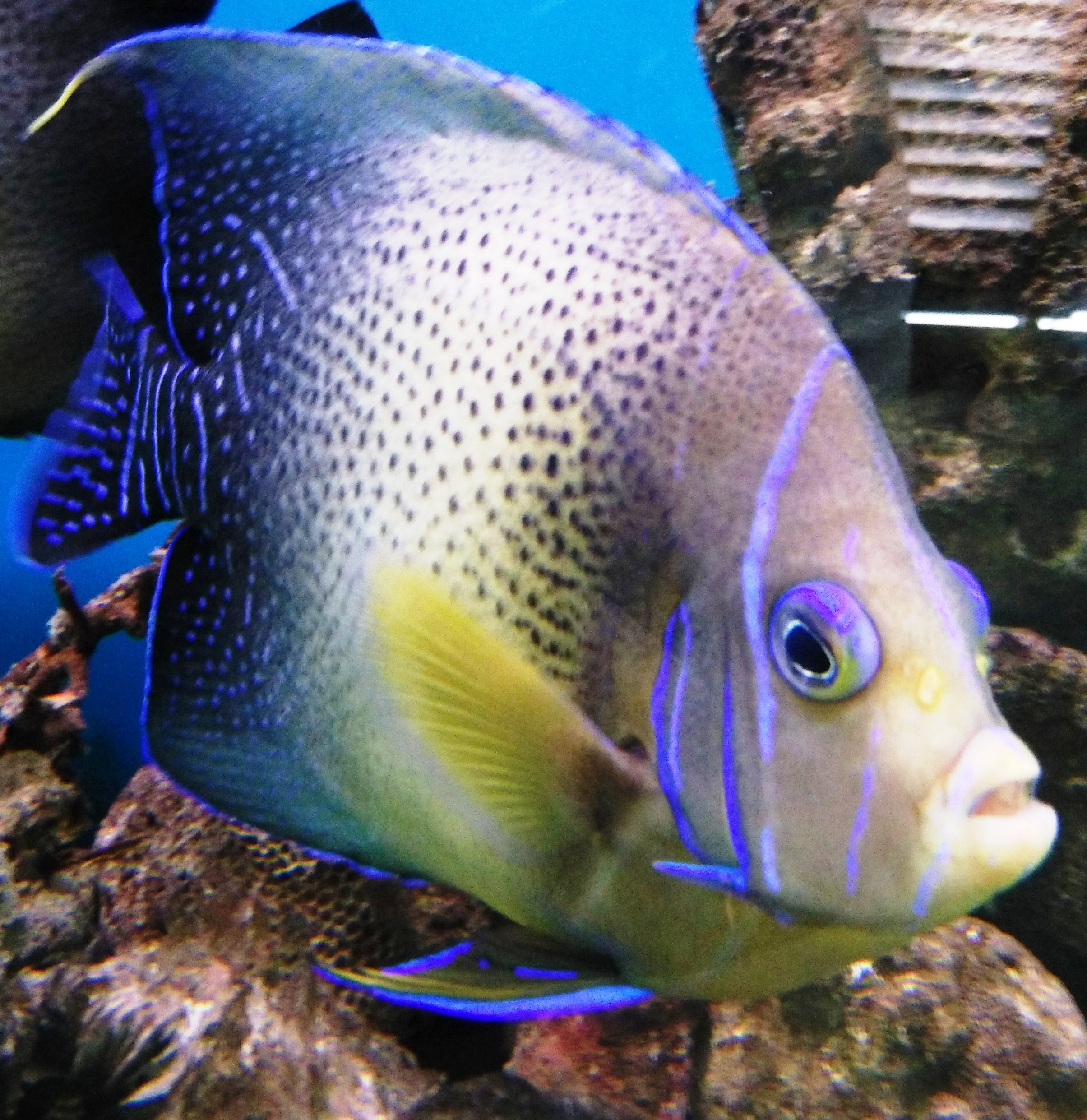
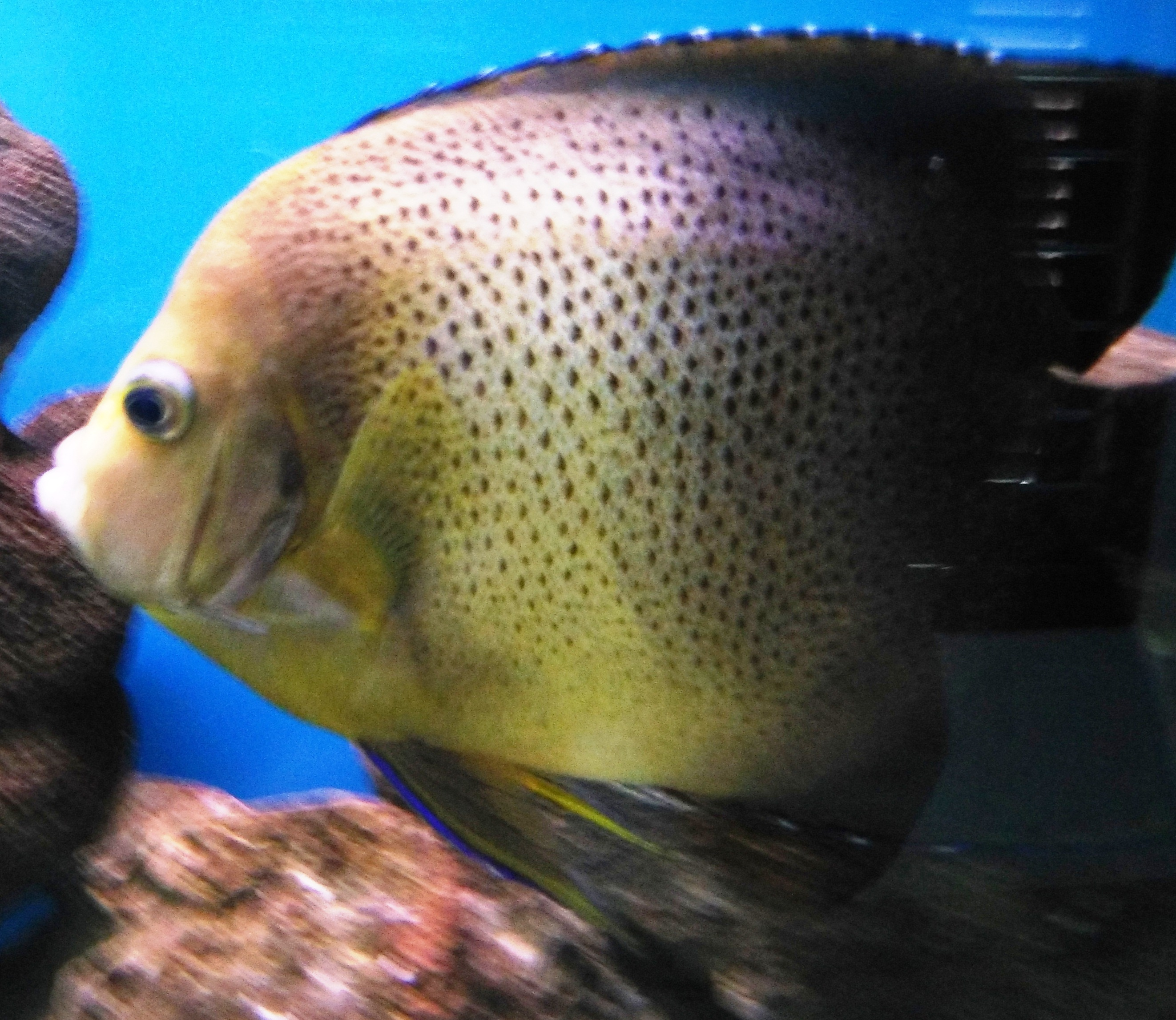
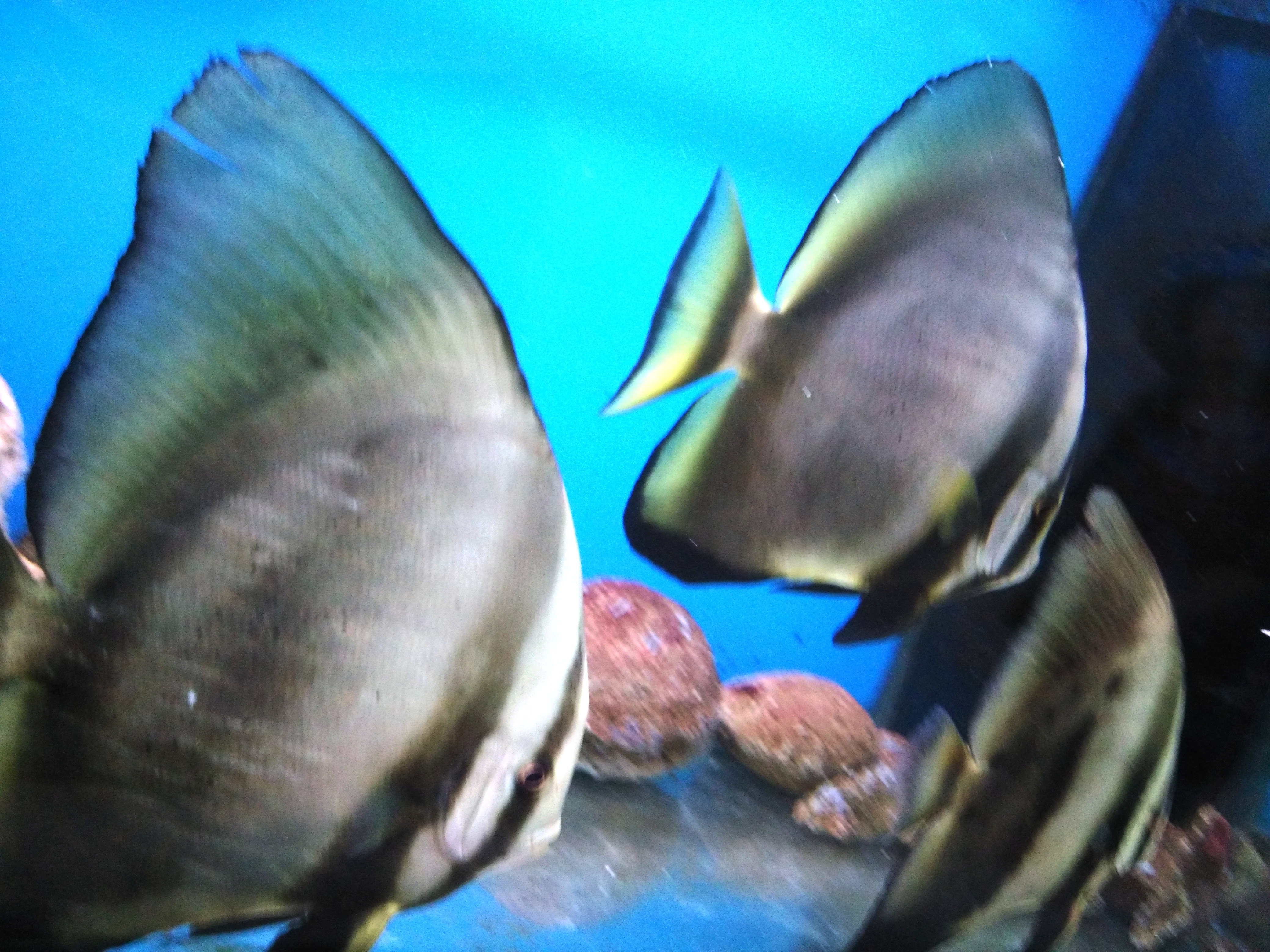
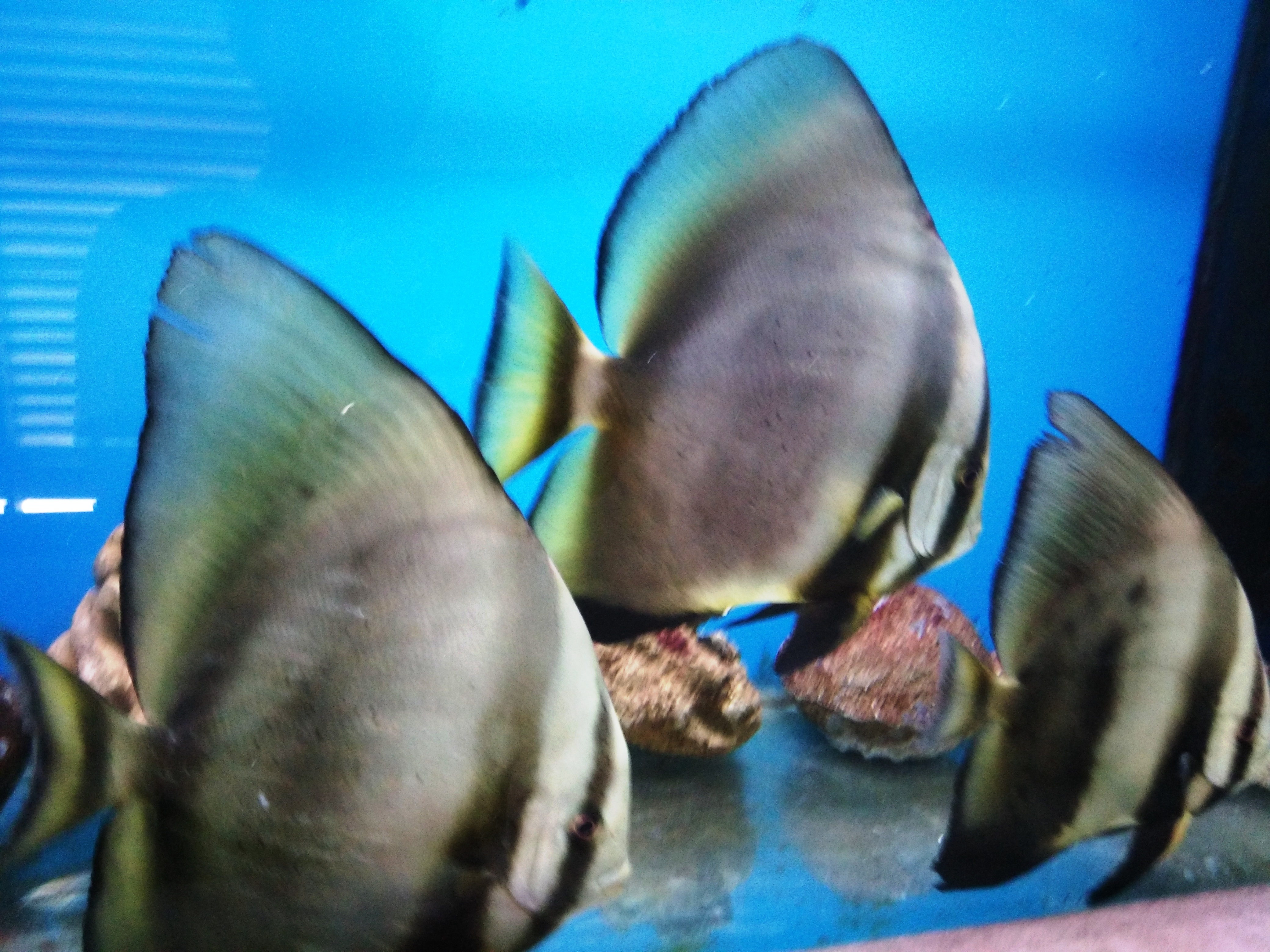
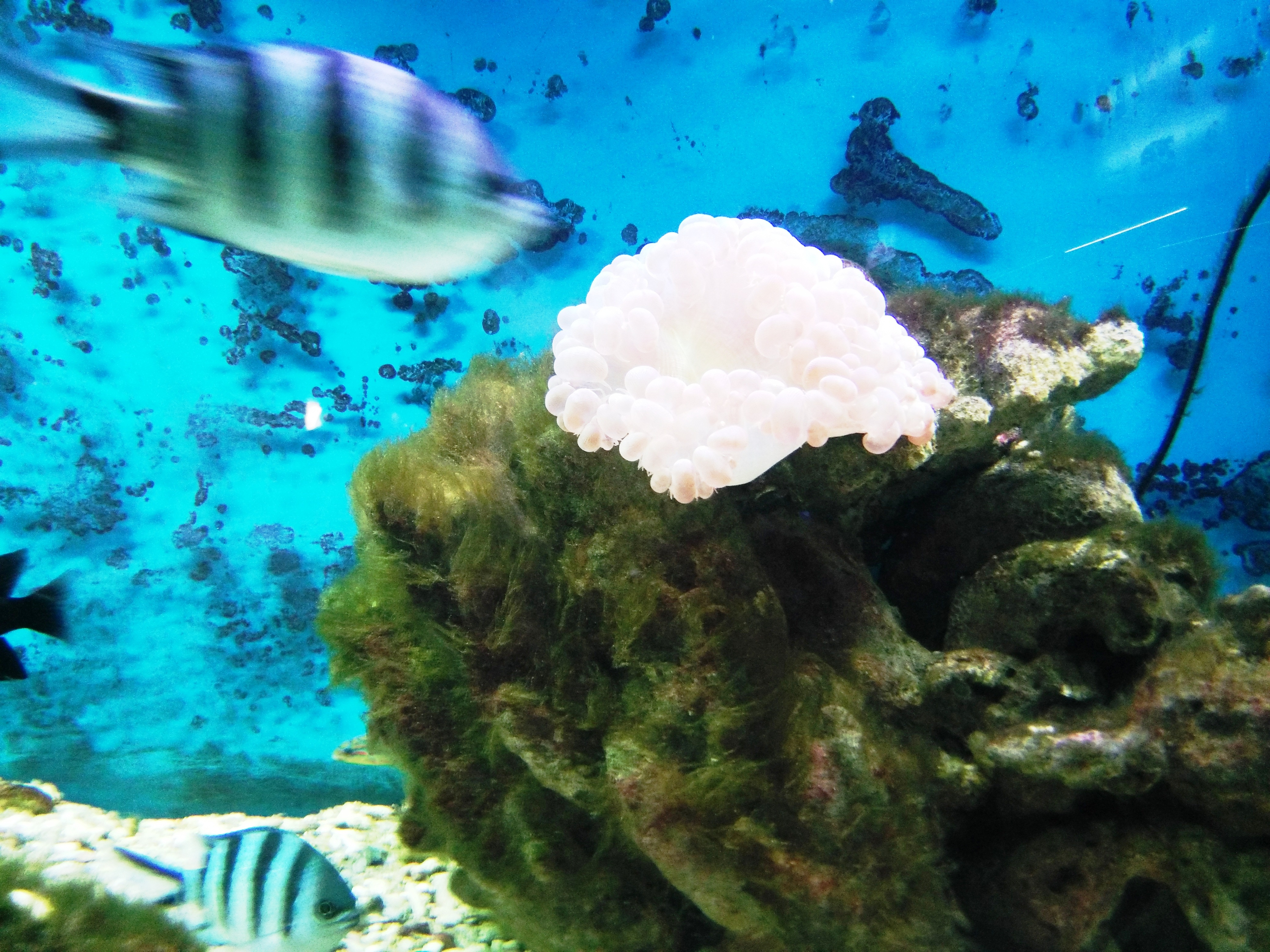
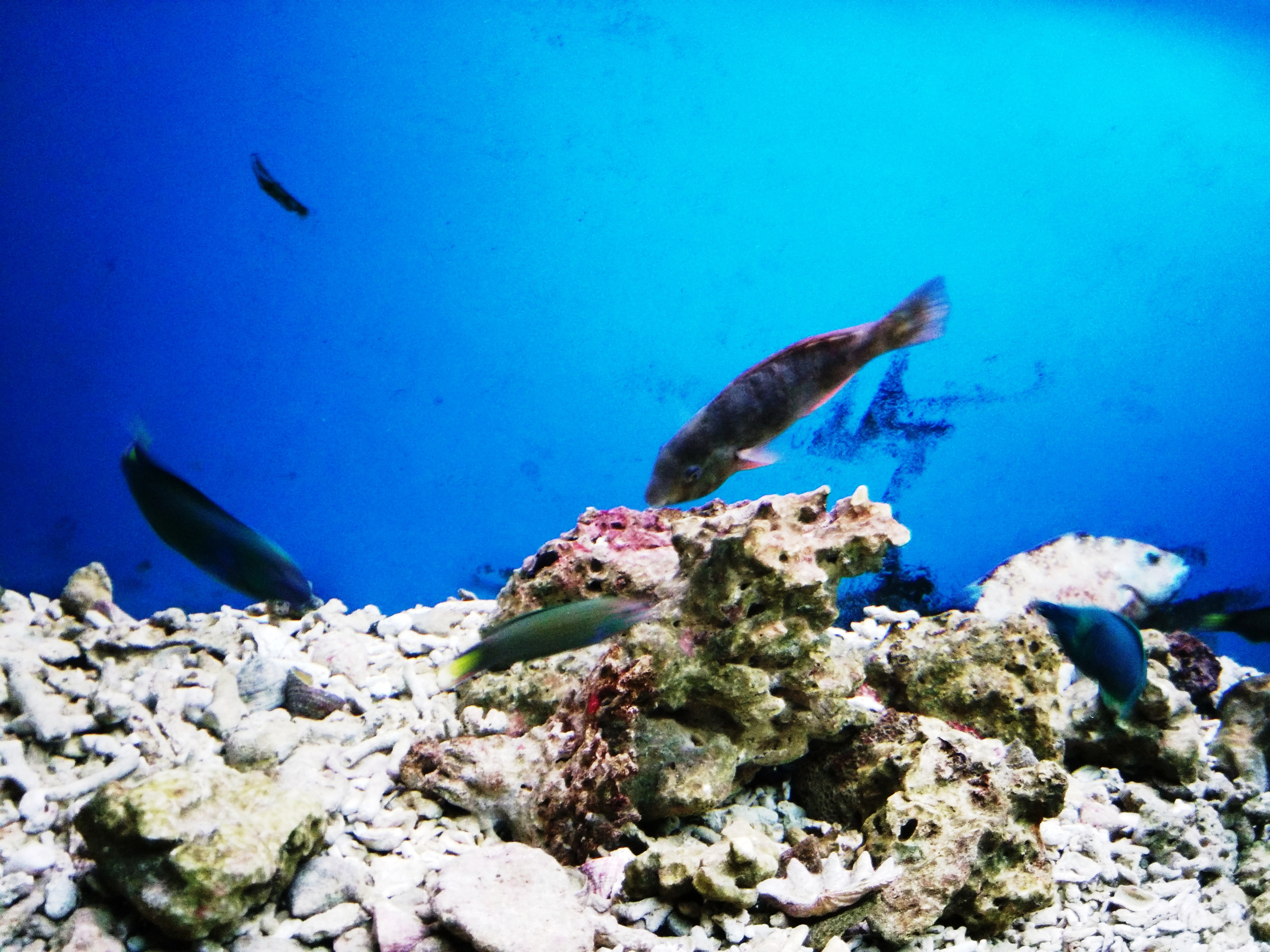
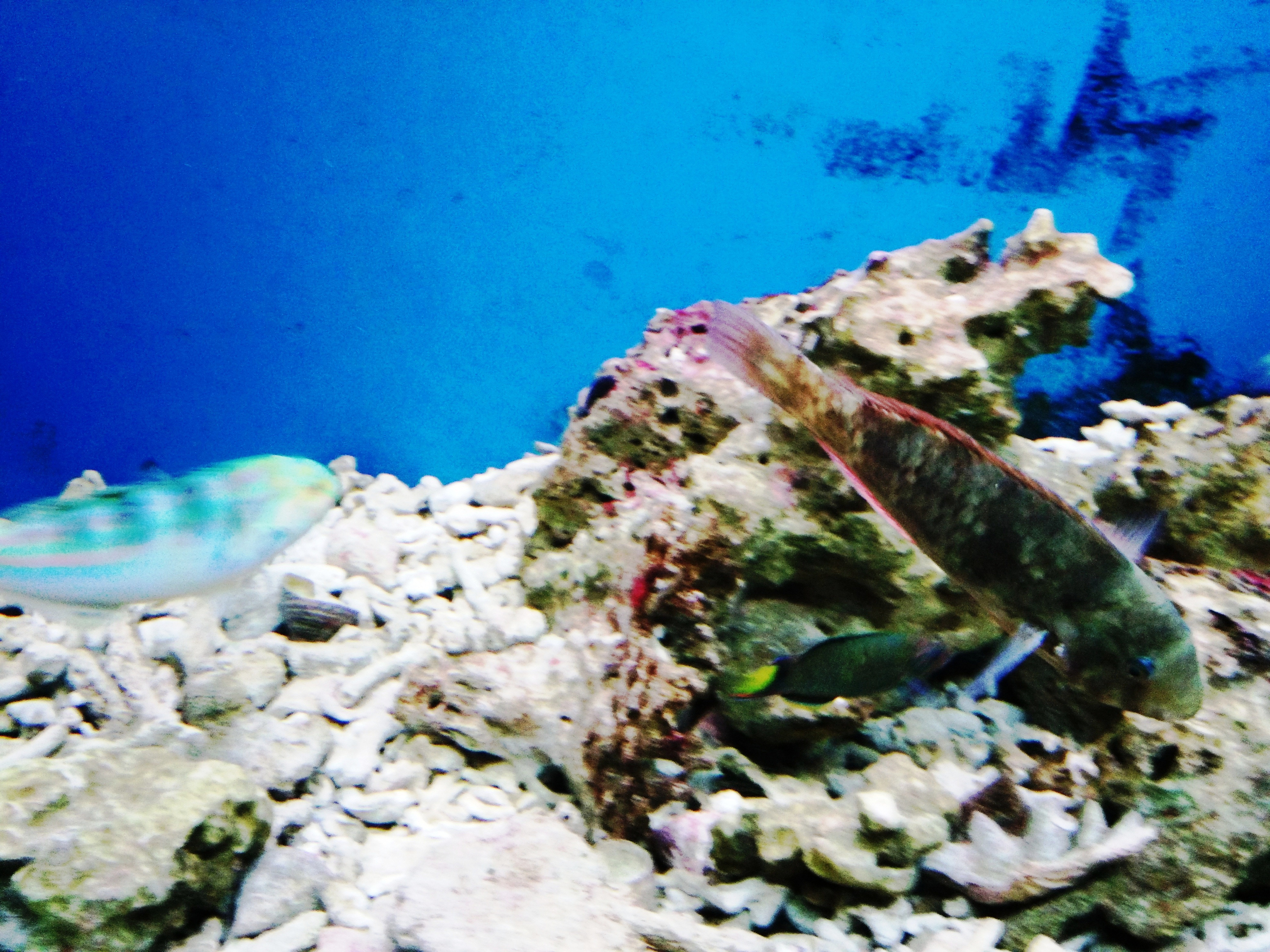
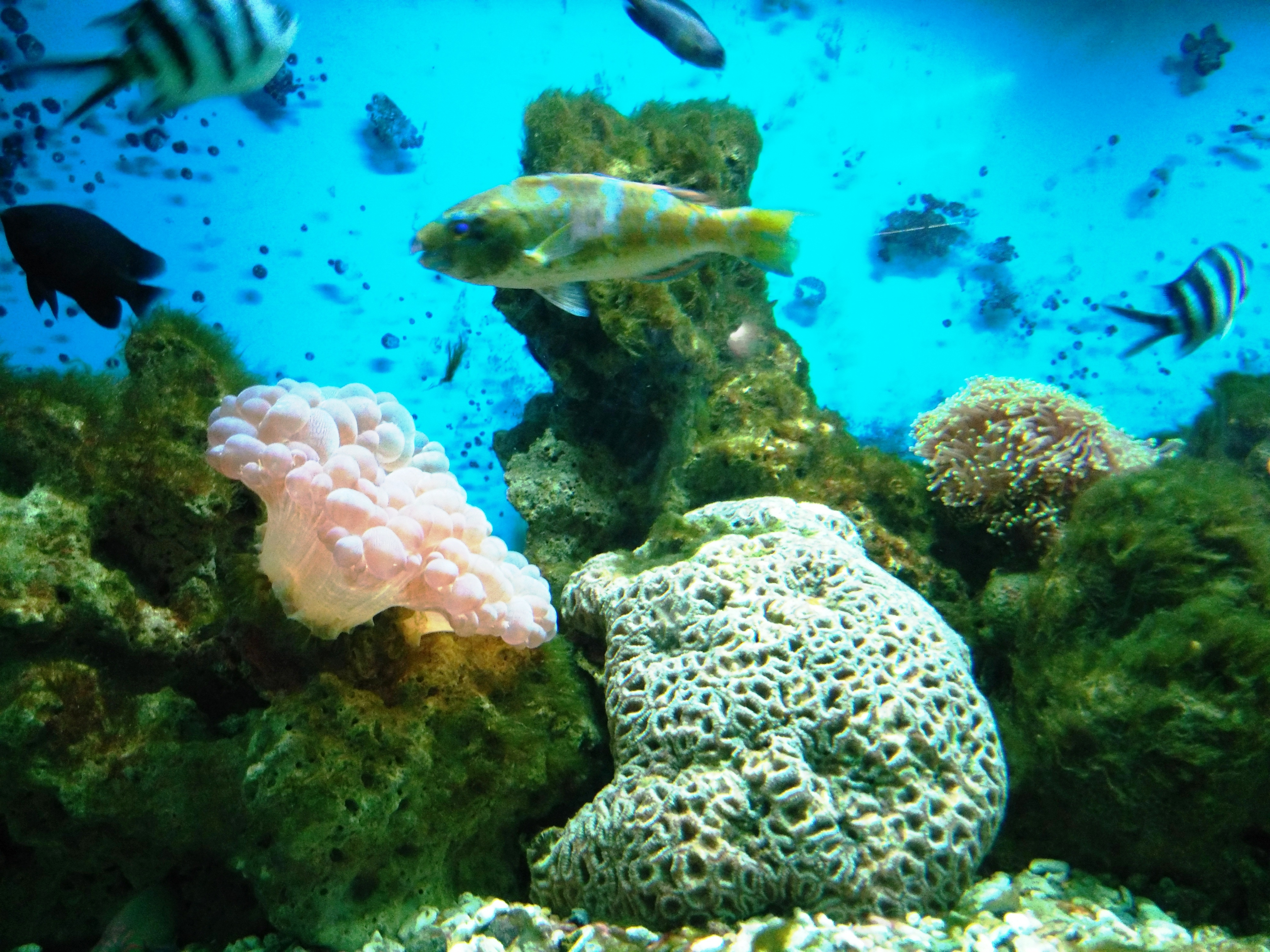
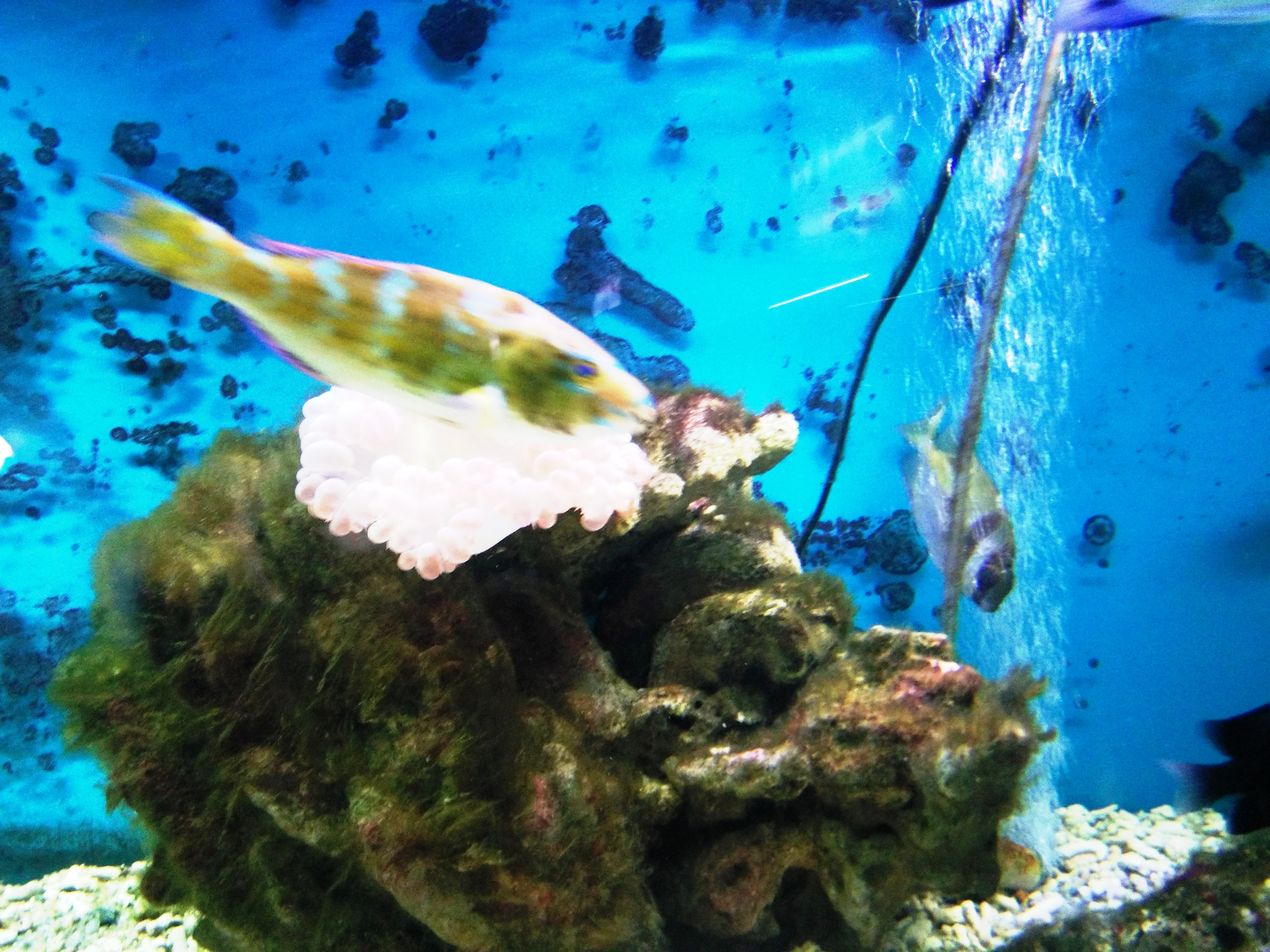
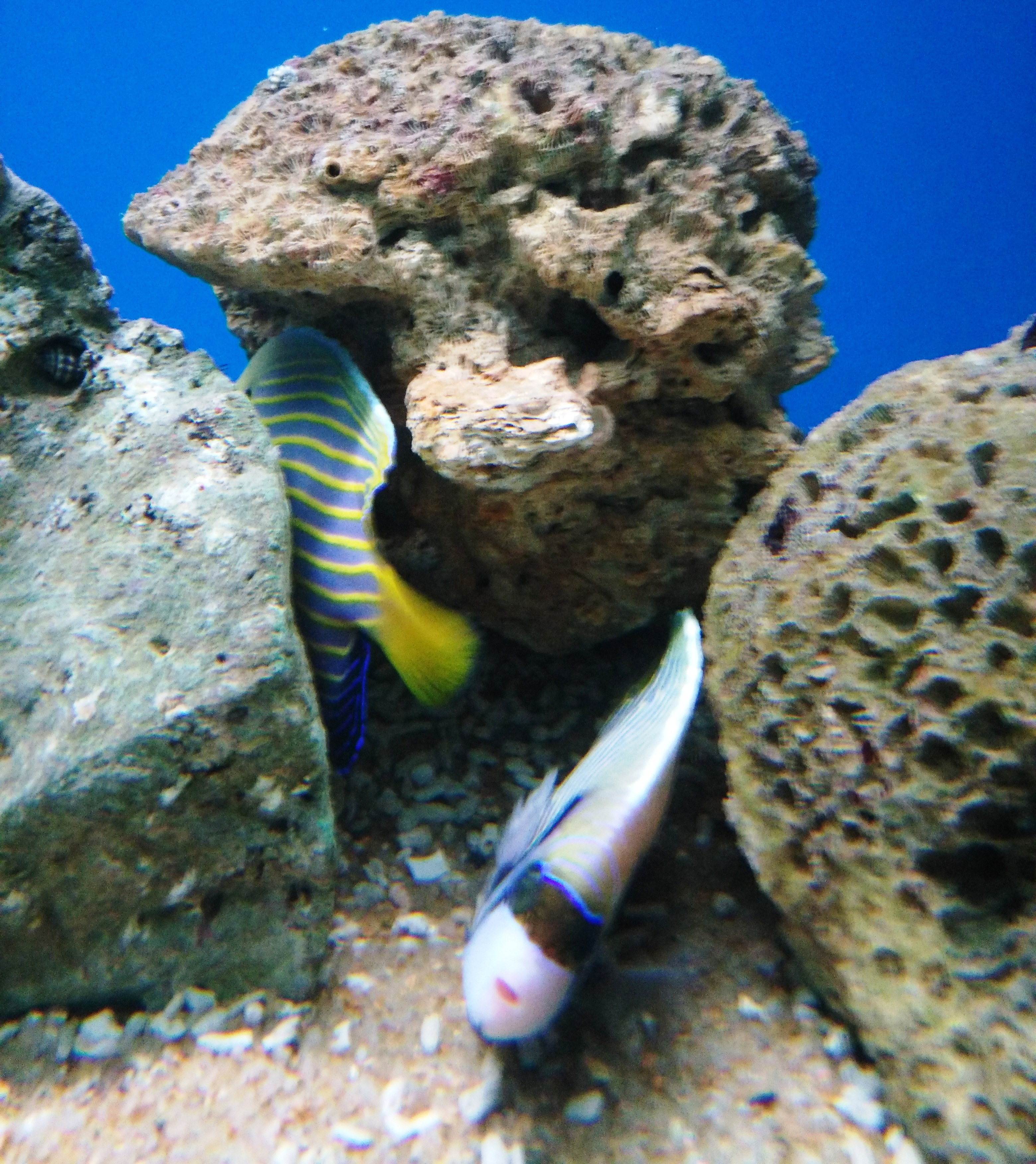
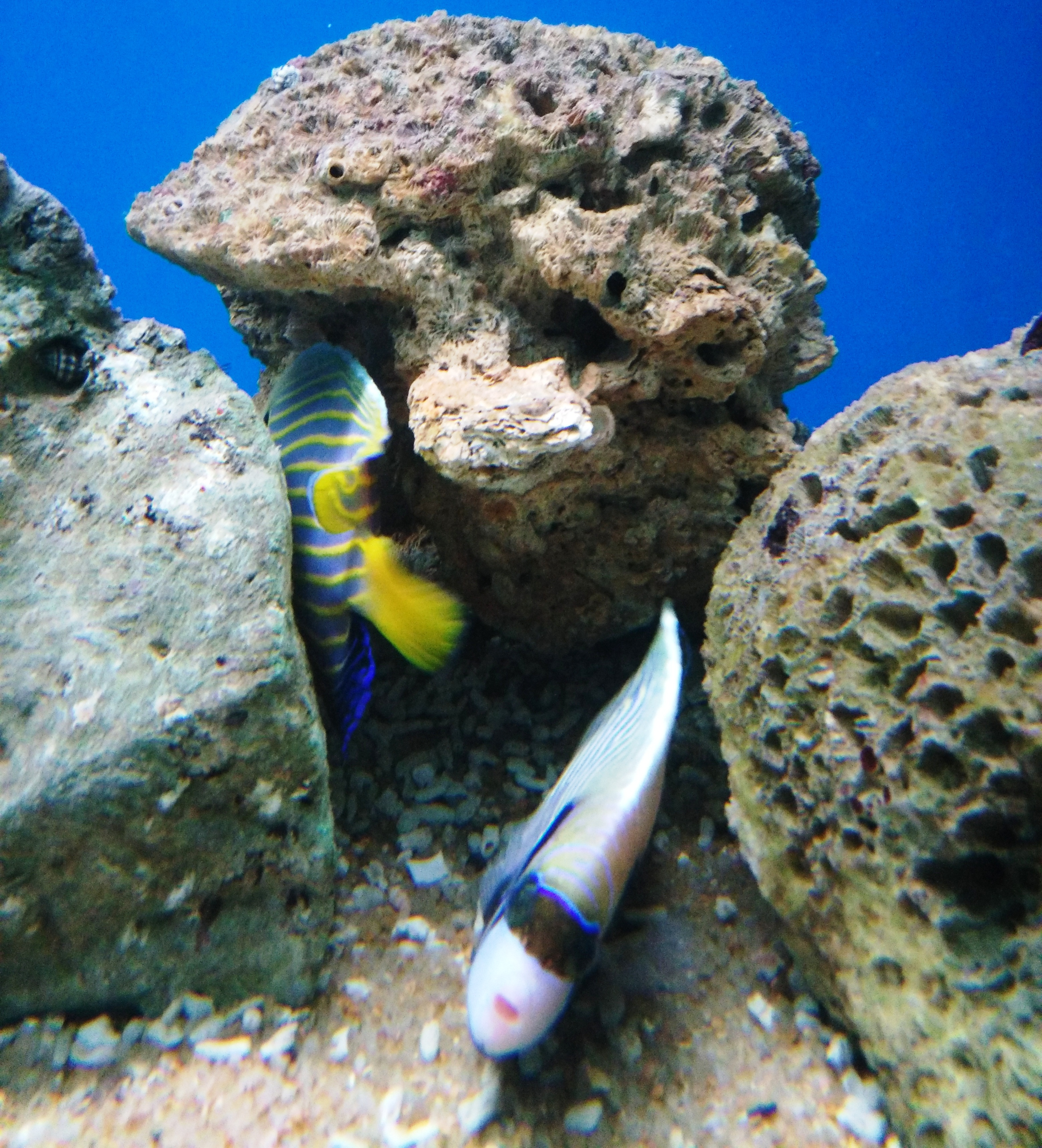
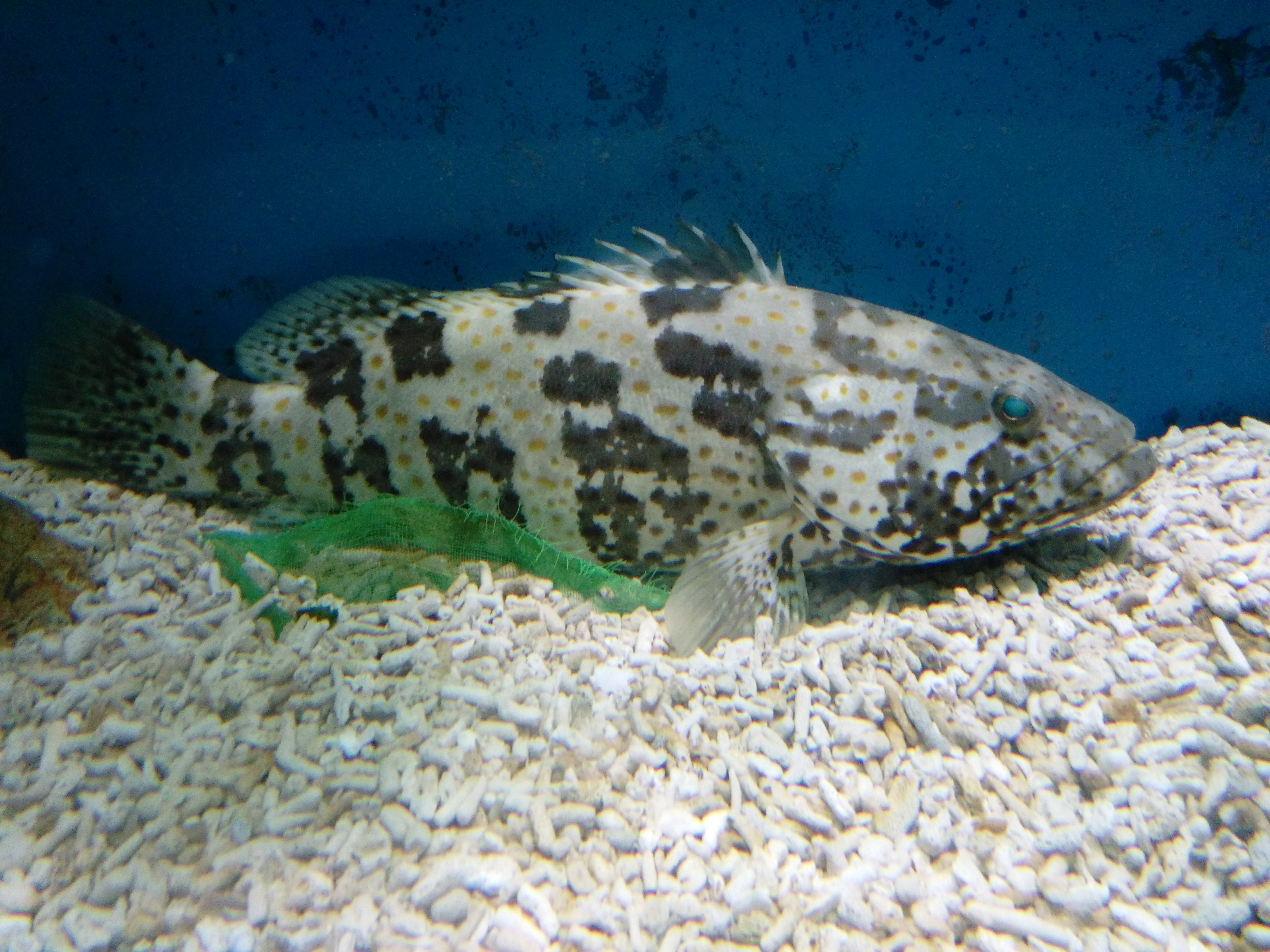
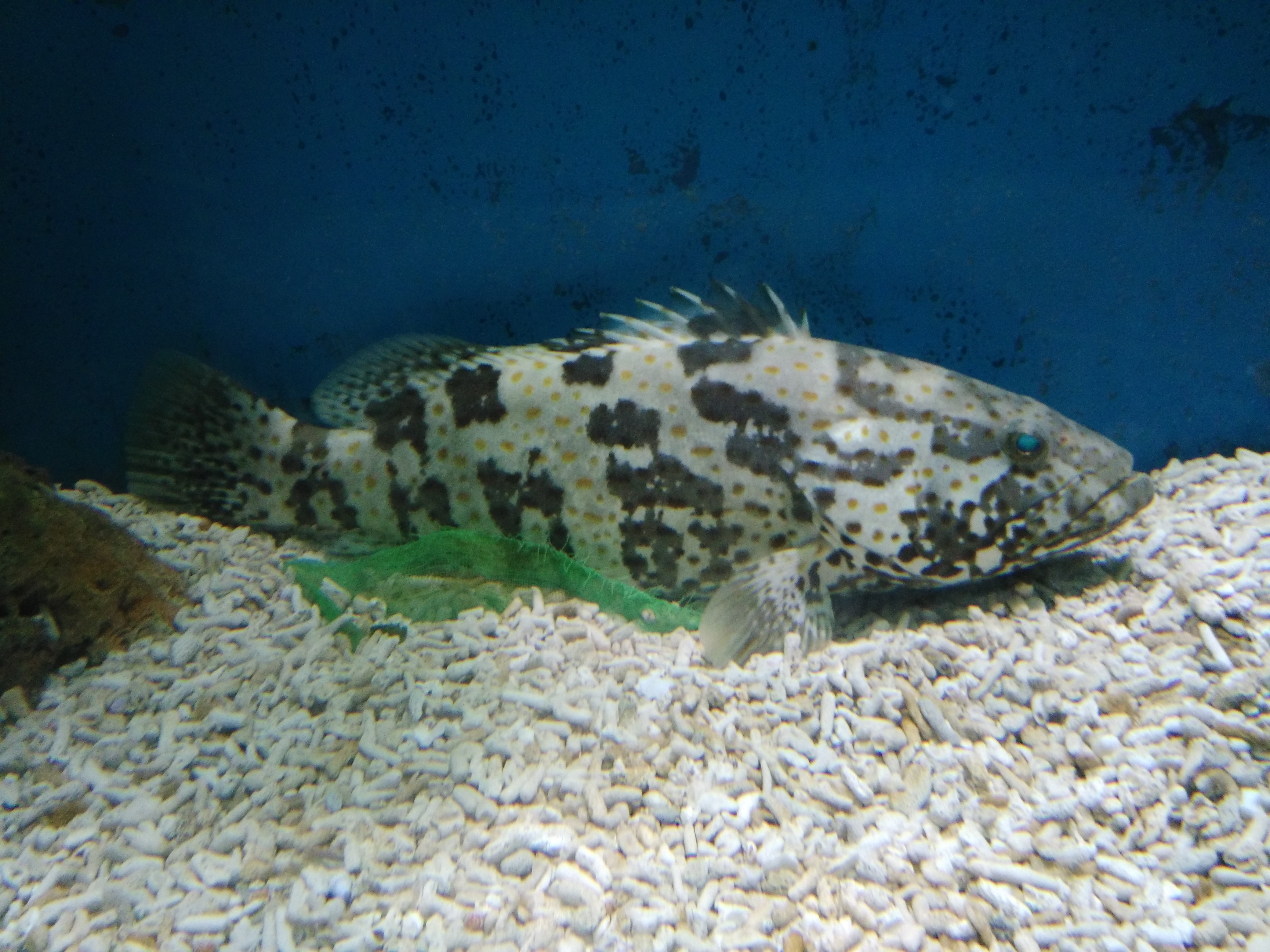
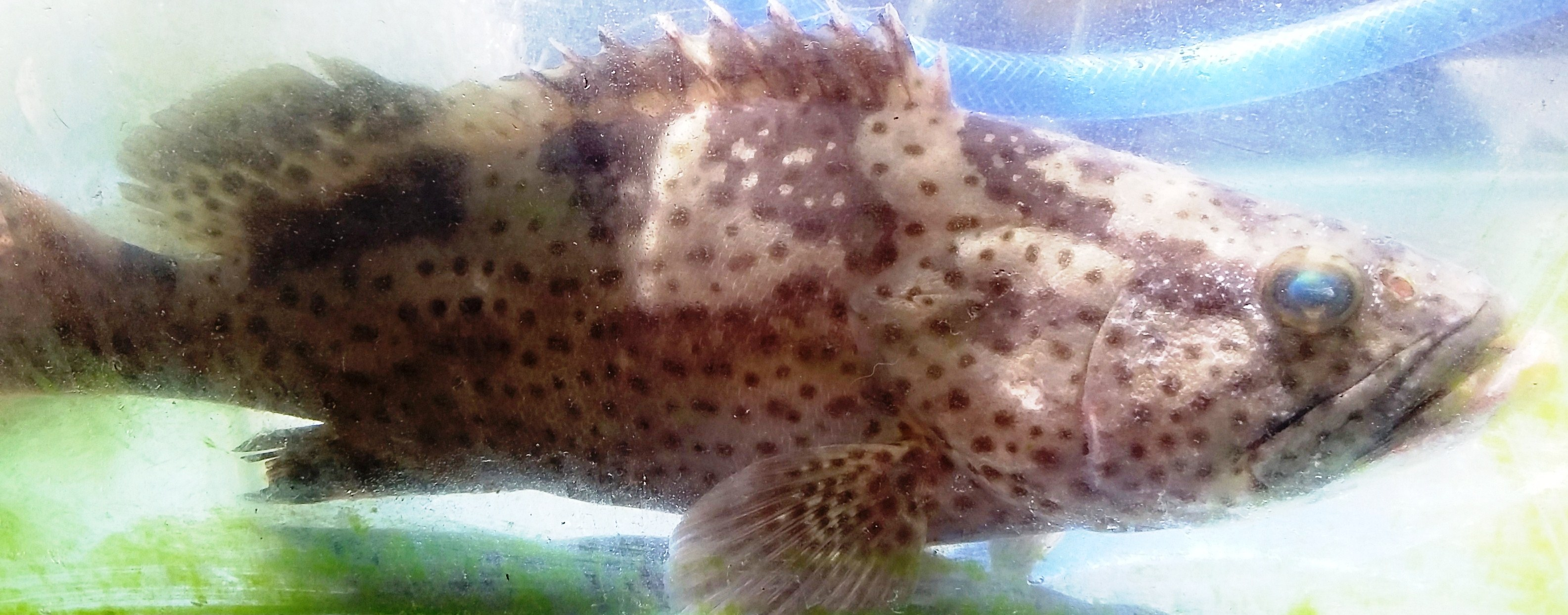
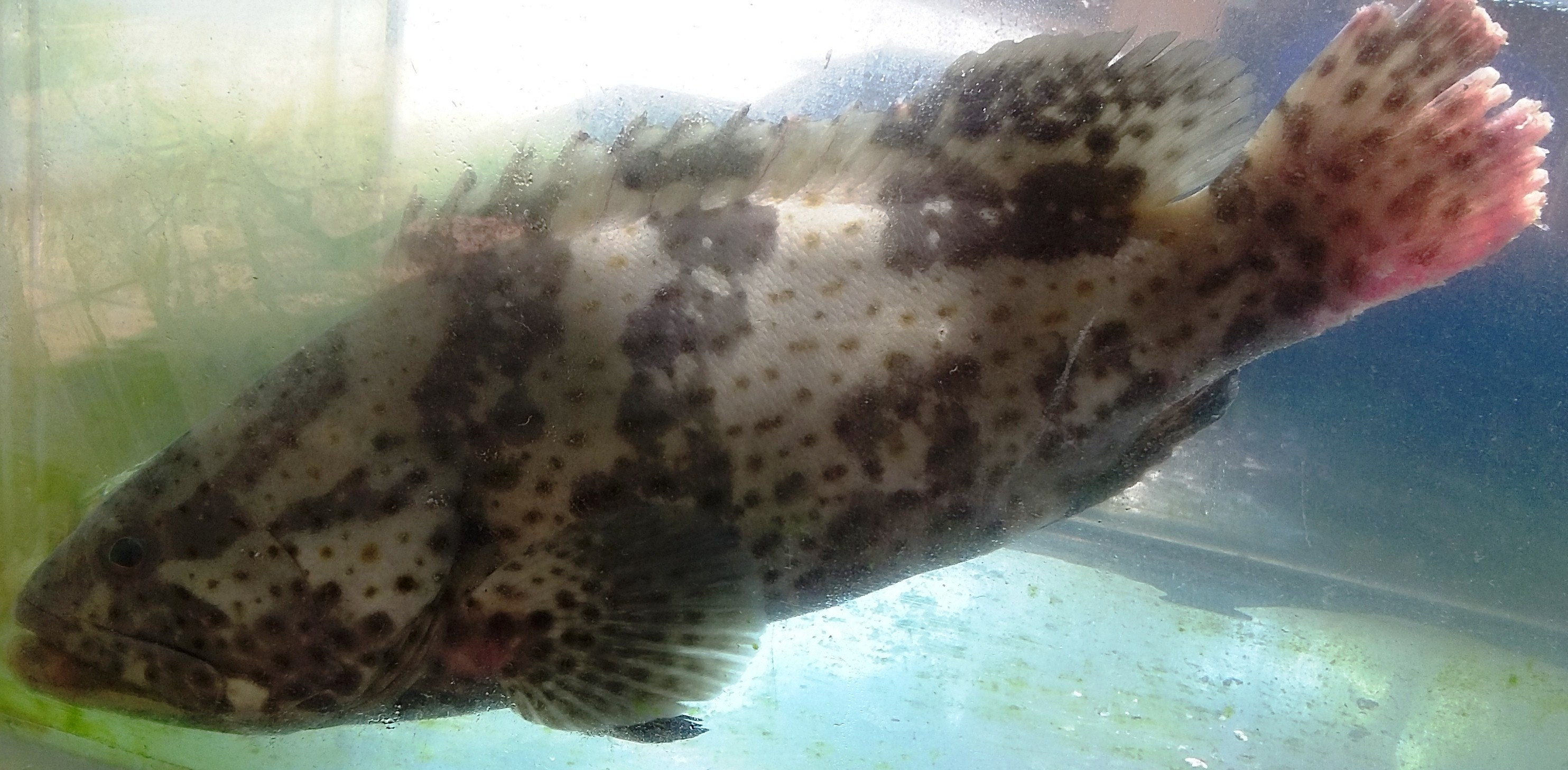
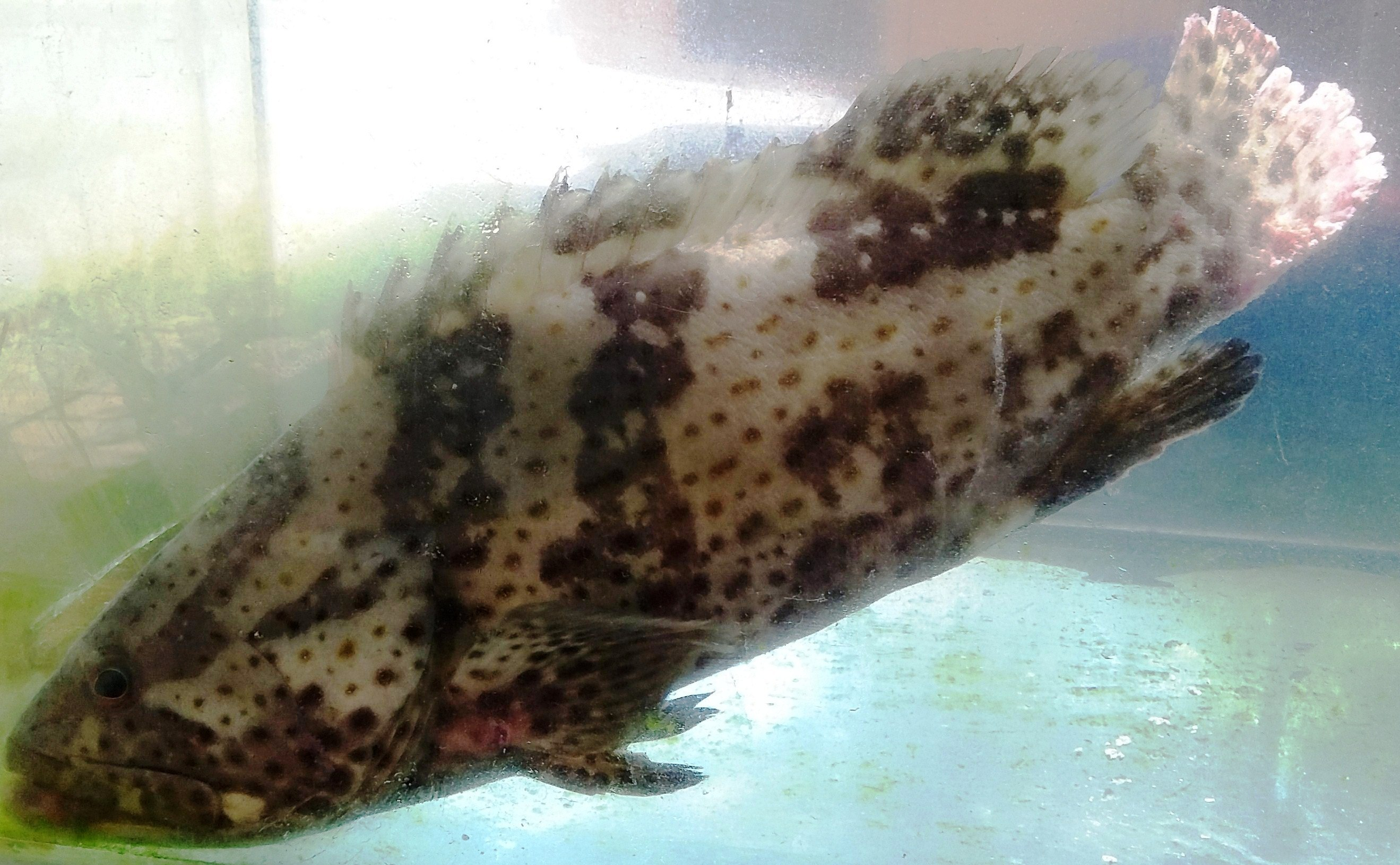
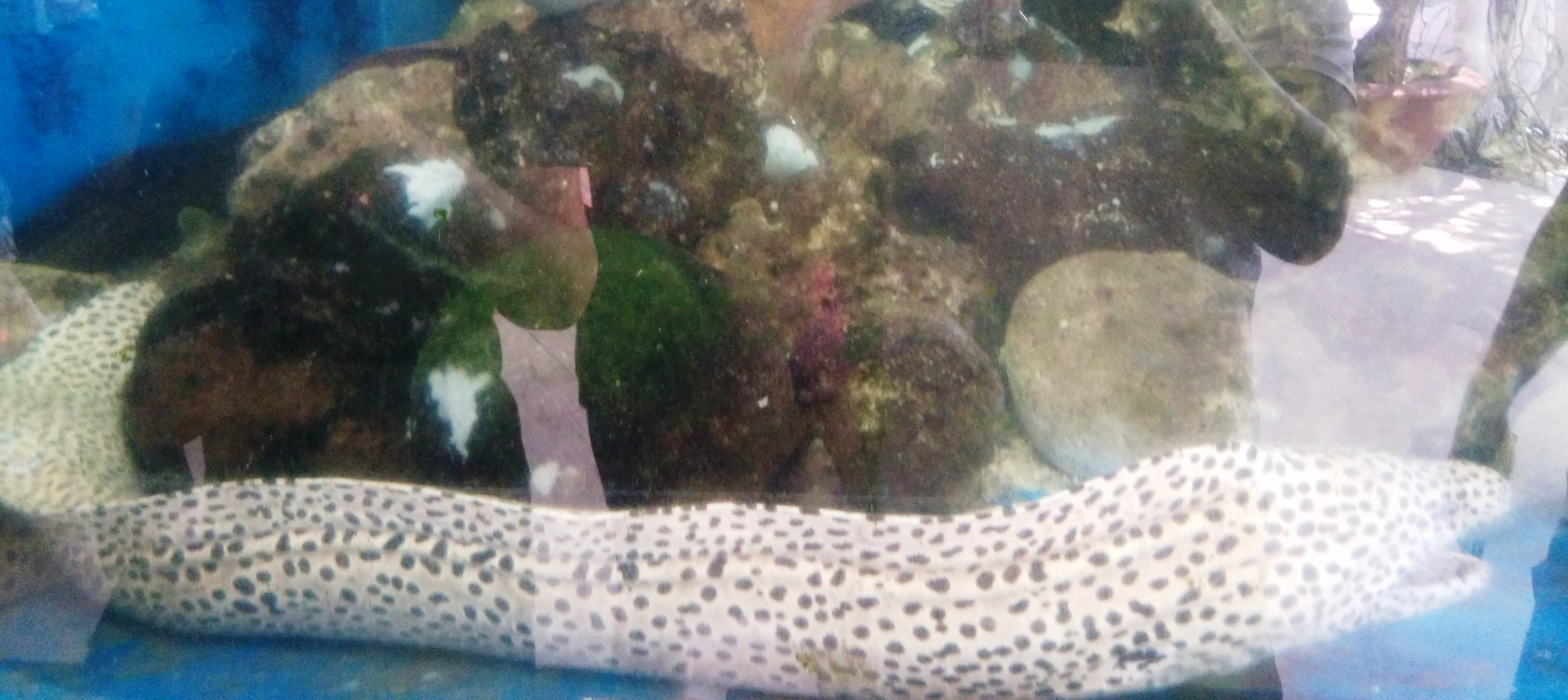
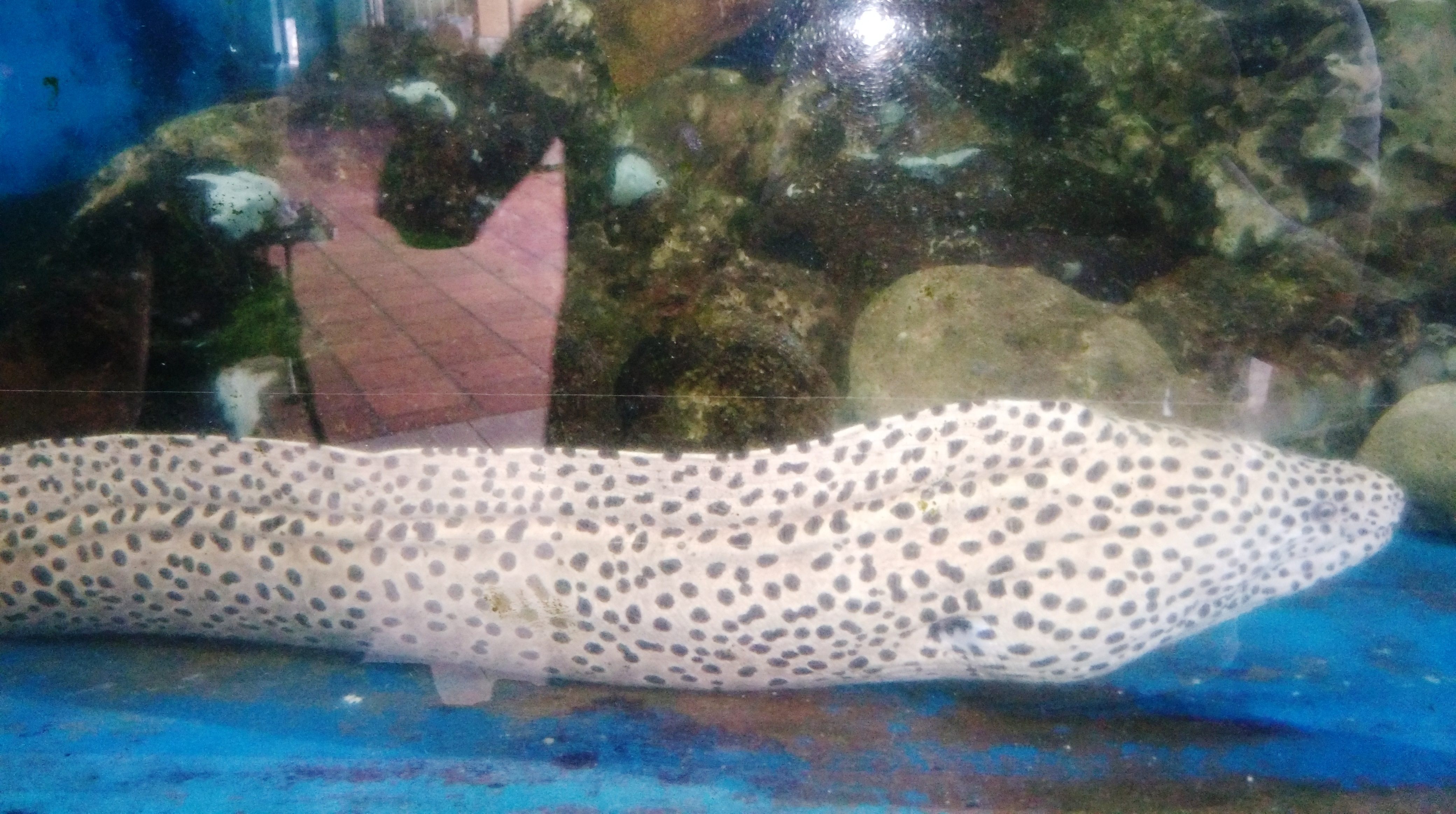
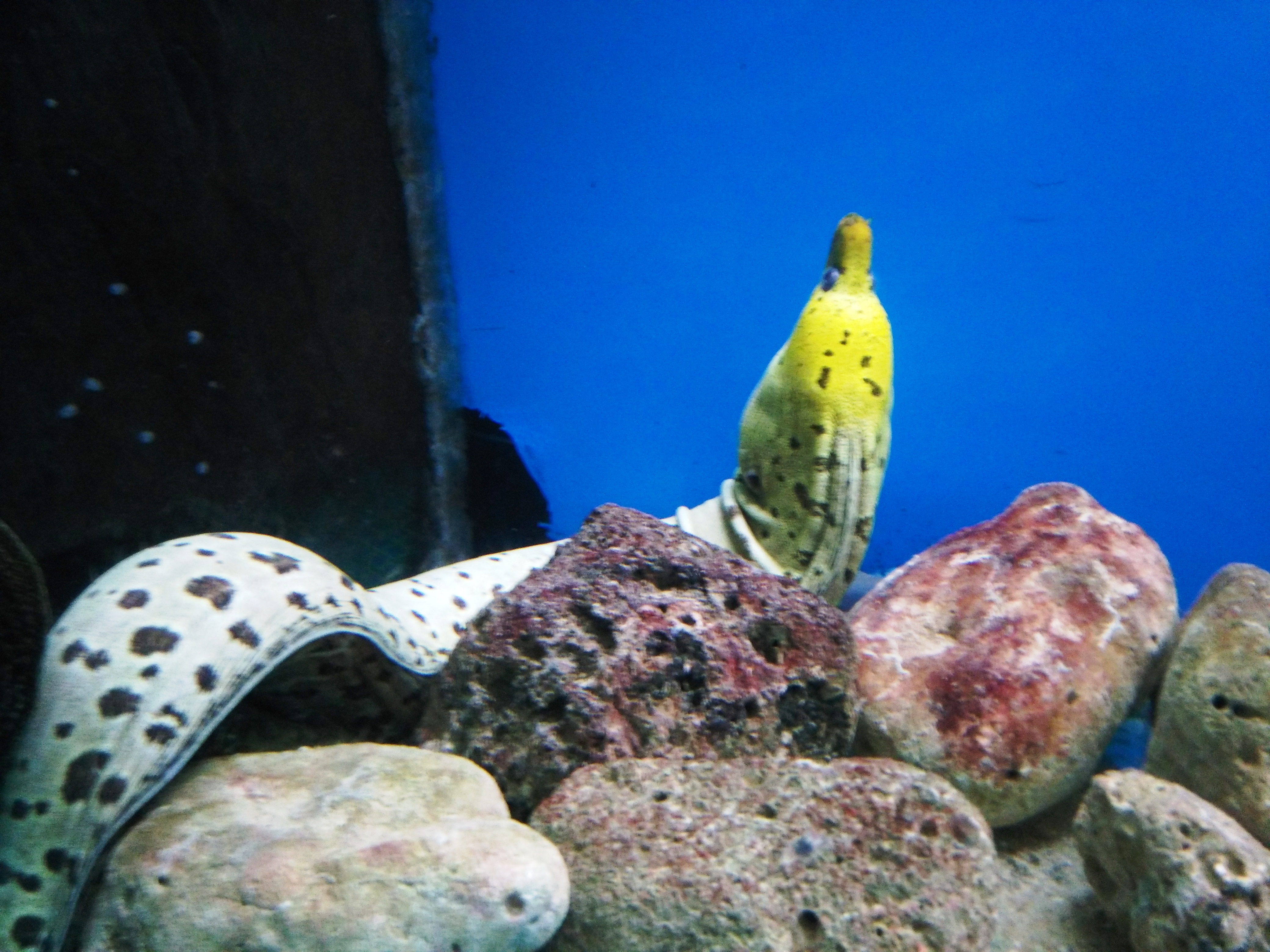
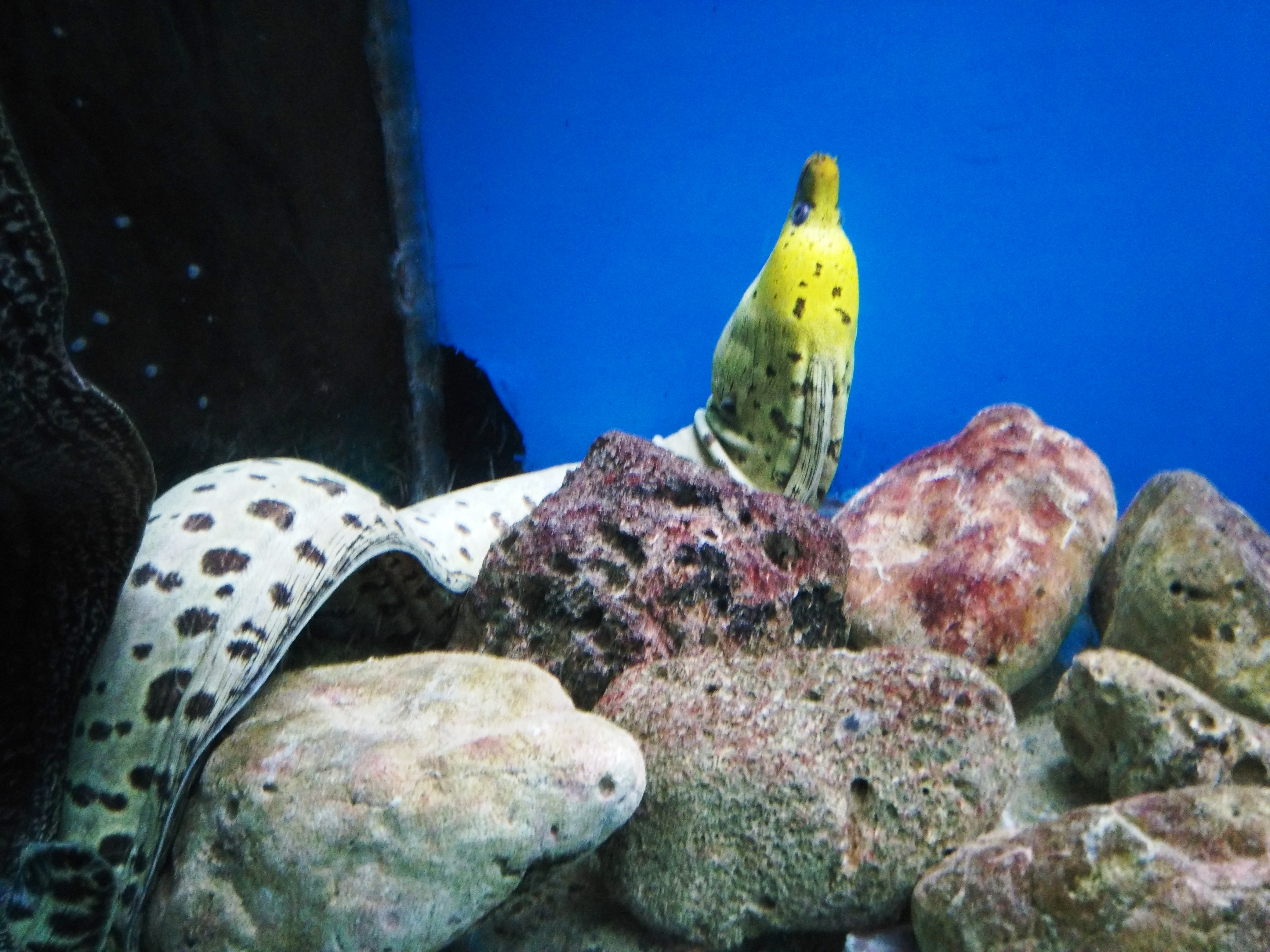
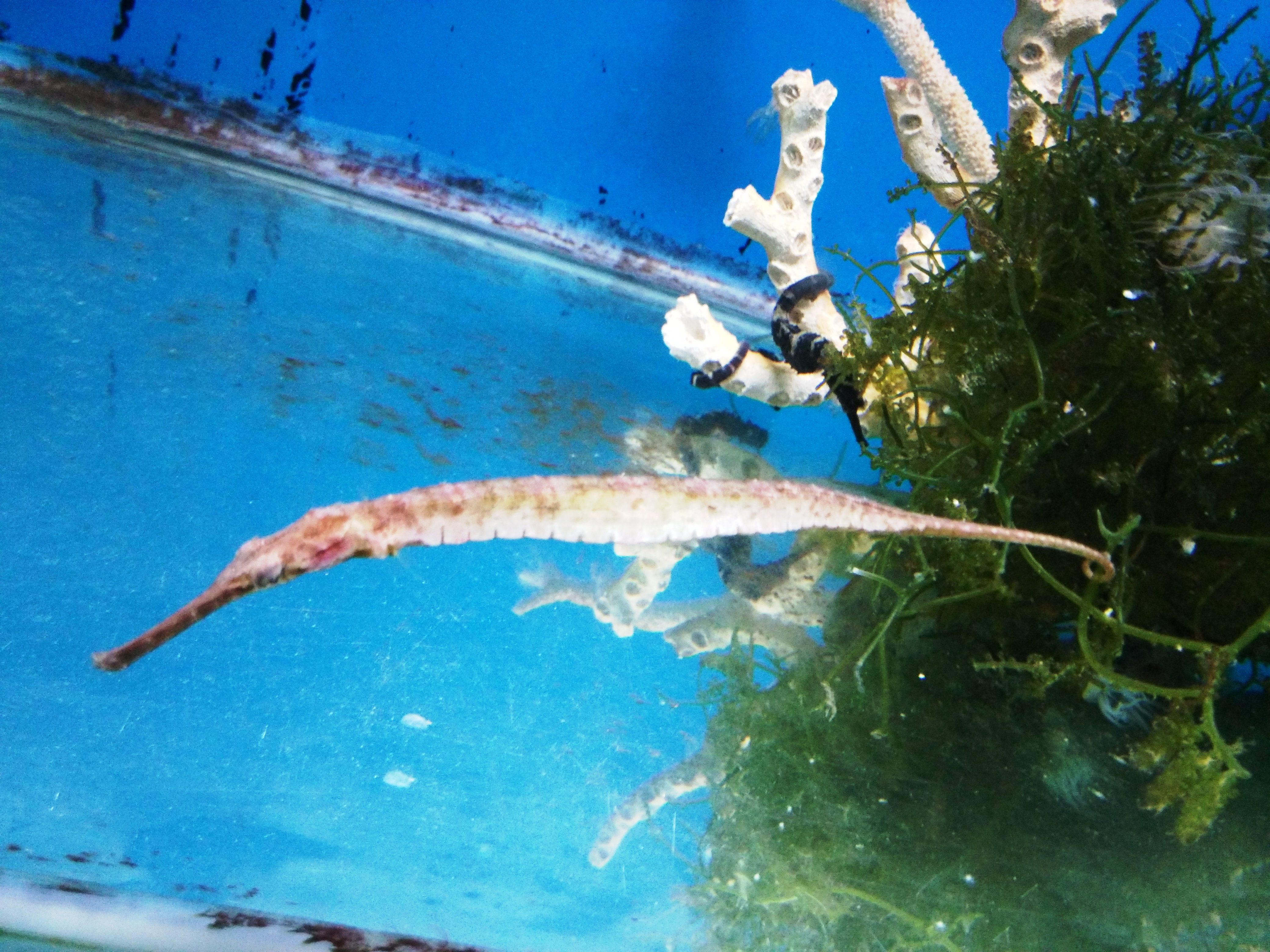
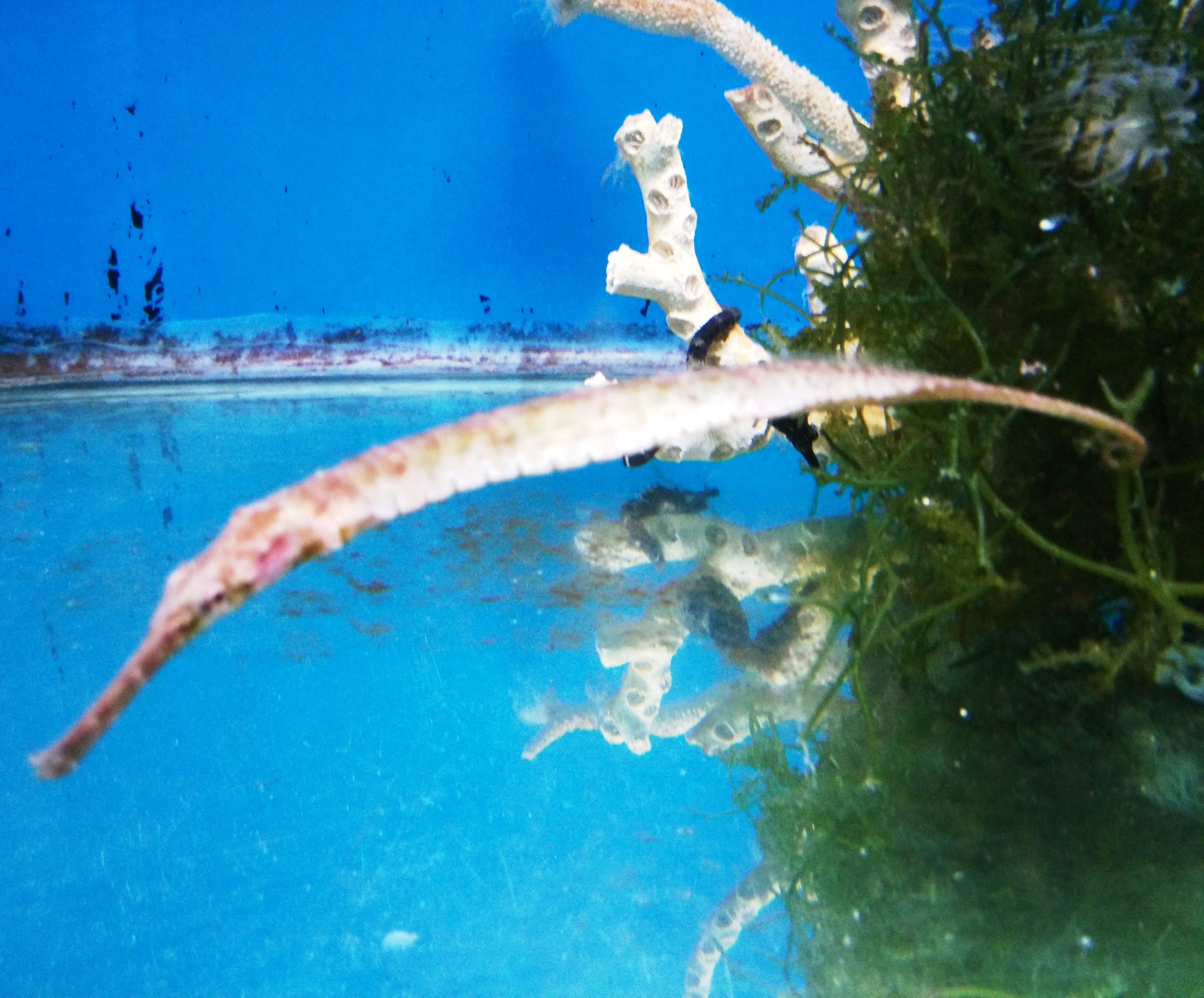
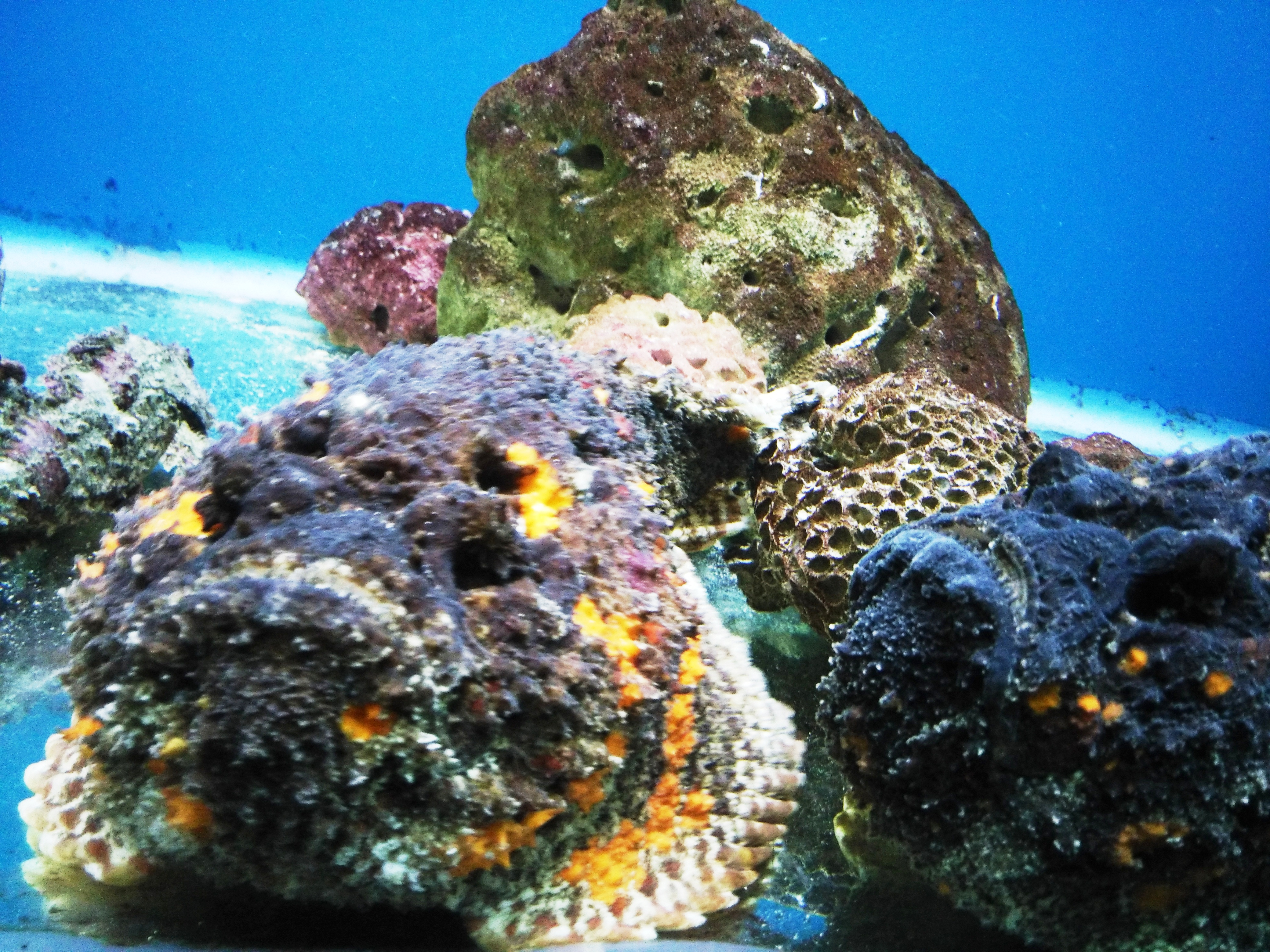
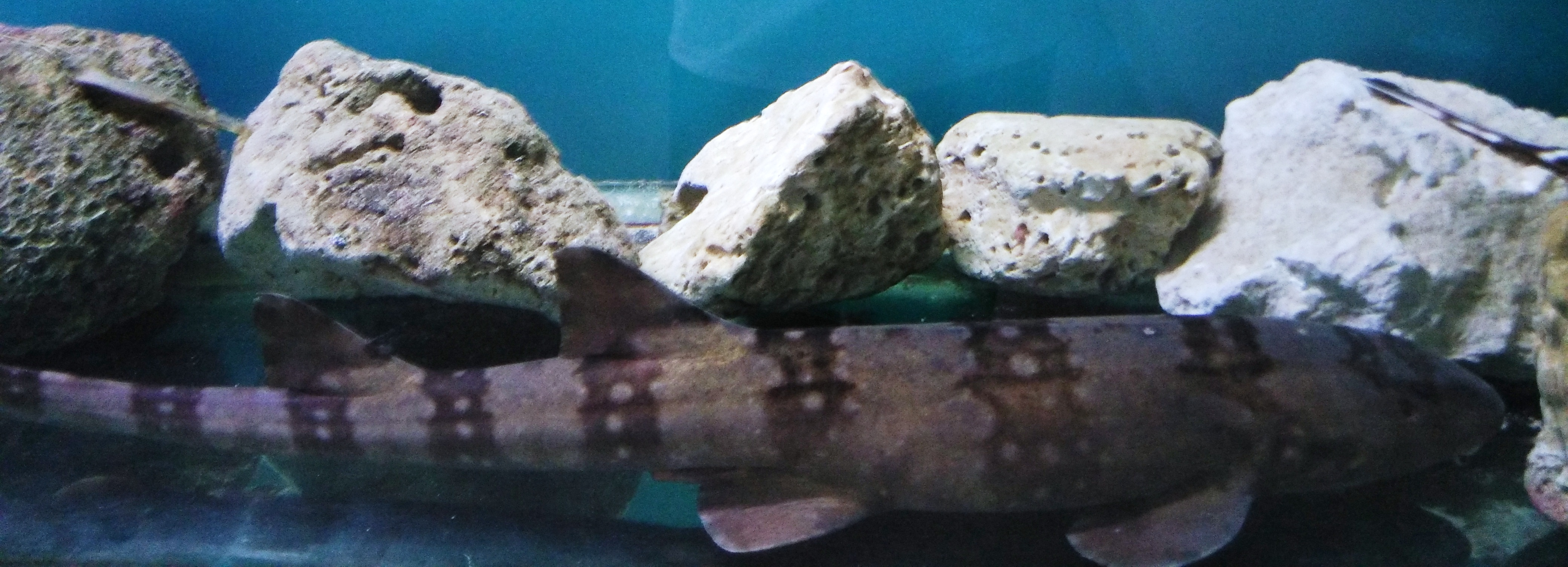
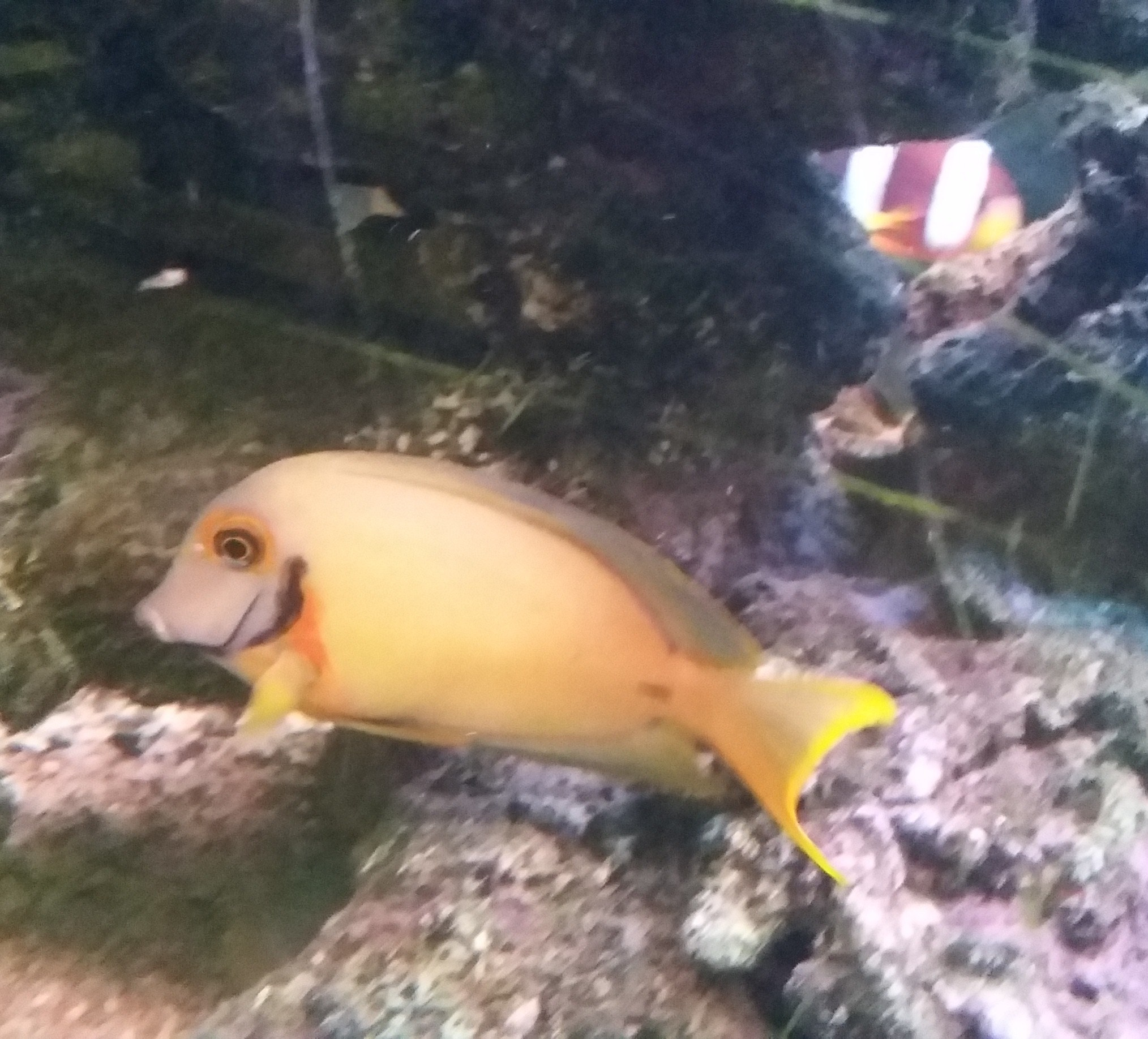
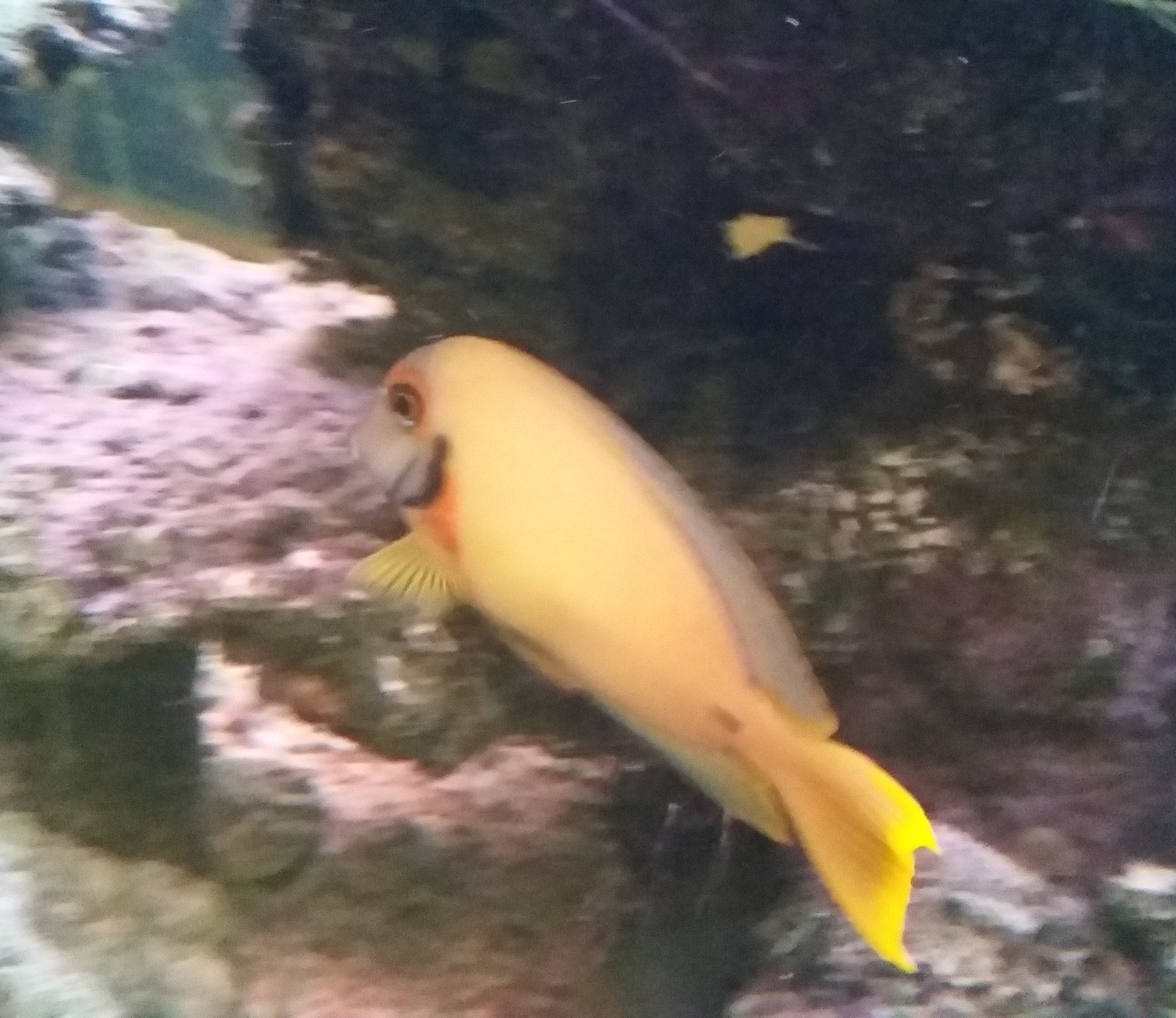
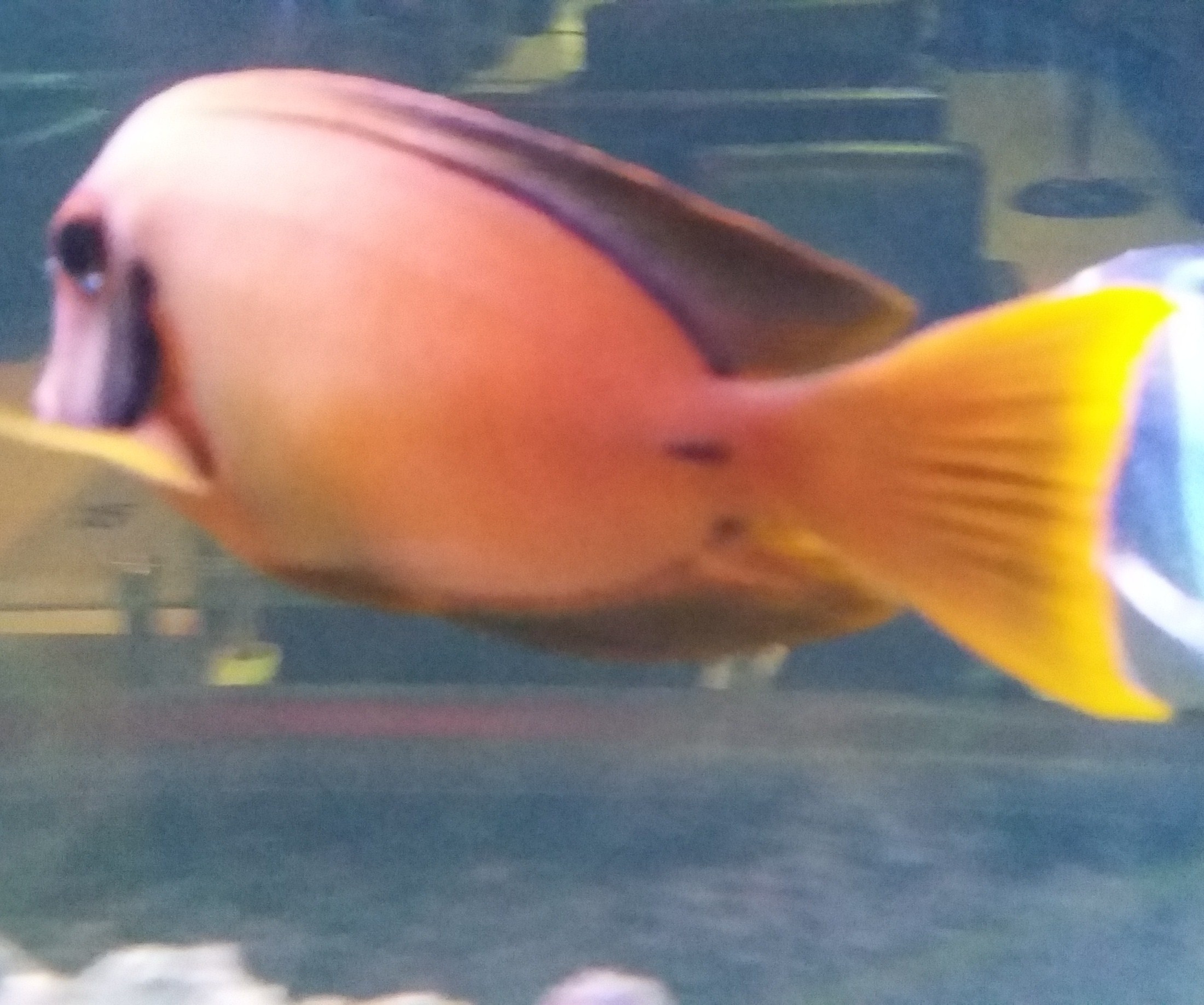
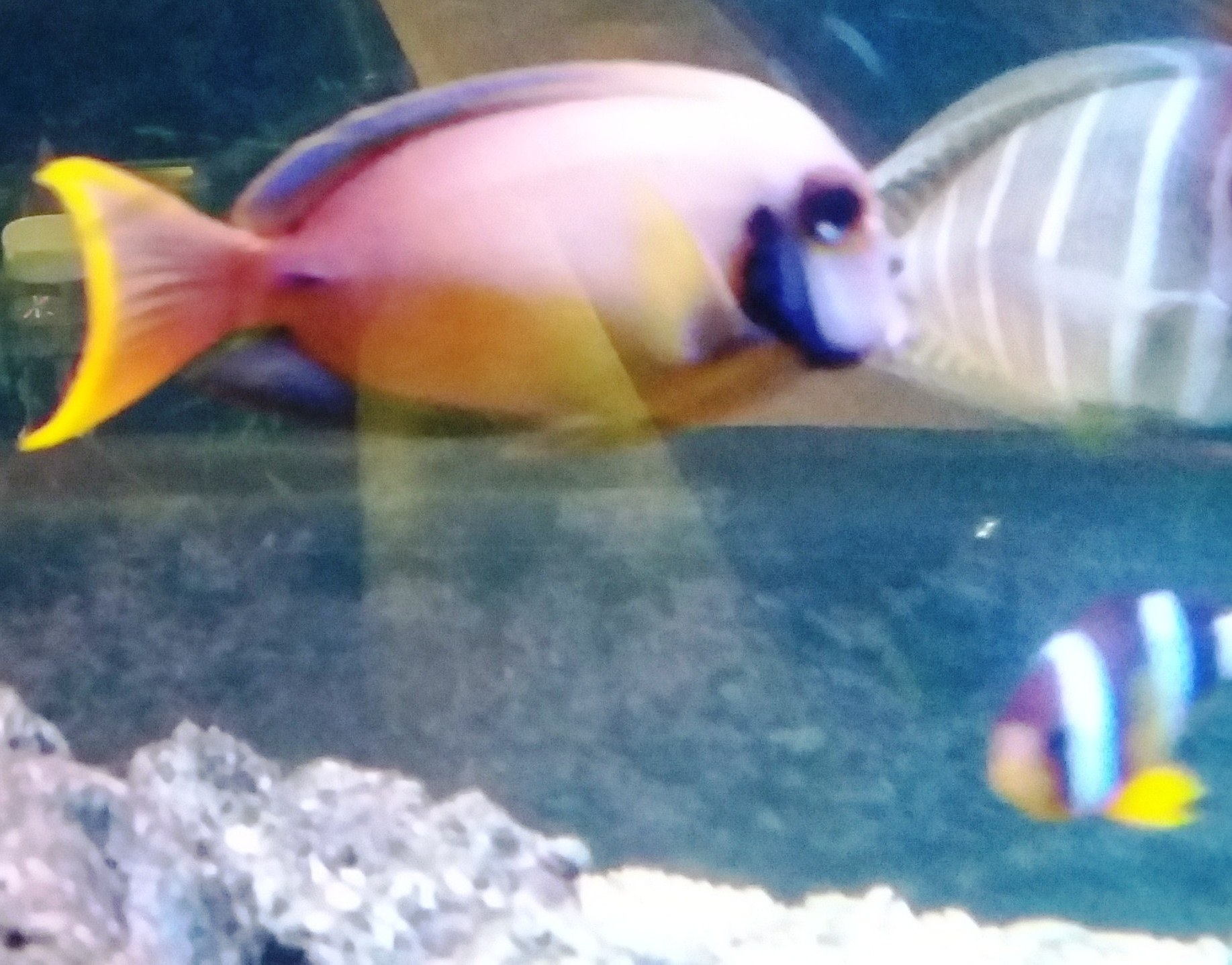
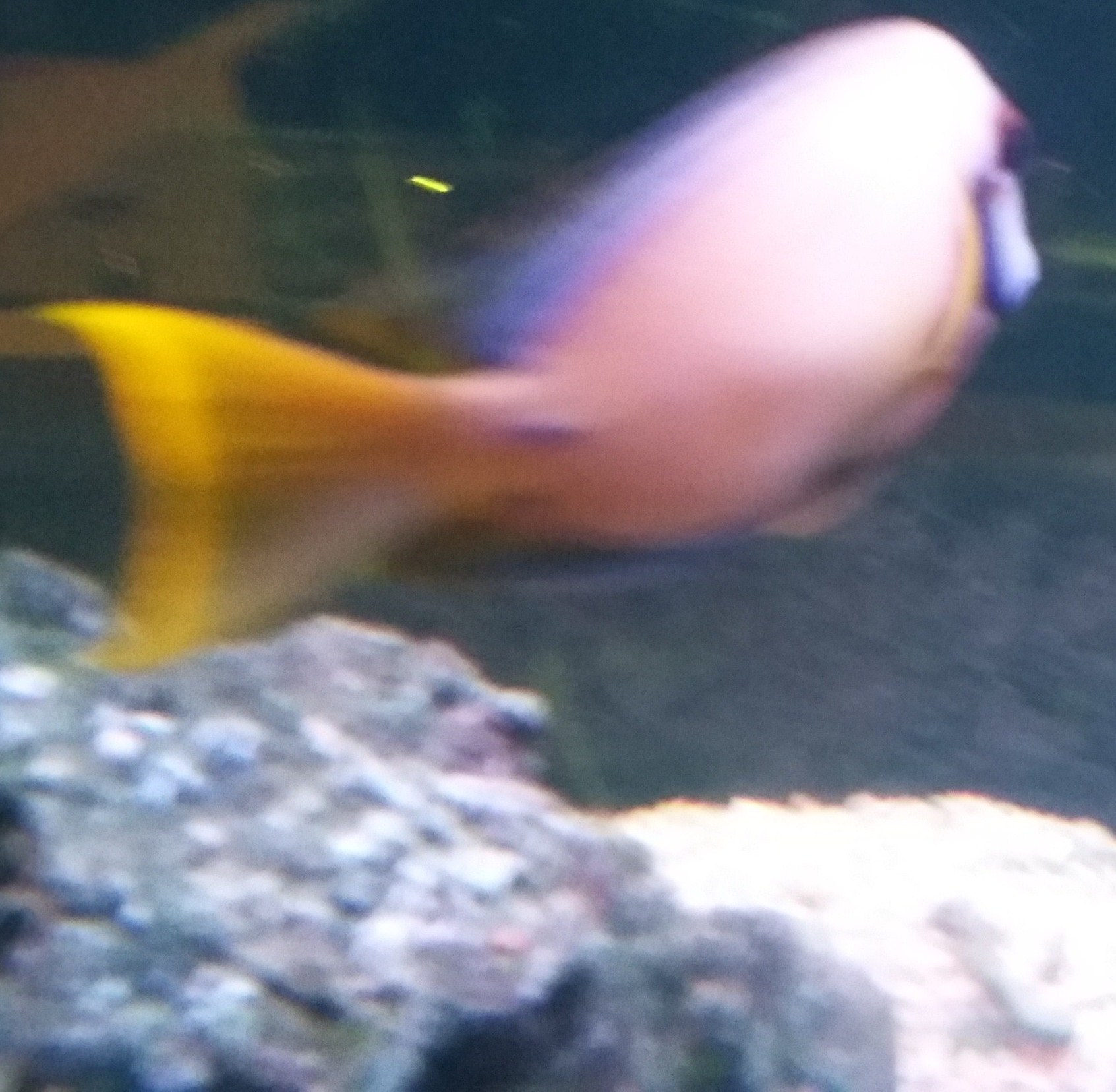
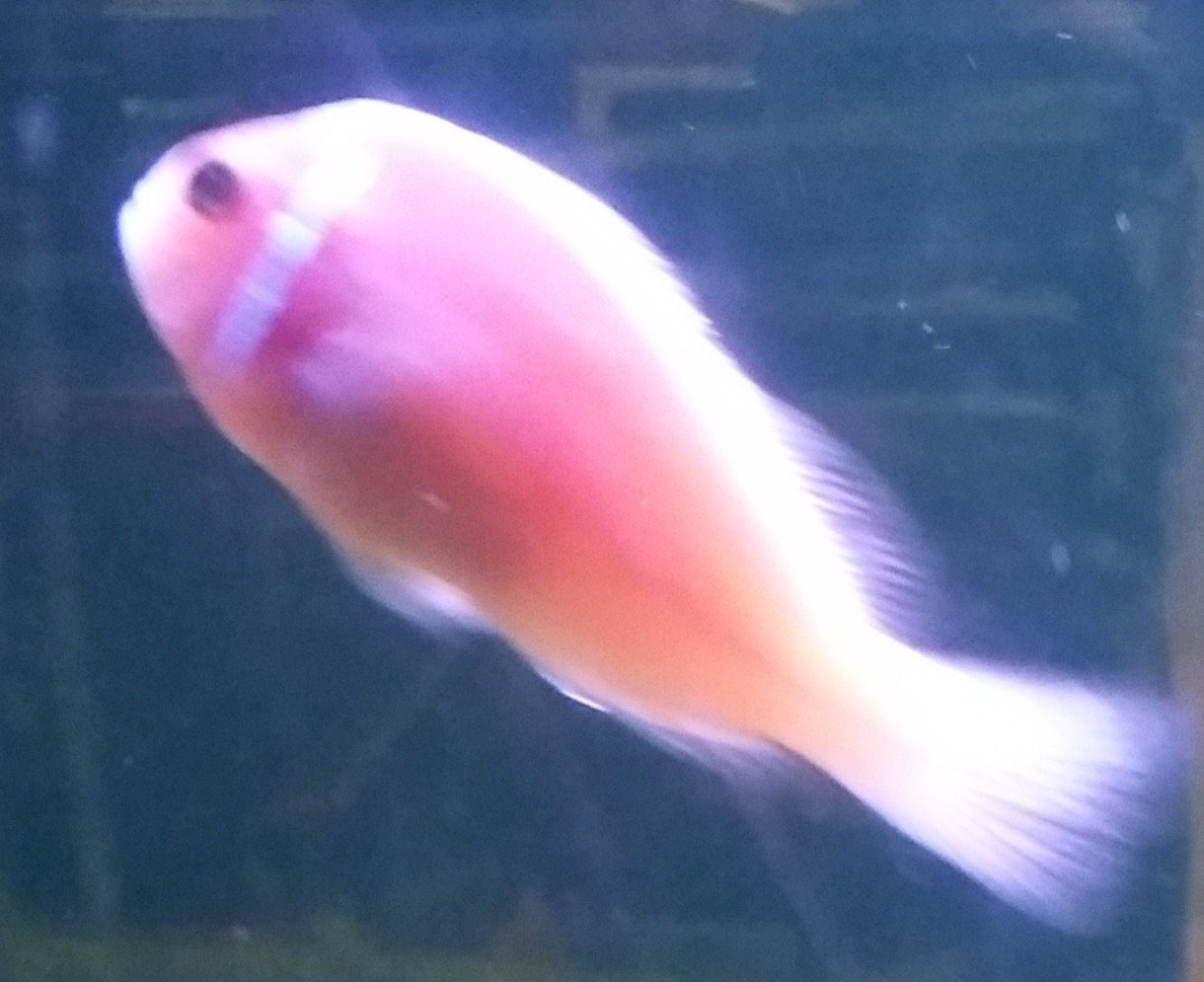
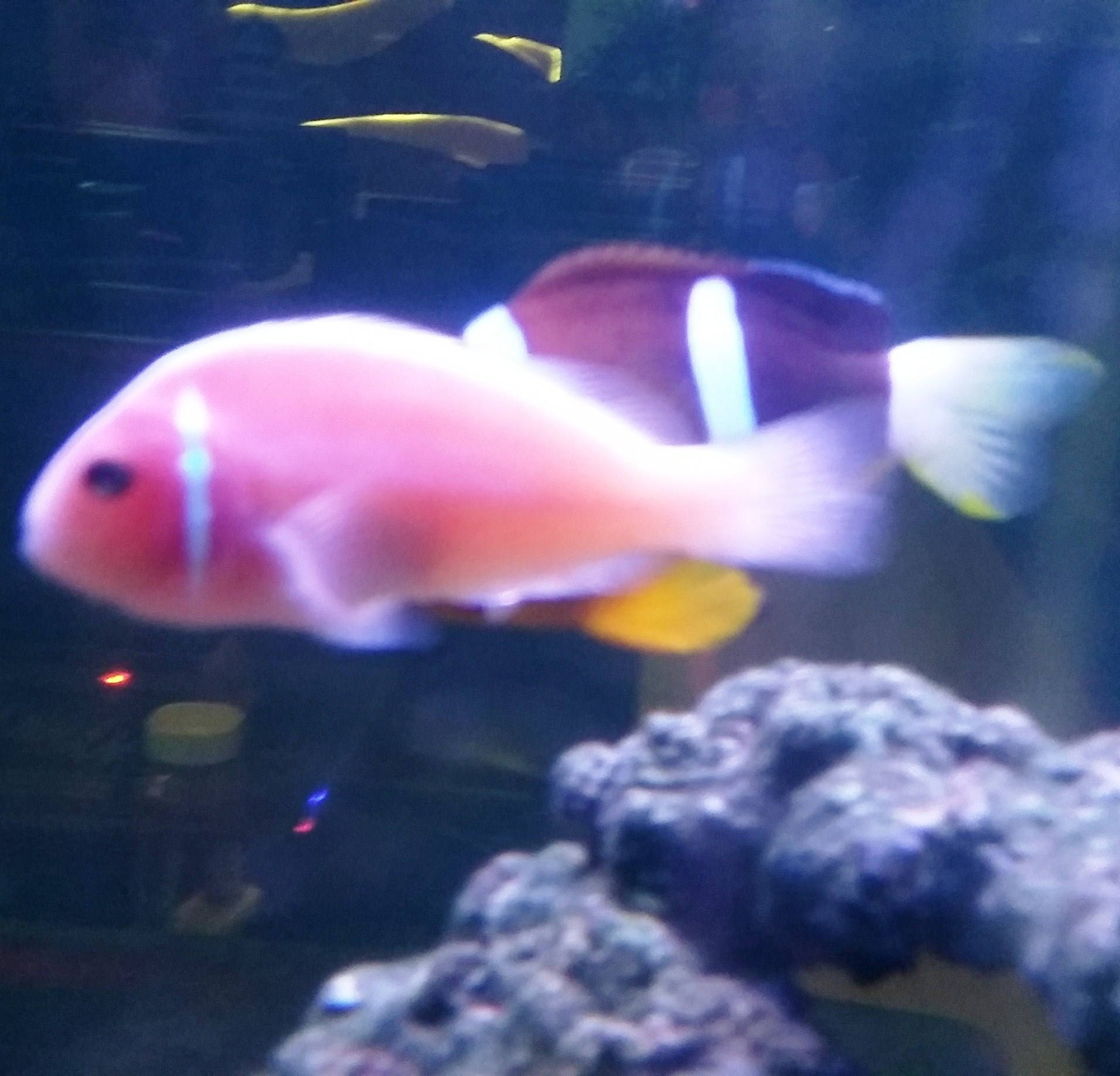
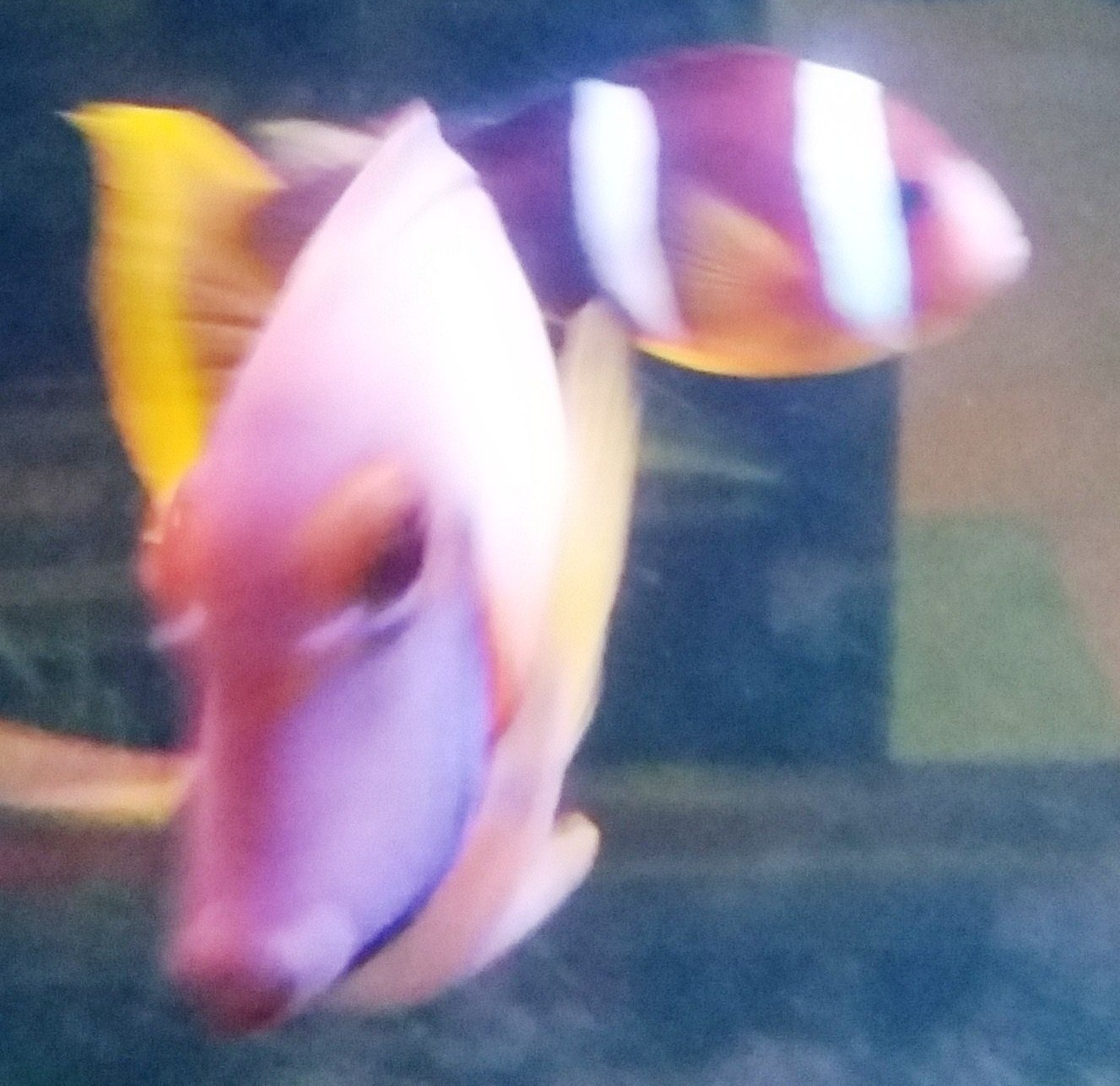
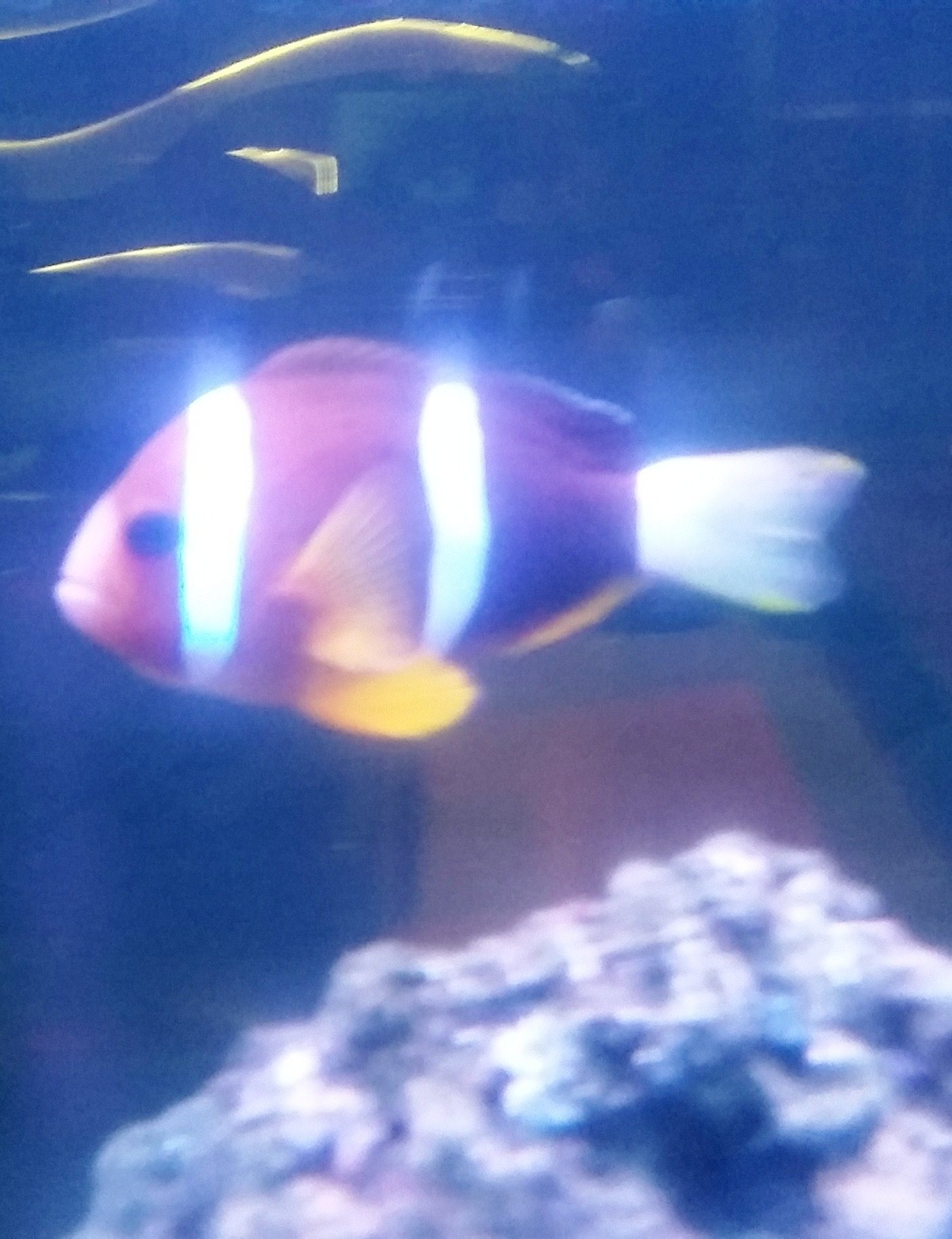
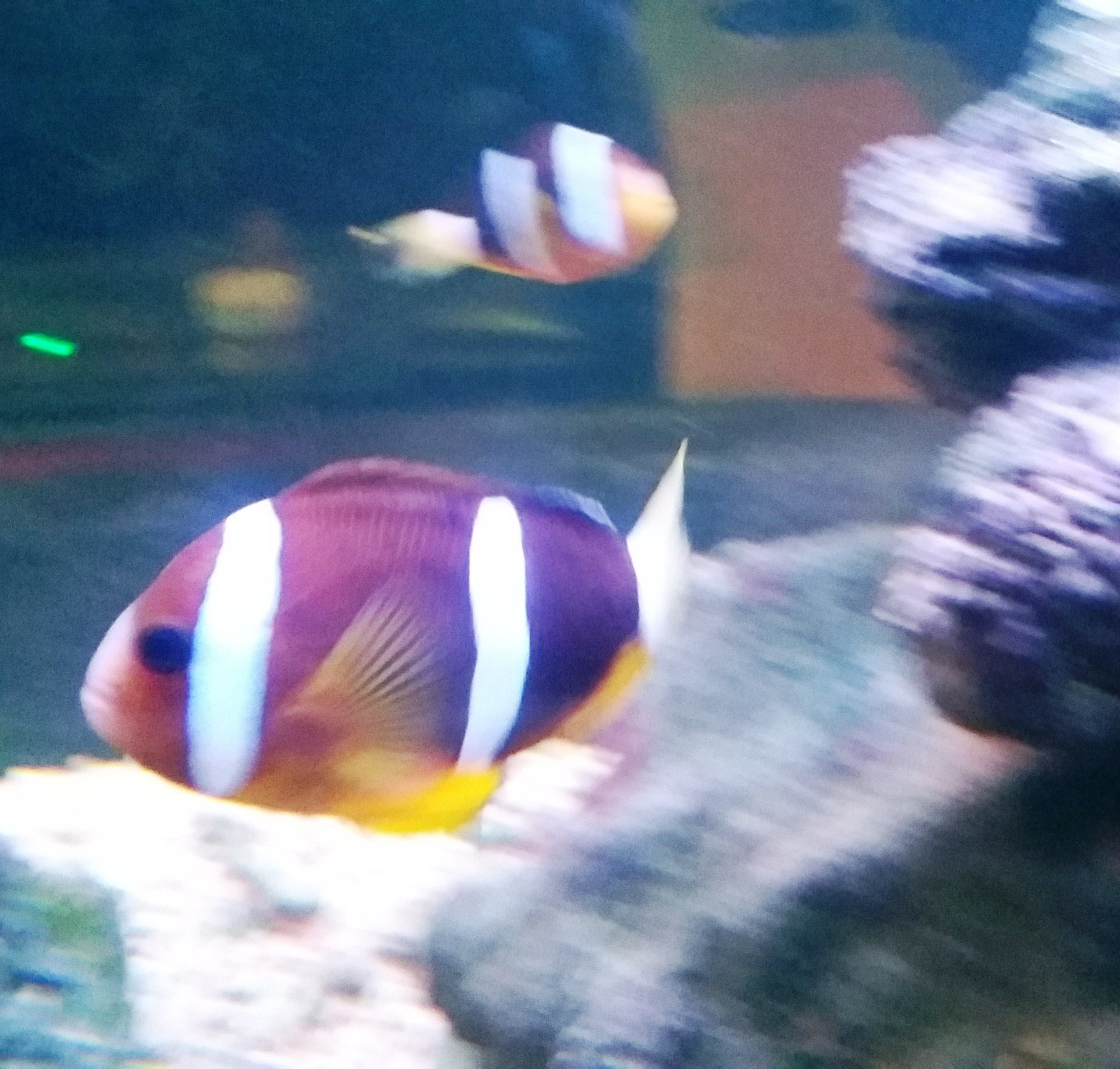
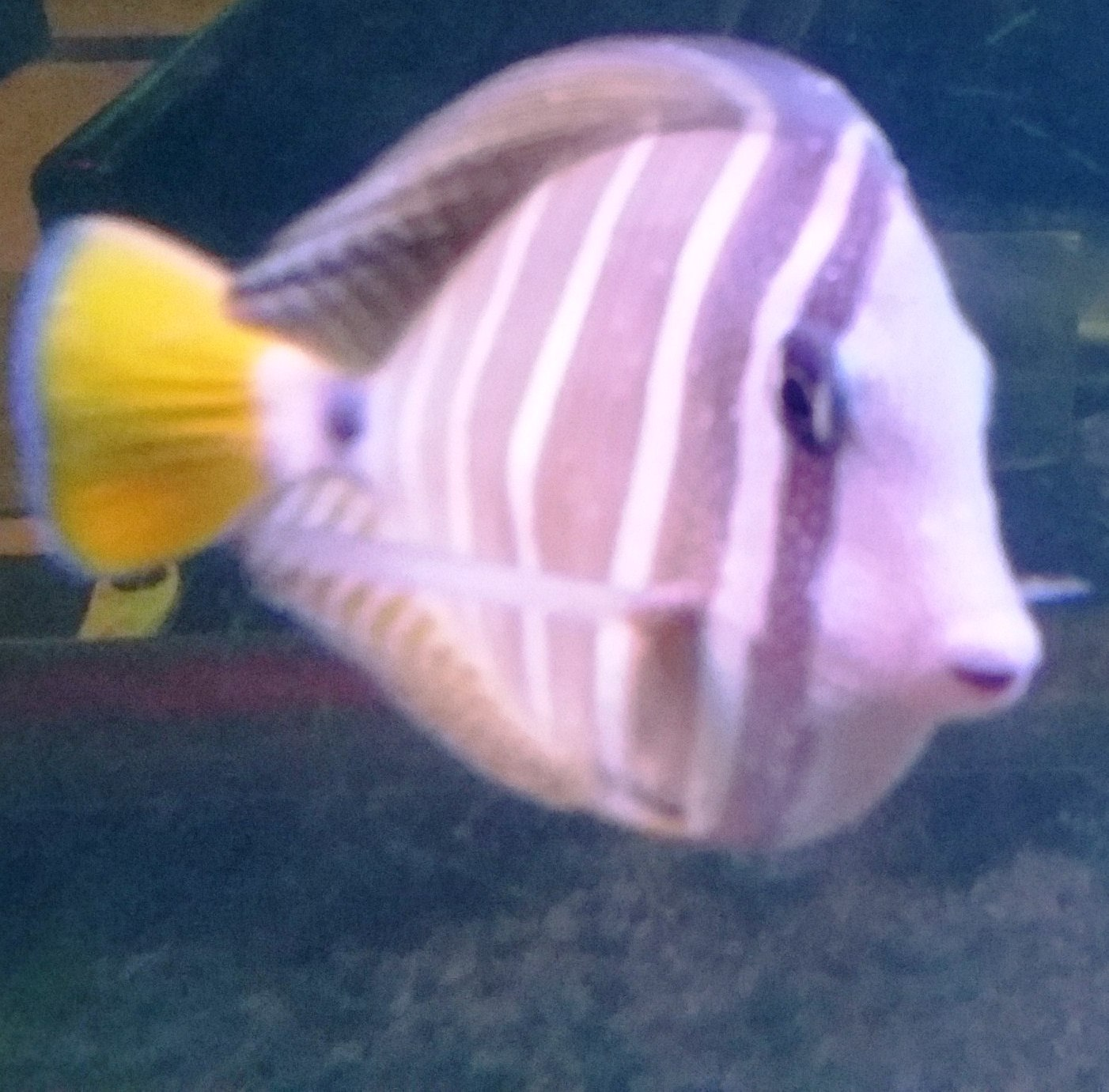
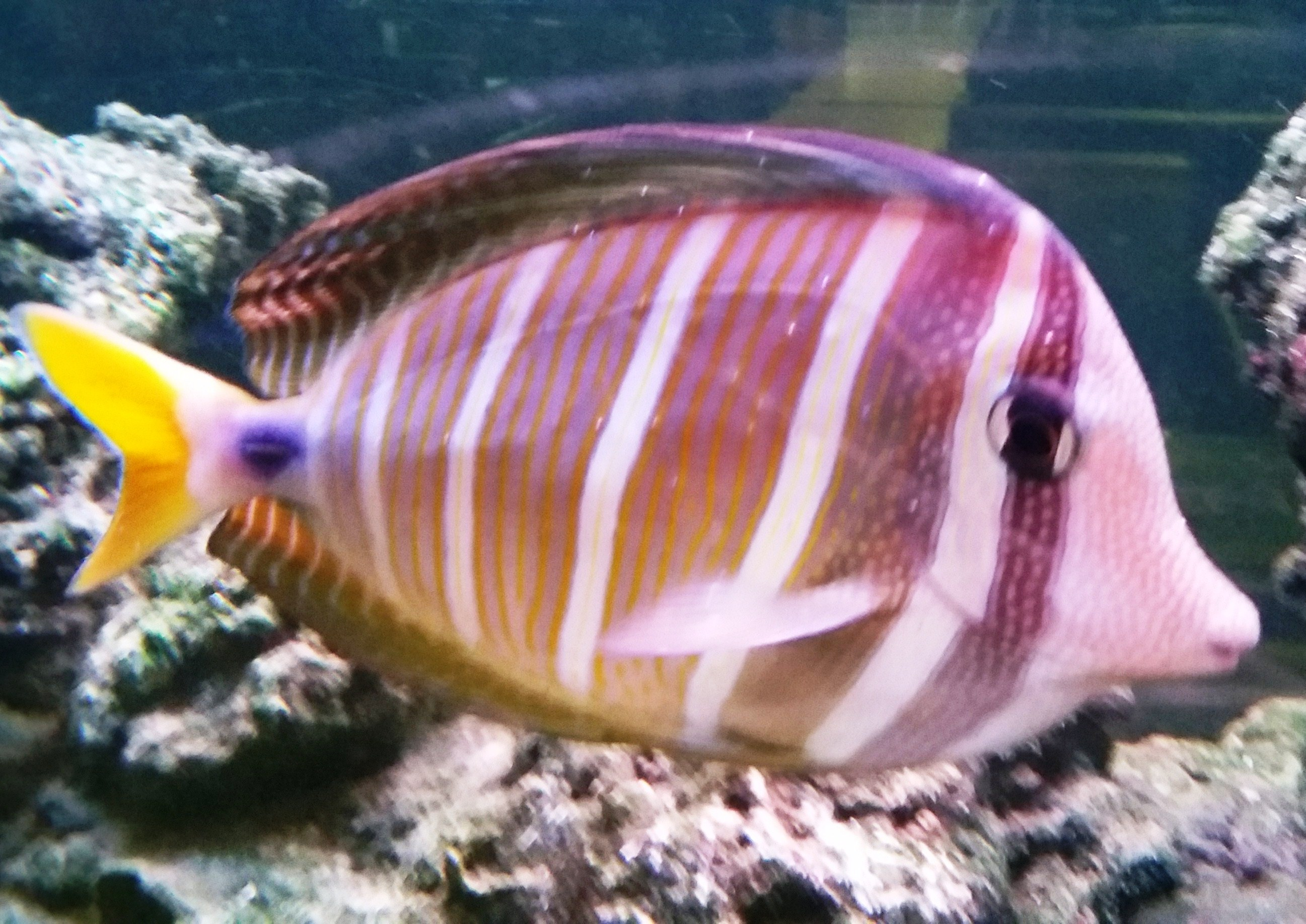
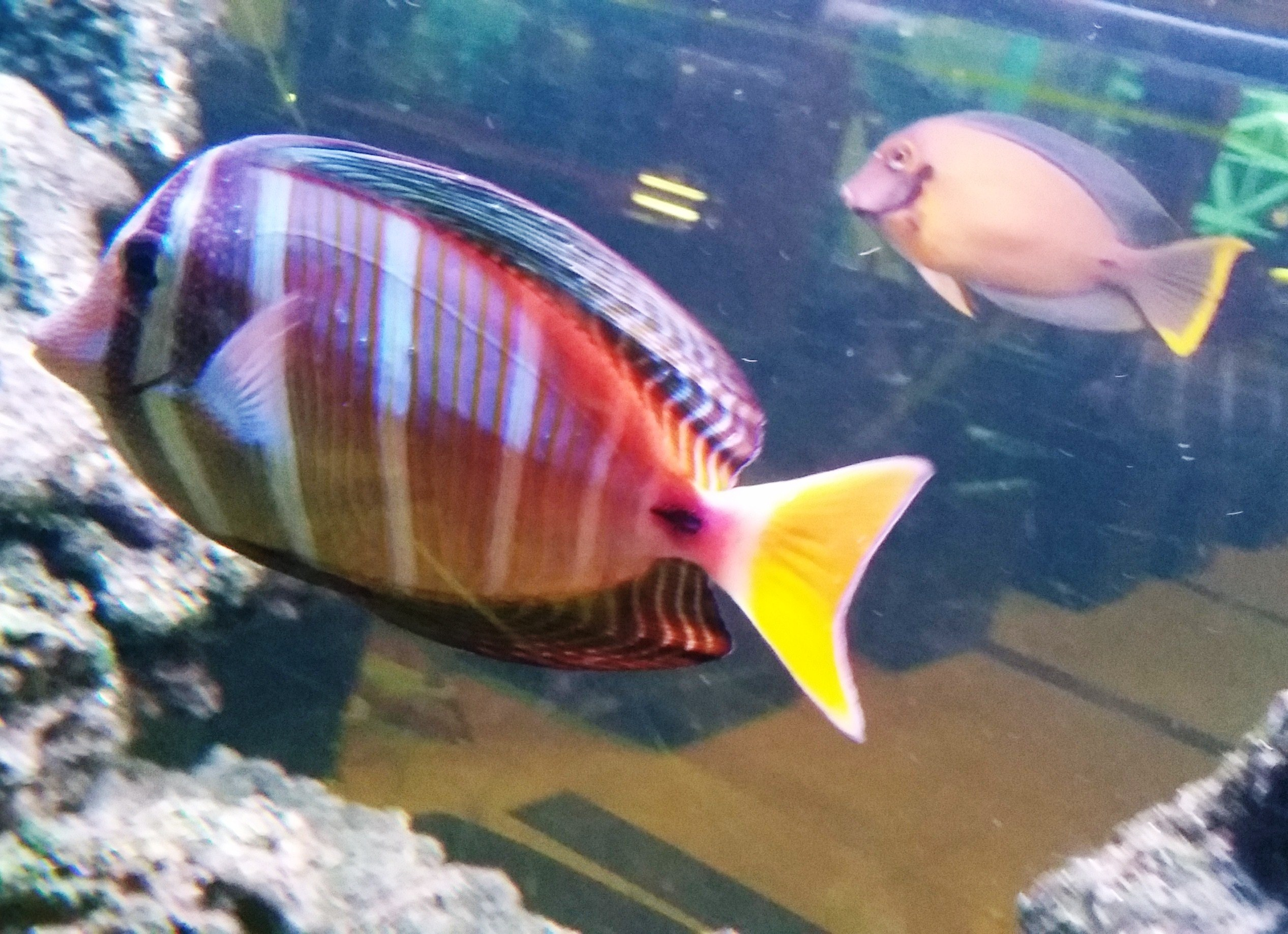
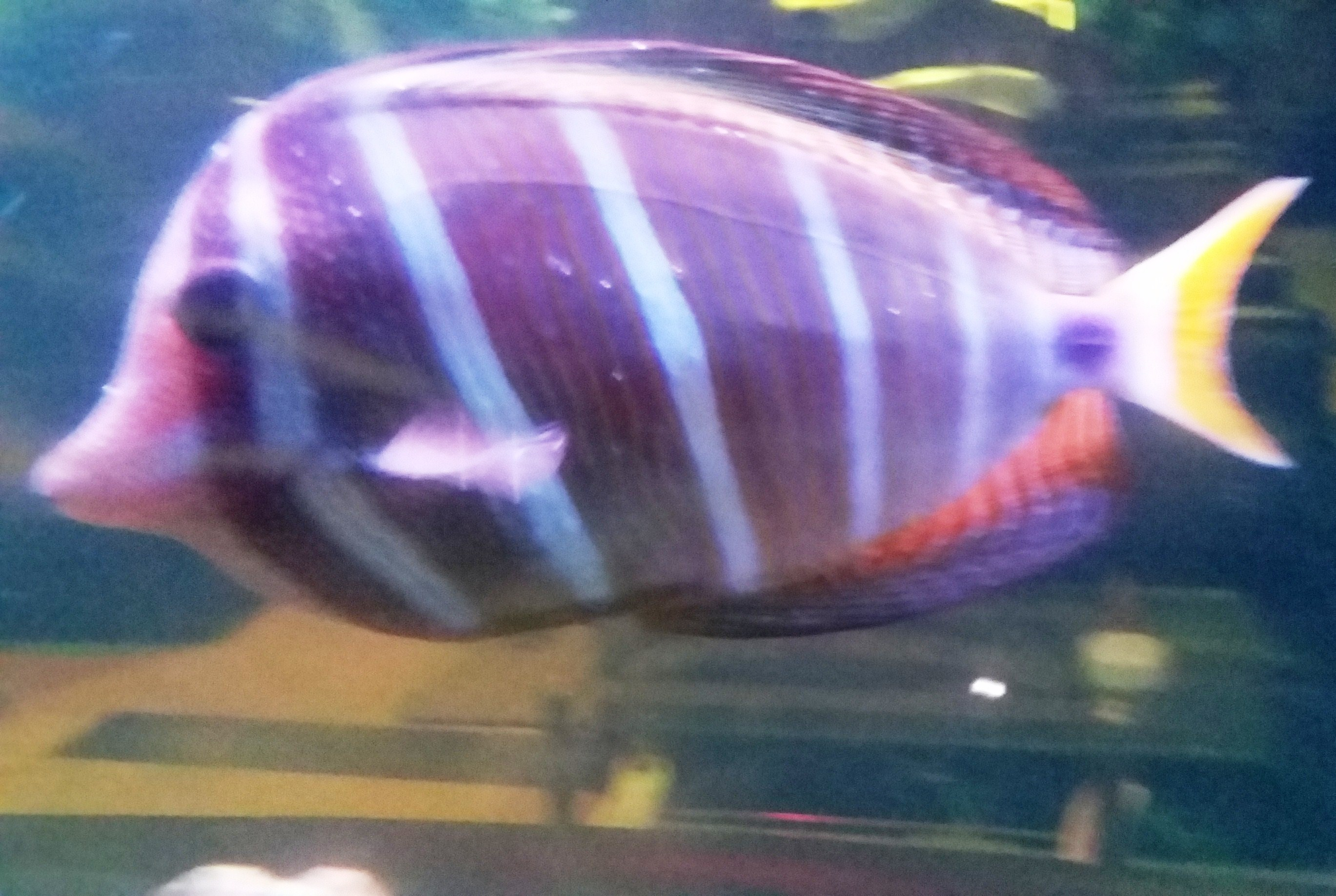
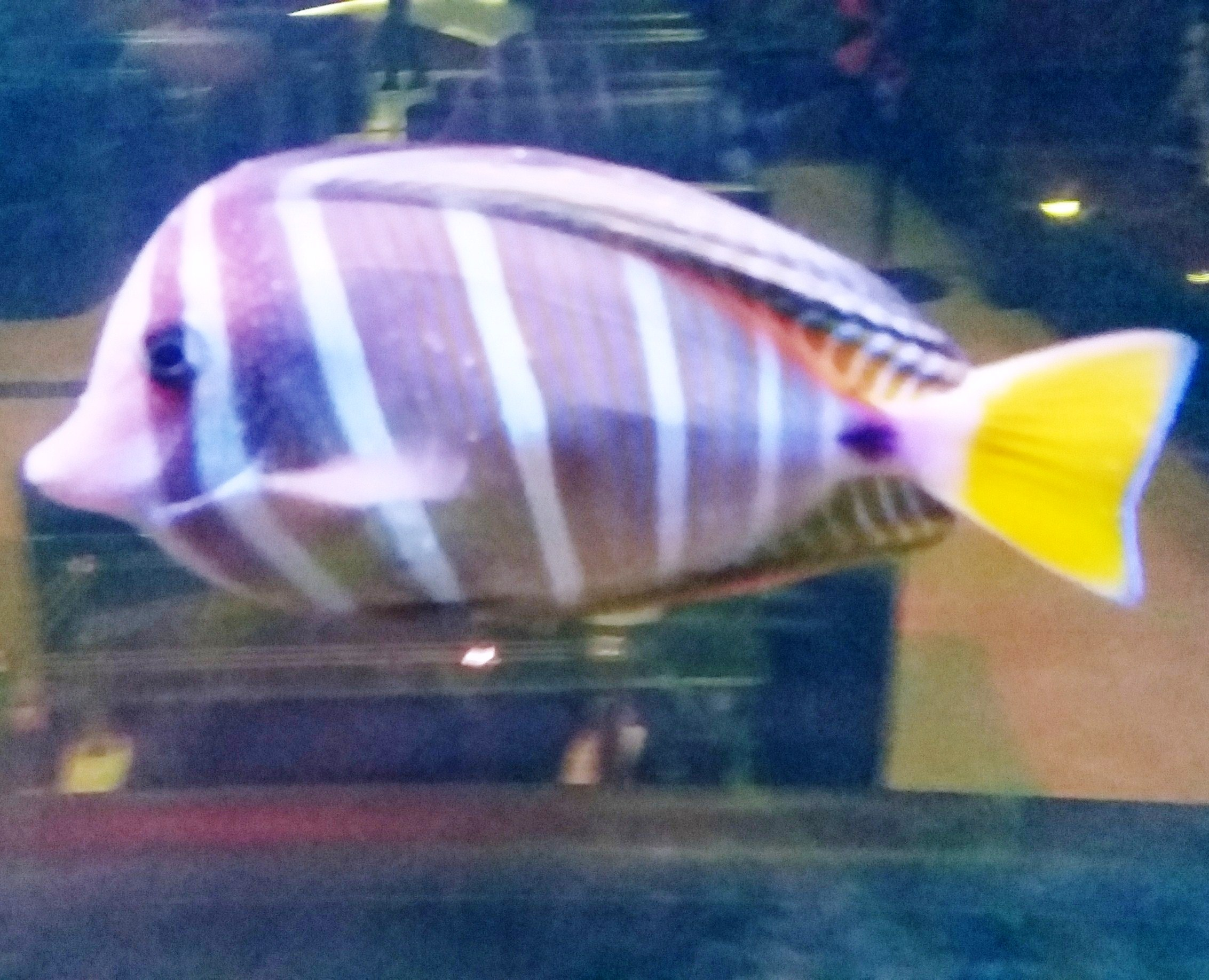
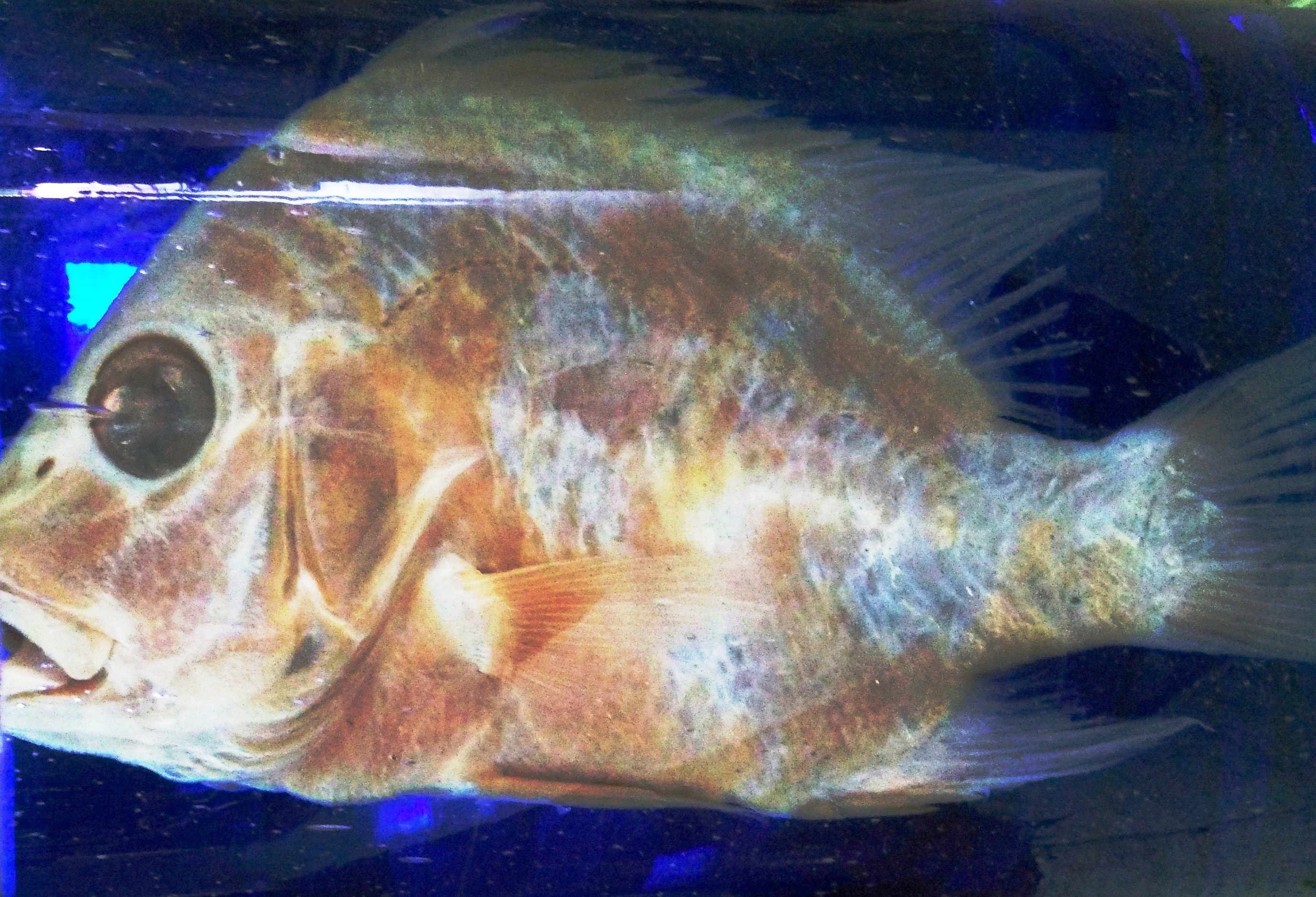
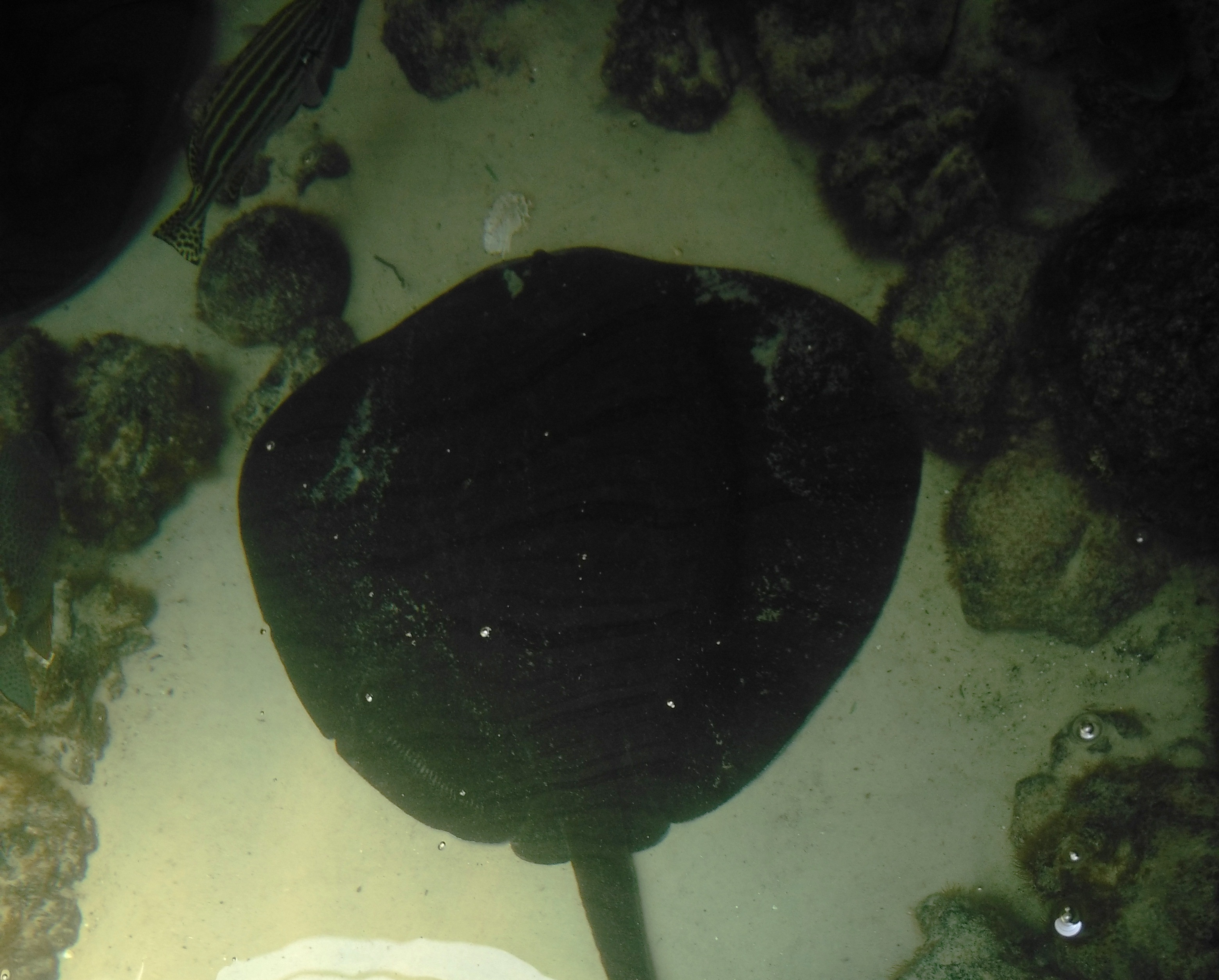

### Sinh vật biển

Sinh
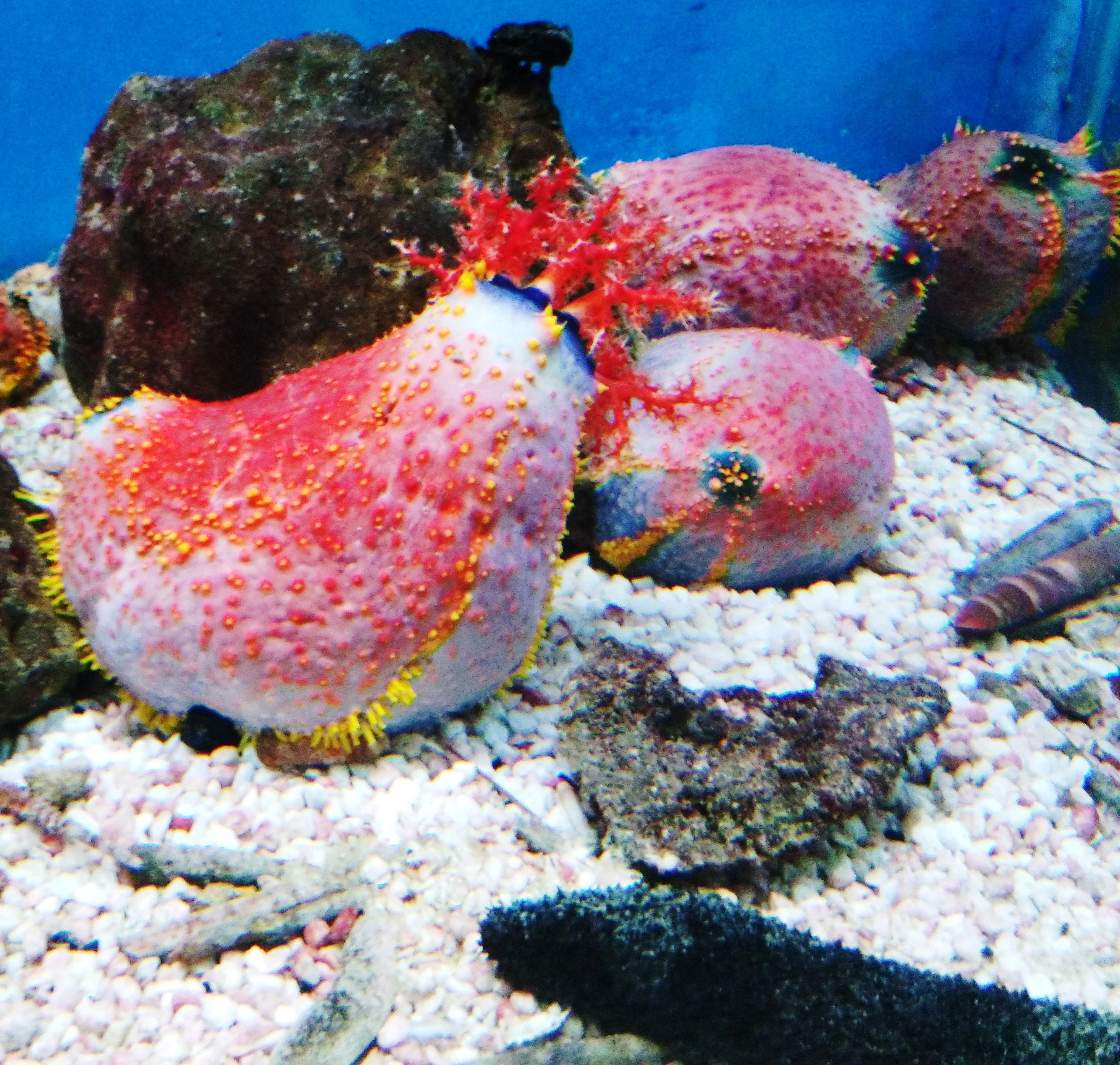
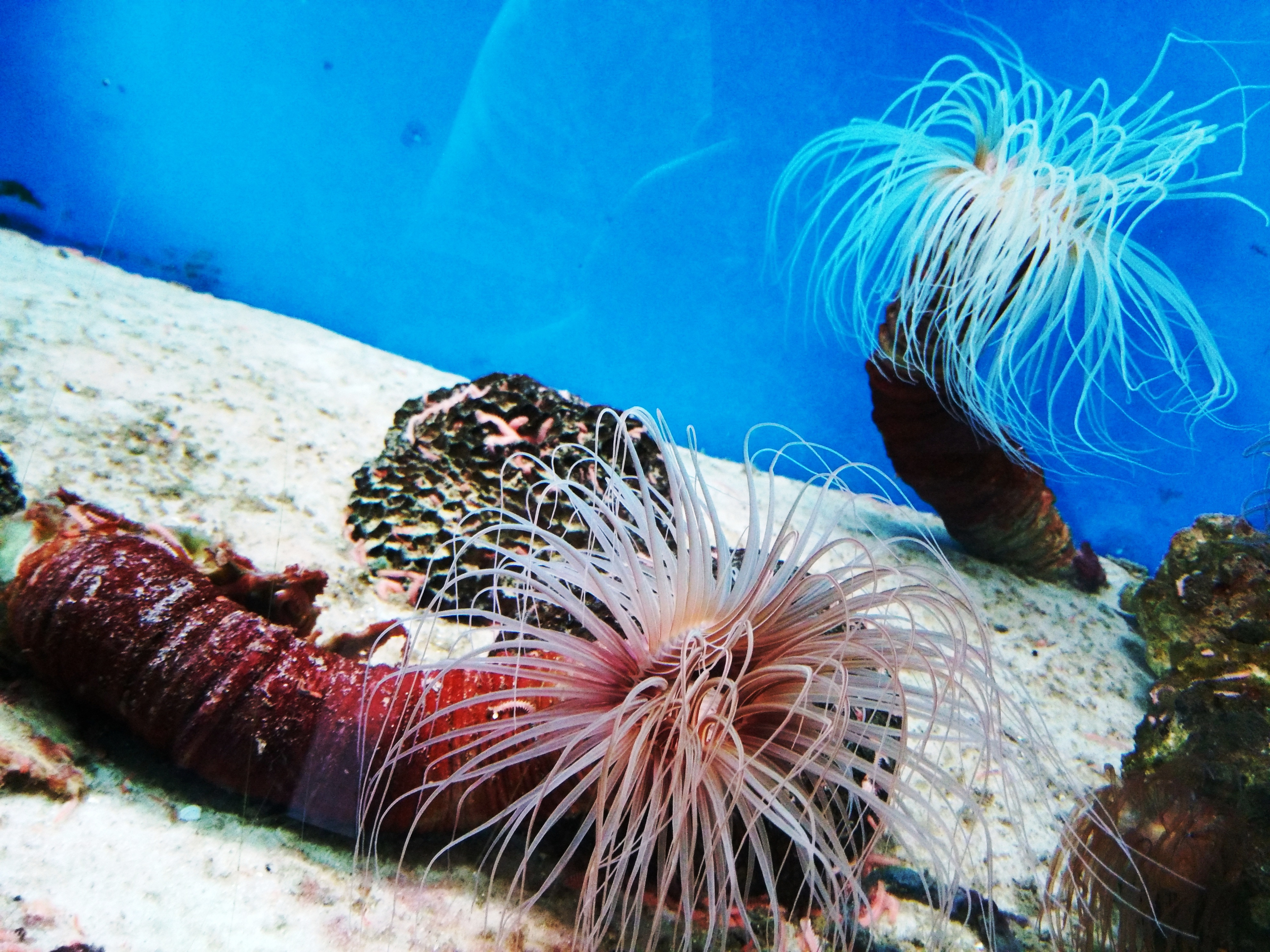
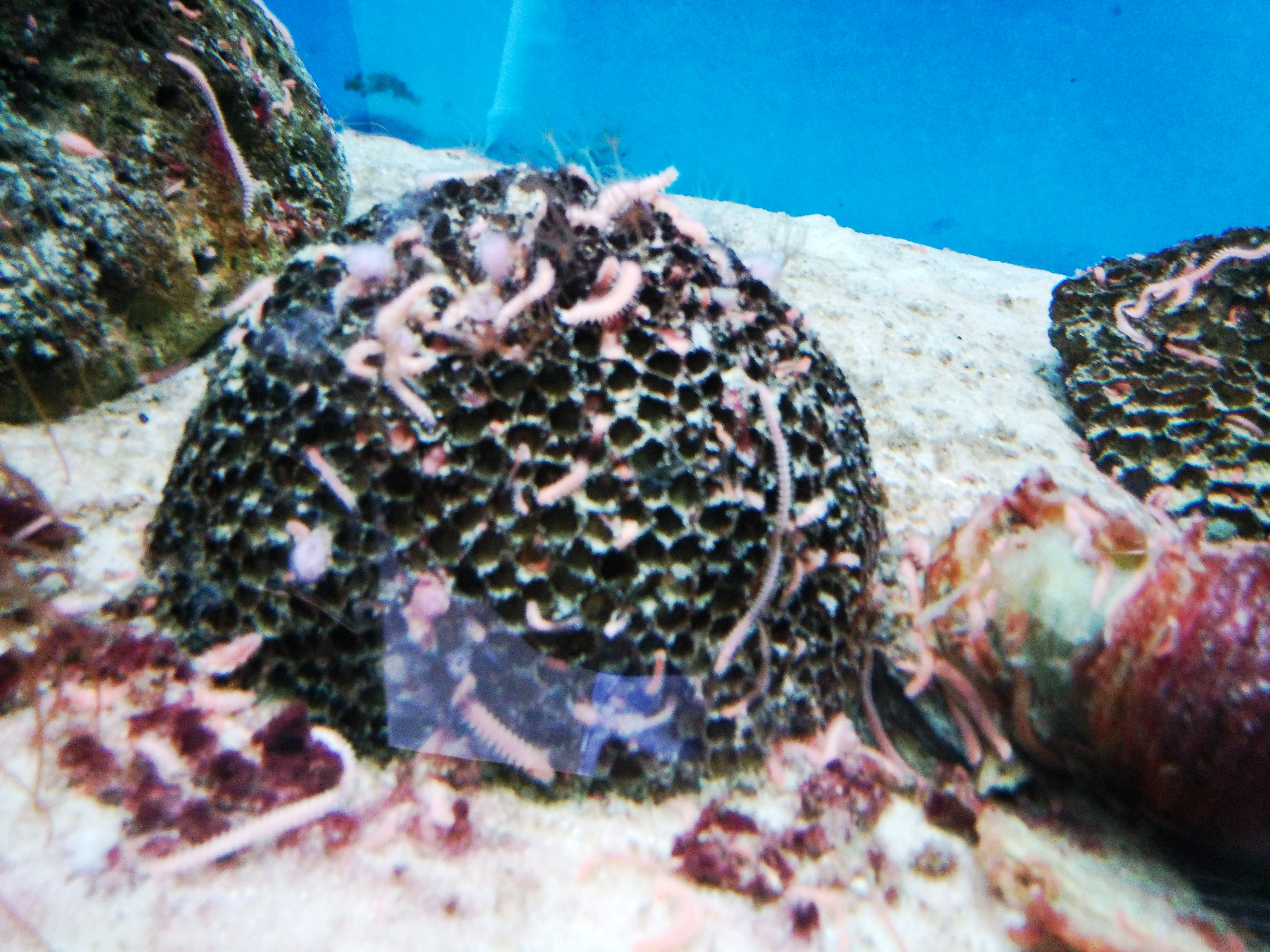
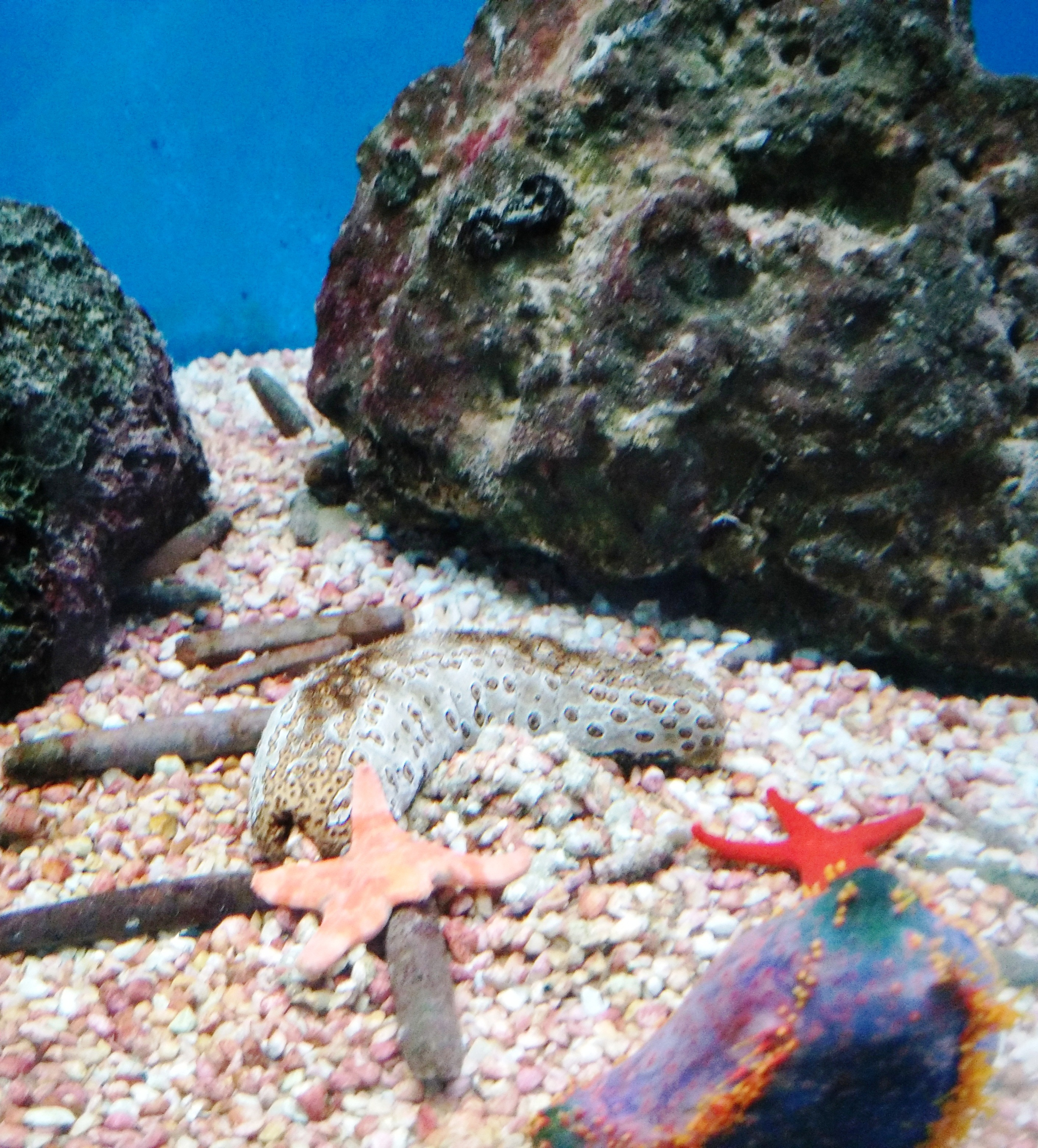
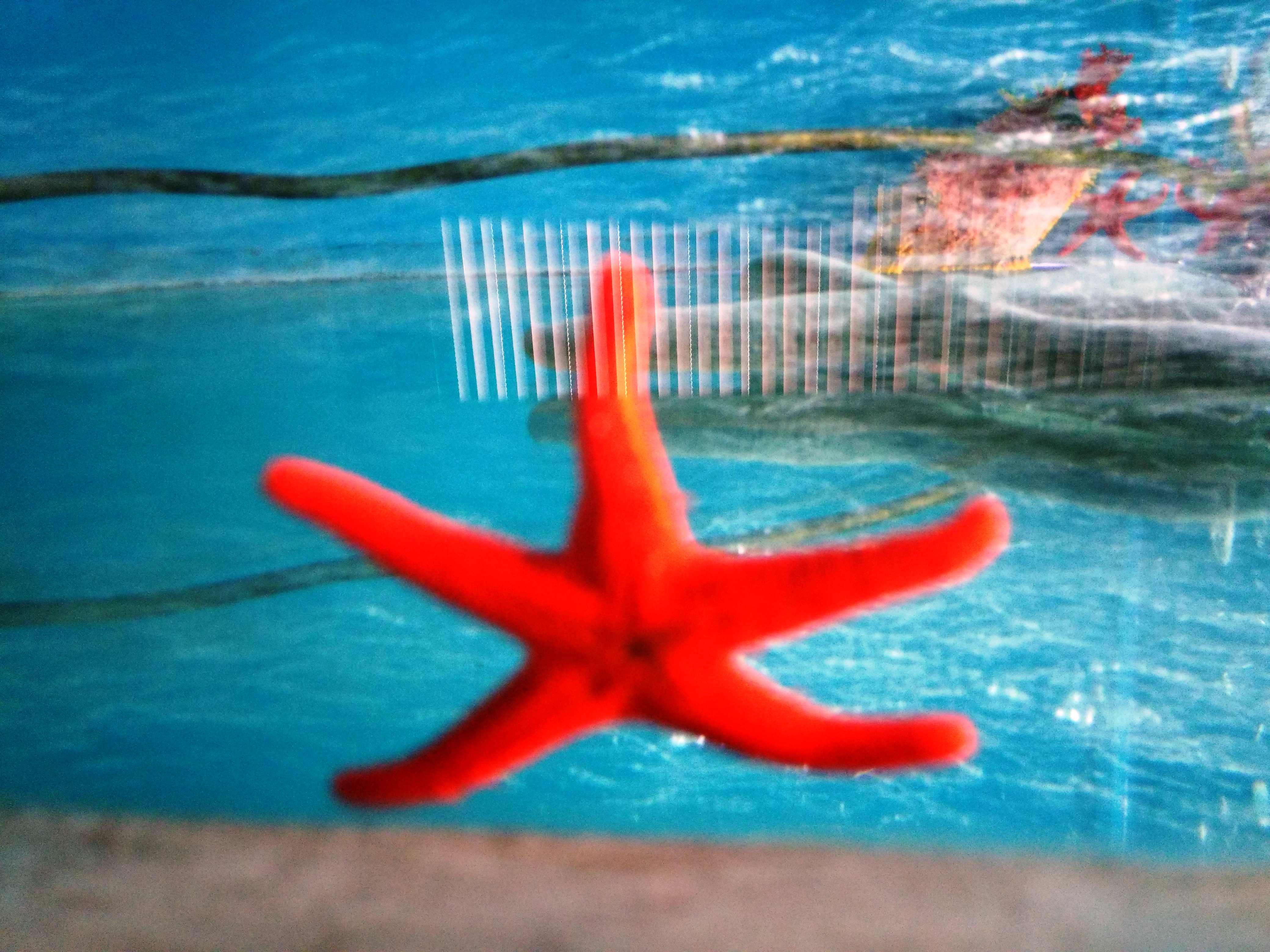
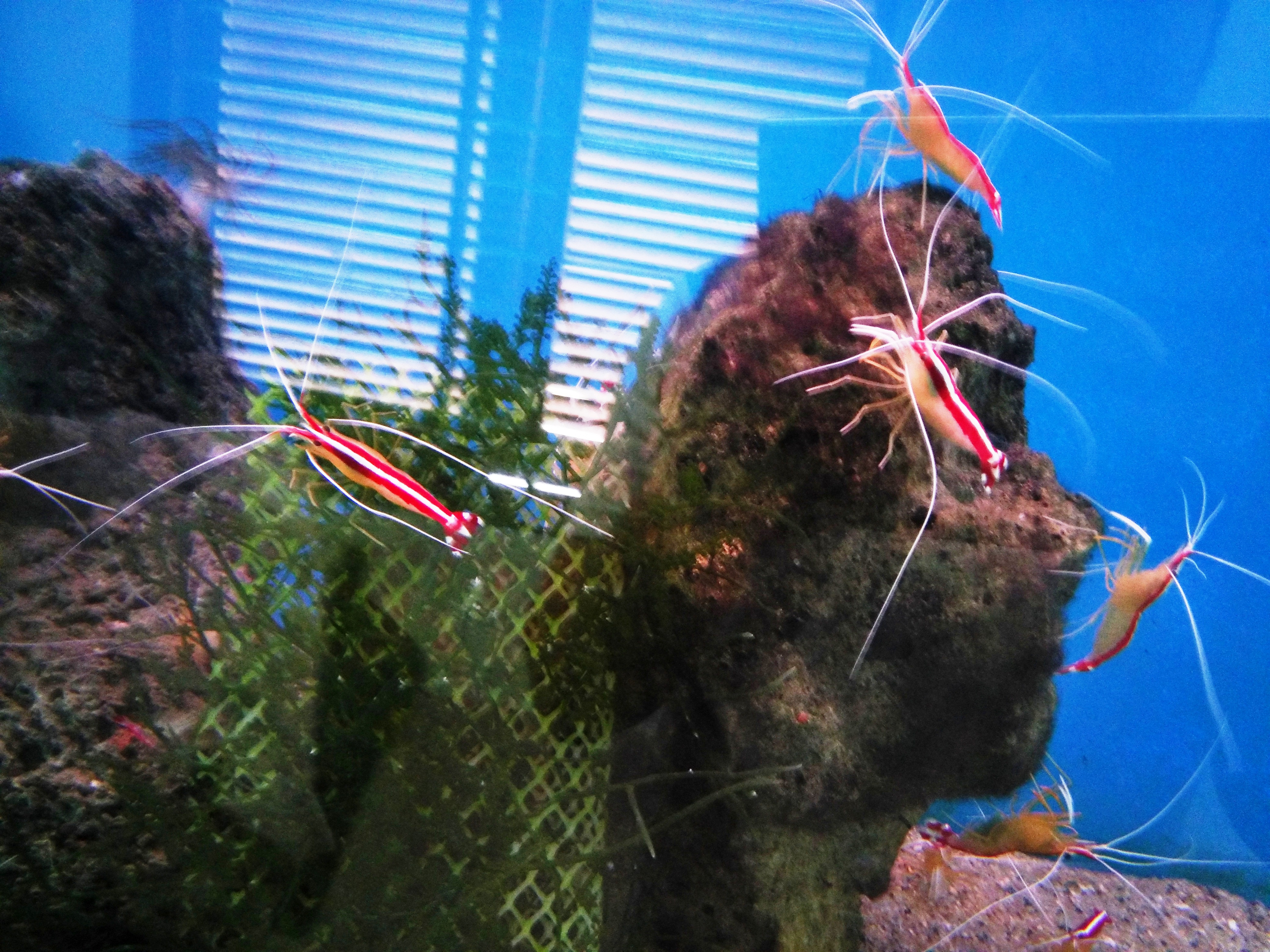
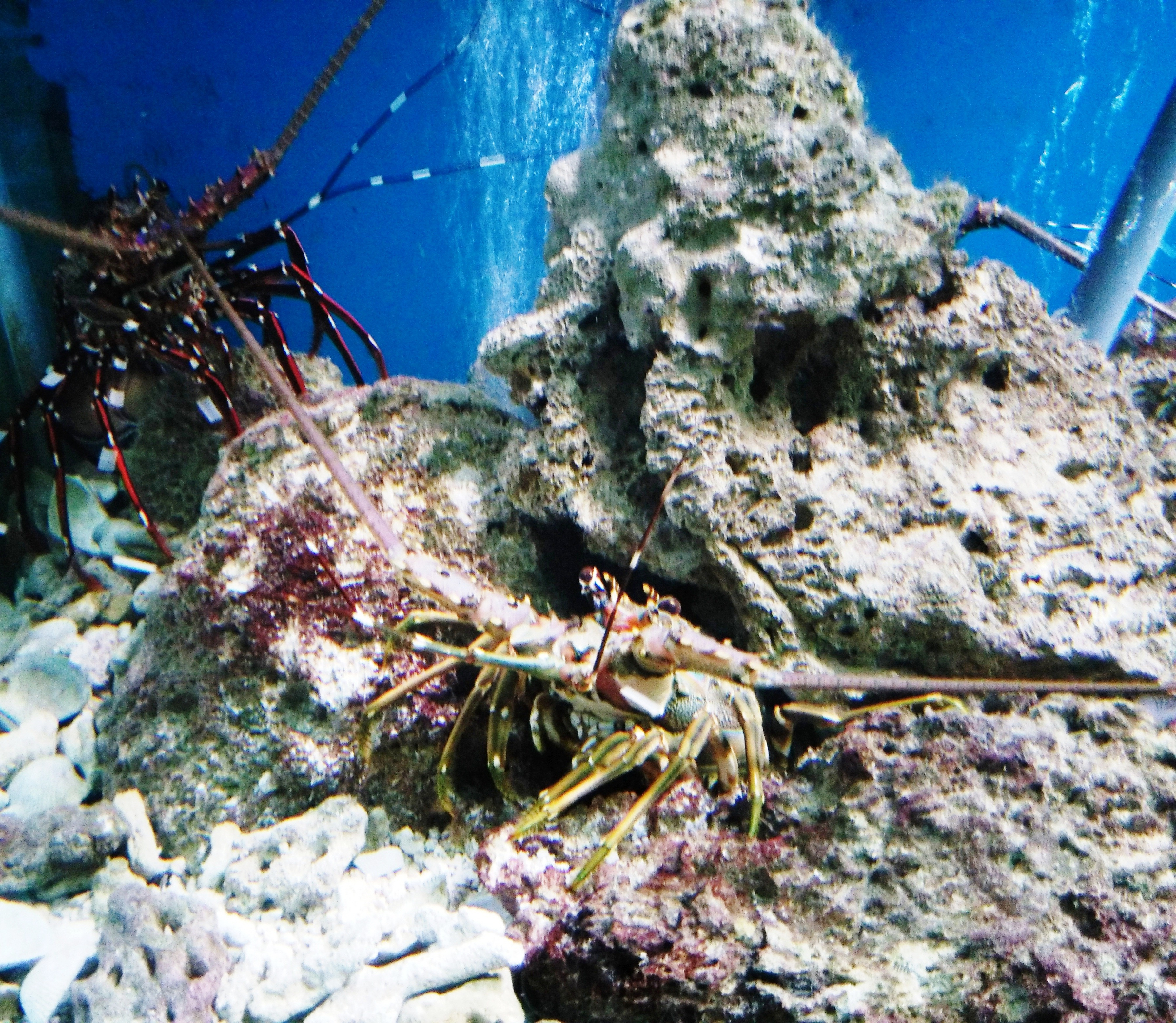
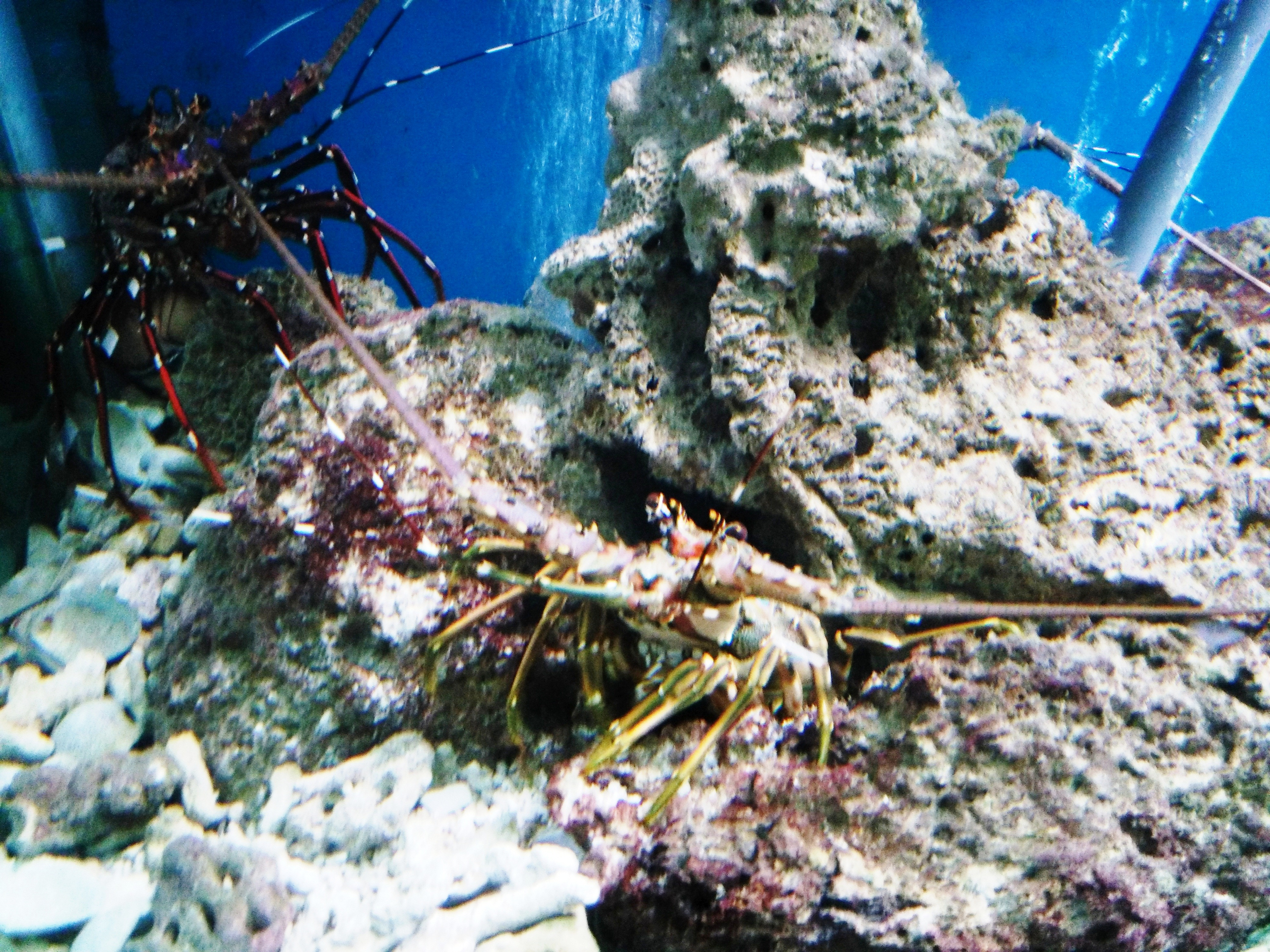
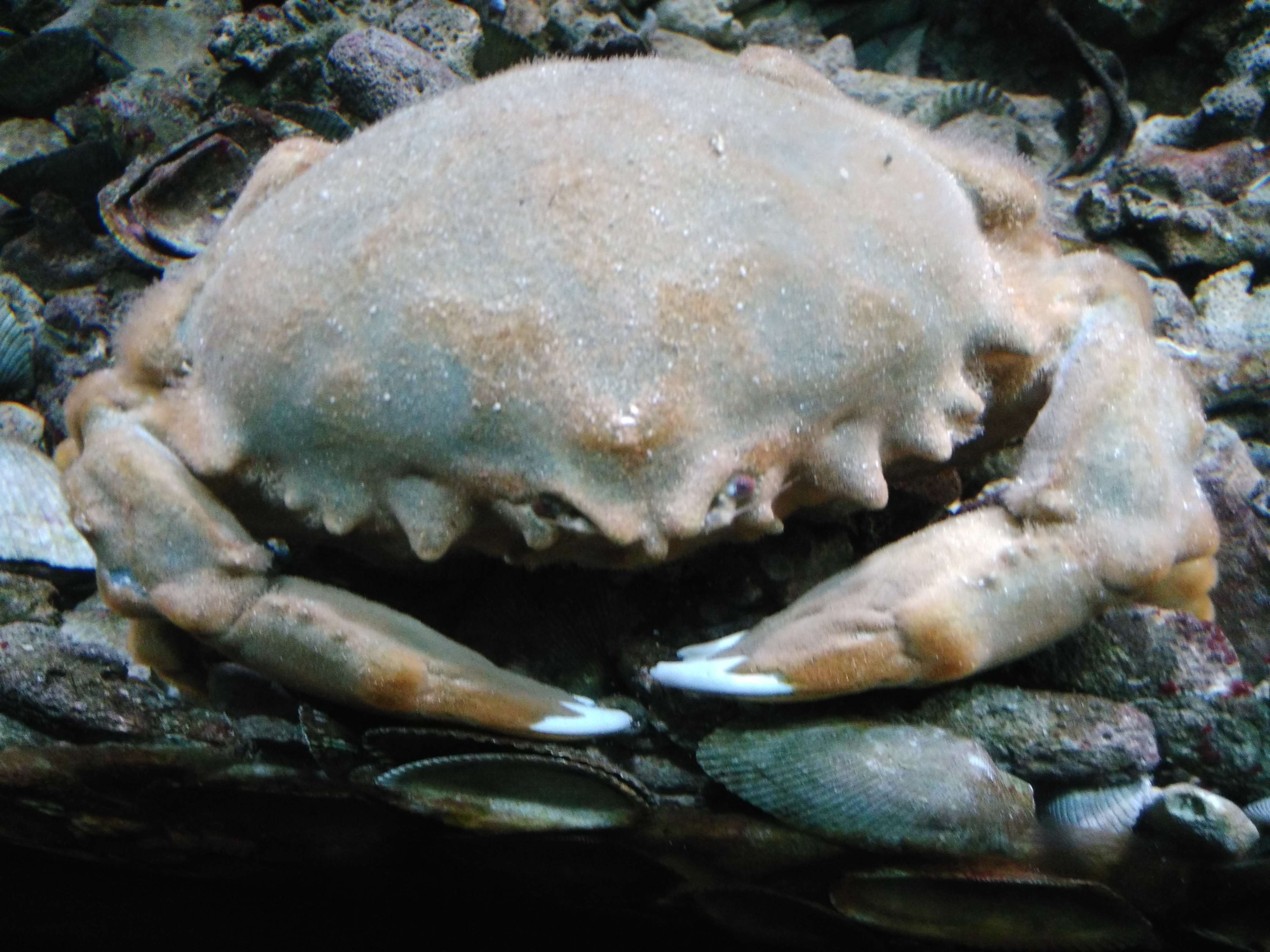
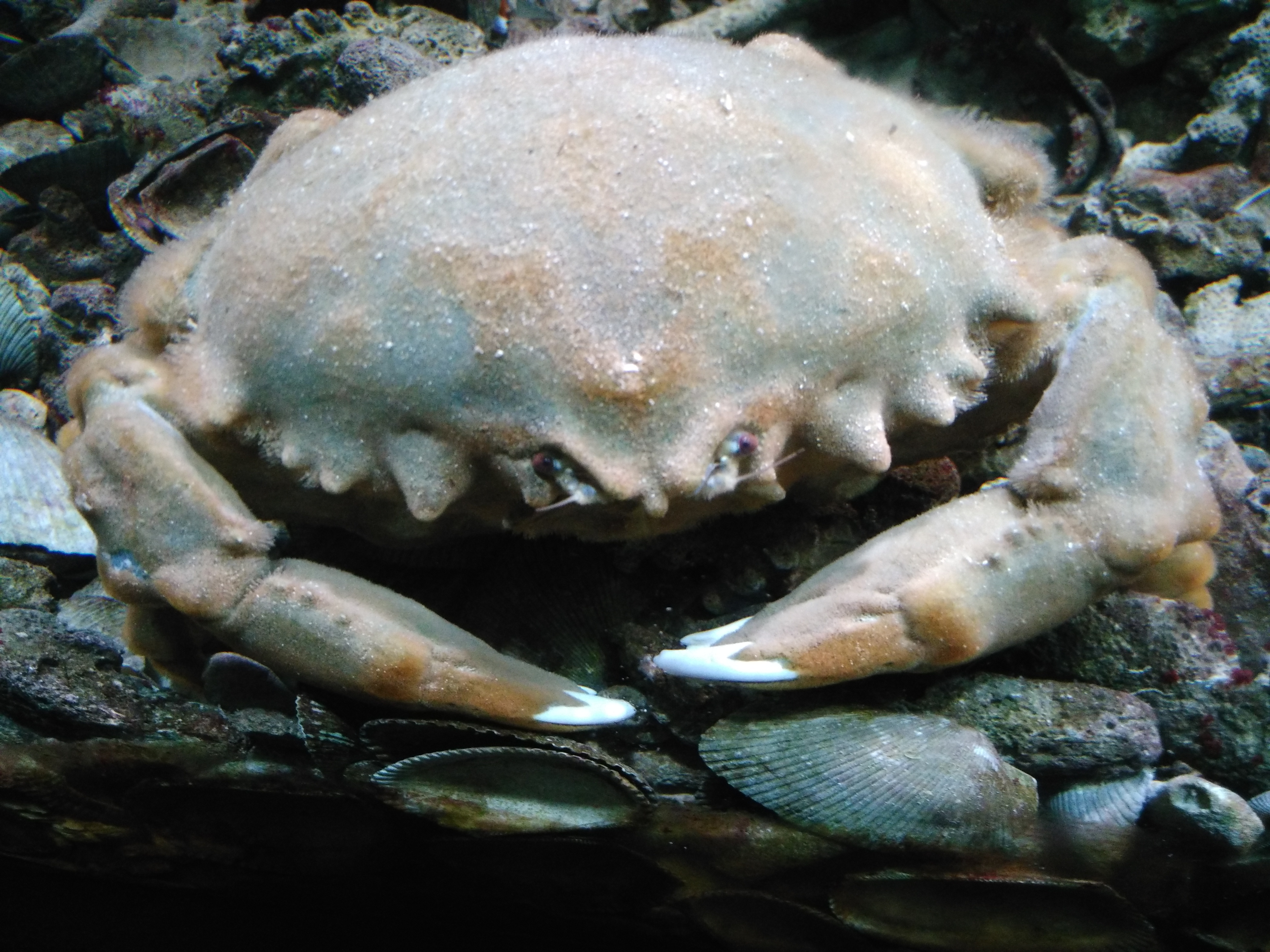
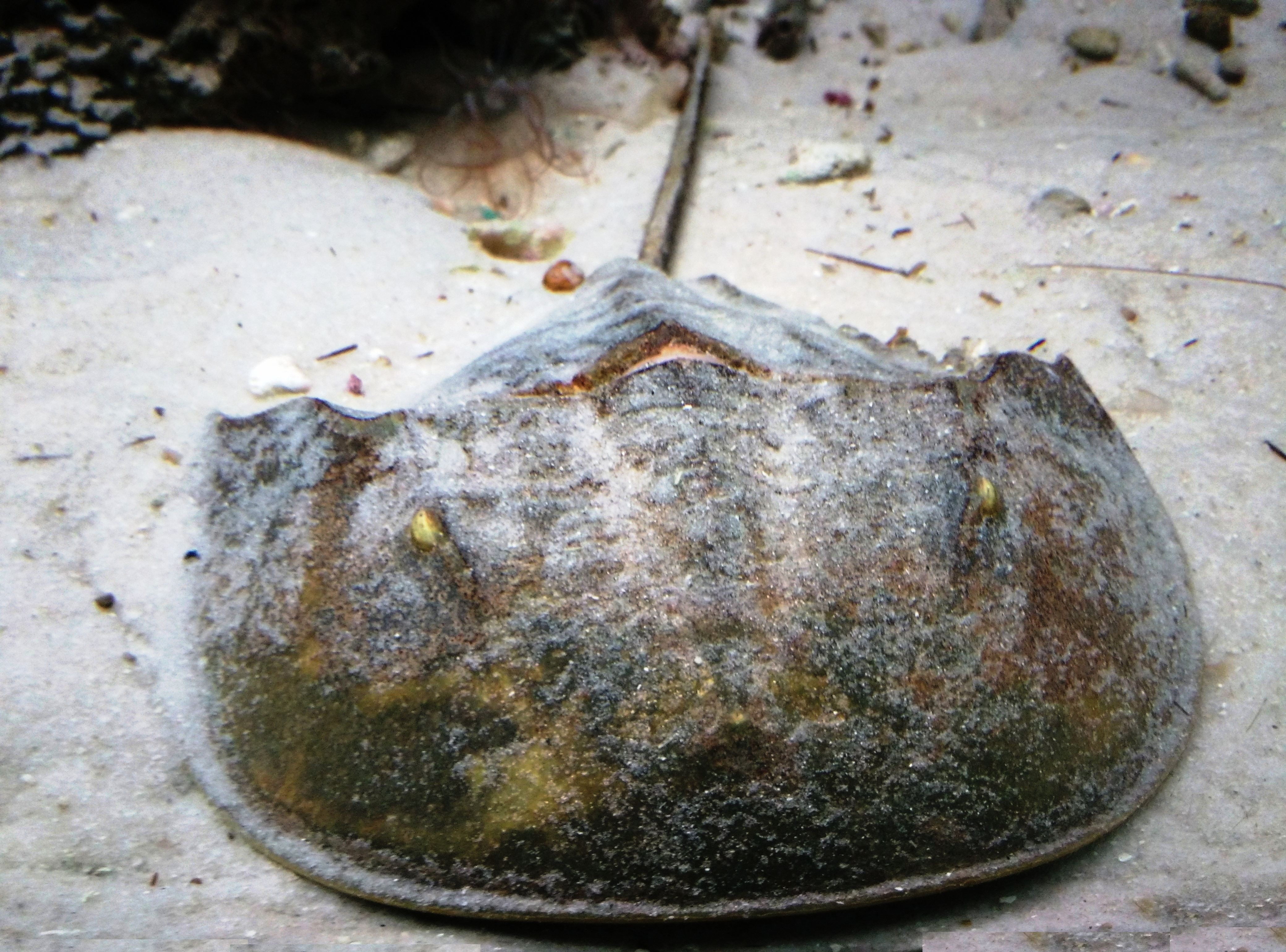
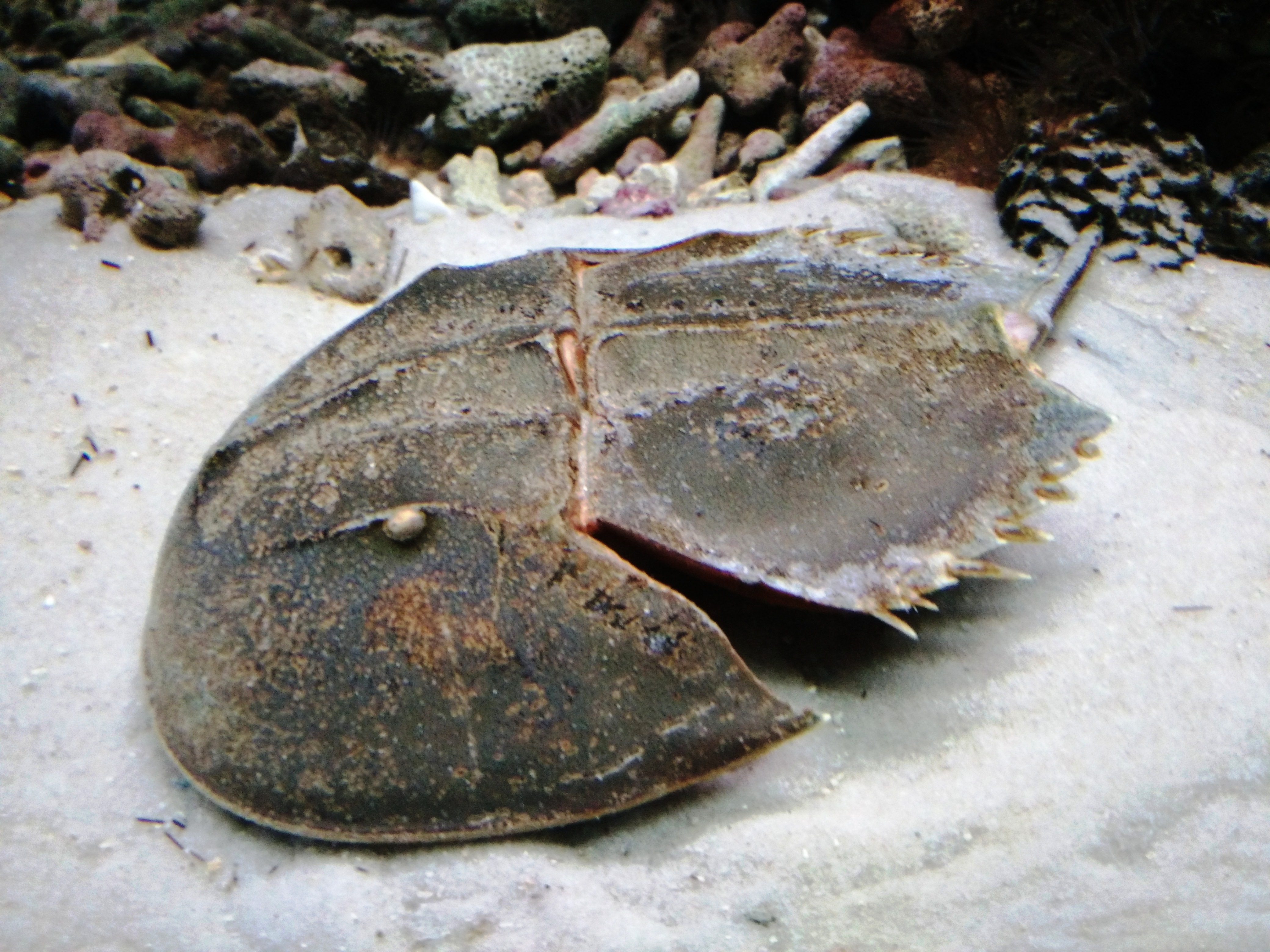
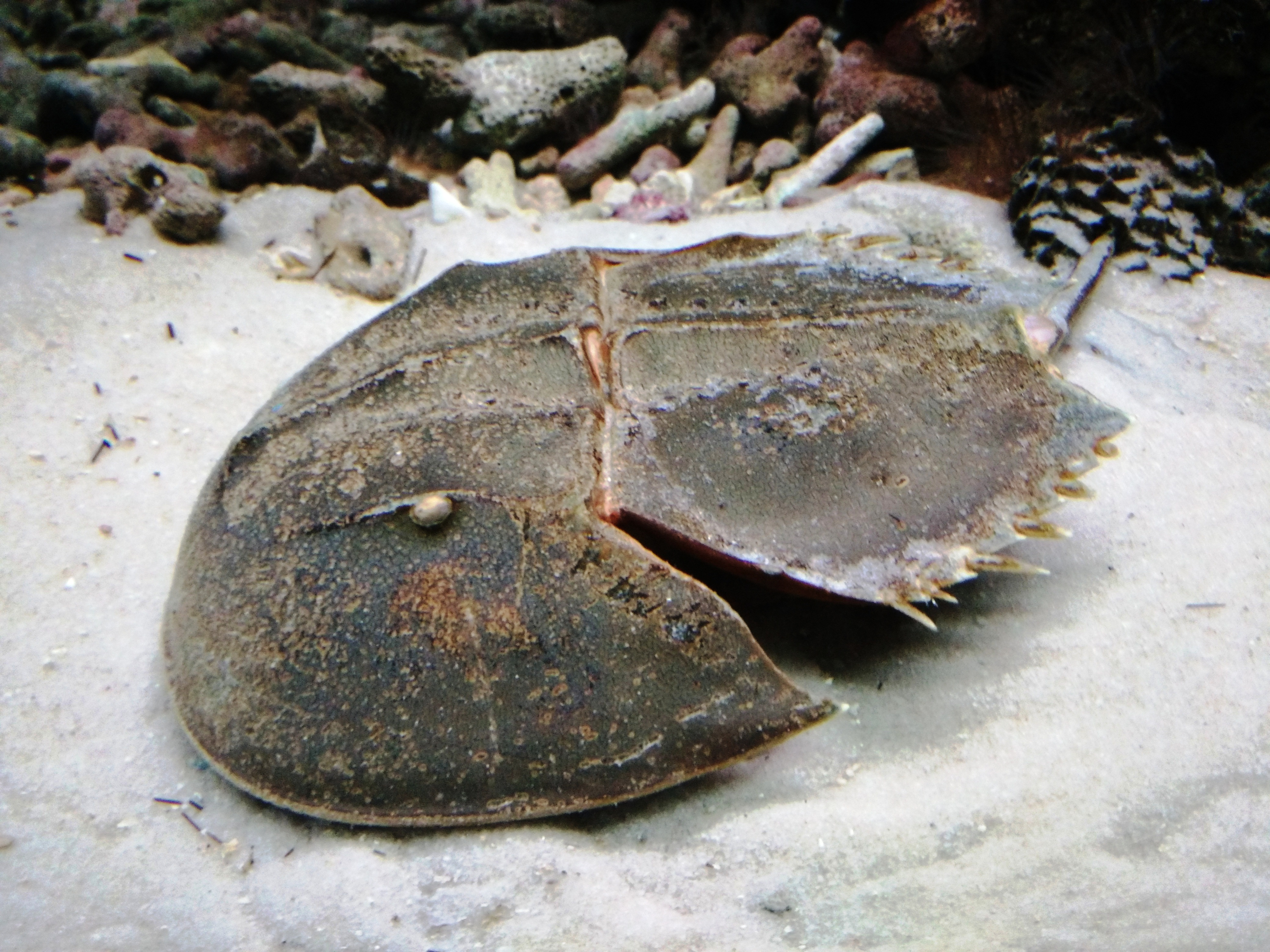

### Rùa biển

Rùa
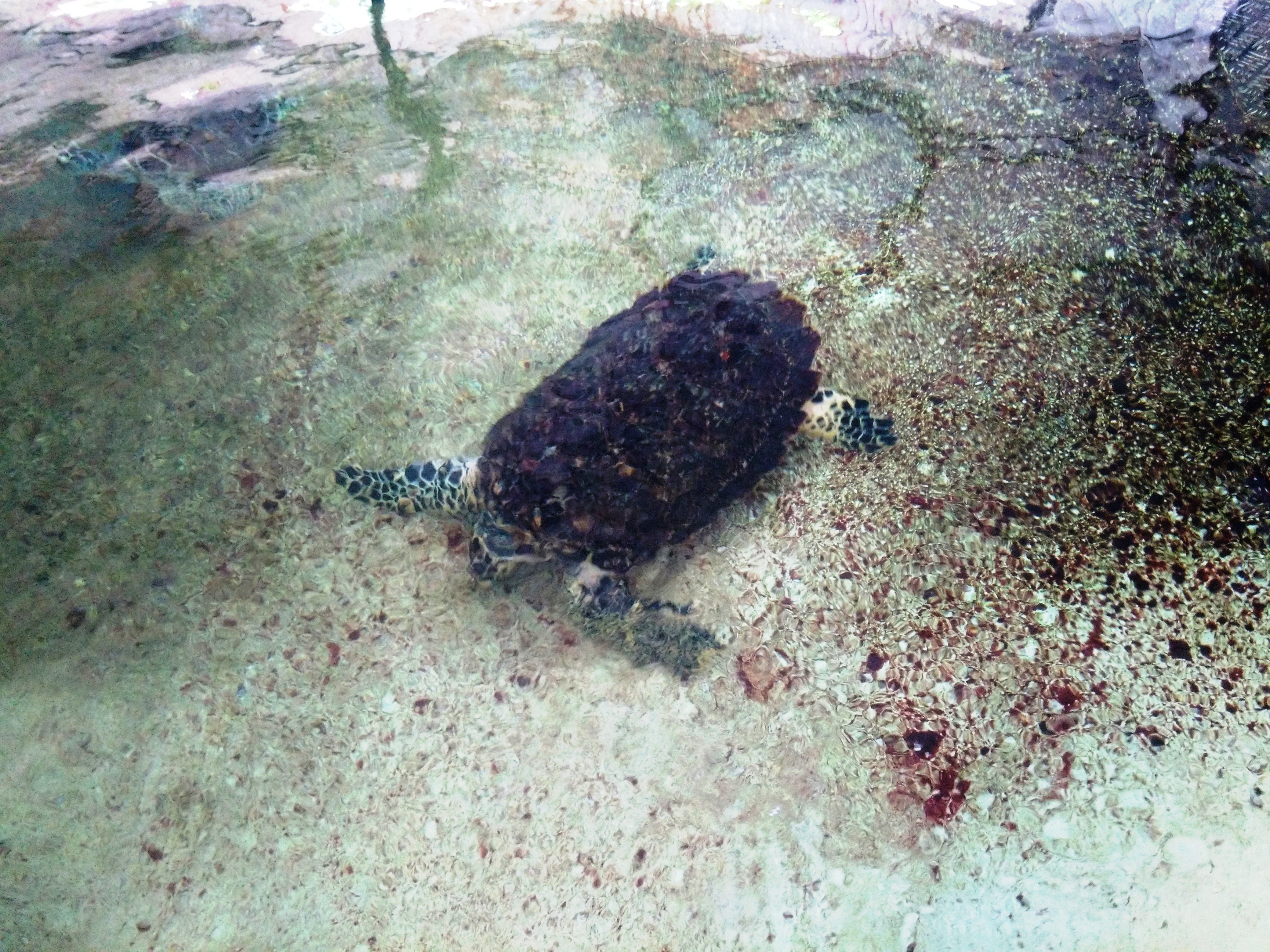
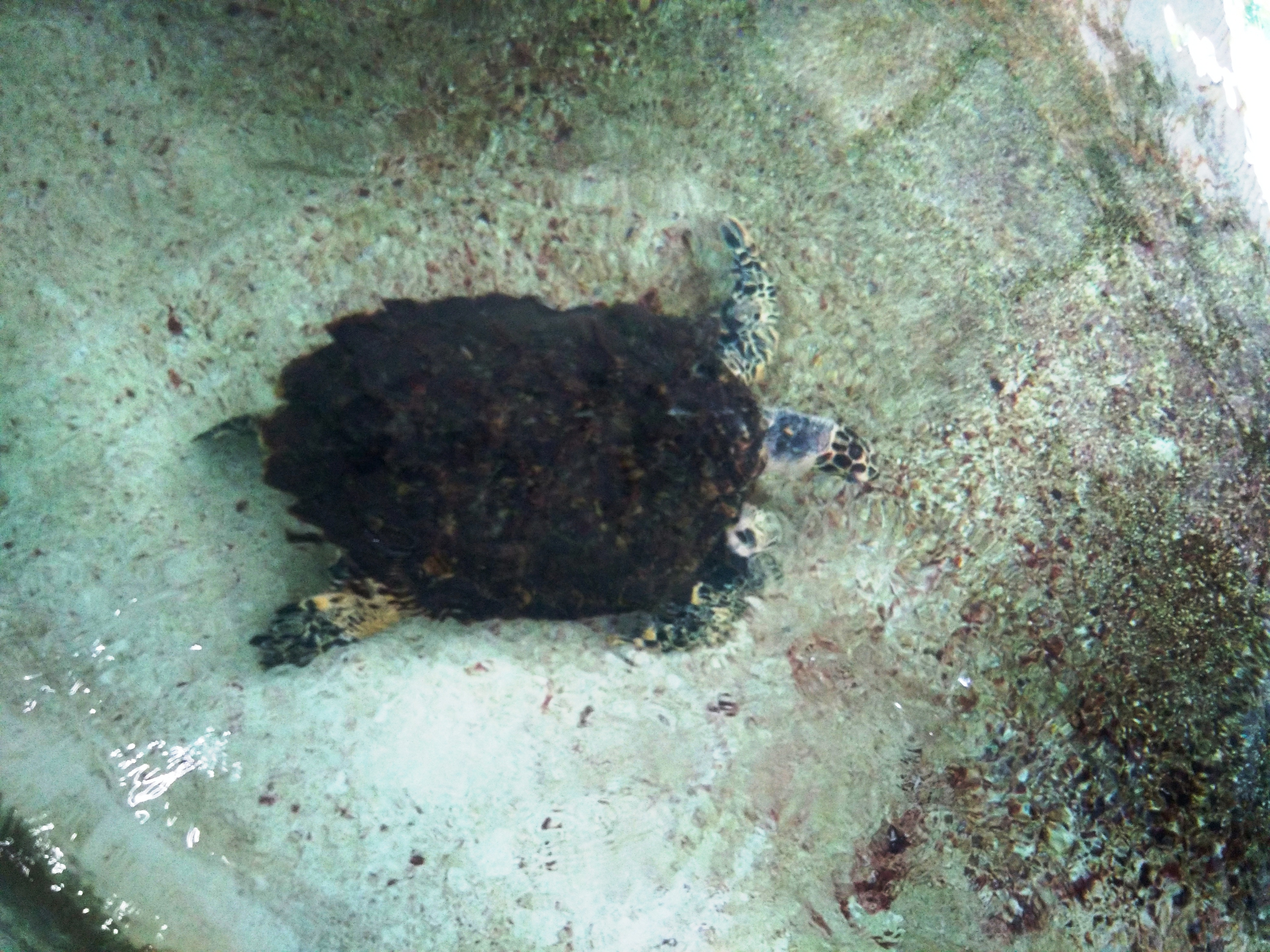
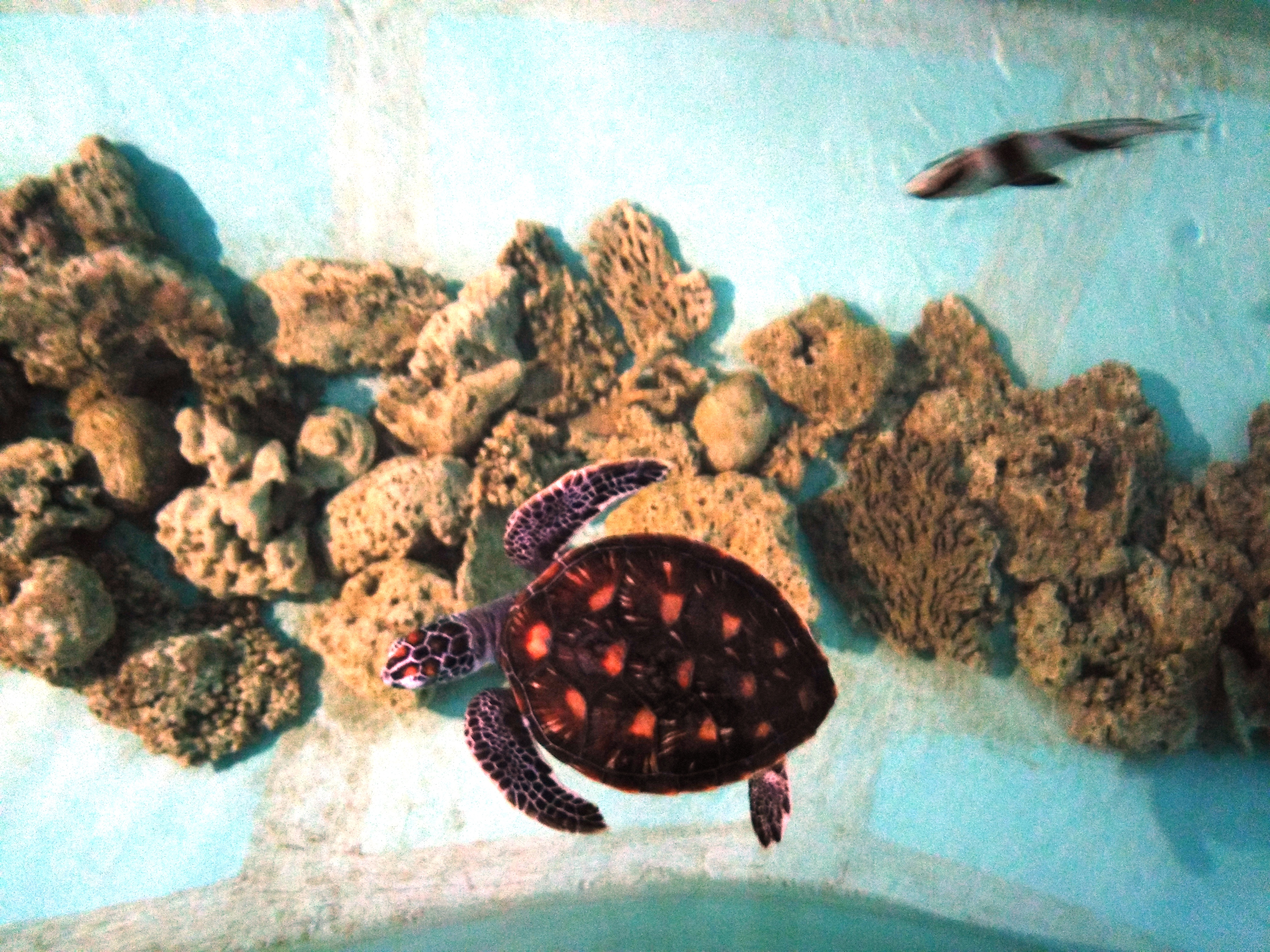
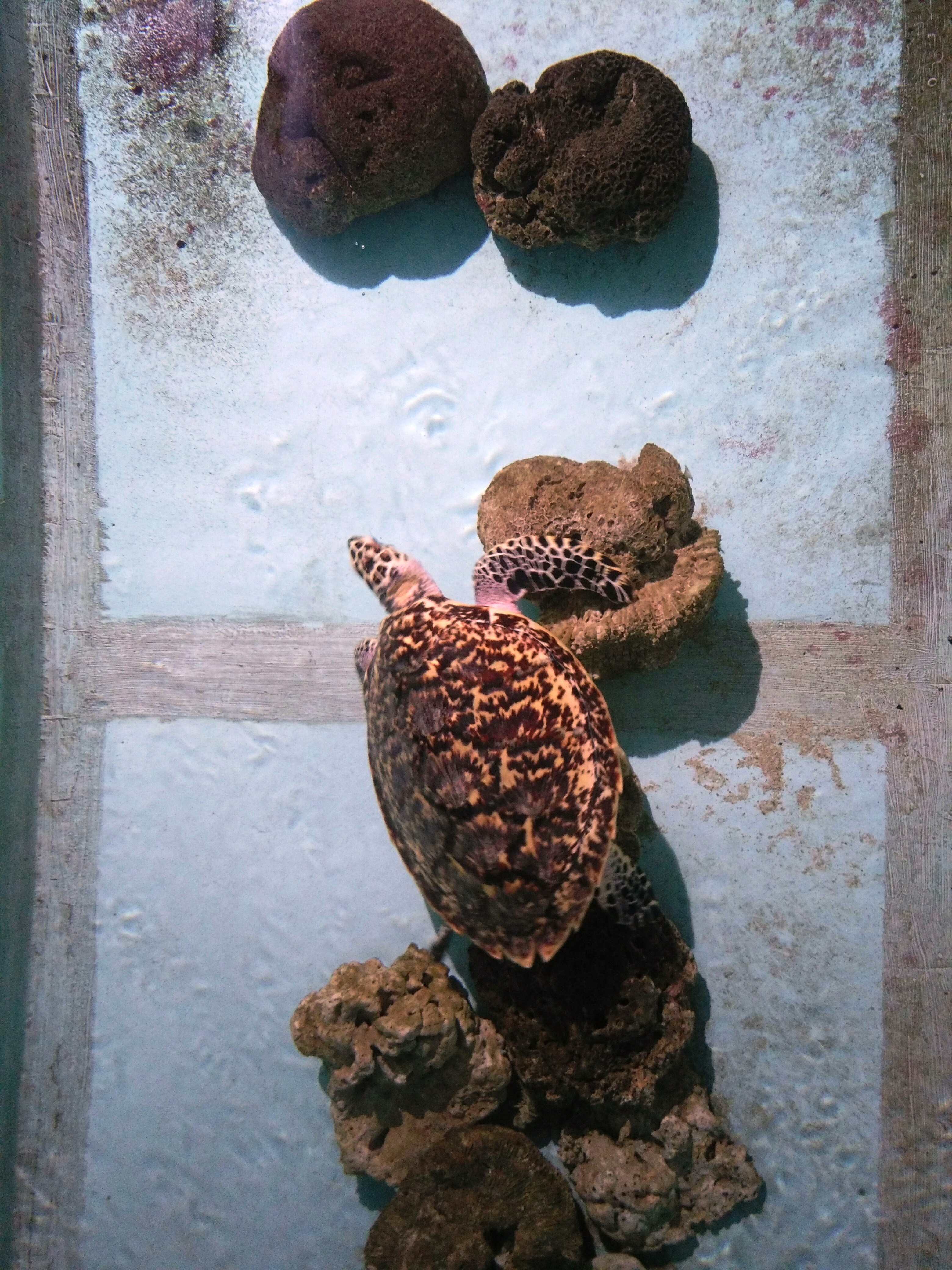
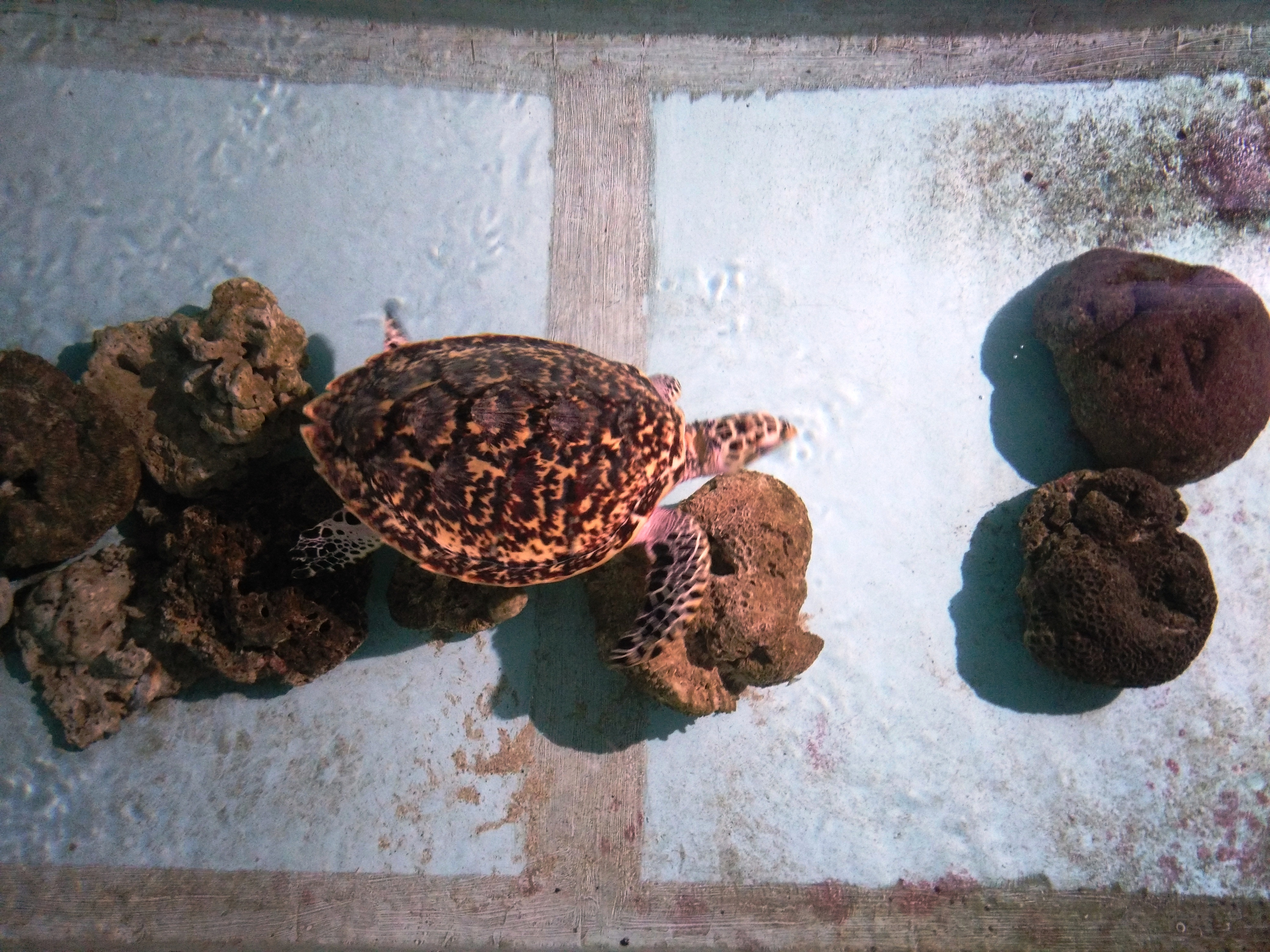
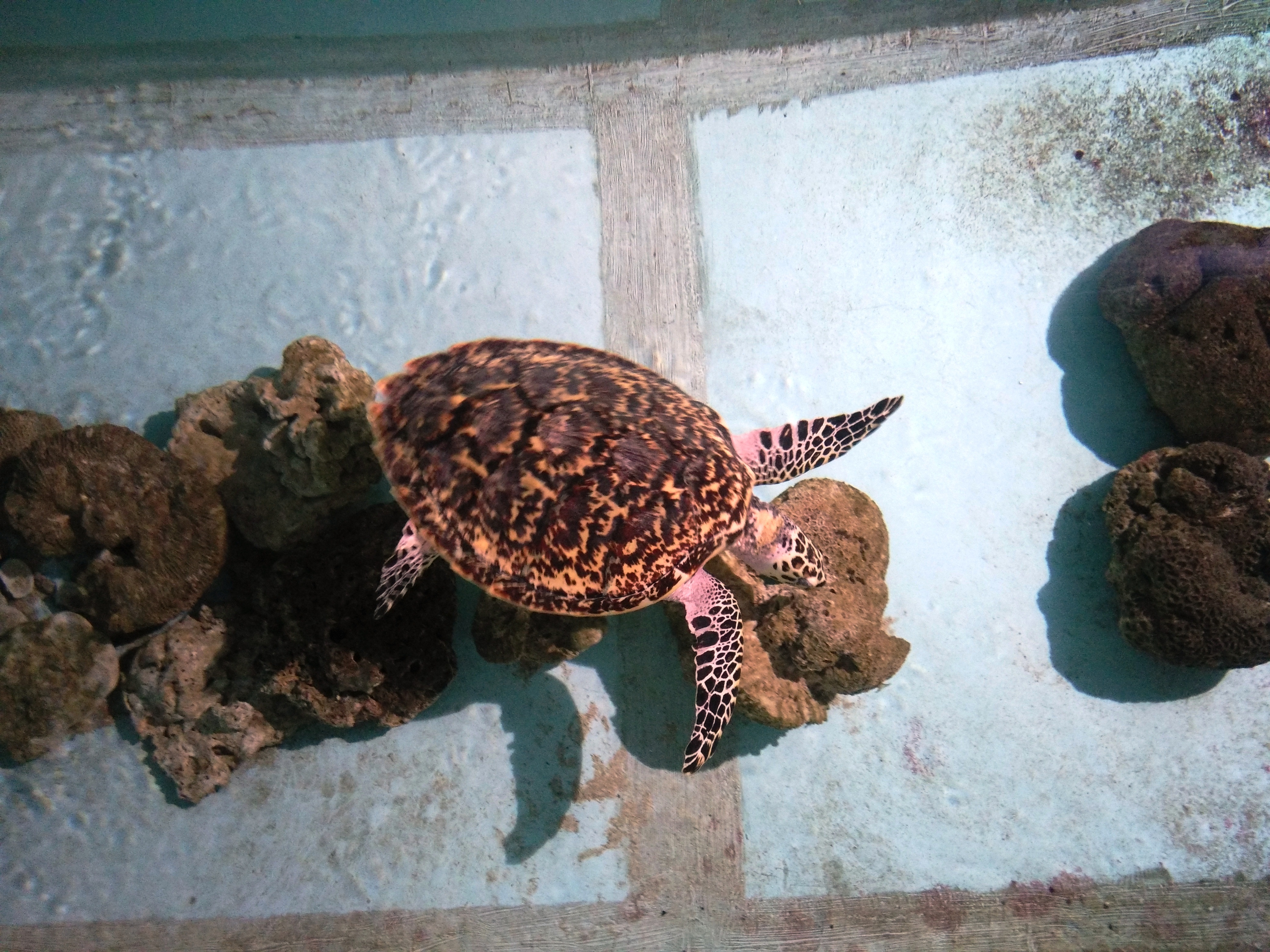
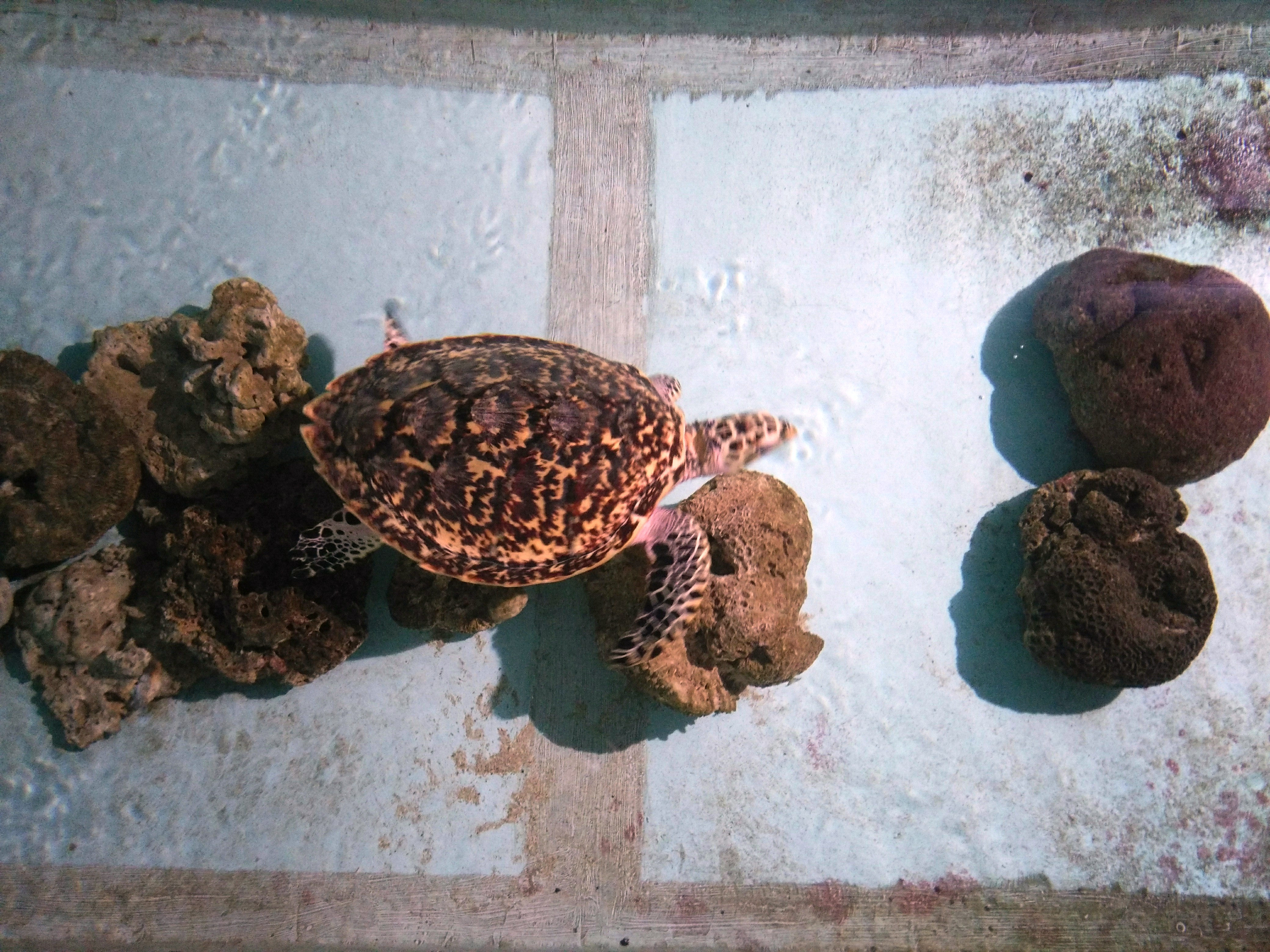
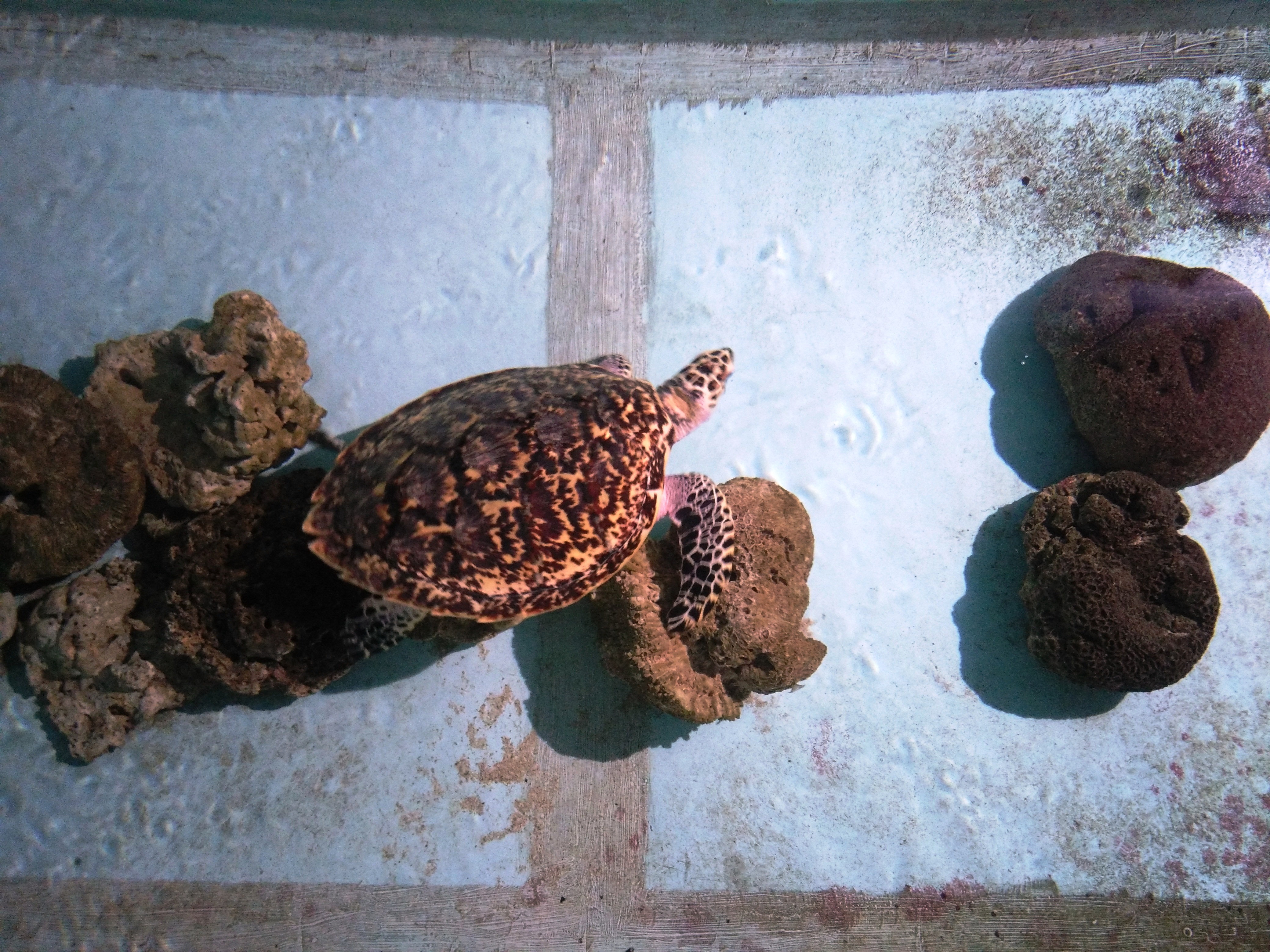
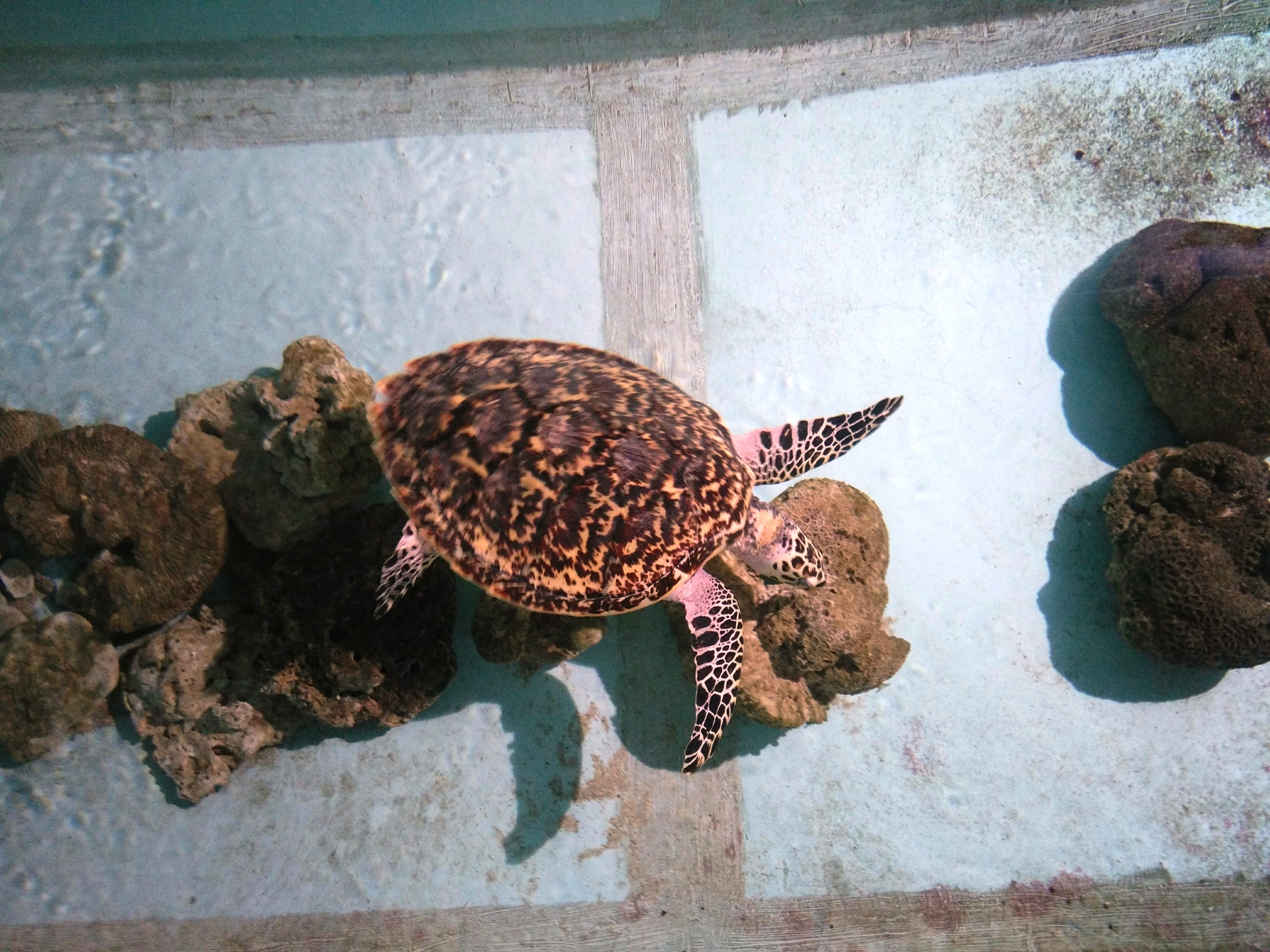
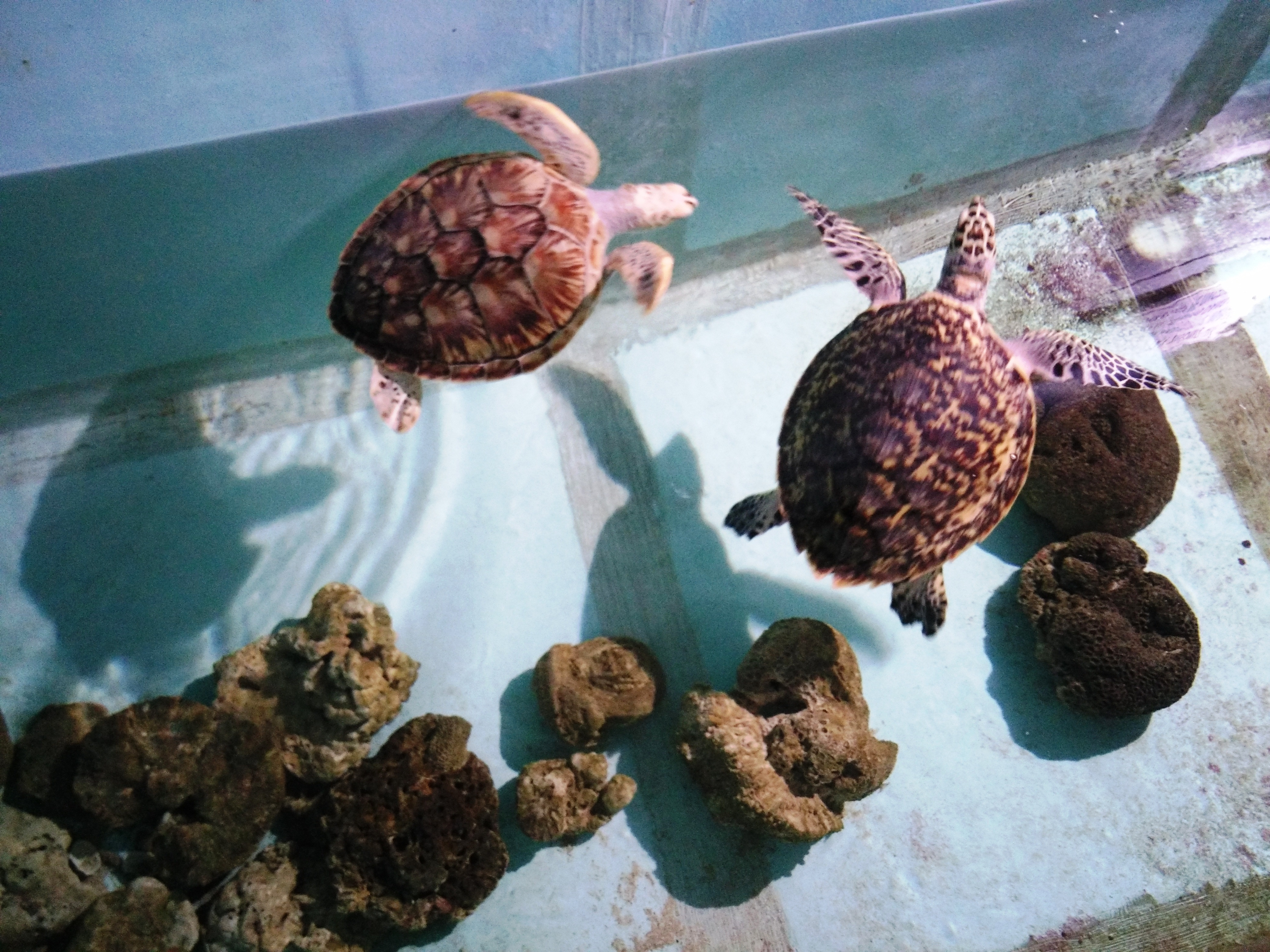
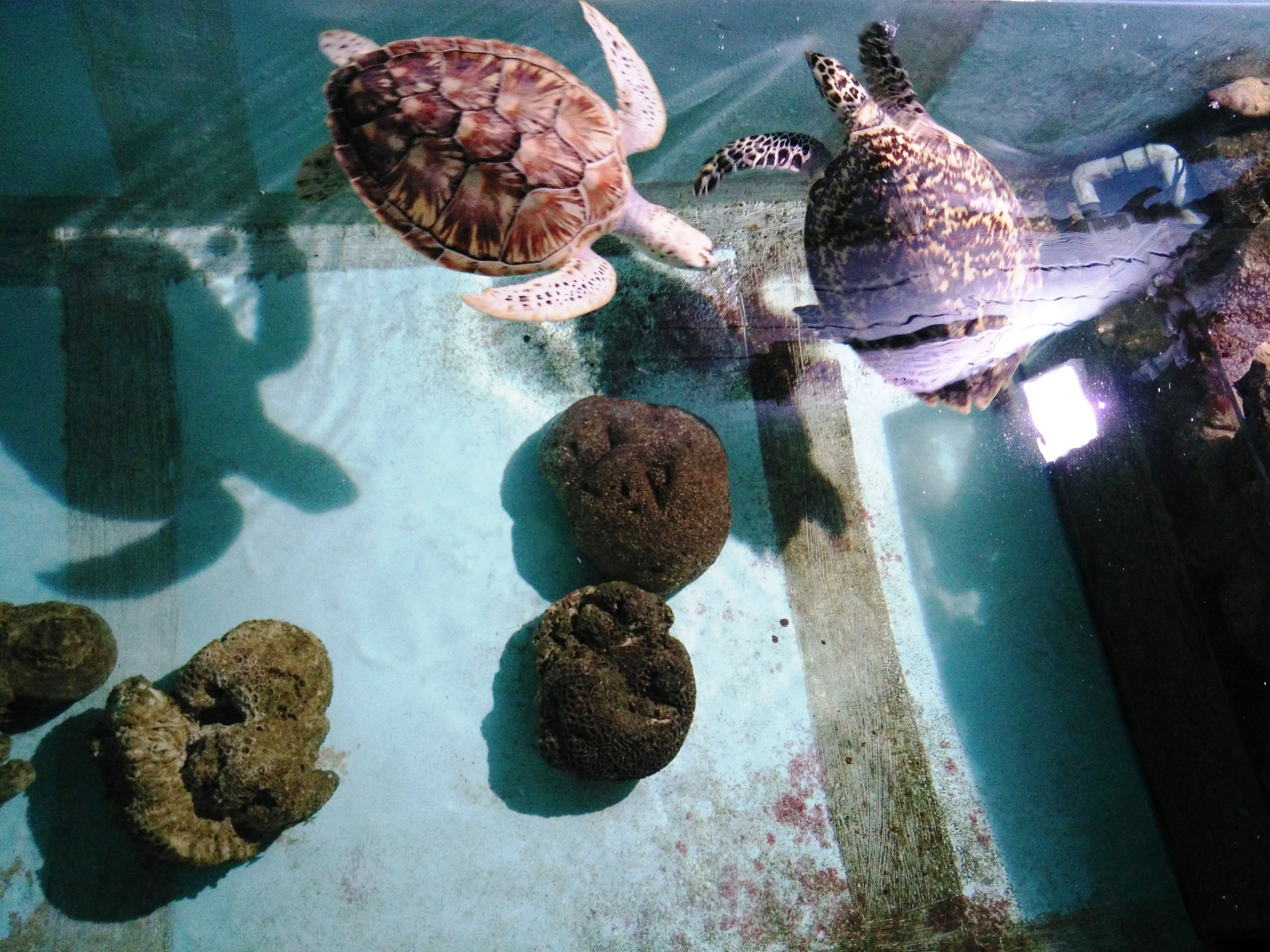
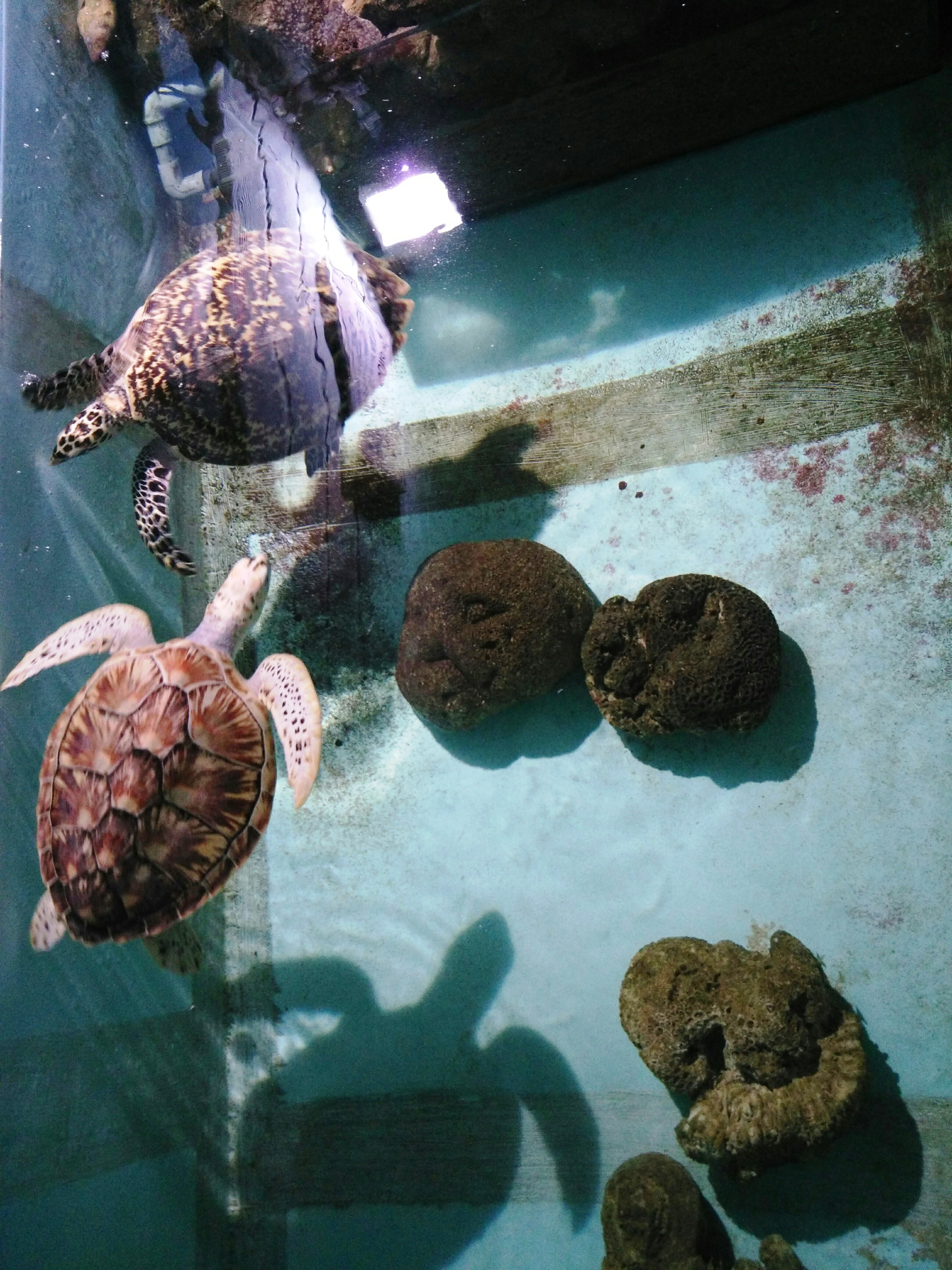
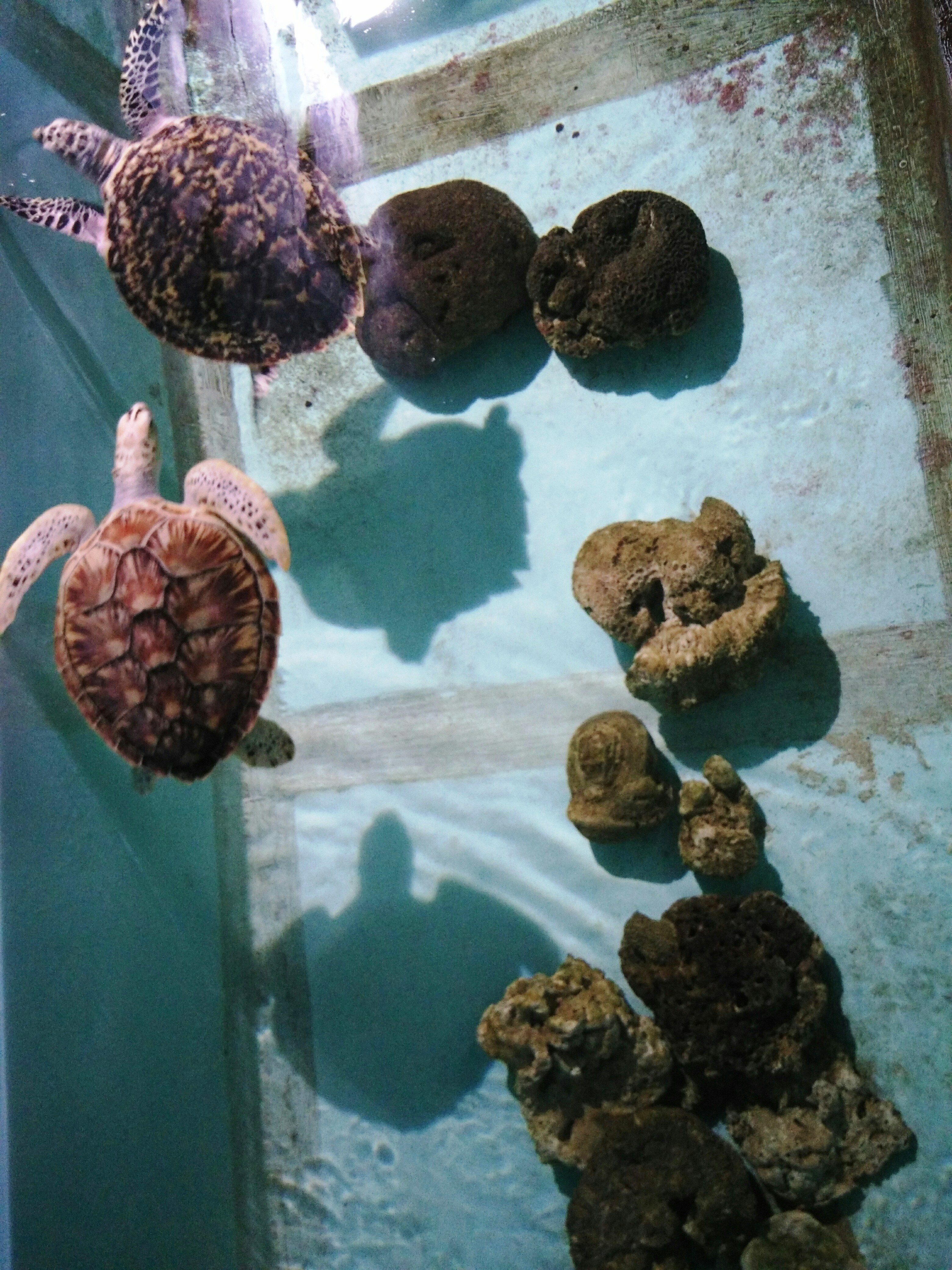
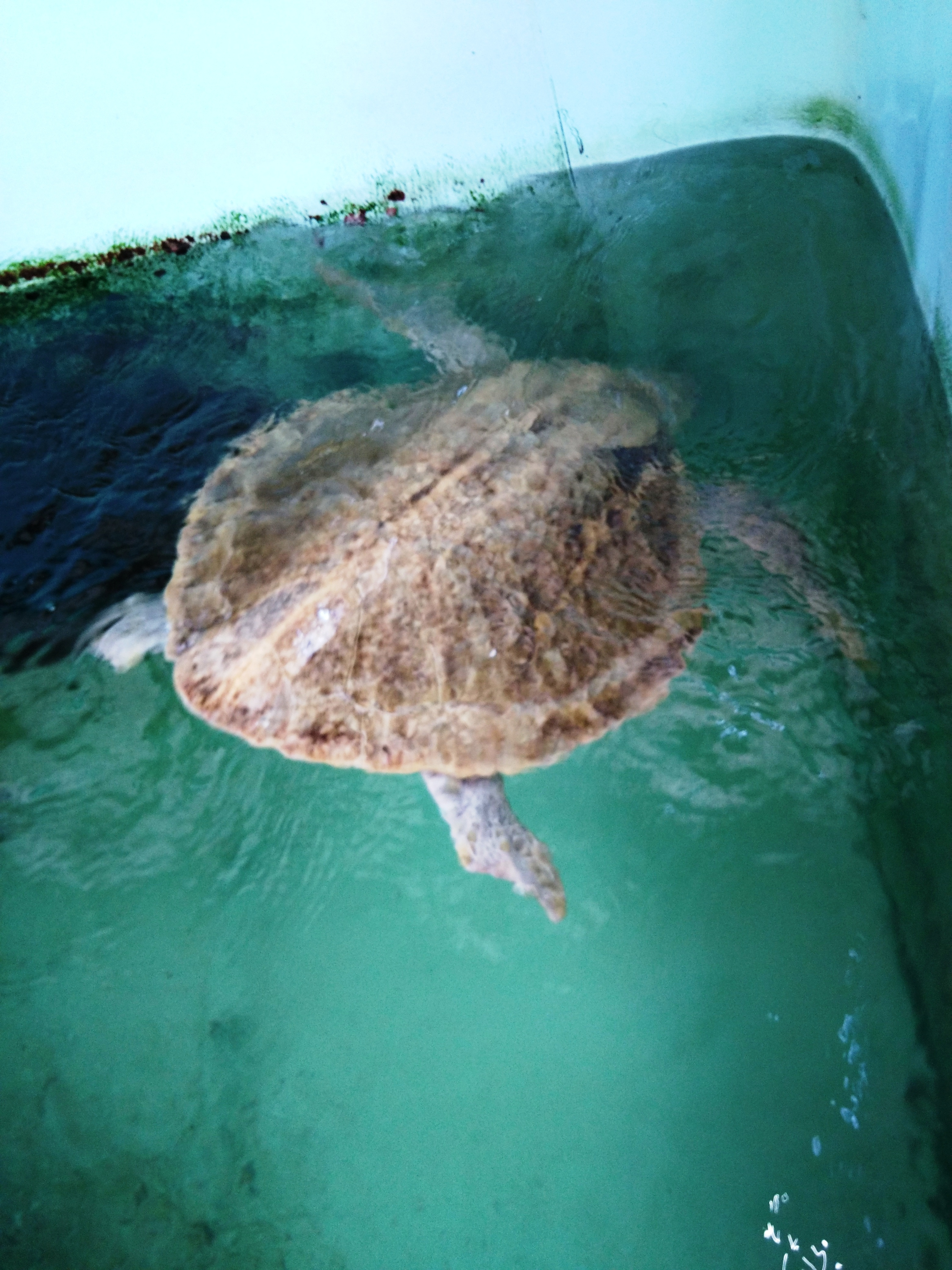
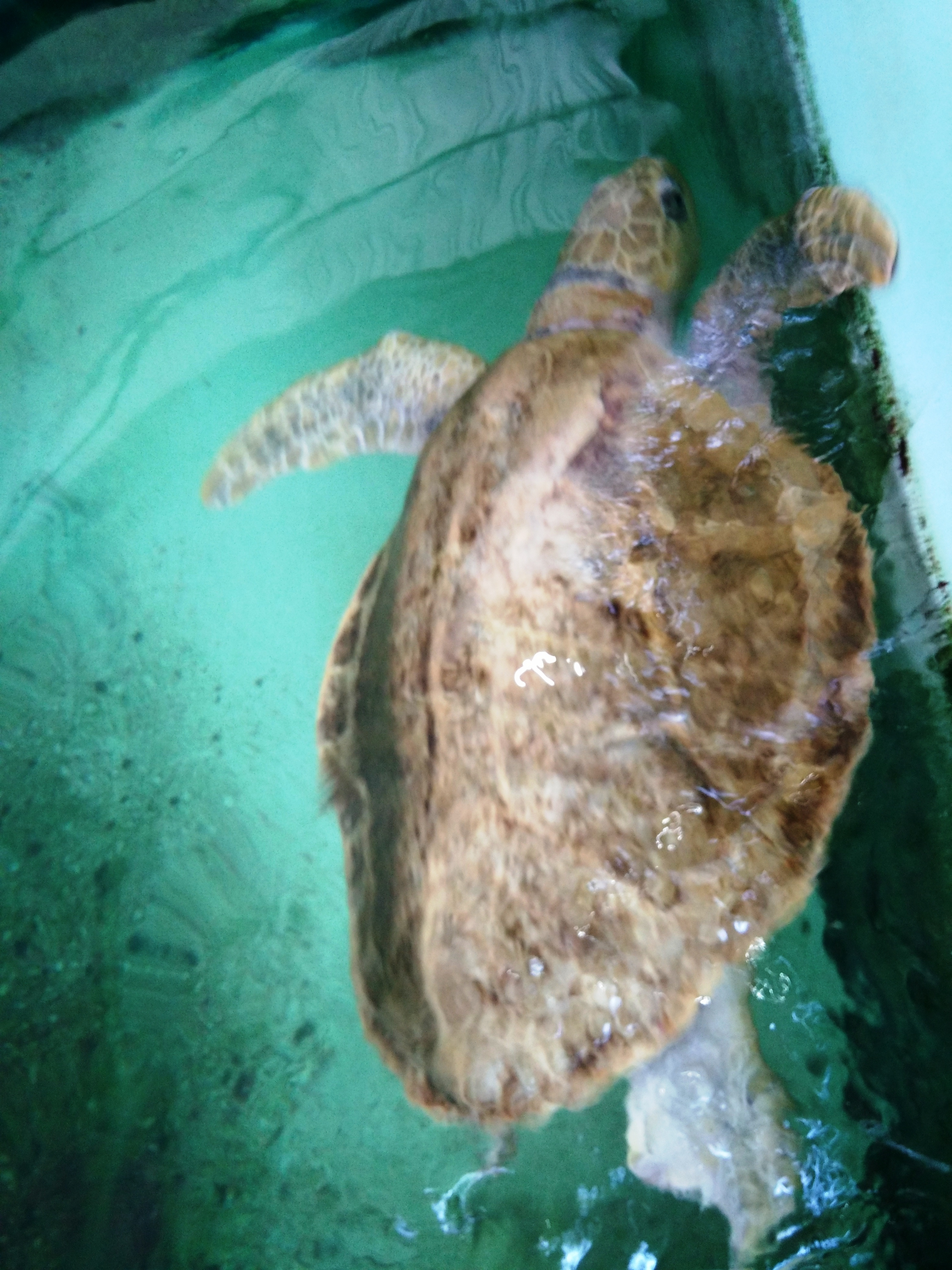
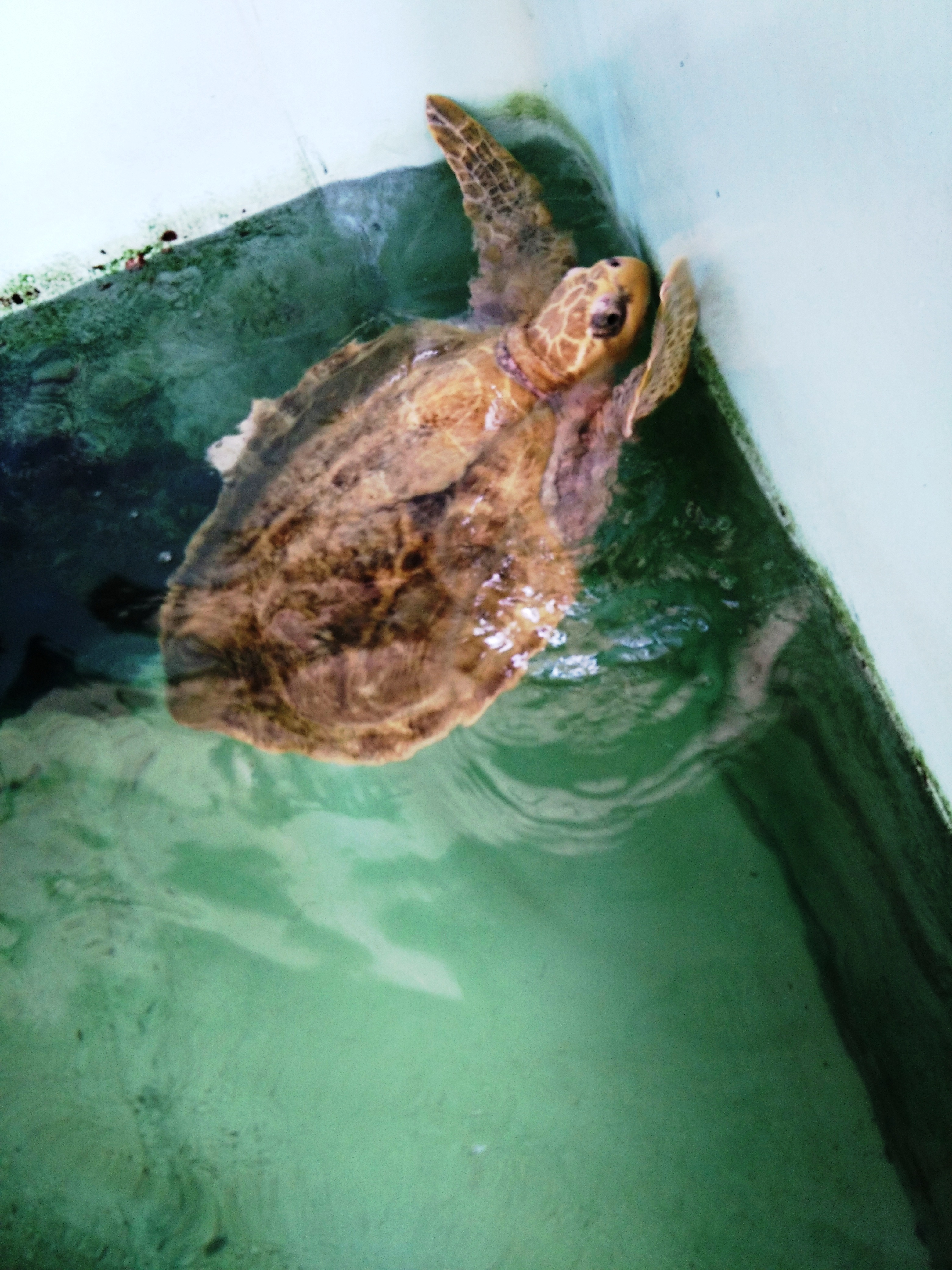
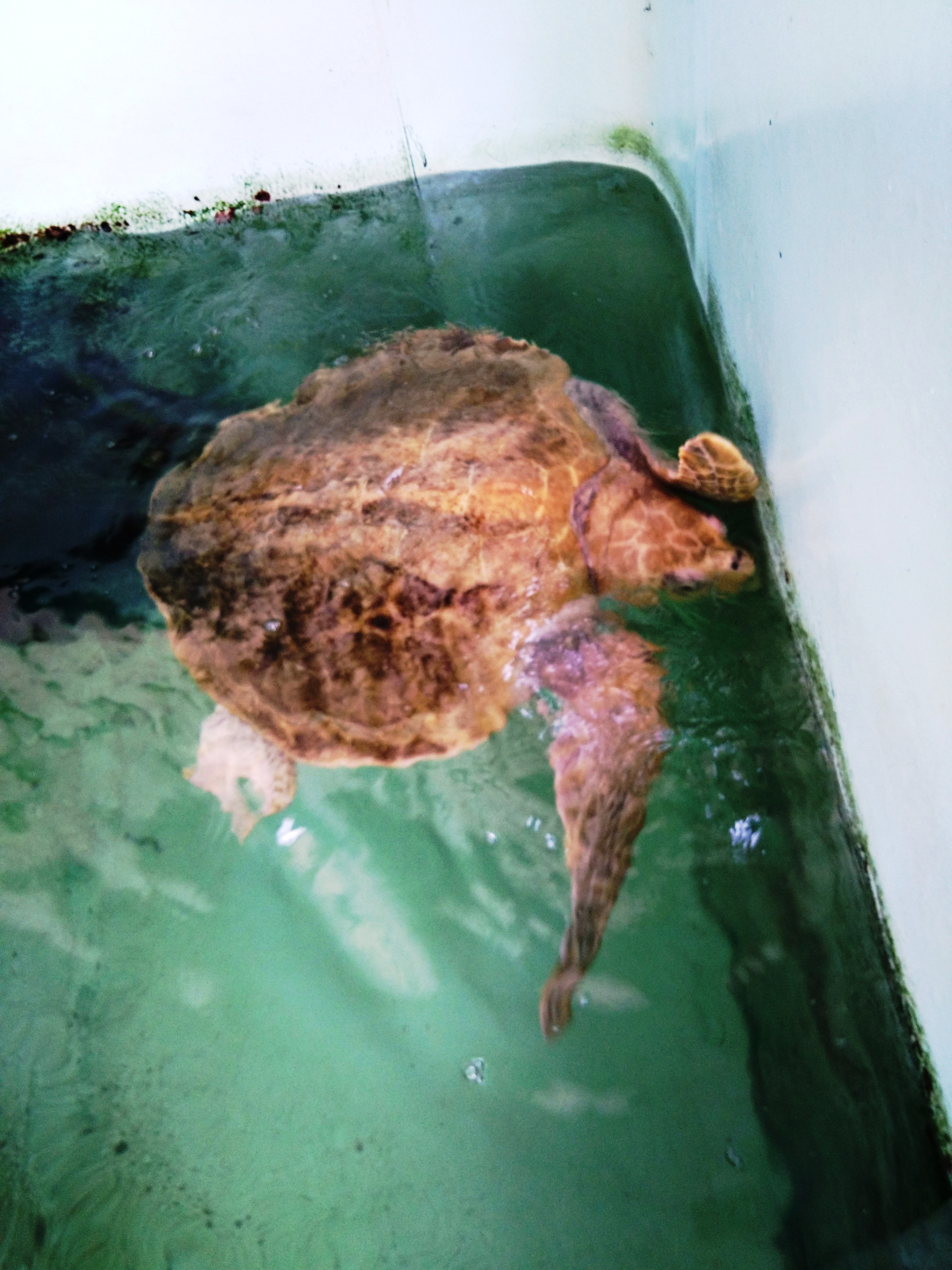
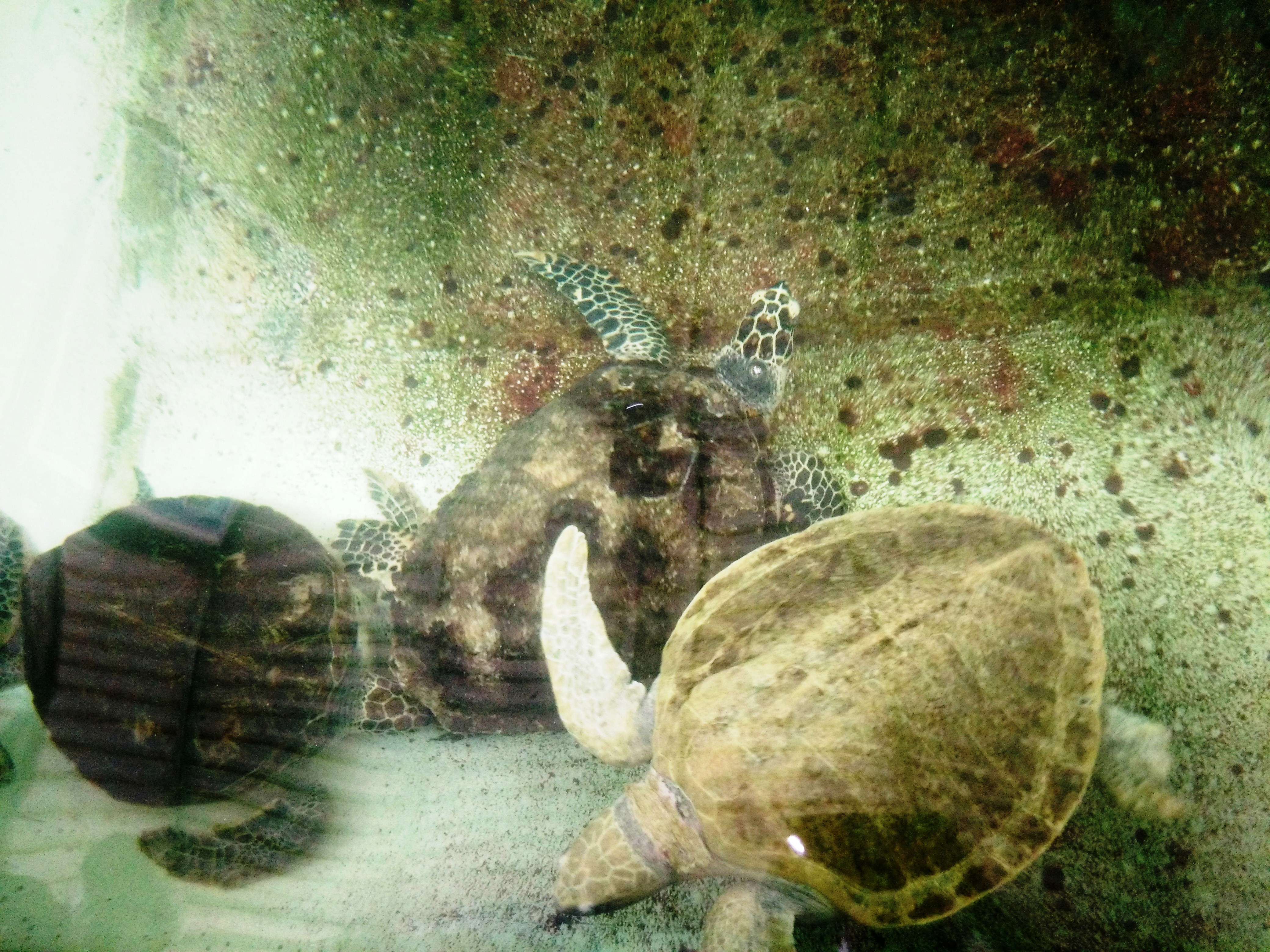